# Timișoara
Timișoara (în latină Timisvaria; în maghiară Temesvár; în germană Temeschwar, alternativ Temeschburg sau Temeswar; în sârbă Темишвар, cu alfabet latin: Temišvar; în turcă Temeșvar) este municipiul de reședință al județului Timiș, Banat, România. Se află în vestul României, aproape de frontierele cu Ungaria și Serbia, pe malul râului Bega.
Numele localității provine de la cel al râului Timiș, combinat cu substantivul maghiar vár, „cetate”, adică Cetatea Timișului. Situat pe râul Bega, Timișoara este cel mai mare și important oraș al regiunii istorice Banat. Din 1848 și până în 1860 a fost capitala Voivodinei Sârbești și Banatului Timișan. După Primul Război Mondial Timișoara a intrat în componența României. În anul 1989, orașul a fost focarul Revoluției Române, care a îndepărtat de la guvernare regimul comunist.
Timișoara este capitala regiunii de dezvoltare Vest și cel mai important oraș al macroregiunii de dezvoltare Sud-Vest a României.
Stațiunile turistice Buziaș și Băile Călacea sunt aflate la o distanță de 34, respectiv 25 de km de municipiu, fiind menționate încă de pe vremea romanilor pentru proprietățile curative ale apelor termo-minerale din zonă ; iar regiunile viticole Recaș și Silagiu sunt recunoscute pe plan intern și internațional pentru vinurile produse aici.
La recensământul din 2011 avea 319.279 de locuitori și era al treilea oraș ca populație din România, fiind printre puținele orașe care au înregistrat o creștere de la cifra înregistrată la recensământul din 2002. Zona metropolitană Timișoara cuprinde 27 de localități, are o suprafață de 2.439,19 km², și o populație de 468.162 de locuitori.
Potrivit datelor Institutului Național de Statistică, ce iau în considerare indici de migrație internă și navetism, Timișoara adună zilnic peste 500.000 de oameni, fiind orașul cu cea mai rapidă urbanizare din România, fenomen demografic corelat cu dezvoltarea economică accelerată a județului Timiș. Timișul este din anul 2023 cea mai mare piață de real-estate din România, cu 1.459 de proiecte în execuție și pregătire.
Conform datelor oficiale furnizate de Banca Mondială, Timișoara este orașul cu cea mai mare creștere economică din Uniunea Europeană. În clasamentul mondial al calității vieții realizat de platforma Numbeo, Timișoara se află pe primul loc în România, pe poziția 84 în lume și 53 în Europa, imediat după Philadelphia, Birmingham,  Praga sau Berlin, și peste Lisabona, Bruxelles, Manchester sau Lyon.
Este singurul oraș din România inclus de publicația Time în topul destinațiilor turistice din lume, alături de Washington, D.C., Barcelona sau Napoli. A fost desemnat cel mai bun oraș de city-break din Europa în anul 2023.
Timișoara are cea mai dinamică economie din România și cel mai mare aflux de investiții dintre orașele regionale ale țării, având cea mai ridicată rată antreprenorială din regiune și un sistem de Startup-uri în plină dezvoltare. Timișoara este cel mai bun oraș pentru afaceri din România, conform companiei Forbes. Este singurul oraș din Europa de Est cu grad investițional AAA, calculat de agenția Fitch Ratings.
Trendul se va accentua odată cu aderarea României la Spațiul Schengen și celelalte structuri euro-atlantice, datorită proximității imediate la graniță și accesului rapid al Timișoarei la piețele din Occident și Balcanii de Vest.
Împreună cu Aradul formează cea mai mare aglomerare urbană din afara Bucureștiului, constituind o conurbație cu o arie teritorială de polarizare de peste 5.000 km² și o populație de 805.000 de rezidenți.
Timișoara este un centru industrial, comercial, medical, cultural și universitar important pentru România. Acesta găzduiește sediile multor firme autohtone: compania aeriană Carpatair; retailer-ul Life Care; compania de IT&C ETA2U; Profi, cel mai mare jucător de pe piața românească de retail; producătorul de sisteme de iluminat ELBA; producătorul de vopsele Azur; producătorul de contoare și regulatoare electrice AEM; firma de încălțăminte Guban; fabrica de bere Timișoreana; precum și cel mai mare combinat de prelucrare a cărnii din sud-estul Europei, Comtim.
Timișoara este cel mai mare centru academic din euroregiunea DKMT, având aproximativ 50.000 de studenți în patru universități publice: Universitatea de Vest, Universitatea Politehnica, Universitatea de Medicină și Farmacie „Victor Babeș”, Universitatea de Științe Agricole și Medicină Veterinară a Banatului, și trei private: Universitatea Tibiscus, Universitatea Dimitrie Cantemir și Universitatea Ioan Slavici.
Clădiri emblematice pentru oraș sunt Catedrala Mitropolitană Ortodoxă și Palatul Culturii din Piața Victoriei, respectiv Domul Romano-Catolic, Vicariatul Sârbesc și Palatul Baroc din Piața Unirii. Printre obiectivele turistice se numără Castelul Huniade, Bastionul Theresia, Muzeul de Artă, Muzeul Satului Bănățean și Grădina Zoologică.
Timișoara a fost în anul 2016 primul oraș Capitală a Tineretului din România ; în anul 2023 a fost Capitală Europeană a Culturii, alături de orașele Eleusina și Veszprém ; iar pentru anul 2028 candidează la titlul de Regiune Gastronomică Europeană din partea României.

## Istorie
„…Sunt convins că, în perspectivă, Timișoara va avea soarta tuturor celor care au avut curajul să determine istoria înaintea altora…”—Octavian Paler
Timișoara are o istorie îndelungată care începe cu antice așezări umane pe actuala vatră a orașului și mai apoi cu apariția primei cetăți fortificate, în jurul secolului al XII-lea. Cetatea a trecut prin diferite stăpâniri care i-au marcat profund cursul dezvoltării. A început să se dezvolte sub stăpânirea ungară a lui Carol Robert de Anjou, în secolul al XIV-lea, devenind pentru scurt timp și capitală a regatului ungar. Cetatea a fost apoi cucerită de otomani, în 1552 și pentru aproape două secole a devenit un important bastion militar turcesc. În 1716 cetatea e cucerită de Imperiul Habsburgic și începe reconstrucția și dezvoltarea orașului drept capitală a Banatului. Colonizarea Banatului face din Timișoara un centru multicultural și multiconfesional. Construcția canalului navigabil Bega dă avânt dezvoltării economice și a comerțului. Orașul cunoaște o perioadă de înflorire fără precedent, ajungând să primească numele de „Mica Vienă” ca recunoaștere a importanței și frumuseții lui. În 1919 cea mai mare parte a a Banatului istoric se unește cu România, iar în Timișoara se instaurează pentru prima dată administrația română. Ocupația sovietică de după Al Doilea Război Mondial marchează începutul perioadei comuniste, perioadă care ia sfârșit în 1989 odată cu revoluția anticomunistă: revoluție pornită tocmai din orașul de pe Bega.

### Timișoara timpurie

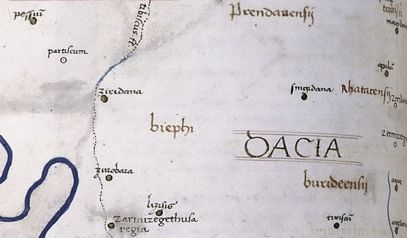
Tibiscus și așezările aferente pe o hartă a Daciei, realizată după Geografia lui Ptolemeu.

Primele urme umane existente pe teritoriul de astăzi al Timișoarei datează din neolitic, mai bine de 10.000 de ani în urmă. Poziția geografică a vetrei pe care s-a dezvoltat orașul Timișoara, în centrul unei zone delimitate de trei artere importante de circulație (Mureș, Tisa, Dunărea), fertilitatea câmpiei bănățene, luncile și mlaștinile întinse din preajmă au oferit încă din vechime condiții favorabile de hrană și viețuire a oamenilor.
În cartierul Fratelia au fost descoperite vase ceramice aparținând culturii Vinča, iar în altă locație, un complex de locuințe și ceramică. De asemenea, au fost descoperite obiecte aparținând acestei perioade (anul 4000 î. Hr.) în cartierele Cetate, Mehala și la Pădurea Verde.
Referitor la perioada bronzului, cea mai relevantă descoperire este o necropolă de incinerație în cartierul Fratelia, unde arheologii au scos la lumină 300 de morminte aleși 600 de vase. Această necropolă susține ipoteza că aici exista o așezare stabilă. Au mai fost descoperite urme din epoca bronzului și în siturile din cartierele Fabric și Mehala.
Epoca fierului, legată de înflorirea civilizației geto-dace, este și ea reprezentată. Au fost descoperite ceramică, monede romane din aur și bronz, precum și un cuțit la Pădurea Verde. Din perioada romană au fost descoperite monede, fibule și un vârf de lance în cartierele 1 Mai și Mehala. În vatra orașului este atestată o continuitate și după retragerea aureliană. În cartierul Freidorf au fost găsite fragmente de râșniță, semințe carbonizate, gropi de aprovizionare, toate datând din secolele III–IV și care atestă practicarea agriculturii și creșterea animalelor, iar resturile de vânat indică practicarea vânătorii. De asemenea, în situl de la Cioreni s-a descoperit ceramică autohtonă, dar și romană aparținând secolelor II–IV, iar locuirea așezării se prelungește până în secolele VIII–IX. Tot în acestă așezare a fost identificată o necropolă aparținând feudalismului timpuriu din care s-au cercetat 50 de morminte. Este vorba de același lucru și în cazul cercetărilor de la Dumbrăvița, unde materialul ceramic și celelalte obiecte descoperite au dus la concluzia existenței unei așezări daco-romane datând din secolele II–III.

### Atestarea documentară a castrului Tymes
Se presupune că în secolul al IX-lea, cneazul Glad domnea peste aceste locuri. El a acceptat suveranitatea ungară. Totuși, până acum nu a fost descoperit niciun document care să dateze din acea perioadă. Prima atestare documentară a localității Timișoara este destul de controversată, aceasta fiind plasată de specialiști fie în 1212, fie în 1266. În această perioadă, cetatea ocupa o suprafață dreptunghiulară, iar fortificația consta dintr-un val de pământ cu palisadă care era apărată din trei părți de brațe de apă, iar pe a patra latură de un canal. Așezarea care a evoluat în această zonă nu dobândise până atunci o importanță politică, economică, socială sau religioasă, pentru că rolul dominant în zonă, în plan politic și spiritual, îl avea Cenadul. În 1175 este menționat comitatul Timiș, dar sursele nu menționează care este centrul economic și administrativ al acestuia. În momentul atestării sale, acesta făcea parte din comitatul Timiș, o unitate administrativ-teritorială a regatului ungar. Teritoriul cunoscut mai târziu ca Banat, cu centrul administrativ în Urbs Morisena (apoi Cenad) fusese cucerit de către maghiari în jurul anului 1030 și încorporat regatului ungar.

### Timișoara medievală în Regatul Ungariei

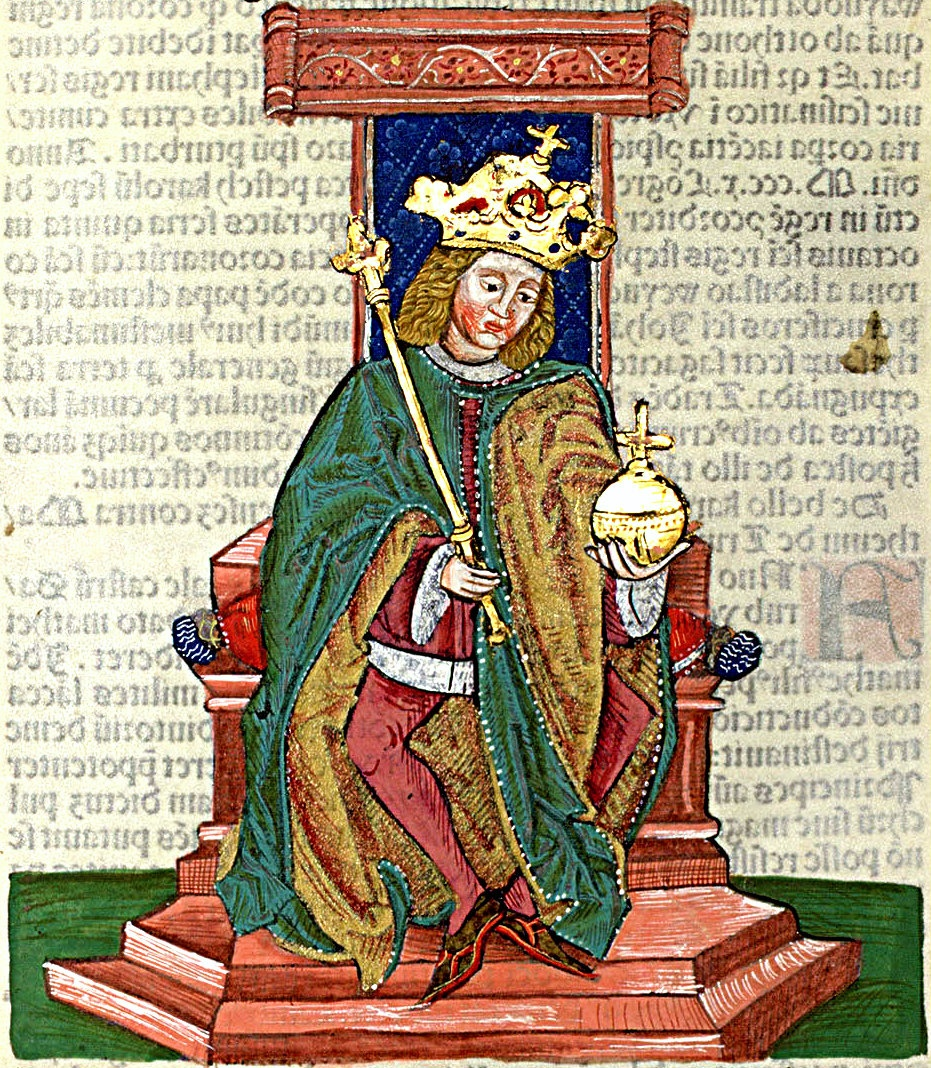
Carol Robert de Anjou a stabilit capitala Regatului Ungariei la Timișoara (1315–23).

Fiind așezată într-un punct strategic, de unde putea fi controlată o mare parte a Câmpiei Banatului, atât Timișoara cât și funcția de comite de Timiș au devenit din ce în ce mai importante. Timișoara a primit un impuls deosebit în timpul domniei regelui Carol Robert de Anjou care în urma vizitei sale din 1307 a ordonat construirea unui palat regal, pe locul unde este acum Castelul Huniade, iar în timpul anarhiei feudale acesta chiar și-a mutat capitala la Timișoara. Stabilirea curții regale în acest loc a determinat o creștere demografică a așezării, dar importanța ei a devenit și comercială și politică. Timișoara a devenit capitala regatului ungar pentru o perioadă de opt ani, între 1316 și 1323. Carol Robert de Anjou a mai revenit la Timișoara în 1330 când a pornit de aici împotriva lui Basarab I, domnul Țării Românești. Palatul regal a fost ridicat cu meșteri italieni și era organizat în jurul unei curți dreptunghiulare având un corp principal care era prevăzut și cu un donjon sau un turn.
Timișoara a jucat un rol important și în lupta cu noua amenințare de la sud: turcii otomani. În 1394 turcii conduși de Baiazid au trecut pe lângă Becicherecu Mare și Timișoara în drumul lor spre Țara Românească, unde au fost înfrânți de către voievodul muntean Mircea cel Bătrân în bătălia de la Rovine. Timișoara a servit din nou ca punct de concentrare al forțelor armate creștine odată cu numirea lui Ioan de Hunedoara în anul 1440 drept comite de Timiș. Acesta, între 1441 și 1456 și-a mutat reședința în Timișoara și a dispus edificarea unui nou castel, cu ajutorul unui arhitect italian, pe ruinele vechiului palat-castel regal, grav avariat de un cutremur. Ioan este cunoscut pentru reputata victorie de la Belgrad asupra otomanilor, fiind considerat în acea vreme apărător al creștinătății. Cetatea va rămâne în posesia Corvineștilor până în 1490. După moartea lui Ladislau al V-lea, regele Ungariei, în 1458 Matei Corvin, fiul lui Ioan de Hunedoara, este ales suveran al Ungariei. Acesta este considerat de către istoriografia maghiară drept unul dintre cei mai mari regi din istoria Ungariei. Odată cu extinderea teritorială a Imperiului Otoman în această parte a Europei, Timișoara, prin poziția sa și prin forța garnizoanei sale, a devenit cheia unui întreg sistem defensiv ce asigura partea sud-estică a Ungariei. Din această cauză încercările de cucerire ale turcilor au devenit din ce în ce mai insistente. Astfel, tentative de cucerire a cetății au loc în anii 1462 și 1467, dar aceste expediții au eșuat. În 1478 Matei Corvin numește în funcția de comite de Timiș pe Paul Chinezu.

#### Răscoala lui Gheorghe Doja (1514)

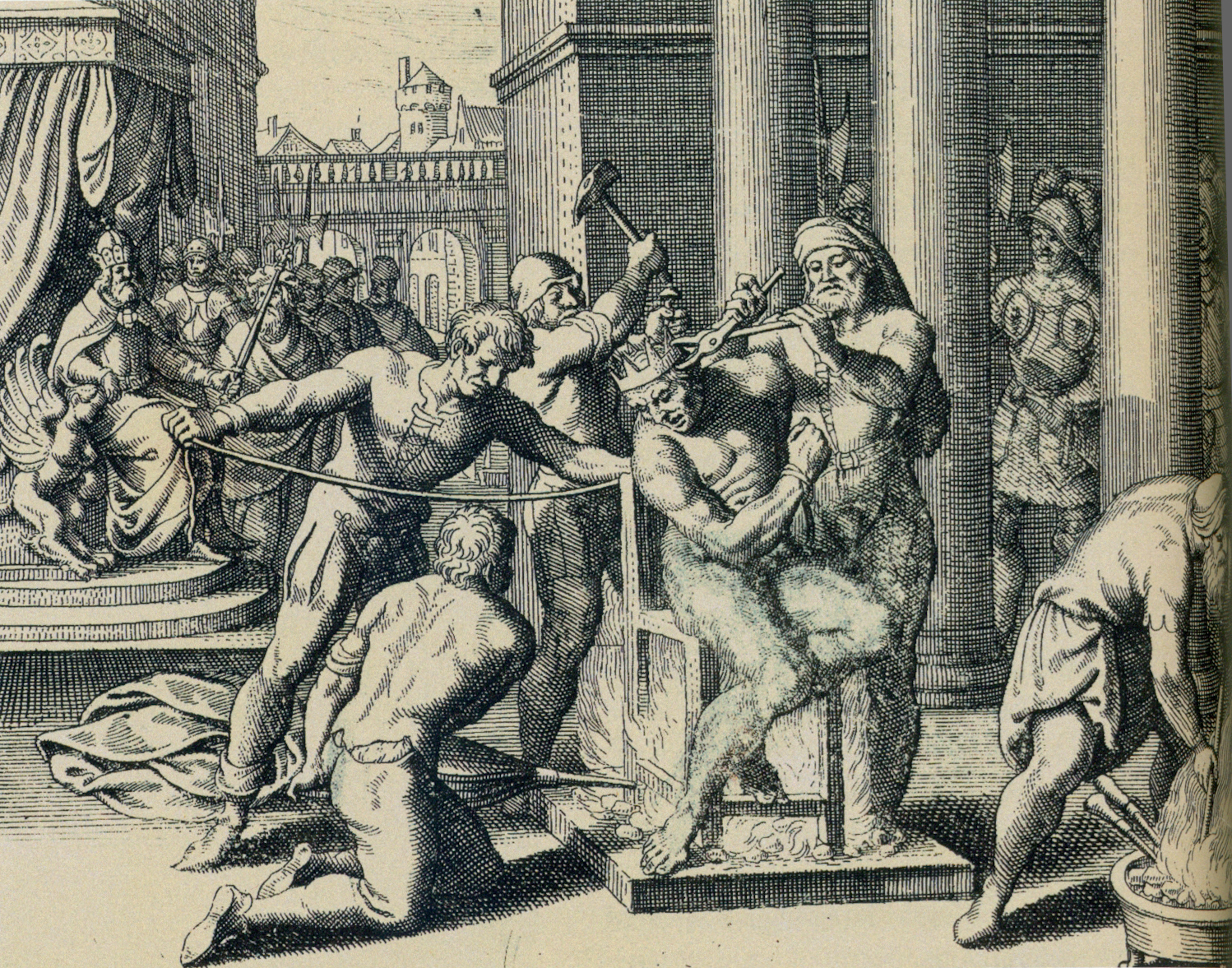
Execuția lui Gheorghe Doja în 1514, gravură din prima jumătate a secolului al XVII-lea.

Un episod deosebit din istoria Timișoarei îl reprezintă asediul cetății de către oastea țăranilor răsculați condusă de Gheorghe Doja. Războiul țărănesc a pornit din Transilvania, după ce Gheorghe Doja a fost numit comandant al cruciadei antiotomane, inițiate de Papa Leon al X-lea. Acesta promisese iobagilor participanți la cruciadă eliberarea, însă cum războiul nu a mai avut loc, nemulțumirea maselor oprimate a dus la transformarea revoltei într-o răscoală. Armatele răsculate, formate din iobagi români și unguri au înfrânt mai întâi nobilimea condusă de comitele Ștefan Báthory și episcopul Nicolae Csáki, dar au fost înfrânte lângă Timișoara de comitele Ioan Zápolya. Gheorghe Doja a încercat să schimbe albia Begăi pentru a se putea apropia mai ușor de cetate, dar nu a avut pentru asta suficient timp înainte de sosirea lui Ioan Zápolya și a fost înfrânt. Se spune că locul unde Doja a suferit o cumplită moarte, fiind pus pe un scaun din fier înroșit și ars de viu, este marcat de statuia Sfintei Marii din piața cu același nume a cartierului Elisabetin. Totuși, ultimele ipoteze susțin că torturarea lui Doja a avut loc chiar lângă castel, de unde nobilii au putut urmări macabrul spectacol. Deci este mult mai probabil ca locul execuției să fie undeva în fața Hotelului Central de lângă Muzeul Banatului.

#### Atacul otoman (1552)

Miniatură otomană din Palatul Topkapi, înfățișând consecințele capturării Timișoarei în 1552.

După moartea lui Ioan Zápolya, Transilvania și Banatul, împreună cu Timișoara, au ajuns sub stăpânirea habsburgilor. După un asediu eșuat în anul 1551, turcii s-au regrupat și s-au întors cu o nouă strategie. La 22 aprilie 1552, o armată de 160.000 de oameni sub comanda lui Ahmed Pașa a plecat de la Adrianopol, iar peste două luni a ajuns în fața Timișoarei, înconjurând-o în două zile. Au construit poduri peste râu, iar mlaștinile au fost acoperite cu lemn și scânduri. Luptele au continuat 25 de zile, iar cei 160.000 de turci au atacat cetatea apărată de numai câteva mii de creștini. Lovitura de grație a fost distrugerea Turnului de Apă care făcea legătura între oraș și castel. Așadar, comitele Ștefan Losonci nu a mai avut altă soluție decât să negocieze predarea cetății și a reușit să obțină promisiunea ca trupele creștine decimate și civilii din oraș vor putea trece cu tot avutul lor, lăsând cetatea în mâna turcilor. Astfel, la 30 iulie 1552, soldații, civilii și răniții ies din cetate încrezători în vorbele pașei, însă acesta își încalcă jurământul. Rănit grav, Ștefan Losonci, comandantul garnizoanei, este adus în fața lui Ahmed Pașa și decapitat. Orașul este apoi prădat, devastat, bisericile creștine sunt transformate în geamii musulmane, iar clopotele distruse.

### Timișoara în Imperiul Otoman

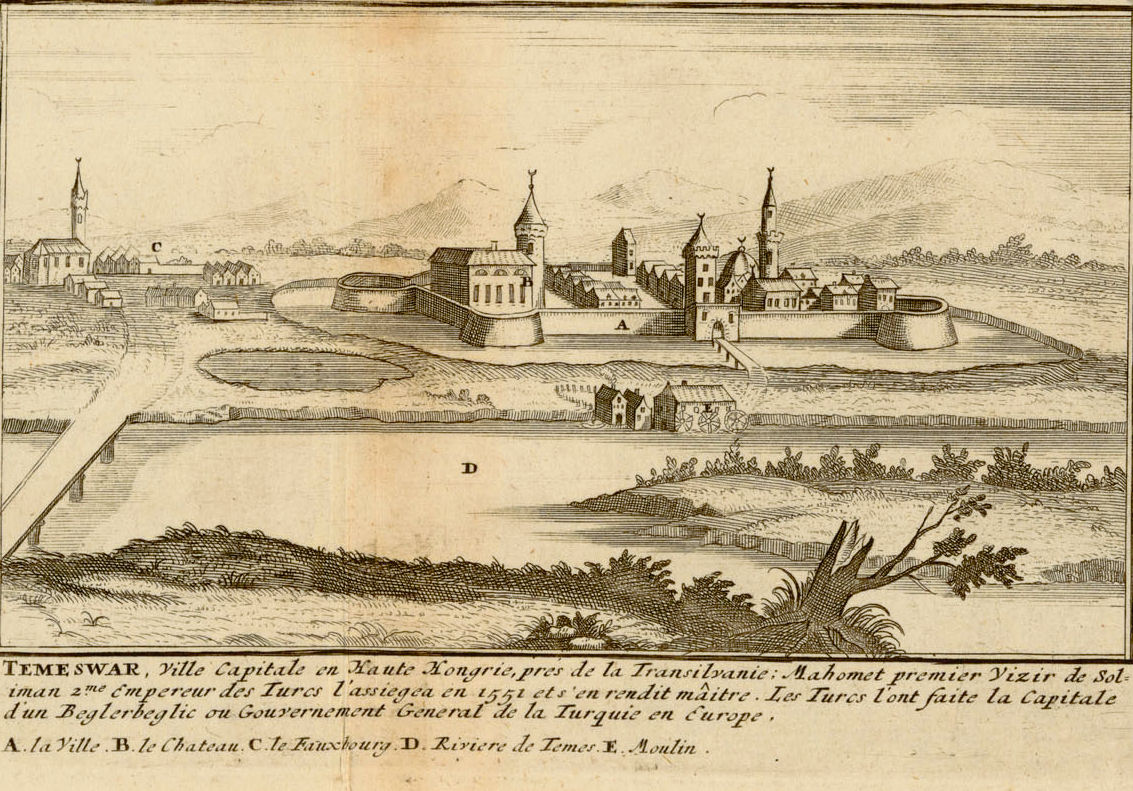
Hartă a Timișoarei otomane de Nicolas Sanson, 1656

Transformarea Timișoarei în capitală de vilaiet otoman, sub conducerea unui vali (guvernator) sau beilerbei (uneori cu rang de pașă sau chiar de vizir), a schimbat mult orașul, în primul rând în ceea ce privește compoziția etnică. Musulmanii privilegiați (și odată cu ei și primii evrei, de rit sefard) au venit aici. Pe lângă agricultură s-a dezvoltat mult și comerțul. În această perioadă, o parte din Banat era organizată de către turci ca vilaiet. Aceasta cuprindea șase sangeacuri: Timișoara, Cenad, Lipova, Jula, Moldova Veche și Orșova, dar reședința vilaietului a rămas la Timișoara, care avea atunci același statut cu Buda și Belgrad, unde conducea un supus direct al sultanului, un beilerbei. Orașul a fost împărțit în patru districte, iar suburbiile în 10 mahalale. Casele au fost construite din lut și acoperite cu țigle din lemn, străzile fiind pavate cu lemn. Apa folosită pentru spălat și băut provenea din râul Bega (numit din greșeală Timiș), dar tot aici se aruncau și gunoaiele. Orașul avea un caracter policentrat, din cauza condițiilor geografice (foarte multe canale și mlaștini). Din necesități de ordin militar a fost nevoie ca fiecare cartier să fie fortificat. Fortificațiile, în afară de castel, au fost realizate din lemn și pământ.
Cu excepția unei perioade de la sfârșitul secolului al XVI-lea, orașul nu a mai suferit asedii până la sfârșitul secolului al XVII-lea. Dar rolul său militar și strategic a rămas foarte important prin implicarea garnizoanei turcești în acțiunile desfășurate în alte zone de interes pentru Poarta Otomană. Puternica garnizoană a fost mereu prezentă în confruntările dintre partidele nobiliare ardelene și dintre pretendenții la tronurile Țărilor Române. Vreme de peste o sută de ani cetatea și orașul au cunoscut un permanent du-te–vino de oști, căpetenii (inclusiv sultanul), de suite militare sau nobiliare. La Timișoara s-au refugiat și au căutat să obțină sprijin militar diferite căpetenii nobiliare turcofile, care râvneau la tronul Transilvaniei. Tot de aici încercau să primească ajutor și unii pretendenți la tronul Țării Românești și chiar al Moldovei. Ca reședință de vilaiet, Timișoara a fost unul dintre cele mai importante centre ale stăpânirii otomane și un punct-cheie în această parte a Europei.

#### Răscoala antiotomană (1594)
În 1594, Banul de Lugoj-Caransebeș, George Palotici (George Palotić de Ilidia) declanșează o răscoală antiotomană în Banat, având centrul la Becicherecu Mare. După patru eșecuri consecutive, beilerbeiul de Timișoara, Hassan cel Mic, a reușit să o înfrângă doar după ce a adunat o armată de 30.000 de oameni și o puternică artilerie. În urma unei puternice ofensive transilvănene conduse de Georg Borbély, armata creștină a cucerit cetățile Bocșa, Șoimoș, Cenad, Nădlac, Pâncota, Arad, Făget, Lipova și Vârșeț, dar Timișoara a rămas neatinsă.

#### Tentative de recucerire
O primă încercare de recucerire a orașului are loc în 1596 când o oaste a lui Sigismund Báthory, împreună cu 4.000 de soldați trimiși de Mihai Viteazul și 4.000 de creștini din Banat, încep asediul cetății, iar mai târziu în sprijinul asediaților vin și 10.000 de tătari. După 40 de zile de eforturi zadarnice asediatorii se retrag. O nouă oaste transilvăneană revine anul următor, dar și de această dată încercarea se soldează cu un eșec. Din timpul revoltei antiotomane a țărilor românești mai este de menționat un raid al soldaților lui Mihai Viteazul, care devastează mahalalele în 23 februarie 1600, iar apoi încercarea lui Gheorghe Basta și a lui Radu Șerban de eliberare a cetății în anul 1603, ale căror armate însă nu ajung nici măcar sub zidurile orașului.
Nici imperialii nu subestimau importanța Timișoarei, din moment ce principele elector Friedrich August von Saxen intenționează în repetate rânduri să asedieze cetatea (în 1695 și 1696). Pe de altă parte, zădărnicirea acestor planuri prin intervenția trupelor otomane conduse de însuși sultanul Mustafa al II-lea, fuga acestuia la Timișoara în urma înfrângerii suferite la Zenta (1697), dar și reconstruirea fortificațiilor din porunca noului sultan Ahmed al III-lea (1703), demonstrează importanța cetății în planurile otomanilor.

#### Cucerirea Timișoarei de către habsburgi

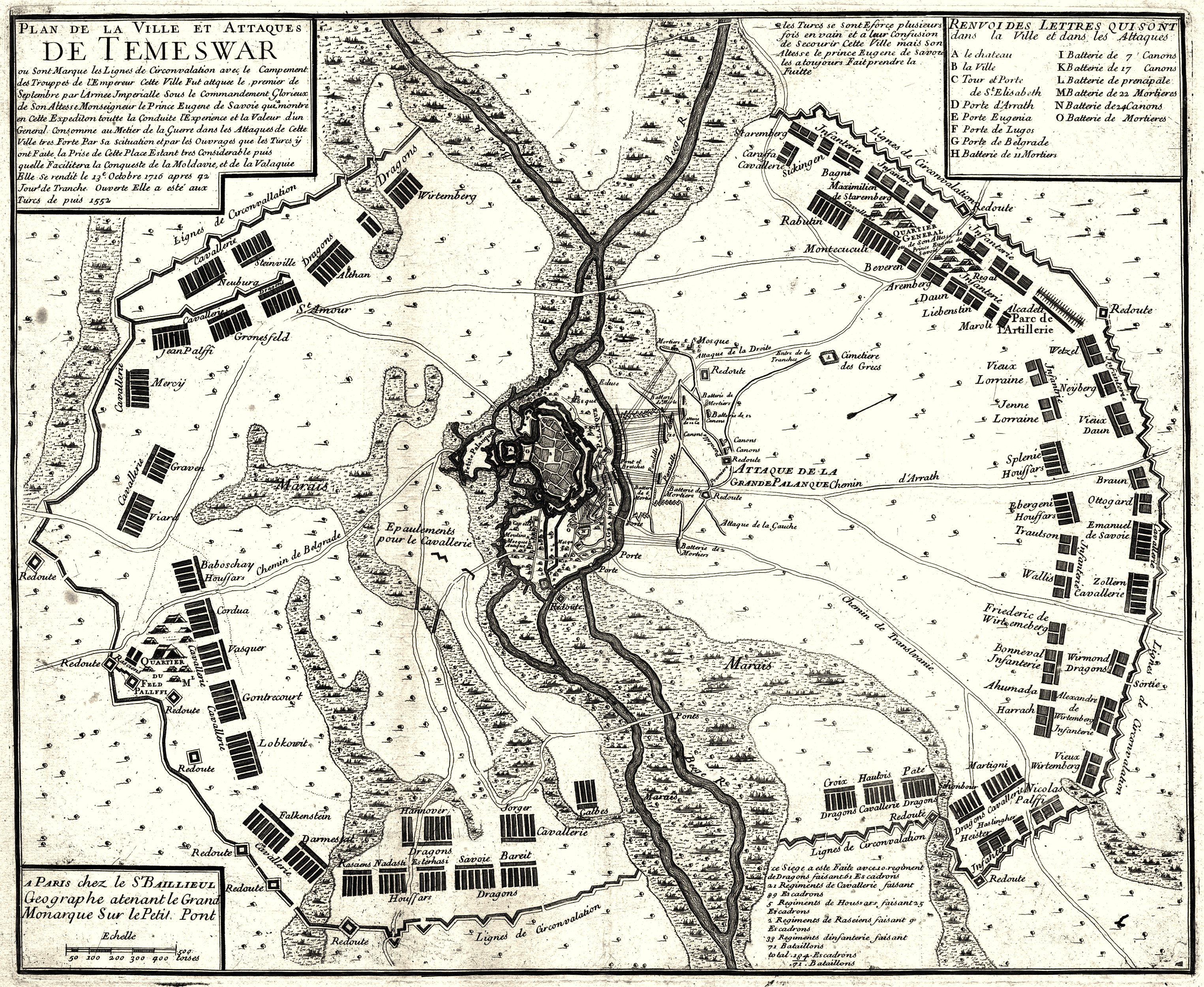
Planul asediului din 1716 al Timișoarei

După 17 ani de relativă liniște a izbucnit un nou război austro-turc. După victoria de la Petrovaradin (5 august 1716) asupra oștilor otomane, prințul Eugen de Savoia decide cucerirea cetății Timișoara, pentru a pune stăpânire pe această importantă poziție strategică. În urma unui asediu de 48 de zile, însoțit de bombardamente repetate, care au distrus în mare parte clădirile din interiorul cetății, la 12 octombrie 1716, Mehmed Pașa, ultimul comandant otoman al Timișoarei, a acceptat capitularea, iar garnizoana turcă a părăsit definitiv orașul la 17 octombrie. La 18 octombrie prințul Eugen de Savoia și-a făcut intrarea triumfală într-o cetate grav răvășită de violentul asediu. Garnizoana otomană s-a retras în sudul Dunării, iar după 164 de ani cetatea a intrat din nou în stăpânirea europenilor.

### Timișoara în Imperiul Habsburgic

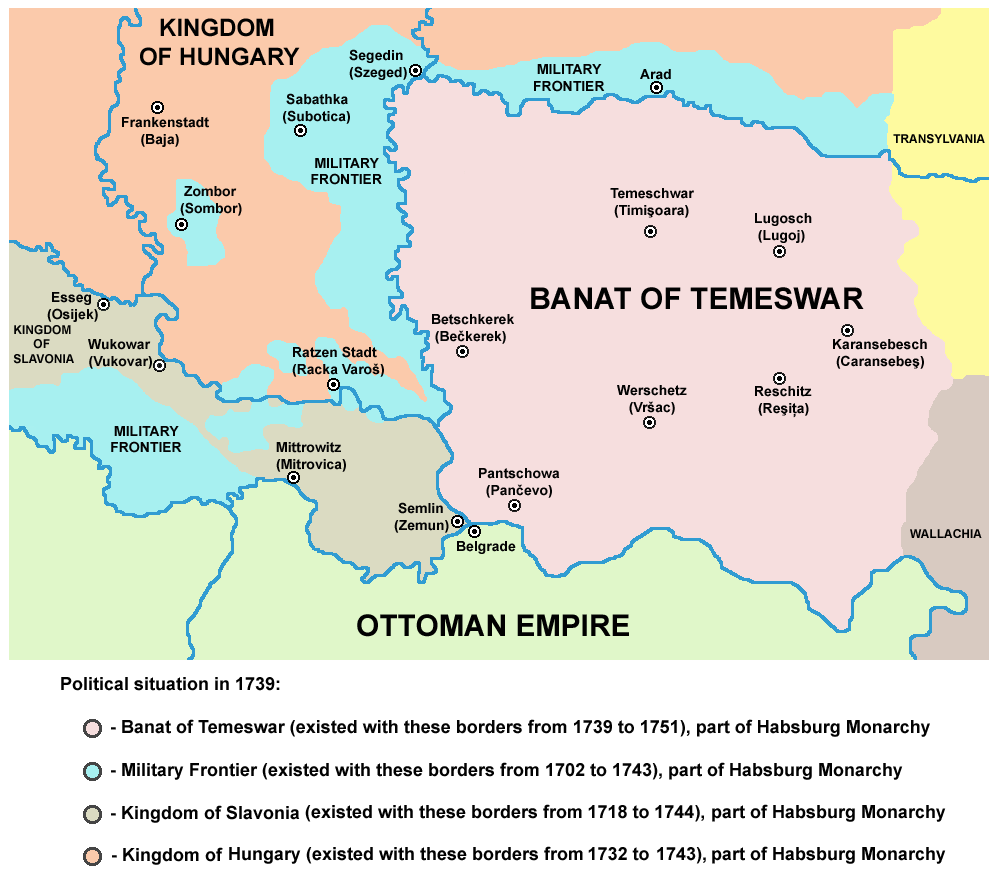
Banatul Timișoarei, provincie a Monarhiei Habsburgice, între 1739 și 1751

În 21 octombrie 1716, prințul Eugen de Savoia adresează împăratului Carol al VI-lea propunerea ca Banatul Timișoarei să fie organizat și guvernat astfel încât să aducă folos Casei de Habsburg. În 12 iulie 1717 generalul-conte de Mercy înaintează Camerei Aulice de la Viena „Proiectul modest de organizare a Banatului Timișoarei”. După aprobarea proiectului s-a întocmit „Comisia de organizare a Țării Banatului”, care va funcționa sub conducerea contelui de Mercy. În sfârșit, la 28 iunie 1719, împăratul a semnat decretul care numea Administrația Banatului și stabilea sediul acesteia la Timișoara, care devenea astfel capitala unei provincii a Monarhiei Habsburgice și reședința principalelor structuri administrative. S-a creat însă un aparat administrativ stufos, care impunea treptat o nouă mentalitate în viața orașului.
De la inaugurarea sa și până în anul 1751, Banatul Timișoarei a fost guvernat militar. Începând din anul 1751 și până în anul 1778, când acesta fost reîncorporat în Regatul Ungariei, administrația a fost una civilă, cu excepția graniței militare. După reîncorporare, Banatul este divizat în trei comitate, iar Timișoara a pierdut statutul de reședință de provincie imperială. Tot din acest moment în administrație a fost introdusă limba maghiară.

#### Timișoara, oraș liber regesc
Un moment important în existența Timișoarei a intervenit în anul 1781. Prin Diploma din 21 decembrie 1781, emisă de împăratul Iosif al II-lea, Timișoara a dobândit statutul privilegiat de oraș liber regesc în Regatul Ungariei. Statutul a fost reînnoit în anul 1790 de împăratul Leopold al II-lea. Beneficia de acum de o serie de avantaje importante care au îngăduit dezvoltarea accelerată a activităților urbane: orașul era scos de sub jurisdicția comitatului Timiș, avea dreptul să trimită reprezentanți proprii în Dieta Ungariei, își alegea proprii dregători și jurați, percepea vamă la intrarea și ieșirea mărfurilor, avea dreptul de a organiza târguri anuale și săptămânale, de a-și stabili bugetul propriu de venituri și cheltuieli anuale, era scutit de anumite obligații fiscale și avea dreptul la o stemă proprie, printre altele.

#### Colonizarea germană
După cucerirea Banatului, autoritățile imperiale de la Viena au început un amplu proces de colonizare, folosind în special germani catolici din Württemberg, Suabia, Palatinat, Luxemburg, Hessen, Alsacia, Lorena, Elveția, Austria, etc, inclusiv foști hughenoți convertiți, între timp, la catolicism. Acești coloniști, care nu erau la origine numai șvabi, au devenit cunoscuți sub numele generic de șvabi bănățeni. Clima neprimitoare a dus la o rată crescută a mortalității, mulți dintre imigranți murind de malarie la 2–3 luni de la sosire. De aceea, pentru o vreme, creșterea populației a fost asigurată doar din procesul de imigrare. Ca rezultat, ponderea germanilor catolici a ajuns la un moment dat la 50% din totalul populației.
Fiind buni meșteșugari, germanii au dezvoltat industria și comerțul. În Timișoara, șvabii s-au stabilit mai ales în Fabric, unde au dezvoltat puternic activitatea meșteșugărească. Datorită nevoii de a asigura condiții bune de viață populației colonizatoare, autoritățile austro-ungare au început o reorganizare a tuturor satelor din Banat, clădind în același timp altele noi. Astfel, regiunea a devenit o rețea organizată, ordonată și cu o structură compactă. În cetate nu au fost acceptați decât catolici. Populația sârbă și românească locuia în suburbii.

#### Canalul Bega
Dacă inițial apa a jucat un rol important în apărarea așezării, în secolul al XVIII-lea, mlaștinile erau considerate principala sursă a molimelor. Cele mai importante realizări teritoriale au ținut de hidrotehnică: regularizarea debitelor râurilor și asanarea mlaștinilor. Între 1728 și 1732 cursul râului Bega a fost regularizat, creându-se un canal navigabil între Timișoara și cursul inferior. Astfel, orașul a fost conectat prin intermediul râului Tisa și al Dunării la rețeaua fluvială central-europeană, devenind apt să facă față transporturilor masive înainte de apariția căii ferate. Prin urmare lucrările de regularizare a cursului Begăi și Timișului și desecarea mlaștinilor au schimbat radical imaginea orașului.

#### Epidemiile de ciumă și holeră

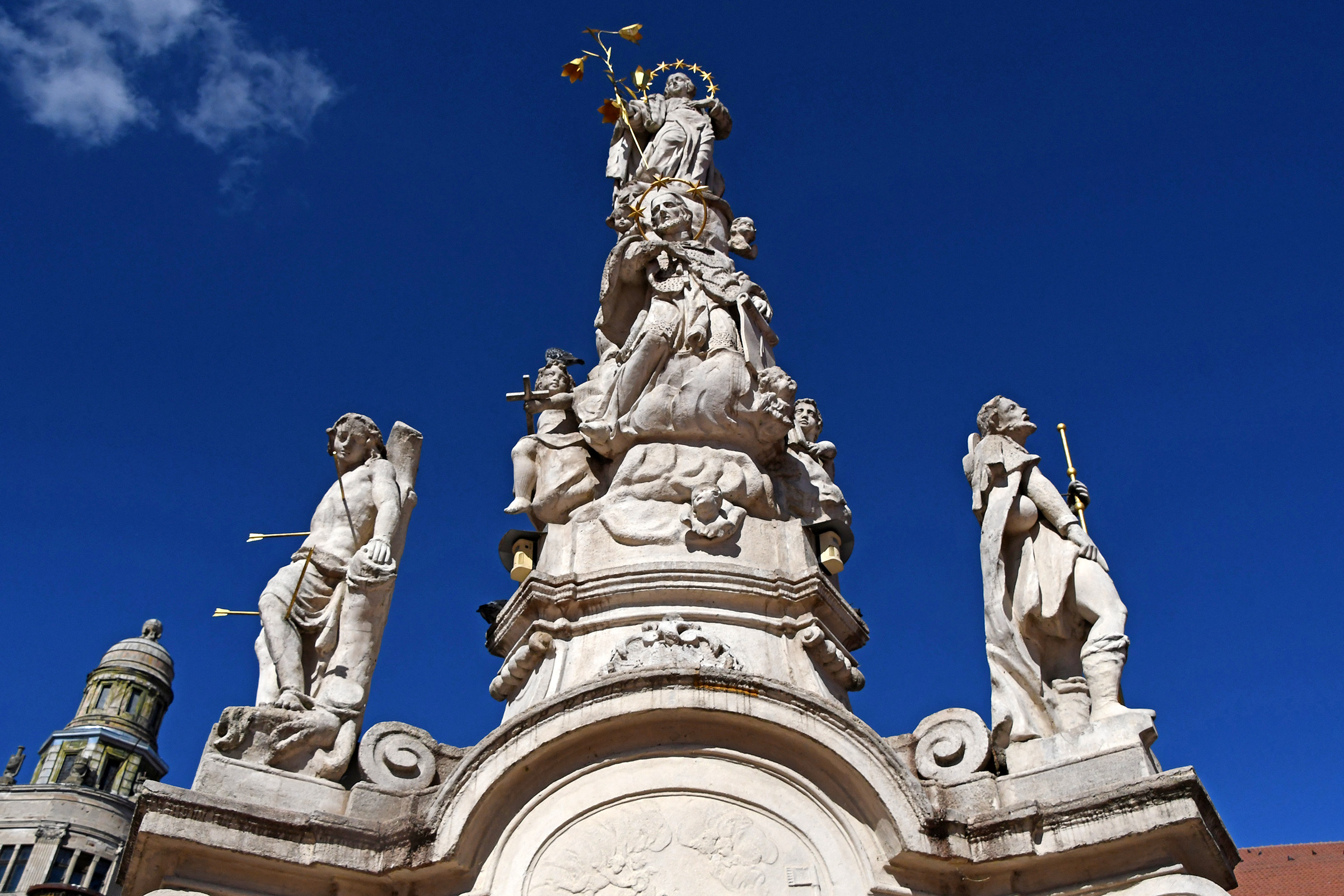
Coloana Ciumei din Piața Libertății, ridicată în memoria victimelor din 1738-40

Orașul este lovit în martie 1738 de o cumplită epidemie de ciumă, care face un mare număr de victime (aproximativ 1000 din totalul de 6000 de locuitori). Un incendiu devastator distruge aproape tot vechiul cartier Palanca Mare, cel mai grav afectat de epidemie. Epidemiile de holeră și ciumă s-au repetat la diferite intervale. Cimitirul înființat în 1723 ajunge neîncăpător, iar în anul 1749 este sfințit un nou cimitir, pe locul actualului Parc Central. Și acesta se umple până în anul 1771, când este închis. În 1831 și 1836 o nouă epidemie de holeră se abate asupra Timișoarei, împuținând ulterior numărul locuitorilor.

#### Revoluția de la 1848

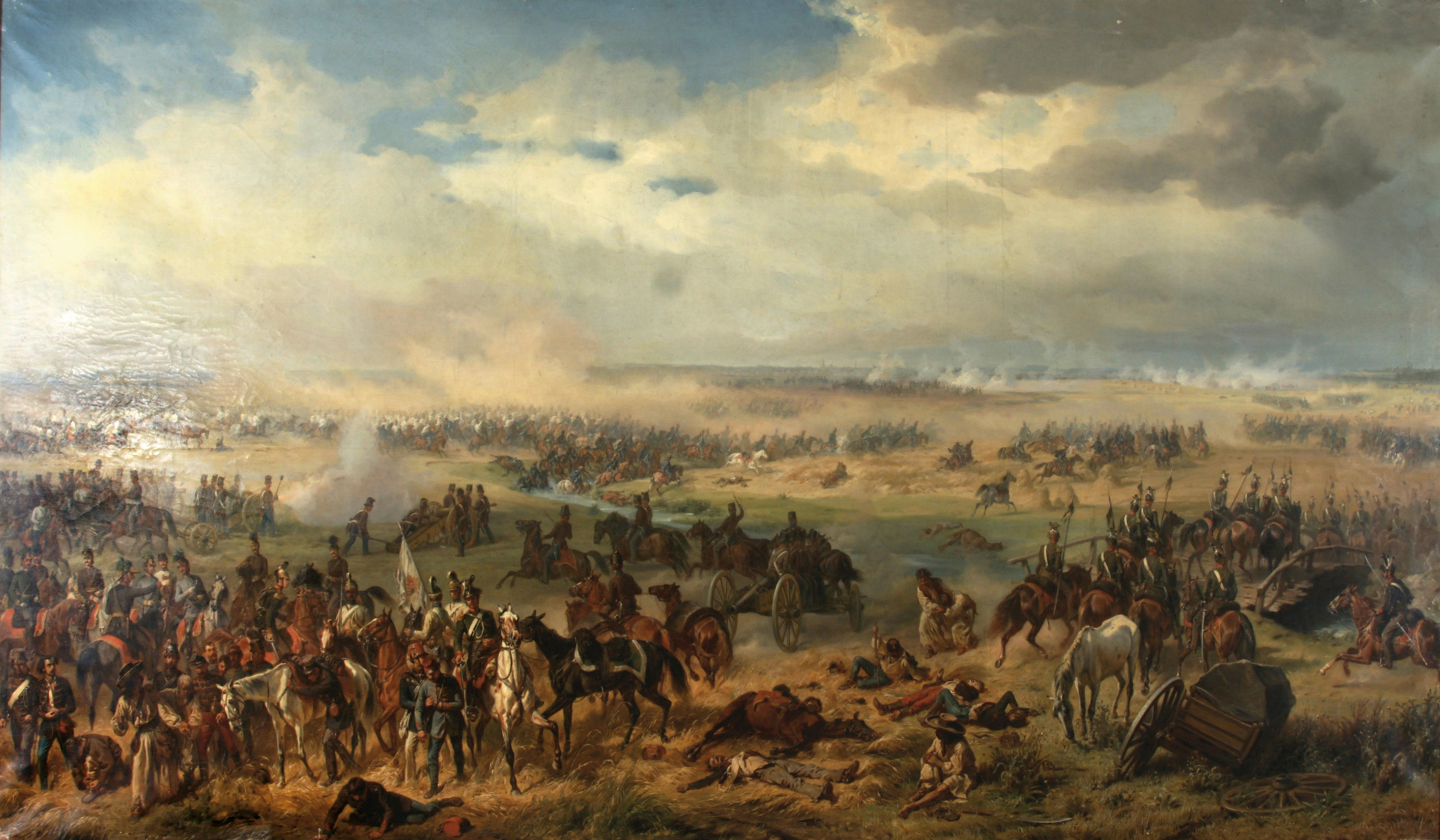
Bătălia de la Timișoara, pictură din 1855 de Albrecht Adam

În 1848 a izbucnit revoluția în Europa. În Imperiul Habsburgic aceasta a avut un caracter preponderent național, maghiarii vedeau momentul oportun pentru a ieși de sub autoritatea Casei Imperiale, în timp ce minoritățile din regatul maghiar doreau să folosească momentul să se desprindă de regatul maghiar. În acest an, trupele revoluționare maghiare au înfrânt trupele imperiale austriece din Transilvania și Banat, asediind timp de 114 zile cetatea Timișoara, fără a o putea cuceri. Totuși pierderile de vieți umane și pagubele materiale au fost semnificative. Revoluția a fost înnăbușită în Banat și Transilvania prin intervenția trupelor imperiale. Ca o urmare directă a revoluției, Ungaria a fost pusă sub o administrație militară, unele provincii intrând, ca domenii ale coroanei, sub jurisdicția nemijlocită a Casei de Habsburg, printre acestea numărându-se și nou-înființata provincie „Voivodina Sârbească și Banatul Timișan” cu reședința în Timișoara.

#### Capitală a Voivodinei Sârbești și a Banatului Timișan
Anii 1849–1850 au însemnat pentru românii bănățeni și ardeleni anii protestelor. În această perioadă a fost elaborată „Petiția generală din 13 februarie 1849”, semnată de șapte reprezentanți ai Transilvaniei și trei reprezentanți ai Banatului, prin care se cerea unificarea tuturor românilor din Imperiul Habsburgic, cu o administrație proprie. Însă, prin Constituția din 14 martie 1849 bănățenii au fost scindați în Voivodina Sârbească și Banatul Timișan care aparțineau de Austria. Noua provincie imperială, a cărei existență fusese consfințită și prin decretul imperial din 18 noiembrie 1849, era condusă atât militar, cât și civil, iar limba oficială era cea germană. Timișoara a fost desemnată drept reședință a guvernatorului, iar orașul își menținea privilegiile obținute ca oraș liber regesc. Prin desființarea vămilor interne, dar și prin vămile protecționiste impuse țărilor vestice dezvoltate s-a creat un cadru favorabil dezvoltării economice din Imperiu, dezvoltând puternic zona și favorizând un impuls economic ce va ajuta la reconstrucția suferită după revoluția de la 1848.
Timișoara avea acum diverse manufacturi (fabrică de bere, mori, fabrică de țesut mătase, săpun, covoare) și era bine aprovizionată cu produse agricole din zona de câmpie a Banatului. Drept consecință imediată, este introdusă o linie de telegraf, iluminatul stradal cu gaz și orașul este legat prin cale ferată de rețeaua din Imperiu și de portul de la Baziaș. În numai câțiva ani, aici se deschid bănci, se înființează Camera de Comerț.
La 15 noiembrie 1857 a fost deschisă calea ferată Timișoara–Seghedin. Călătoria de la Timișoara la Budapesta dura 26 de ore, iar de la Timișoara la Viena 36 de ore.

### Timișoara în Austro-Ungaria

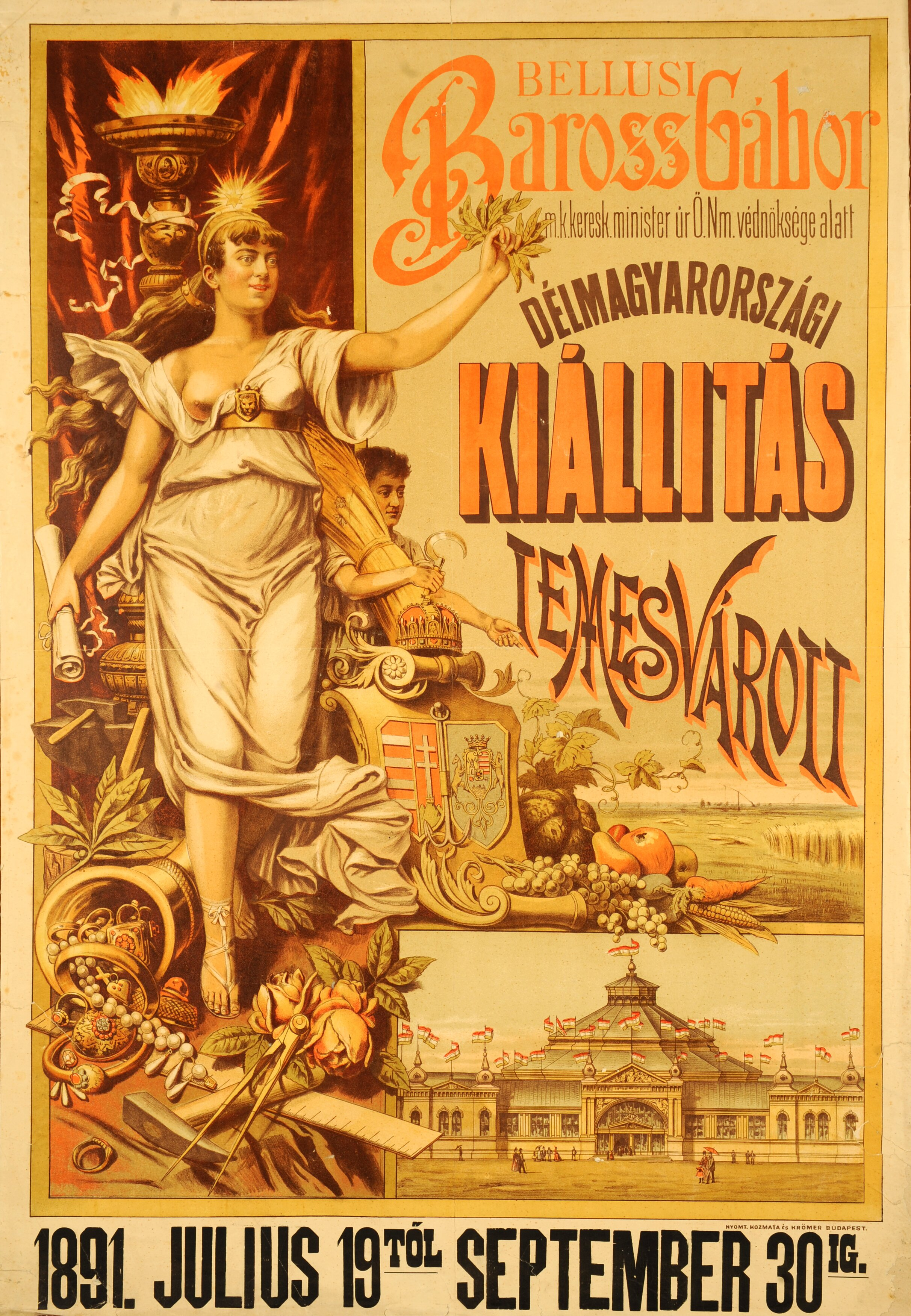
Afiș promovând Expoziția Industrială și Agricolă din Timișoara, 1891

Domnime timișoreană, 1891

În anul 1859 se întâmplă două evenimente importante, Unirea Principatelor Române și războiul austro-franco-piemontez soldat cu înfrângerea Austriei, fapt care a determinat o apropiere a împăratului de aristocrația maghiară. Fruntașii români au aflat despre tratativele dintre austrieci și unguri în privința Banatului, ca regiunea să fie trecută sub administrare maghiară. Andrei Mocioni a cerut o audiență la împărat, a arătat că în Banat nu este motivată o administrație maghiară unde populația este predominant de naționalitate română, apoi sârbă și maghiară. Între 18 și 19 noiembrie 1860 la Timișoara a avut loc o întâlnire tot pe această temă, dar încorporarea Banatului la Ungaria fusese deja decisă la Viena și era una din condițiile pentru o mai strânsă apropiere de Ungaria, respectiv de aristocrația maghiară, de care împăratul avea atâta nevoie pentru succesul politicii sale. Astfel, nici memoriul din decembrie 1860, semnat de peste 12.000 de intelectuali, negustori și meseriași din Banat, nici jalbele și doleanțele sârbilor nu și-au găsit ecou. Prin patenta din 27 decembrie 1860, împăratul Franz Joseph I a decis anexarea Banatului la Ungaria.
La data de 16 februarie 1868, se dau noi legi prin care se dispune ca limba țării și a regiunii să se folosească în scris la toate dezbaterile judecătorești și comunale, în școlile primare, medii și superioare. Comunele puteau să dispună liber asupra pășunilor comunale. Orașele în care nu erau comunități militare urmau să se organizeze drept comune grănicerești cu primari și consilieri comunali. Deși ca primă măsură a fost evident o politică de maghiarizare, totuși, pentru Timișoara această epocă a reprezentat o perioadă de înflorire sub aspect economic și demografic. Instituțiile de credit au investit sume importante în dezvoltarea industriei locale, la trecerea în secolul al XX-lea aici existau numeroase întreprinderi: două fabrici de spirt, o turnătorie de fier, o fabrică de chibrituri, o fabrică de cărămizi, o fabrică de gaz, o fabrică de lanțuri, o fabrică de pălării, o fabrică de ciocolată. Prin intermediul canalului Bega Timișoara era legată prin Tisa și Dunăre la sistemul fluvial al Europei Centrale.

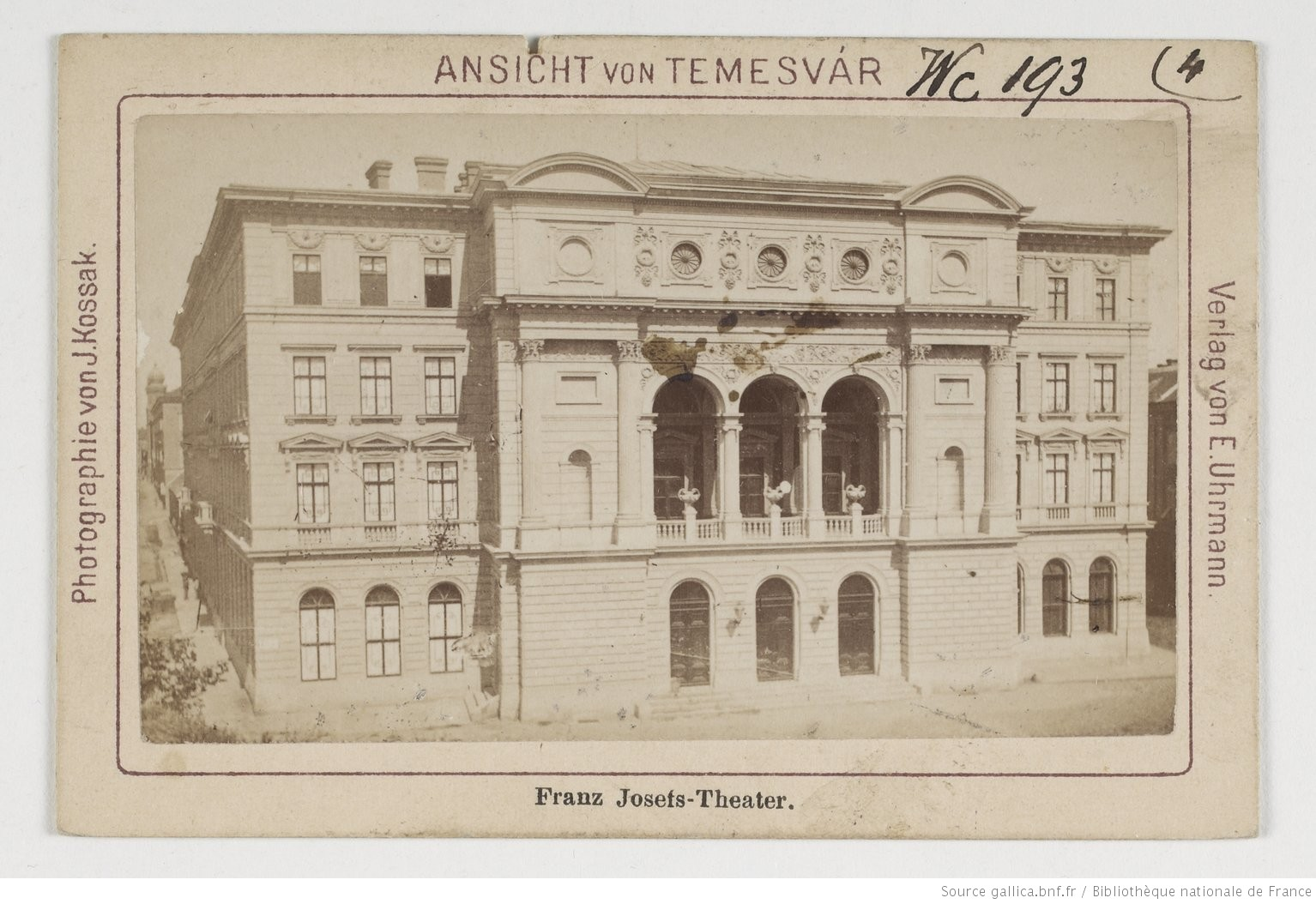
Teatrul Franz Joseph circa 1880, astăzi Palatul Culturii din Timișoara

La data de 6 aprilie 1871 a fost dată în folosință calea ferată Timișoara–Arad. Durata călătoriei spre Budapesta se reducea simțitor față de ruta Timișoara–Jimbolia–Seghedin (inaugurată în 1857). Odată cu inaugurarea căii ferate Timișoara–Caransebeș la 23 octombrie 1876, Timișoara devine nod de cale ferată.
Tot în această perioadă a fost introdus tramvaiul cu cai, telefonul, iluminatul public electric, s-au asfaltat arterele mari de circulație. În 1891, Timișoara a găzduit Expoziția Industrială și Agricolă, la vremea respectivă unul dintre cele mai importante evenimente de profil din Europa. Expoziția s-a desfășurat în Parcul Copiilor și Parcul Rozelor, cu peste 3000 de participanți, grupați în trei pavilioane: industrie, comerț și mașini. În 1899, a fost introdus la Timișoara tramvaiul electric. În timpul mandatului primarului Carol Telbisz s-au dezvoltat inclusiv suburbiile cetății, unde existau manufacturi și meșteșugari pricepuți. Pentru că Timișoara și-a pierdut importanța militară și deoarece era nevoie de o lărgire a spațiului, a avut loc defortificarea cetății. Au fost demolate rând pe rând vechile porți ale cetății, au fost construite bulevarde de legătură cu suburbiile, iar acestea au fost înghițite rând pe rând de oraș.

### Secolul al XX-lea

#### Primul Război Mondial

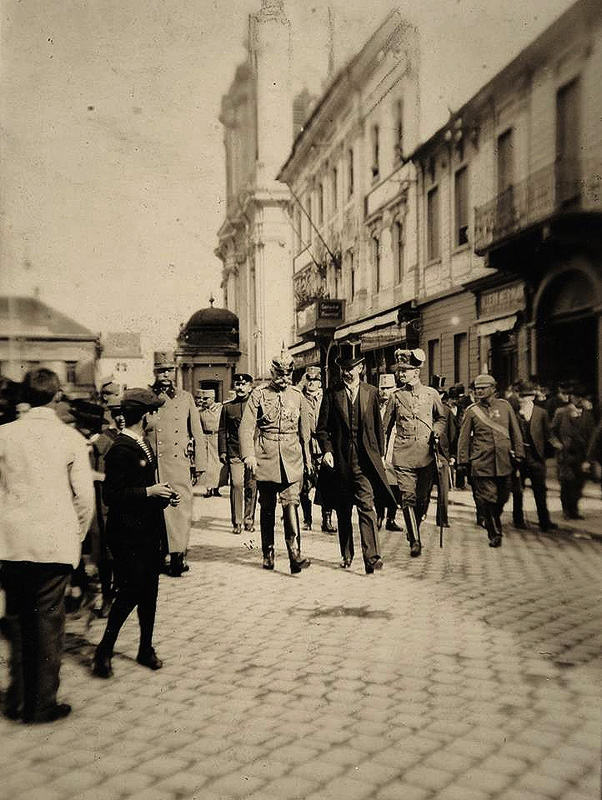
Generalul feldmareșal August von Mackensen alături de primcomitele Timișoarei, Sándor Joanovich, și de comandantul garnizoanei Timișoara, generalul locotenent Hess, în Piața Unirii, 1915.

Anii Primului Război Mondial au adus multiple greutăți în viața populației timișorene. Nivelul de trai a scăzut rapid datorită creșterii masive a prețurilor. Spre exemplu, prețul pâinii a crescut de patru ori în timpul războiului, al făinii de șapte ori, al cartofilor de 14 ori. Inflația accentuată a redus drastic veniturile reale ale populației. Din cauza repetatelor rechiziții, rațiile alimentare puse la dispoziția locuitorilor au fost mereu micșorate, devin insuficiente și aduc numeroase familii în pragul foametei. Pe baza unor legi excepționale sunt suprimate aproape total și puținele libertăți cetățenești existente. O parte a întreprinderilor industriale a fost militarizată și orientată spre producția de război. A sporit durata zilei de lucru și s-a extins utilizarea muncii femeilor și copiilor în fabrici, în locul bărbaților trimiși pe front. Până în ianuarie 1918, din Timișoara au fost mobilizați și trimiși pe front 12.832 de bărbați, dintre care mulți nu s-au mai întors la familiile lor. Mii de femei au rămas văduve, mii de copii au rămas orfani. Pe fondul acestui tablou sumbru, marcat de numeroase lipsuri și pierderi de vieți omenești, nemulțumirile acumulate izbucnesc în agitații de stradă, în frământări sociale. În 2 decembrie 1917 peste 4.000 de oameni au ieșit în stradă și au cerut încheierea imediată a păcii, încetarea războiului.

#### Republica Bănățeană
Sfârșitul Primului Război Mondial a văzut populația Timișoarei într-o stare extrem de tensionată. La 31 octombrie 1918 are loc o mare demonstrație de stradă la Timișoara. În aceeași zi, în sala cazarmei militare are loc o întrunire a celor mai importante personalități politice și militare locale și se înființează un Consiliu Național al Banatului, cu reprezentanți ale celor mai importante etnii din Banat: români, sârbi, germani și unguri.
Cu o zi înainte, Otto Roth, membru în conducerea Partidului Social Democrat din Ungaria și locotenentul colonel Albert Bartha, șeful Statului Major al Comandamentului Militar Timișoara, au participat, în Budapesta, la întrunirea liderilor politici maghiari. Întorși la Timișoara, au convorbiri, în seara de 30 octombrie, cu fruntașii maghiari locali și decid ca la adunarea populară din ziua următoare, care încheia demonstrația de stradă, să proclame Republica Banat, un stat ce urma să fie organizat urmând modelul elvețian și să înființeze Sfatul Poporului din Banat. Lider avea să fie Otto Roth, iar comandant al armatei Albert Bartha. La adunarea din 31 octombrie, Otto Roth proclamă Republica bănățeană. În martie 1919 Otto Roth îi propune comandantului trupelor franceze Franchet d'Esperey, crearea unui Banat independent, sub protecția Franței. În 1919 Banatul a fost împărțit între România și Regatul Sârbilor, Croaților și Slovenilor (numit mai târziu Iugoslavia). Mai târziu, o ultimă încercare de independență vine din partea germanilor din Banat, care în data de 16 aprilie 1920 trimit o petiție la Conferința de Pace de la Paris, cerând reinstituirea republicii, care ar fi inclus nu doar Banatul, ci și regiunea vecină Bačka. Noua republică urma, după planurile germanilor, să fie împărțită în cantoane care să fie administrate de grupurile etnice majoritare din fiecare canton. Conferința de Pace de la Paris a refuzat însă această propunere. Republica Banat, însă, nu era agreată de o parte a românilor care doreau unirea Banatului cu Regatul român. Aurel Cosma, liderul românilor din Banat, a răspuns deciziilor lui Otto Roth astfel: Noi, românii, nu putem primi propunerea domnului Otto Roth. Aspirațiile neamului nostru ne îndeamnă să urmăm altă cale. Vom constitui Consiliul nostru național. Fruntașii românilor părăsesc consfătuirea și, într-o întrunire separată, alcătuiesc Consiliul Militar Național Român, având ca președinte pe Aurel Cosma.
Tot în ziua de 31 octombrie s-a constituit Sfatul Național Militar al Șvabilor din Banat, având ca lider pe locotenentul colonel Albert Fuchs. În seara de 31 octombrie, mii de români din Timișoara și satele învecinate participă la o impresionantă adunare națională în Piața Libertății. Aprobă cu ovații cuvintele rostite de Aurel Cosma: De astăzi înainte s-au rupt pentru totdeauna lanțurile robiei națiunii române. Consiliul Militar Național Român se impune încă din primele zile cu o importantă forță politică, iar prin Comitetul Executiv a susținut interesele locuitorilor români și va acționa cu hotărâre pentru unirea Banatului cu România. Va avea o contribuție majoră la impulsionarea procesului de instaurare a conducerii politico-administrative în localitățile bănățene. Într-un comunicat adresat populației arată că s-a atașat Consiliului Național Român Central de la Arad și va recunoaște numai dispozițiile acestuia. Era o declarație fermă prin care respingea ideea autonomiei Banatului sub forma Republicii bănățene și totodată o exprimare limpede a voinței de unire cu România.
La mijlocul lunii noiembrie situația din Timișoara se complică și mai mult. În baza unei Convenții Militare semnate la Belgrad, armata maghiară trebuia retrasă la nord de râul Mureș. Teritoriul evacuat trebuia ocupat de forțele aliate. Pe acest temei, unitățile militare sârbe intră în Banat și la 14 noiembrie 1918 ocupă Timișoara. Comandamentul sârb preia administrația militară, dizolvă Gărzile naționale, iar mai târziu preia și administrația civilă.

#### Unirea Banatului cu Regatul României

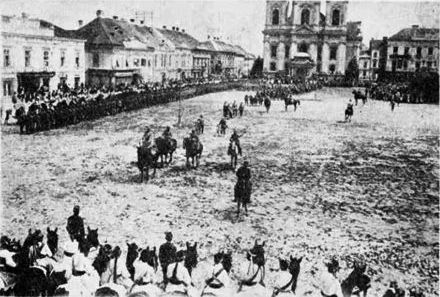
Intrarea trupelor române în Timișoara, 3 august 1919

Regina Maria vizitând Timișoara, 3 august 1919

În 28 iulie se instalează administrația română în Banat, iar în 3 august 1919 intrau în Timișoara primele unități ale armatei române, în ziua următoare Regatul Român încheind tratatul cu puterile aliate în urma căruia Banatul intra în granițele României Mari. În urma măririi considerabile a teritoriului, România devenea un stat multietnic în care procentul cetățenilor de altă naționalitate decât cea română era 24%. Deși majoritatea locuitorilor Banatului era reprezentată de români, în Timișoara situația era alta în această vreme. Un alt aspect important, care ar trebui cercetat, este încadrarea orașului în sfera culturală românească, dat fiind faptul că locuitorii Timișoarei trăiseră atâta timp într-o alta sferă culturală, caracterizată printr-un alt set de valori.
Se poate constata faptul că, după unire, a avut loc modificarea structurii etnice a orașului cauzată de noile drepturi de stabilire a tuturor românilor mărginași Timișoarei, în cadrul noului oraș, din cauza dezvoltării orasului și înglobării comunelor adiacente sub forma de noi cartiere (Mehala, Iosefin etc.). Astfel, dintr-o populatie de aproximativ 9% (1910 – populația totală: 72.000 de locuitori), populația românească ajunge până în 1990 la 82% (populația totală: 351.000 de locuitori). În anii care au urmat unirii s-a avut în vedere asigurarea unui cadru economico-financiar, administrativ și legislativ comun întregii Românii, majoritatea locuitorilor germani, maghiari, sârbi, evrei, integrându-se în structurile sistemului social-politic românesc.

#### Timișoara interbelică

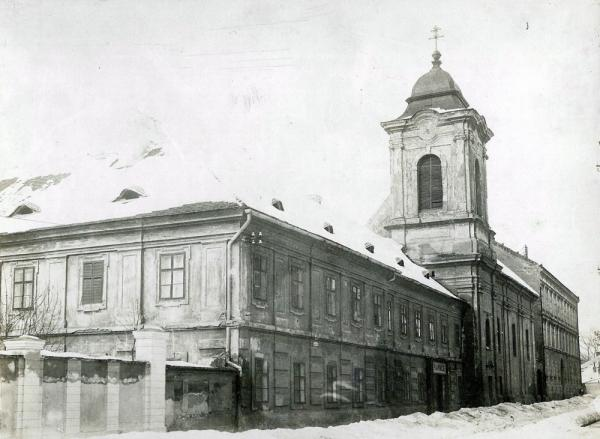
Biserica mizericordienilor din Timișoara în perioada interbelică, 1925

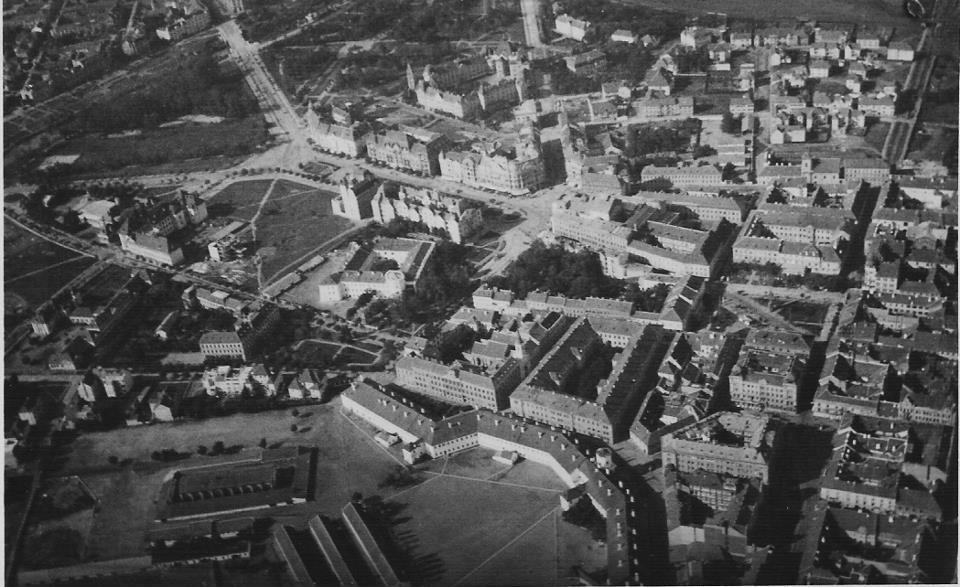
Vedere aeriană a Timișoarei, 1935

Perioada interbelică a însemnat pentru Timișoara o etapă de progres economic, edilitar, cultural și spiritual. Integrată în România Mare, aflată pe coordonatele unui regim politic democratic, Timișoara se impune ca un centru urban modern, cu o viață publică complexă și dinamică, în care buna înțelegere etnică și confesională s-a asociat cu un spirit creator, cu un interes mereu sporit pentru cultură și valorile civilizației europene. Datorită respectării libertăților cetățenești, înscrisă în Constituția din anul 1923, Timișoara s-a definit în societatea românească ca un model de conviețuire a locuitorilor, ca un exemplu de participare nediscriminatorie și efectivă a oamenilor la activitățile orașului. Se menține și se accentuează spiritul de ordine, bazat pe muncă și moralitate, pe disciplină și respect reciproc, grăbind integrarea deplină în structurile regimului social-politic românesc. În peisajul economic apar zeci de întreprinderi industriale, unități comerciale, bancare etc. Zeci de instituții școlare cu limbile de predare română, maghiară, germană, sârbă, ebraică asigură instruirea, fără opreliști, a tinerei generații. Zeci de asociații culturale și confesionale fac posibilă manifestarea nestânjenită a tradițiilor naționale și dezvoltă un model de civilizație europeană modernă.
Anii interbelici au fost marcați de multiple împliniri pentru locuitorii orașului. La 15 noiembrie 1920 Timișoara devine centru universitar, prin Decretul semnat de Regele Ferdinand I, întemeindu-se Școala Politehnică. În 11–13 noiembrie 1923 timișorenii fac o primire sărbătorească Regelui Ferdinand I, Reginei Maria, prim-ministrului Constantin I. C. Brătianu. În octombrie 1925 Timișoara a găzduit cea mai mare expoziție zootehnică organizată până atunci de Regatul României. Prezentă la eveniment, familia regală a pus atunci piatra de fundament la Biserica Ortodoxă din Mehala.

Întâmpinarea lui Nicolae Iorga la Timișoara

Episcopia Romano-Catolică de Timișoara a făcut eforturi pentru asigurarea învățământului în limba germană, sens în care în anul 1924 a început construcția Liceului Banatia. Strângerea de fonduri pentru finanțarea construcției a fost condusă de avocatul Kaspar Muth, care a efectuat în acest sens un turneu în Statele Unite ale Americii. Liceul a fost inaugurat în data de 29 august 1926 de administratorul apostolic Augustin Pacha.
Comunitatea românească din oraș a organizat mai multe adunări populare pentru condamnarea intențiilor revizioniste. În 16 decembrie 1934 s-a desfășurat adunarea inițiată de Liga antirevizionistă din România, la care au participat zeci de mii de locuitori. Mulțimea depune jurământ solemn că „se leagă în fața lui Dumnezeu să apere cu orice sacrificiu fruntăriile României întregite”. O semnificație aparte are marea întrunire antifascistă din 24 mai 1936. Și atunci au fost zeci de mii de participanți. În 4 octombrie 1936 s-a desfășurat altă adunare populară antirevizionistă. Potrivit relatărilor vremii, au fost prezenți 40.000–50.000 de oameni, alături de Iuliu Maniu, Ion Mihalache, N. Lupu, Sever Bocu, Mihai Popovici etc. S-a aprobat o moțiune prin care a fost proclamată „voința neclintită pentru păstrarea și apărarea în orice fel a hotarelor de azi ale României, statornicite pentru vecie potrivit poruncilor Dreptății”. Populația orașului a contribuit în anii 1938–1940 cu mari sume de bani pentru dotarea corespunzătoare a Armatei Române și fortificarea graniței de vest.
O preocupare importantă s-a orientat spre afirmarea Timișoarei în plan cultural și spiritual. În 18 ianuarie 1922, din inițiativa Primăriei orașului, elita intelectuală pune bazele Comitetului Artistic Regional care va milita pentru afirmarea valorilor culturale ale Banatului. O contribuție majoră are Sfatul Parlamentarilor Bănățeni, constituit cu scopul să susțină construirea Catedralei Ortodoxe Române în Timișoara; înființarea Asociației Culturale a Banatului, înființarea Universității de Vest, a Academiei de Agricultură, înființarea Mitropoliei Banatului etc. În 21 noiembrie 1934 mii de oameni au luat parte la dezvelirea bustului luptătorului național Vicențiu Babeș, monument așezat în Parcul Central al orașului. În 13 septembrie 1936 s-a dezvelit bustul lui Alexandru Mocioni, una dintre cele mai importante personalități ale Banatului. Monumentul a fost înlăturat mai târziu de autoritățile comuniste. La 20 decembrie 1936, în cadrul unei ceremonii solemne, în prezența a zeci de mii de oameni și a președintelui Senatului, Alexandru Lapedatu, episcopul Andrei Magieru sfințește piatra fundamentală a Catedralei Mitropolitane Ortodoxe Române. Peste doi ani, la 28 august 1938, episcopul Andrei Magieru a sfințit, în prezența unei mari mulțumi, cele șapte clopote ale Catedralei, simbolizând cele șapte taine ale Legii celei Noi. Tot atunci sfințește și crucile care vor împodobi turlele Catedralei, simbolizând îngerii păzitori și ocrotitori ai comunității timișorene. Strădanii importante, rămase însă neîmplinite în perioada interbelică, au fost depuse pentru construirea Palatului Cultural, înființarea postului de radio Timișoara, înființarea Universității de Vest, a Academiei de Agricultură.

#### Al Doilea Război Mondial

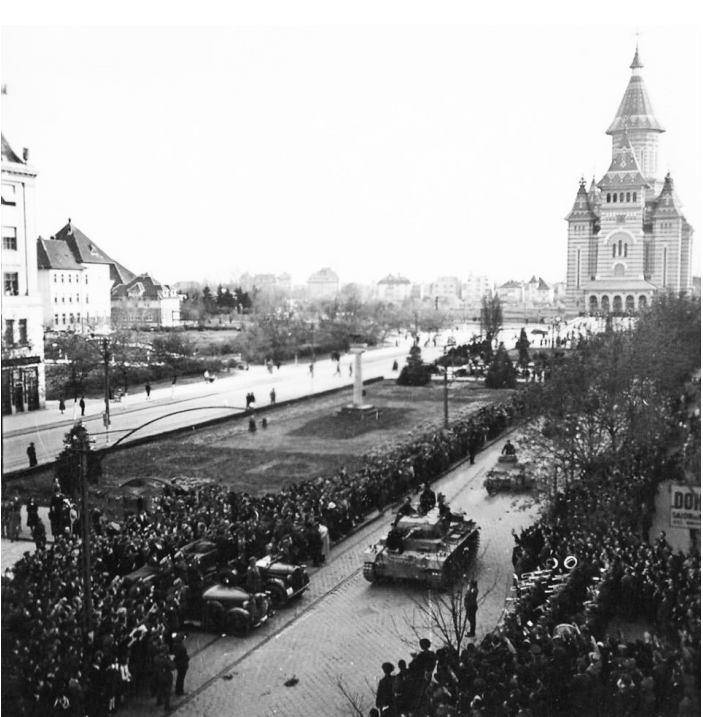
Parada a armatei germane in Piața Victoriei din Timișoara. Probabil la sosirea Misiunii militare germane in România, octombrie-noiembrie 1940.

Progresul general al municipiului Timișoara și prosperitatea înregistrată de o parte importantă a populației în perioada interbelică vor fi simțitor afectate în timpul celui de-Al Doilea Război Mondial. Anul 1940, cu gravele pierderi teritoriale suferite de România, provoacă în rândul românilor timișoreni profunde nemulțumiri și permanentă contestare a nedreptăților impuse țării. La 3 septembrie 1940, o mare demonstrație populară organizată în centrul orașului, întrunește peste 10.000 de oameni care protestează împotriva Dictatului de la Viena.

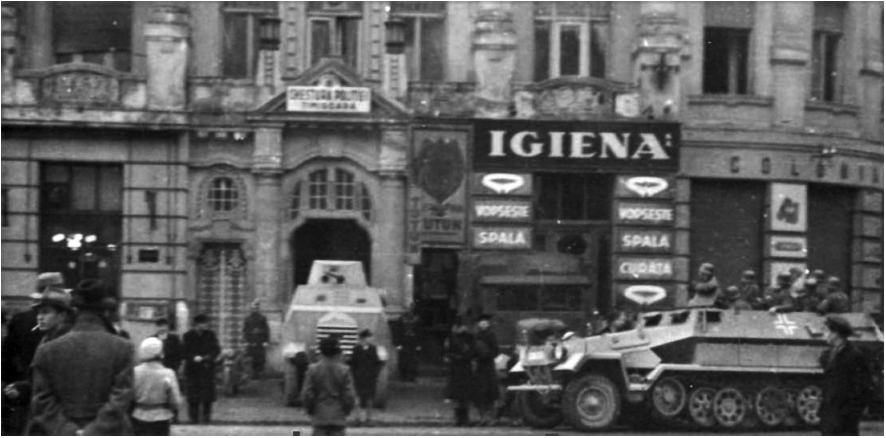
Blindate în fața Chesturii Poliției Timișoara, aflată pe atunci în incita Palatului Lloyd. Blindatul din din dreapta este un SdKfz 251, iar cel din stânga un TN-SPE, model 1937, care poartă simbolul Mișcării Legionare, fotografia fiind, cel mai probabil, din timpul Statului Național-Legionar.

Intrarea României în război în iunie 1941 aduce asupra populației orașului o serie de neajunsuri. Mii de bărbați au fost mobilizați și trimiși pe front; sute de familii sunt îndoliate; o serie de întreprinderi sunt obligate să-și orienteze producția spre cerințele războiului; numeroase fabrici întâmpină mari dificultăți în obținerea materiei prime. Deși Timișoara nu s-a confruntat cu lipsuri majore la produsele de consum, iar populația a fost aprovizionată ritmic cu produse alimentare, cerințele războiului au obligat primăria să adopte măsuri de raționalizare a consumului.

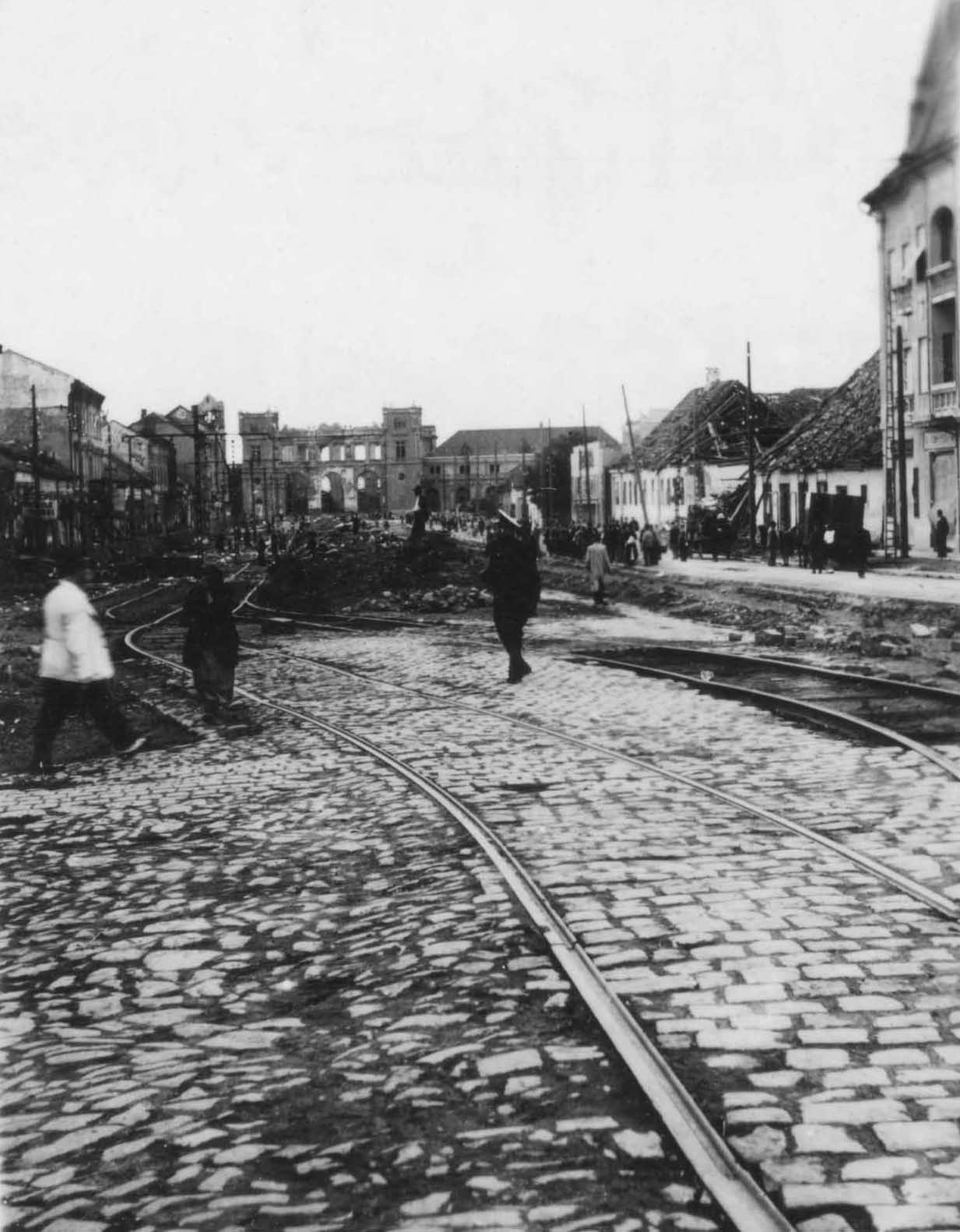
Gara „Domnița Elena" după bombardamentele Aliate din 1944 asupra Timișoarei

În iunie 1944 războiul se răspândește până la Timișoara. În noaptea de 16/17 iunie 1944 are loc primul bombardament efectuat de aliați asupra orașului. Au fost aruncate atunci doar bombe incendiare. Locuitorii, instruiți din timp, s-au refugiat în adăposturi, suferind pierderi minime. În zilele următoare, bombardamentele se repetă cu intensitate sporită; se aruncă bombe incendiare și explozive, fiind provocate pierderi materiale și umane. Bombardamentul din 3 iulie a fost cel mai violent și devastator. În valuri succesive, bombardierele aruncă sute de bombe asupra orașului. Centrul municipiului, Gara de Nord, Mehala, Iosefin sunt puternic lovite, provocând sute de morți și răniți și mari distrugeri. După 3 iulie atacurile continuă, dar de mică intensitate. În noapte de 30/31 octombrie 1944 Timișoara este lovită de aviația germană, fiind distruse 188 de imobile particulare și uciși 10 oameni. Sute de imobile au fost distruse și peste 4.000 de locuitori au fost sinistrați în urma bombardamentelor din vara și toamna anului 1944.
După lovitura de stat din 23 august 1944, Timișoara trece prin alte momente dificile. Ca nod feroviar și rutier, cu potențial industrial însemnat, orașul avea valoare strategică pentru forțele militare hitleriste. În 26 august 1944, personalul Comandamentului german din Timișoara, luat prin surprindere de ostașii români, s-a predat fără să opună rezistență.
Însă, începând cu 11 septembrie 1944, timp de o săptămână, unitățile hitleriste și cele maghiare declanșează acțiuni ofensive repetate pentru a se apropia și ocupa Timișoara, apărată de Divizia 9 Cavalerie Română. Cu mari pierderi în tehnică și oameni, se apropie de periferiile orașului. În 16 septembrie, tancurile germane intră în Chișoda, Giroc, Ronaț, Mehala, Freidorf, Fratelia. Un cerc de foc se strânge în jurul Timișoarei. O parte din populație se refugiază spre Lugoj. Apărătorii români rezistă, resping asalturile inamice cu sacrificiul a 352 de ostași și ofițeri. Timișoara nu a putut fi cucerită. Luptele au continuat și în zilele următoare, dar bătălia pentru Timișoara a fost câștigată definitiv de Armata Română.
Între 31 octombrie și 1 noiembrie 1944, aviația germano-maghiară a bombardat Timișoara în trei valuri succesive. În urma acestor bombardamente au fost distruse 188 de imobile particulare și uciși 10 de oameni.
Odată intrarea trupelor sovietice în oraș, cursul istoriei Timișoarei a luat un alt drum timp de patru decenii și jumătate.

### Timișoara sub regimul comunist

#### Timișoara în timpul ocupației militare sovietice
După terminarea războiului, Timișoara intră sub ocupație sovietică pentru aproape 14 ani (1944–1958). Unitățile militare sovietice se instalează în cazărmi și în cele mai spațioase imobile. Sunt ani marcați de mari lipsuri materiale, de terorizarea fizică și psihică a populației, de umilire și frică, de anulare a drepturilor cetățenești. Încă din toamna anului 1944 se impune orașului un statut de ocupație militară. Deși Guvernul României a precizat clar (29 septembrie 1944) raporturile dintre populație și unitățile sovietice, în realitate militarii sovietici au pătruns de nenumărate ori în casele locuitorilor și în magazine particulare, și sub amenințarea armei au luat importante bunuri materiale.

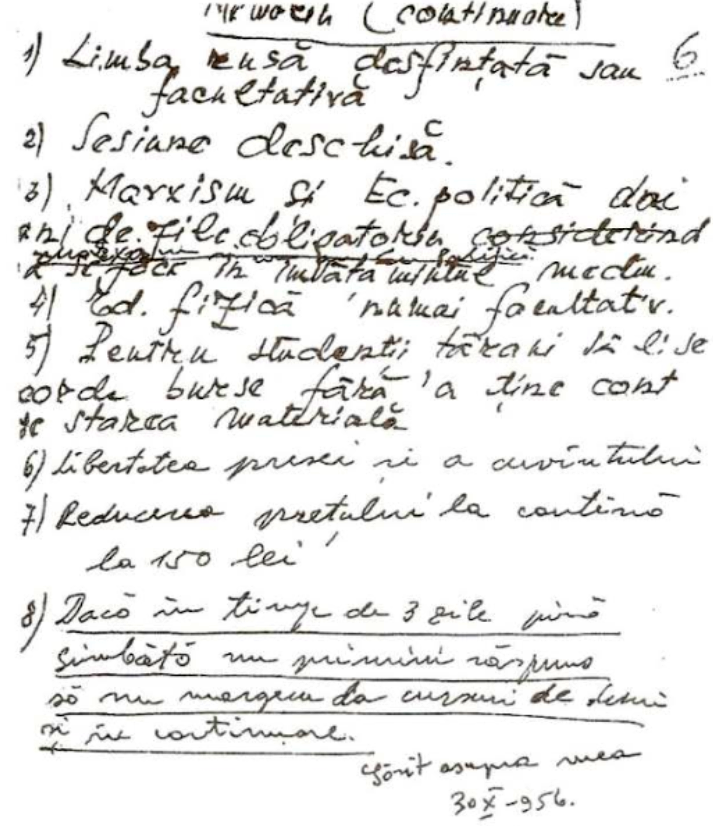
Revendicările studenților protestatari din Timișoara, octombrie 1956

Perioada 1948–1958, până la plecarea trupelor sovietice din țară, s-a identificat cu procesul de sovietizare, cu aplicarea metodelor staliniste și cu terorizarea brutală a mii de locuitori ai Timișoarei. Au fost ani de umilințe, suspiciune și teamă, de enormă încordare și tensiune psihică. În plus, s-au adăugat drastice măsuri de restricționare a bunurilor de consum, motivate de cerința trimiterii lor în URSS, potrivit Convenției de Armistițiu. În 1956, pe fondul Revoluției Ungare, studenții timișoreni pornesc o revoltă anticomunistă, cerând condiții mai bune de viață, retragerea armatelor sovietice și dreptul la liberă exprimare. Adunarea studențească din 30 octombrie 1956 numără peste 2000 de participați. Revendicările tinerilor au fost înăbușite de autorități, producându-se arestări imediate. Studentul Teodor Stanca, unul dintre liderii mișcării, a fost condamnat la 8 ani de închisoare. A fost eliberat în 1963, în urma unui decret de grațiere.

#### Eliberarea de comunism

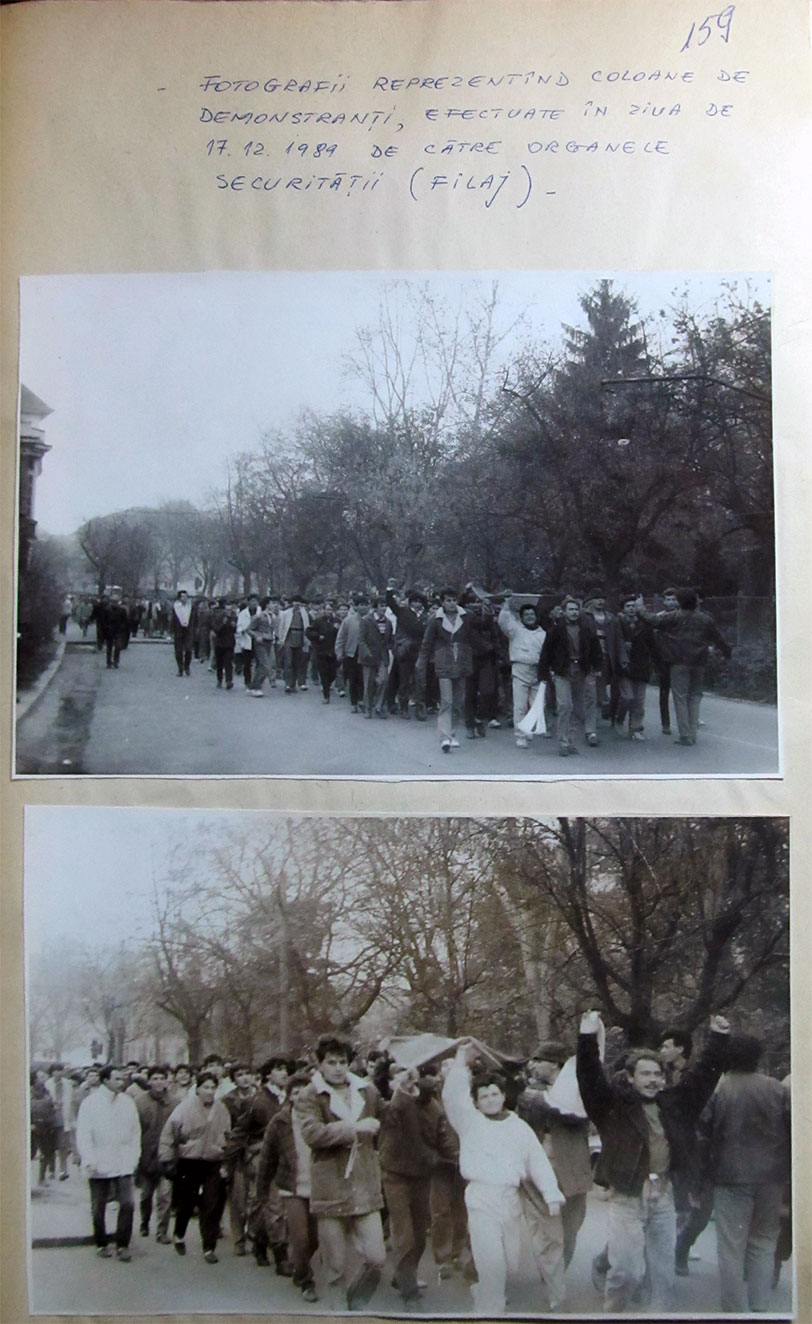
Coloană de protestatari din Timișoara, 17 decembrie 1989

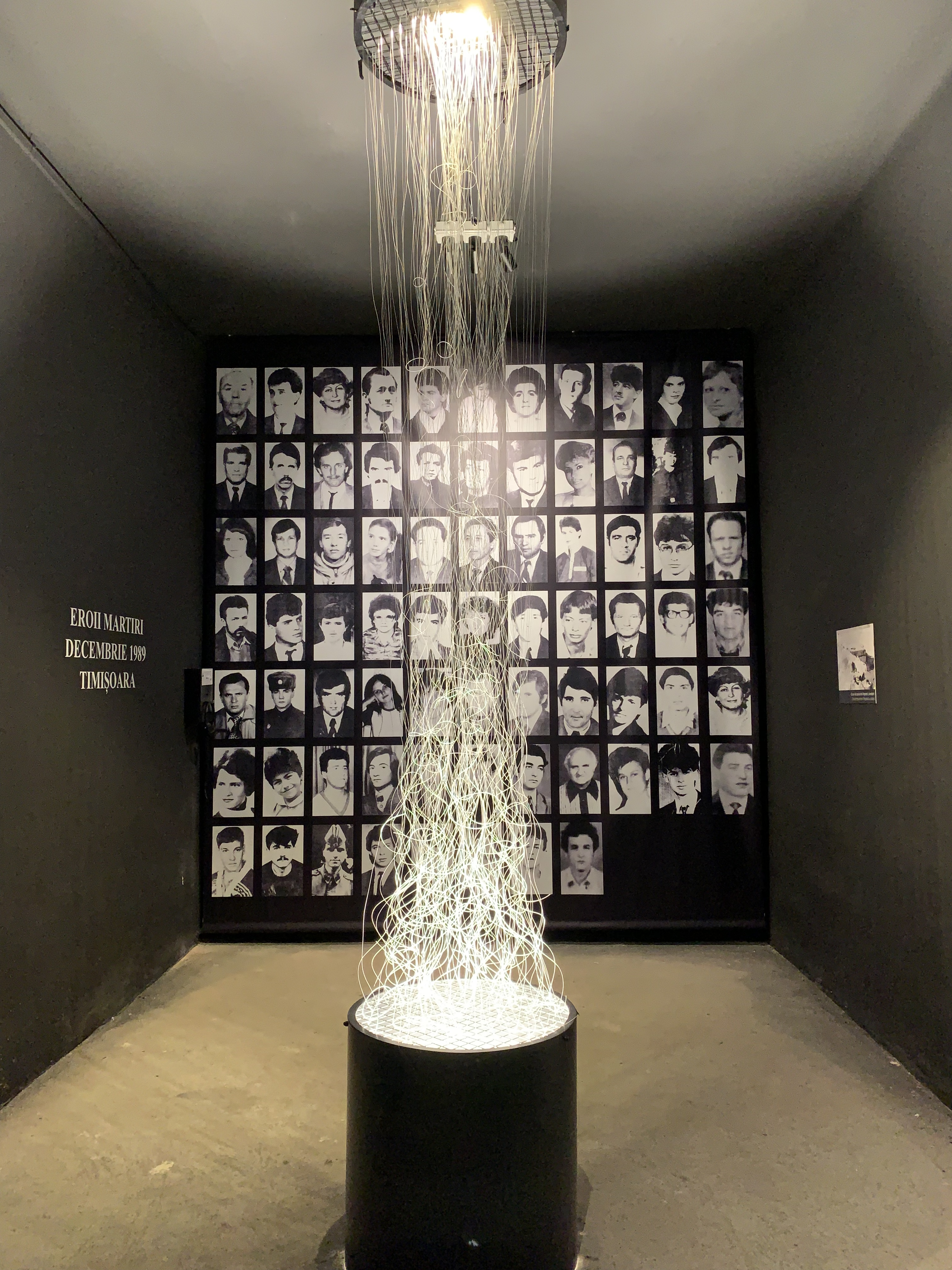
Memorialul Revoluției din 1989

Spre sfârșitul anului 1989, îndeosebi în vestul României, populația aflase, de la posturile de televiziune externe (maghiare, iugoslave) și emisiunile în limba română de la Radio Europa Liberă și Vocea Americii, de schimbările din Europa. Așa a fost posibil ca un eveniment aparent banal (evacuarea arbitrară a pastorului timișorean al Bisericii reformate László Tőkés fixată pentru data de 15 decembrie 1989) să devină pretext pentru o revoltă populară în Timișoara, transformată apoi, prin radicalizare, în revoluție.
În data de 16 decembrie 1989, la Timișoara s-a declanșat revoluția care avea să ducă la înlăturarea lui Nicolae Ceaușescu și a regimului comunist din România. Inițial s-a format o mișcare de protest împotriva mutării forțate a pastorului reformat László Tőkés. Atât enoriași, cât și trecători s-au adunat în fața parohiei acestuia în semn de protest. La scurt timp însă, protestul s-a transformat într-unul împotriva întregului sistem și s-au scandat pentru prima dată lozinci anticomuniste. Mișcarea a luat rapid amploare și în centrul orașului s-au adunat zeci de mii de revoluționari.
Pe 20 decembrie 1989, Timișoara a fost declarată primul oraș din România liber de comunism, în urma unor confruntări sângeroase soldate cu 126 de morți și alte câteva sute de răniți. Aceste evenimente au dus la căderea regimului ceaușist o săptămână mai târziu. Schimbările care au avut loc la nivelul clasei politice au dus la noi proteste din partea timișorenilor, proteste ce au culminat cu redactarea controversatei Proclamații de la Timișoara, în martie 1990. Cerințele timișorenilor se sintetizau în punctul 8 al proclamației, prin care se cerea ca foștii activiști ai PCR să nu mai poată candida la funcții publice în stat. Acest punct însă nu a fost pus niciodată în aplicare.

## Geografie
Municipiul Timișoara este așezat la intersecția paralelei de 45° 47' latitudine nordică cu meridianul de 21° 17' longitudine estică, aflându-se, ca poziție matematică, în emisfera nordică, la distanțe aproape egale de polul nord și de ecuator și în emisfera estică, în fusul orar al Europei Centrale. Ora locală a orașului (considerată după meridian) este în avans cu 1 h 25' 8" față de ora meridianului 0, Greenwich, dar se află în întârziere cu 34' 52" față de ora oficială a României (ora Europei de Est).
Timișoara este așezată în sud-estul Câmpiei Panonice, în zona de divagare a râurilor Timiș și Bega. Privit în ansamblu, relieful zonei Timișoara este de o remarcabilă monotonie, netezimea suprafeței de câmpie nefiind întreruptă decât de albia slab adâncită a râului Bega (realizată artificial, prin canalizare). În detaliu, însă, relieful orașului și al împrejurimilor sale prezintă o serie de particularități locale, exprimate altimetric prin denivelări, totuși modeste, care nu depășesc nicăieri 2–3 m. În vatra orașului Timișoara cea mai înaltă cotă se află în partea de nord-est, în cartierul Între Vii, la 95 m, iar punctul cel mai coborât la 84 m, în vestul cartierului Mehala.

### Soluri și resurse de subsol
Învelișul de sol din zona Timișoarei este de o foarte mare diversitate, numeroasele tipuri și subtipuri încadrându-se în clasele cernisoluri, luvisoluri, argiluvisoluri, cambisoluri, hidrisoluri, pelisoluri, vertisoluri și protisoluri. Câmpia Banatului este dominată de solurile cu fertilitate ridicată (cernoziomuri, calcarice, cambice și argice, preluvosoluri molice etc.), fără limitări în exploatare, constituindu-se astfel într-o importantă resursă naturală pentru dezvoltarea producției agricole intensive. Sunt valorificate resursele de apă termominerală și termală de la Timișoara și împrejurimi (Călacea, Buziaș, Ciacova, Ivanda etc.) În perioada postbelică au fost exploatate și resursele de hidrocarburi, petrol și gaze naturale, cu centre de exploatare în nord-vest și vest, în Câmpia Vingăi și Câmpia Arancăi.
Sunt exploatate resursele regenerabile de energie solară și fotovoltaică și energie eoliană, nivelul de dezvoltare din acest domeniu menținându-se foarte ridicat, în special datorită eficientizării și introducerii de tehnologii avansate, existând un potențial substanțial de creștere a utilizării acestor resurse în viitor.

### Floră și faună
Spațiul timișorean se încadrează, din punct de vedere geobotanic, în zona pădurilor de stejar. În prezent, cu excepția arealelor împădurite cu cer și gârniță (Pădurea Verde, Pădurea Bistra, Pădurea Giroc, Șag), teritoriul se încadrează în silvostepa antropogenă ce caracterizează întreaga Câmpie Panonică. Peisajul este diversificat și de apariția vegetației de luncă, de-a lungul principalelor râuri, în cadrul căreia predomină arborii de esență moale: sălcii, plopi, anini. De remarcat este prezența parcului dendrologic Bazoșu Nou: rezervație forestieră cu o suprafață de cca. 60,4 ha, situată la cca. 10 km SE de Timișoara, pe teritoriul constituit din rezervația propriu-zisă (17,8 ha) și zona din jurul rezervației. Zona din jurul orașului este formată din câmpie, păduri și ierburi. Se găsesc plante rare cum ar fi papucul doamnei, stânjenelul, căpșunica, șerparița ș.a.
Fauna pădurilor cuprinde mamifere, reprezentate de insectivore și rozătoare. Păsările sunt numeroase, având importanță cinegetică. Fauna de silvostepă și stepă prezintă un număr mare de specii de interes cinegetic (iepurele, căprioara, prepelița, potârnichea, fazanul etc.). Timișoara dispune de singura grădină zoologică din vestul țării. Deschisă pe tot parcursul anului, aceasta este amplasată în partea de nord-est a municipiului, în Pădurea Verde, pe o suprafață de 6,34 ha de teren. În anul 2007, Grădina Zoologică a fost modernizată, cu această ocazie s-au amenajat 16 habitate care adăpostesc 29 de specii și un număr de 144 de animale.

### Hidrografie
Teritoriul zonei Timișoara dispune de o bogată rețea hidrografică, formată din râuri, lacuri și mlaștini.
Principalul curs de apă este râul Bega, cel mai sudic afluent al Tisei. Izvorând din Munții Poiana Ruscă, Bega este canalizată, iar de la Timișoara până la vărsare este amenajată pentru navigație (115 km). Pentru regularizarea debitului în limite care să îi permită satisfacerea funcțiilor pentru care a fost concepută lucrarea, la Coșteiu a fost construit un nod hidrotehnic, a cărui principală funcție este cea de regularizare a debitului, respectiv asigurarea transferului cantității de apă din Timiș în Bega. Canalul Bega a fost conceput pentru accesul șlepurilor de 600–700 de tone și o capacitate anuală de transport de 3.000.000 de vagoane. Pentru a înlătura pericolul inundațiilor, lucrarea a fost completată ulterior cu sistemul hidrotehnic de la Topolovățu Mic care, în perioadele de ape mari, dirijează surplusul de debit înregistrat de Bega în râul Timiș.

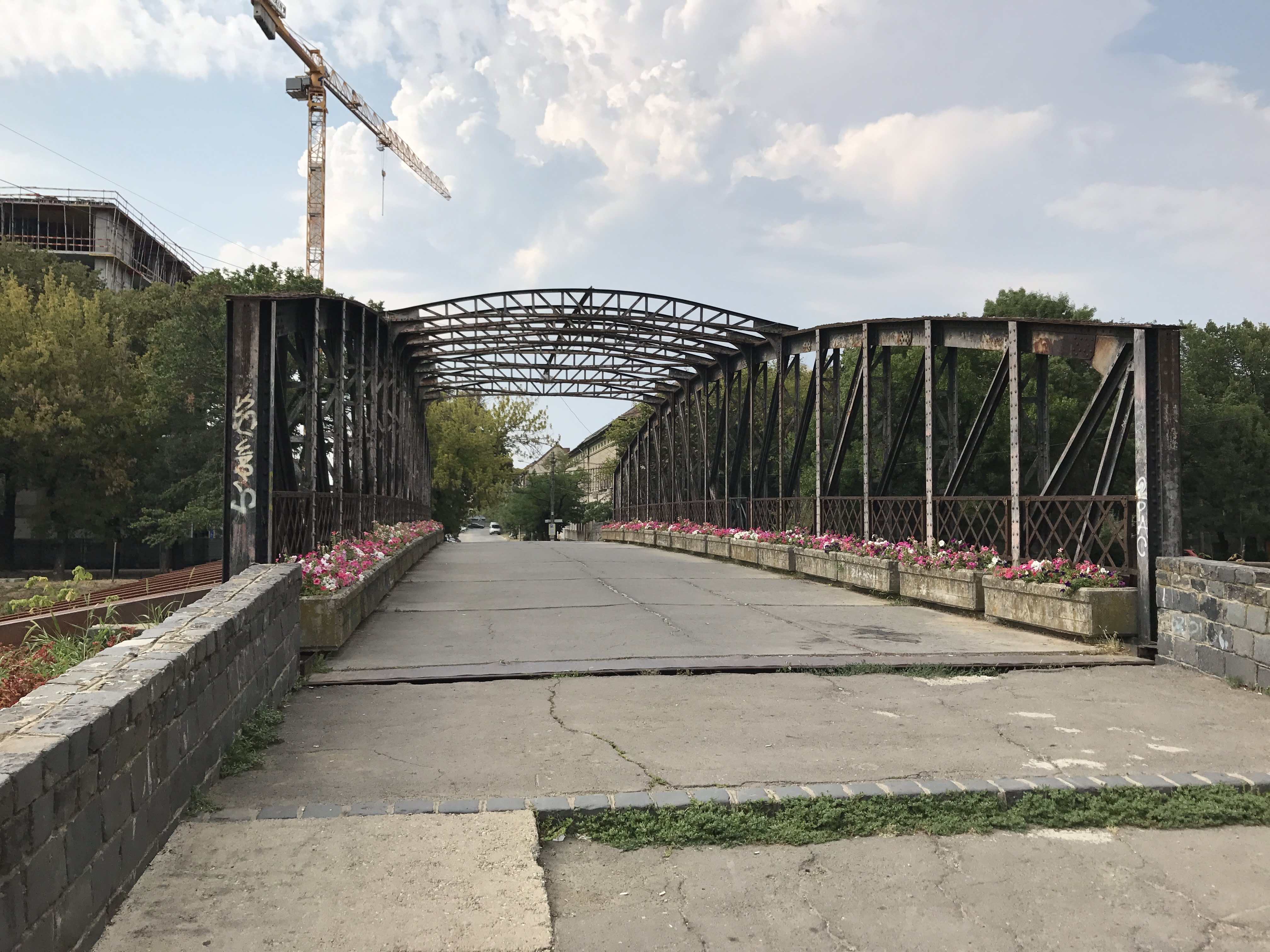
Podul metalic peste Canalul Bega din Iosefin, cunoscut și ca „Podul de Fier”

Pe teritoriul orașului se găsesc și numeroase lacuri, fie naturale, formate în locul vechilor meandre sau în arealele detasate (cum sunt cele de lângă colonia Kuntz, de lângă Giroc, Lacul Șerpilor din Pădurea Verde etc.), fie de origine antropică (spre Fratelia, Freidorf, Moșnița, Mehala, Ștrandul Tineretului etc.), notabile prin situarea lor pe linia de contact cu localitățile periurbane. Fauna subacvatică din apele canalului Bega cuprinde crapul, mreana, știuca, avatul, cleanul, roșioara, etc., constituind un suport natural pentru practicarea pescuitului sportiv și de agrement.
Din punct de vedere al apelor subterane, se poate constata că pânza freatică a Timișoarei se găsește la o adâncime ce variază între 0,5–4 m. Pânzele de adâncime cresc numeric, de la nord la sud, de la 4 la 9 m  – până la 80 m adâncime – și conține apă potabilă, asigurând cerințele necesare consumului urban. Apar, de asemenea, ape de mare adâncime, captate în Piața Unirii (hipotermale), apoi la sud de Cetate și în cartierul Fabric (mezotermale), cu valoare terapeutică, utilizate în scop balnear.

### Climă
Timișoara se încadrează în climatul temperat continental moderat, caracteristic părții de sud-est a Depresiunii Panonice, cu influențe submediteraneene. Trăsăturile sale generale sunt marcate de diversitatea și neregularitatea proceselor atmosferice. Masele de aer dominante, în timpul primăverii și verii, sunt cele temperate, de proveniență oceanică, care aduc precipitații semnificative. În mod frecvent, chiar în timpul iernii, sosesc dinspre Atlantic mase de aer umed, aducând ploi și zăpezi însemnate. Din septembrie până în februarie se manifestă frecvente pătrunderi ale maselor de aer polar continental, venind dinspre est. Cu toate acestea, în Banat se resimte puternic și influența ciclonilor și maselor de aer cald dinspre Marea Adriatică și Marea Mediterană, care iarna generează dezgheț complet, iar vara impun perioade de căldură toridă.
Temperatura medie anuală este de 10,6 °C, luna cea mai caldă fiind iulie (21,1 °C), rezultând o amplitudine termică medie de 22,7°C, sub cea a Câmpiei Române, ceea ce atestă influența maselor de aer oceanic. Din punct de vedere practic, numărul zilelor cu temperaturi favorabile dezvoltării optime a culturilor, adică cele care au medii de peste 15 °C, este de 143/an, cuprinse între 7 mai și 26 septembrie.
Aflându-se predominant sub influența maselor de aer maritim dinspre nord-vest, Timișoara primește o cantitate de precipitații mai mare decât orașele din Câmpia Română. Media anuală, de 592 mm, este realizată îndeosebi ca urmare a precipitațiilor bogate din lunile mai, iunie, iulie (34,4% din totalul anual) și a celor din lunile noiembrie și decembrie, când se înregistrează un maxim secundar, reflex al influențelor climatice submediteraneene. În perioada propice culturilor agricole, cad aproape 80% din precipitații, ceea ce constituie o condiție favorabilă dezvoltării plantelor de cultură autohtonă.
| Date climatice pentru Timișoara (1961–1990)                                 | Date climatice pentru Timișoara (1961–1990) | Date climatice pentru Timișoara (1961–1990) | Date climatice pentru Timișoara (1961–1990) | Date climatice pentru Timișoara (1961–1990) | Date climatice pentru Timișoara (1961–1990) | Date climatice pentru Timișoara (1961–1990) | Date climatice pentru Timișoara (1961–1990) | Date climatice pentru Timișoara (1961–1990) | Date climatice pentru Timișoara (1961–1990) | Date climatice pentru Timișoara (1961–1990) | Date climatice pentru Timișoara (1961–1990) | Date climatice pentru Timișoara (1961–1990) | Date climatice pentru Timișoara (1961–1990) |
| Luna                                                                        | Ian                                         | Feb                                         | Mar                                         | Apr                                         | Mai                                         | Iun                                         | Iul                                         | Aug                                         | Sep                                         | Oct                                         | Nov                                         | Dec                                         | Anual                                       |
| --------------------------------------------------------------------------- | ------------------------------------------- | ------------------------------------------- | ------------------------------------------- | ------------------------------------------- | ------------------------------------------- | ------------------------------------------- | ------------------------------------------- | ------------------------------------------- | ------------------------------------------- | ------------------------------------------- | ------------------------------------------- | ------------------------------------------- | ------------------------------------------- |
| Maxima medie °C (°F)                                                        | 2.3 (36,1)                                  | 5.6 (42,1)                                  | 11.9 (53,4)                                 | 17.6 (63,7)                                 | 22.8 (73)                                   | 25.7 (78,3)                                 | 27.8 (82)                                   | 27.6 (81,7)                                 | 24.0 (75,2)                                 | 18.1 (64,6)                                 | 10.3 (50,5)                                 | 4.2 (39,6)                                  | 16,5 (61,7)                                 |
| Media zilnică °C (°F)                                                       | −1.6 (29,1)                                 | 1.2 (34,2)                                  | 5.8 (42,4)                                  | 11.2 (52,2)                                 | 16.3 (61,3)                                 | 19.4 (66,9)                                 | 21.1 (70)                                   | 20.4 (68,7)                                 | 16.5 (61,7)                                 | 11.0 (51,8)                                 | 5.6 (42,1)                                  | 0.8 (33,4)                                  | 10,6 (51,1)                                 |
| Minima medie °C (°F)                                                        | −4.8 (23,4)                                 | −2.3 (27,9)                                 | 1.2 (34,2)                                  | 5.8 (42,4)                                  | 10.1 (50,2)                                 | 13.4 (56,1)                                 | 14.6 (58,3)                                 | 14.3 (57,7)                                 | 11.2 (52,2)                                 | 6.2 (43,2)                                  | 2.1 (35,8)                                  | −1.7 (28,9)                                 | 5,8 (42,4)                                  |
| Minima istorică °C (°F)                                                     | −35.3 (−31.5)                               | −29.2 (−20.6)                               | −20 (−4.0)                                  | −5.2 (22,6)                                 | −5 (23)                                     | 2.2 (36)                                    | 5.9 (42,6)                                  | 5.0 (41)                                    | −1.9 (28,6)                                 | −6.8 (19,8)                                 | −15.4 (4,3)                                 | −24.8 (−12.6)                               | −35,3 (−31,5)                               |
| Precipitații mm (inches)                                                    | 40 (1.57)                                   | 36 (1.42)                                   | 37 (1.46)                                   | 48 (1.89)                                   | 65 (2.56)                                   | 76 (2.99)                                   | 64 (2.52)                                   | 50 (1.97)                                   | 40 (1.57)                                   | 39 (1.54)                                   | 48 (1.89)                                   | 50 (1.97)                                   | 593 (23,35)                                 |
| Zăpadă cm (inches)                                                          | 9.8 (3.86)                                  | 9.3 (3.66)                                  | 4.4 (1.73)                                  | 0.0 (0)                                     | 0.0 (0)                                     | 0.0 (0)                                     | 0.0 (0)                                     | 0.0 (0)                                     | 0.0 (0)                                     | 0.0 (0)                                     | 3.7 (1.46)                                  | 7.2 (2.83)                                  | 34,4 (13,54)                                |
| Umiditate [%]                                                               | 90                                          | 86                                          | 79                                          | 73                                          | 73                                          | 74                                          | 73                                          | 75                                          | 76                                          | 81                                          | 85                                          | 89                                          | 79                                          |
| Nr. de zile cu precipitații (≥ 1.0 mm)                                      | 7                                           | 7                                           | 7                                           | 8                                           | 9                                           | 10                                          | 7                                           | 6                                           | 6                                           | 5                                           | 8                                           | 9                                           | 89                                          |
| Ore însorite                                                                | 72.1                                        | 92.2                                        | 155.4                                       | 186.4                                       | 242.4                                       | 262.3                                       | 300.6                                       | 280.2                                       | 217.5                                       | 177.3                                       | 86.4                                        | 56.9                                        | 2.129,7                                     |
| Sursa nr. 1: NOAA, Deutscher Wetterdienst                                   |                                             |                                             |                                             |                                             |                                             |                                             |                                             |                                             |                                             |                                             |                                             |                                             |                                             |
| Sursa nr. 2: Institutul Național de Statistică (minime istorice, 1901–2000) |                                             |                                             |                                             |                                             |                                             |                                             |                                             |                                             |                                             |                                             |                                             |                                             |                                             |

## Premierele Timișoarei
- 1718 – atestarea fabricii de bere, cea mai veche de pe teritoriul actual al României;
- 1728 – începutul canalizării Begăi, cel mai vechi canal navigabil de pe teritoriul actual al României;
- 1732 – Cartierul Fabric, prima zonă industrială de pe teritoriul actual al României;
- 1737 - este dat în folosință primul spital din Timișoara, Spitalul Mizericordienilor;
- 1745 – construcția spitalului orășenesc (cu 24 de ani înaintea Vienei și cu 34 de ani înaintea capitalei Ungariei);
- 1760 – primul oraș al monarhiei cu străzile iluminate cu lămpi;
- 1771 – primului ziar care a apărut pe teritoriul actual al României și totodată primul ziar german din sud-estul Europei: Temeswarer Nachrichten;
- 1815 – se înființează biblioteca tipografului Josef Klapka, prima bibliotecă publică de împrumut din Imperiul Austriac;
- 1854 – primul serviciu telegrafic într-un oraș de pe teritoriul României de azi;
- 1855 – primul oraș al monarhiei habsburgice cu străzile iluminate cu gaz;
- 1857 - primul oraș pe teritoriul actual al României conectat la rețeaua feroviară;
- 1869 – primul tramvai tras de cai de pe teritoriul actual al României;
- 1869 – primul oraș de pe teritoriul actual al României cu trafic fluvial regulat de pasageri și mărfuri;
- 1881 – prima rețea de telefonie de pe teritoriul actual al României;
- 1884 – primul oraș din Europa continentală cu străzile iluminate electric, cu 731 de lămpi;
- 1886 – prima stație de salvare din Ungaria și de pe teritoriul actual al României;
- 1897 – primele proiecții cinematografice de pe teritoriul actual al României;
- 1899 – al doilea tramvai electric într-un oraș din România de azi (1894);
- 1910 – prima hidrocentrală pe un curs de apă de pe teritoriul actual al României;
- 1938 – prima mașină de sudat șine de cale ferată și tramvai din lume, invenție a prof. univ. Corneliu Micloși;
- 1942 – prima linie de troleibuz din România;
- 1953 – singurul oraș european cu trei teatre de stat în limbile română, maghiară și germană;
- 1969 – primul computer alfanumeric din România;
- 1989 – orașul declanșării Revoluției și primul oraș liber de comunism din România;
- 1995 – realizarea fertilizării in vitro și a embriotransferului uman în România prin înființarea primului Centru de Laparoscopie, Chirurgie Laparoscopică și Fertilizare in Vitro.[53]

## Demografie
Componența etnică a municipiului Timișoara
     Români (81,35%)
     Maghiari (4,87%)
     Germani (1,31%)
     Sârbi (1,51%)
     Necunoscută (8,98%)
     Altă etnie (1,95%)
Componența confesională a municipiului Timișoara
     Ortodocși (74,99%)
     Romano-catolici (7,1%)
     Reformați (1,3%)
     Penticostali (2,04%)
     Greco-catolici (1,14%)
     Baptiști (1,23%)
     Necunoscută (9,4%)
     Altă religie (2,75%)
Direcția pentru Evidența Persoanelor Timișoara are sediul pe Blvd. Mihai Eminescu nr. 15.
Din punct de vedere demografic, Timișoara se definește, conform legii Zipf, ca oraș de rangul 2 la nivel național, cu funcții macroteritoriale extinse, constituind, împreună cu Aradul, cea mai mare conurbație a țării (cu excepția Bucureștiului), formând o aglomerare urbană cu o arie teritorială de polarizare de peste 5.000 km² și o populație de 805.000 de locuitori.
Populația municipiului reprezintă 45,07% din populația județului Timiș, 16,07% din populația regiunii de dezvoltare Vest și 1,44% din populația totală a României. Raportat la populația urbană, populația municipiului Timișoara reprezintă 25,7% din populația urbană a regiunii și 2,61% din cea urbană a țării.
După recensământului efectuat în 2011, populația municipiului Timișoara se ridică la 319.279 de locuitori, în creștere față de recensământul anterior din 2002, când se înregistraseră 317.660 de locuitori. Majoritatea locuitorilor sunt români (81,36%). Principalele minorități sunt cele de maghiari (4,87%), sârbi (1,52%) și germani (1,31%). Pentru 8,98% din populație nu este cunoscută apartenența etnică. Din punct de vedere confesional, majoritatea locuitorilor sunt ortodocși (74,99%), dar există și minorități de romano-catolici (7,11%), penticostali (2,05%), reformați (1,3%), baptiști (1,23%) și greco-catolici (1,15%). Pentru 9,41% din populație nu este cunoscută apartenența confesională.
Potrivit datelor oficiale ale Institutului Național de Statistică, la 1 ianuarie 2015, populația Timișoarei este de 333.613 locuitori. Fostul primar Nicolae Robu declara în 2017 că în Timișoara trăiesc cu peste 100.000 de persoane mai mult decât indică datele privind populația oficial rezidentă, deoarece studenții, muncitorii și alte categorii de flotanți nu își mai fac viză de reședință, fiind neînregistrați în buletinele statistice. Timișoara adună zilnic peste 500.000 de oameni, trendul demografic fiind în creștere rapidă, datorită fenomenului accelerat de urbanizare al zonei, datorat migrației interne și navetismului.

### Migrație internă și magnetism
Conform Băncii Mondiale, Timișoara a fost în perioada 2001-2011 orașul regional din România care a avut cea mai mare migrație și indice de magnetism. Potrivit datelor statistice furnizate, Timișoara reușește să atragă anual circa 8.000 de locuitori noi, cei mai mulți venind din județele învecinate – Caraș-Severin, Hunedoara și Arad și din județe mai îndepărtate, cum ar fi Mehedinți, Dolj, Gorj, Bihor, Sălaj, Vâlcea, Alba, Sibiu, Satu Mare și Maramureș. De altfel, 46% din populația actuală a Timișoarei este formată din persoane care s-au mutat aici din alte părți.

### Structura etnică
Timișoara s-a remarcat din cele mai vechi timpuri ca un oraș divers din punct de vedere etnic. La 1918, cea mai mare comunitate era cea germană, urmată de maghiari, români, evrei, sârbi și multe alte comunități mai mici, precum bulgari, slovaci, croați, cehi, sloveni, polonezi etc. Cifrele și raporturile procentuale sunt azi mult schimbate, însă aspectul multietnic al orașului persistă.
În municipiul Timișoara trăiesc cele mai mari comunități de germani și sârbi din România. Comunitatea maghiară număra, la recensământul din 2011, peste 15.000 de locuitori. În ultimii ani, orașul înregistrează o creștere semnificativă a numărului de azilanți, flotanți, refugiați, imigranți, dar și a numărului de angajați ai unor firme internaționale, ceea ce face ca ponderea statistică să oscileze. Peste 7.000 de cetățeni străini din 124 de state ale lumii trăiesc în Timișoara.

### Structura confesională
Viața religioasă cunoaște vechi tradiții și o mare diversitate, municipiul Timișoara fiind reședința Arhiepiscopiei Timișoarei, scaunul Mitropoliei Banatului.
Datorită tradiției multietnice și multiconfesionale, Timișoara este un oraș cu una dintre cele mai diversificate structuri confesionale din România. În 2011 circa 80,6% din timișoreni s-au declarat ortodocși (marea majoritate ținând de Biserica Ortodoxă Română, iar restul de Biserica Ortodoxă Sârbă) și 10% romano-catolici (marea majoritate germani și maghiari). Urmează confesiunile penticostală cu 8.408 de adepți (2,6%), reformată (2%, majoritatea maghiari), greco-catolică (în marea majoritate români) cu 4.191 de adepți. Sunt reprezentate și diverse alte comunități mai mici, cum este cea evreiască (mozaică), cu o istorie de circa 450 de ani, astăzi având aproximativ 300 de membri, în cea mai mare parte vârstnici. De asemenea, există în oraș un număr mic de credincioși creștini ortodocși greci, armeni, precum și musulmani (arabi și turci). 359 de timișoreni s-au declarat atei.

## Politică și administrație

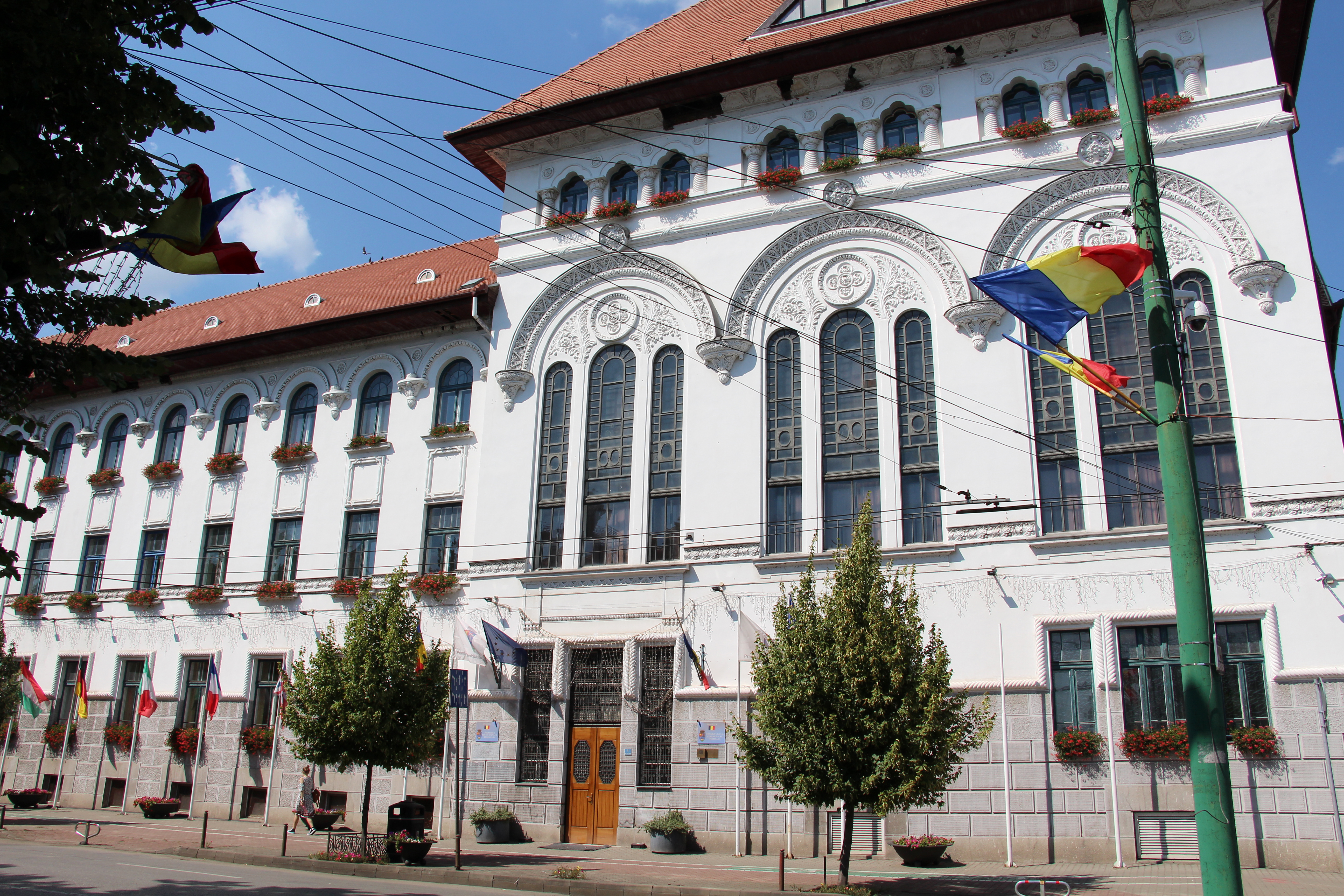
Primăria Municipiului Timișoara

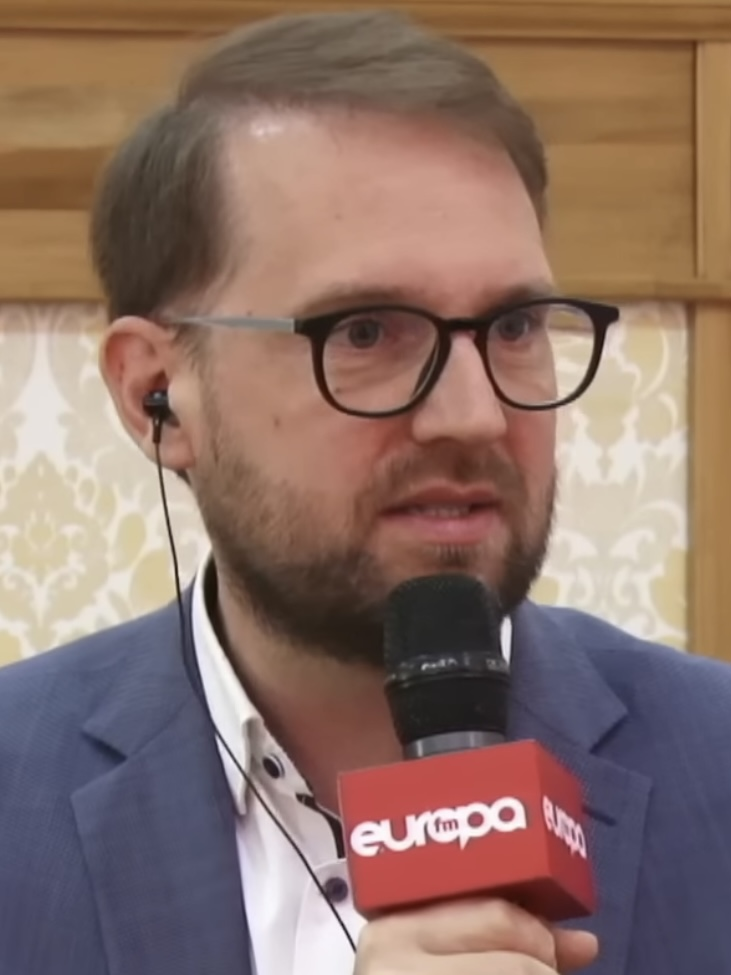
Primarul Dominic Fritz

Municipiul Timișoara este administrat de un primar și un consiliu local compus din 27 consilieri. Primarul, Dominic Fritz, de la Uniunea Salvați România, este în funcție din 30 octombrie 2020. Începând cu alegerile locale din 2024, consiliul local are următoarea componență pe partide politice:
|  | Partid                            | Consilieri | Componența Consiliului | Componența Consiliului | Componența Consiliului | Componența Consiliului | Componența Consiliului | Componența Consiliului | Componența Consiliului | Componența Consiliului | Componența Consiliului | Componența Consiliului | Componența Consiliului | Componența Consiliului | Componența Consiliului |
|  | --------------------------------- | ---------- | ---------------------- | ---------------------- | ---------------------- | ---------------------- | ---------------------- | ---------------------- | ---------------------- | ---------------------- | ---------------------- | ---------------------- | ---------------------- | ---------------------- | ---------------------- |
|  | Uniunea Salvați România           | 13         |                        |                        |                        |                        |                        |                        |                        |                        |                        |                        |                        |                        |                        |
|  | Coaliția Națională pentru România | 11         |                        |                        |                        |                        |                        |                        |                        |                        |                        |                        |                        |                        |                        |
|  | Alianța pentru Unirea Românilor   | 3          |                        |                        |                        |                        |                        |                        |                        |                        |                        |                        |                        |                        |                        |

În 2003 au fost înființate „consiliile consultative de cartier” ca „instrumente de participare cetățenească pentru îmbunătățirea procesului decizional în administrația publică locală, în scopul realizării în comun a unor acțiuni, lucrări, servicii și proiecte de interes public local”.
Primele alegeri libere din Timișoara post-comunistă au avut loc în 1992. Câștigător a fost Viorel Oancea, de la Partidul Alianța Civică (PAC), ulterior fuzionat cu PNL. Acesta s-a remarcat prin faptul că a fost primul ofițer care a vorbit mulțimii de revoluționari adunați în Piața Victoriei. La alegerile din 1996 fotoliul de primar a fost câștigat de Gheorghe Ciuhandu, din partea PNȚCD. Acesta a deținut patru mandate, după ce a câștigat și alegerile din 2000, 2004 și 2008. Din 2012 până în 2020, primar al Timișoarei a fost Nicolae Robu.

### Organizarea administrativă
Forma de organizare administrativă a Timișoarei în perioada interbelică a fost cea de plasă, aceasta având numele de plasa Timișoara, orașul fiind reședința județului Timiș-Torontal. Astăzi, în România, nu există unitate administrativă subdivizionară echivalentă pentru plasă, corespunzător nivelului LAU al Nomenclaturii Unităților Teritoriale Statistice din Uniunea Europeană.
Tradițional, Timișoara era împărțită în zece cartiere care astăzi nu au nicio funcție administrativă.
| Cartier | Suprafață (ha) | Nume românesc | Nume german    | Nume maghiar  | Înființare |
| ------- | -------------- | ------------- | -------------- | ------------- | ---------- |
| I       | 480            | Cetate        | Innere Stadt   | Belváros      | 1723       |
| II      | 1.017          | Fabric        | Fabrikstadt    | Gyárváros     | 1744       |
| III     | 668            | Elisabetin    | Elisabethstadt | Erzsébetváros | 1718       |
| IV      | 442            | Iosefin       | Josefstadt     | Józsefváros   | 1744       |
| V       | 205            | Mehala        | Franzstadt     | Újváros       | 1910       |
| VI      | 231            | Fratelia      | Neu-Kischoda   | Újkissoda     | 1948       |
| VII     | 156            | Freidorf      | Freidorf       | Szabadfalu    | 1950       |
| VIII    | 67             | Plopi         | Kardos-Kolonie | Kardos-Telep  | 1951       |
| IX      | 72             | Ghiroda Nouă  | Neu-Giroda     | Újgiroda      | 1951       |
| X       | 102            | Ciarda Roșie  | Rote Tscharda  | Vörös Csárda  | 1953       |

Pe lângă cele menționate, în secolele XX și XXI au apărut o serie de cartiere noi:
Listate în ordine alfabetică
- Aradului;
- Blașcovici;
- Braytim;
- Bucovina;
- Circumvalațiunii;
- Complexul Studențesc;
- Girocului;
- Kuncz;
- Lipovei;
- Dâmbovița;
- Modern;
- Odobescu;
- Olimpia-Stadion;
- Plăvăț;
- Ronaț;
- Soarelui;
- Steaua;
- Șagului;
- Tipografilor;
- Torontalului;
- UMT.

Grupul de Acțiune Locală Timișoara are sediul în zona Ghiroda Nouă, pe strada Ismail nr. 8.

### Zona metropolitană
Zona metropolitană Timișoara este o unitate administrativ-teritorială din județul Timiș, constituită din municipiul Timișoara, cel mai mare centru polarizator din regiunea de dezvoltare Vest; orașul Recaș, și alte 26 de comune periurbane. Zona are o suprafață de 2.439,19 km², și o populație de 468,162 de locuitori.
Asociația de Dezvoltare Intercomunitară Polul de Creștere Timișoara are sediul în zona Pieței Unirii, pe strada Vasile Alecsandri nr. 6.

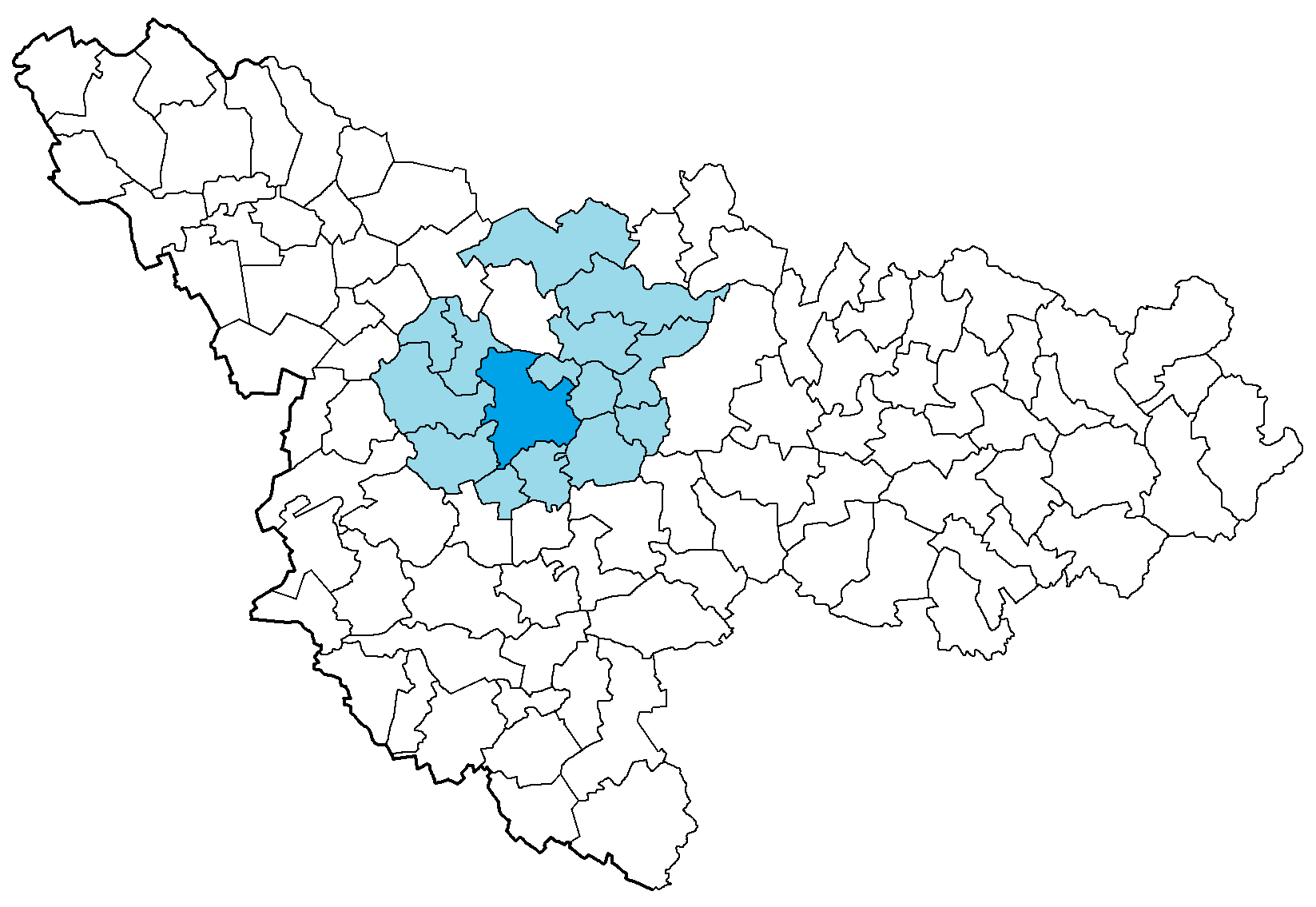
Poziția zonei metropolitane Timișoara în județul Timiș

#### Componență:
- Municipiul Timișoara;
- Orașul Recaș;
- Comunele: Becicherecu Mic, Bucovăț, Biled, Chevereșu Mare, Dudeștii Noi, Dudeștii Vechi, Dumbrăvița, Ghiroda, Giarmata, Giroc, Jebel, Liebling, Moșnița Nouă, Mașloc, Orțișoara, Parța, Pădureni, Pișchia, Peciu Nou, Remetea Mare, Sacoșu Turcesc, Șag, Săcălaz, Sânandrei, Sânmihaiu Român și Satchinez.[67]

Mai multe comune învecinate cu Timișoara au cunoscut în ultimii ani o dezvoltare semnificativă. Comunele Ghiroda, Giroc, Dumbrăvița, Chișoda, Moșnița Nouă și Utvin au ajuns suburbii ale municipiului datorită dezvoltării facilităților, utilităților și a infrastructurii, alipindu-se teritorial de oraș. Alte comune au cunoscut și ele o dezvoltare semnificativă, cel mai corect fiind încadrate la o zonă periurbană aflată în planul secund față de oraș, împrumutând, de asemenea, caracteristici urbane specifice. Printre acestea se numără: Giarmata, Săcălaz, Remetea Mare, Sânmihaiu Român, Sânandrei, Șag, Dudeștii Noi, Parța, Pădureni ș.a.

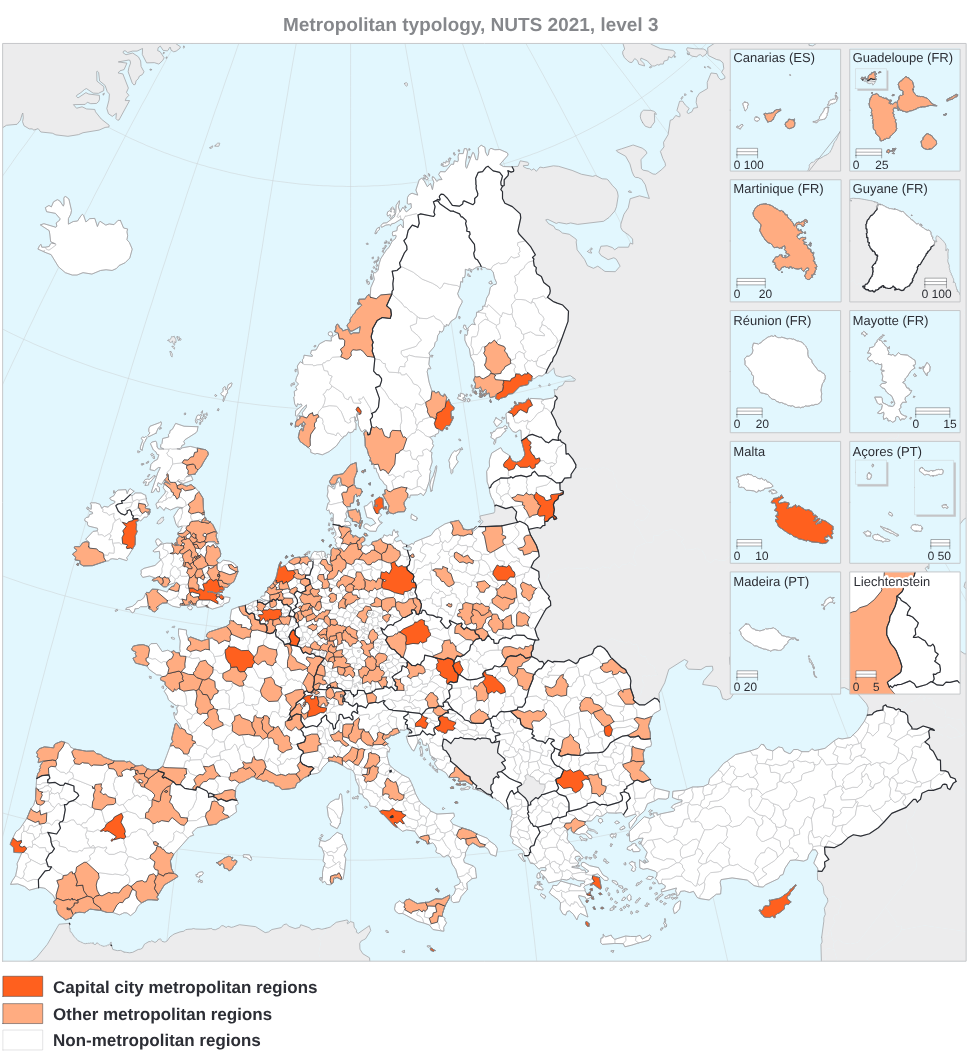
Hartă a regiunilor metropolitane din Europa, conform tipologiei calculate de Eurostat. Zona Metropolitană Timișoara și județul se disting printr-un ritm de urbanizare accelerat, net superior mediei naționale

Grupul de Acțiune Locală Asociația "Timiș Torontal Bârzava" are sediul în orașul Deta, pe strada Voitegului nr. 3.
În ultimii 20 de ani, Timișoara și-a extins hotarele cu circa 8%, ceea ce înseamnă aproximativ 1.000 de hectare, datorită construirii de noi cartiere sau zone de locuit la case sau blocuri – ansambluri rezidențiale. Limitele orașului au fost mutate spre exterior în anul 2006 cu aproape 6 km. Cea mai mare extindere a avut loc înspre comuna Șag.
Asociația de Dezvoltare Intercomunitară Zurobara a Județului Timiș are sediul în localitatea Cerneteaz, pe strada Nica Iancu Iancovici nr. 100.

### Metropola Timișoara–Arad

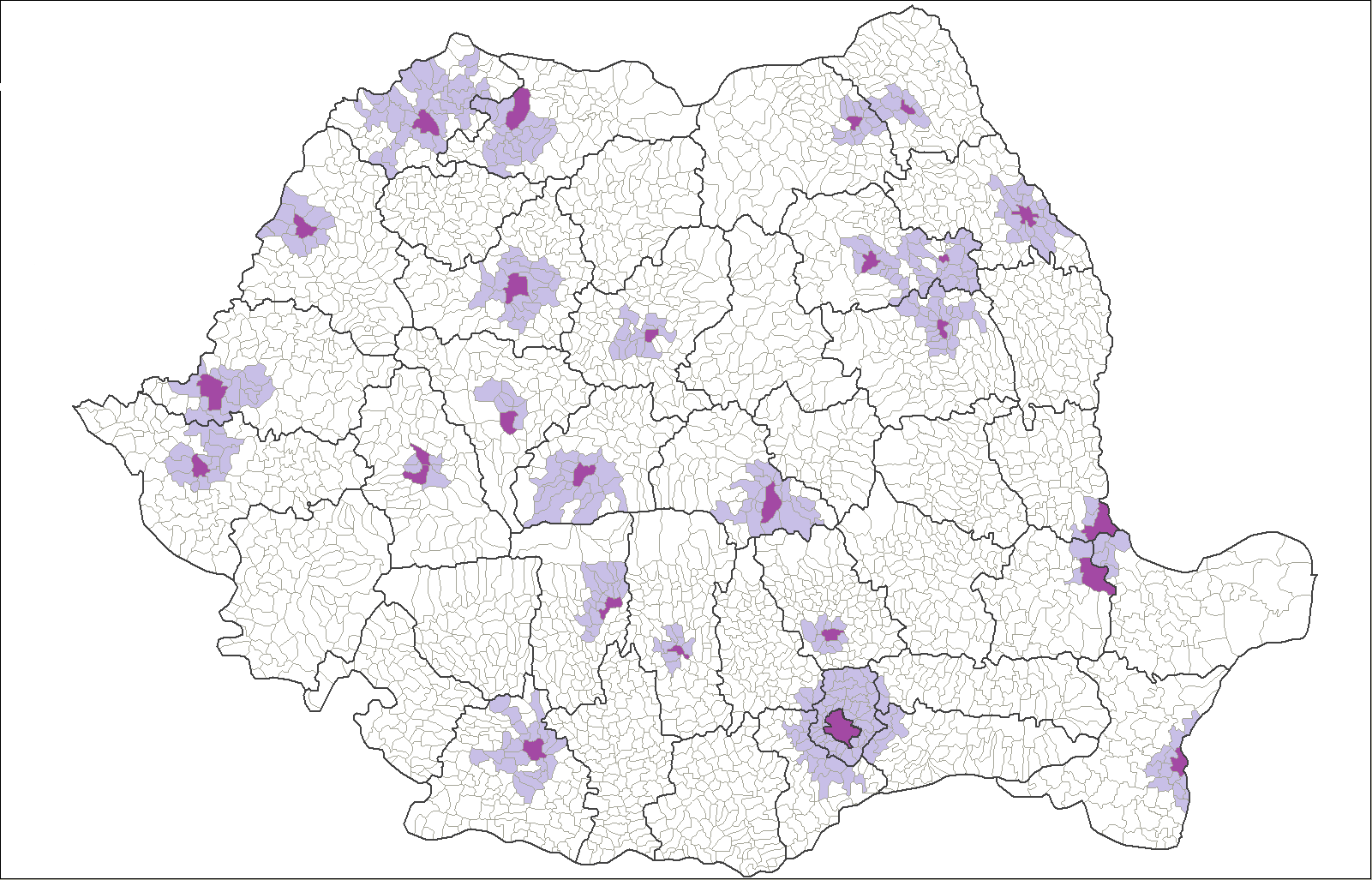
Zonele metropolitane din România. Conurbația Timișoara–Arad (Vest) este cea mai mare aglomerare urbană pe axa București–Budapesta–Belgrad (peste 800.000 de locuitori) - o zonă de polarizare cu impact direct asupra dezvoltării economice și urbane din Europa Centrală și de Est

În data de 2 August 2016 s-a semnat actul oficial de înființare al metropolei Timișoara–Arad, parte a strategiei integrate de dezvoltare durabilă Timișoara Vision 2030, elaborată de Banca Mondială, Eurostat, și de Agenția de Dezvoltare Regională Vest din România.
Proiectul a implicat unirea celor două zone metropolitane într-o unitate administrativ-teritorială unitară, cu rol de hub de transport, investițional, cultural, turistic, medical și educațional în euroregiunea Dunăre-Criș-Mureș-Tisa.
Populația aglomerării urbane are 805.000 de locuitori, și este cel mai dezvoltat pol socio-economic al Europei pe axa București–Budapesta–Belgrad.

### Alianța Vestului
Pe data de 8 Decembrie 2018, la Timișoara, s-a semnat documentul oficial de înființare al Alianței Vestului (AVE), în parteneriat cu municipiile Arad, Oradea și Cluj-Napoca, prima asociere intercomunitară de acest tip din România.
Alianța Vestului (AVE) are ca scop principal accelerarea dezvoltării economice și sociale a orașelor membre (Timișoara, Cluj-Napoca, Arad și Oradea) și a zonei de Vest prin colaborare regională, dezvoltarea infrastructurii, absorbția de fonduri europene, atragerea investițiilor private și îmbunătățirea calității vieții, urmând principiile socio-economice ale megalopolisului de urbanizare Banana Albastră, din Europa de Vest.

### Internațional
Timișoara este membră a rețelelor EU Core Cities, European Cities, European Marketing Cities și Advancing Public Transport Cities.

## Infrastructură

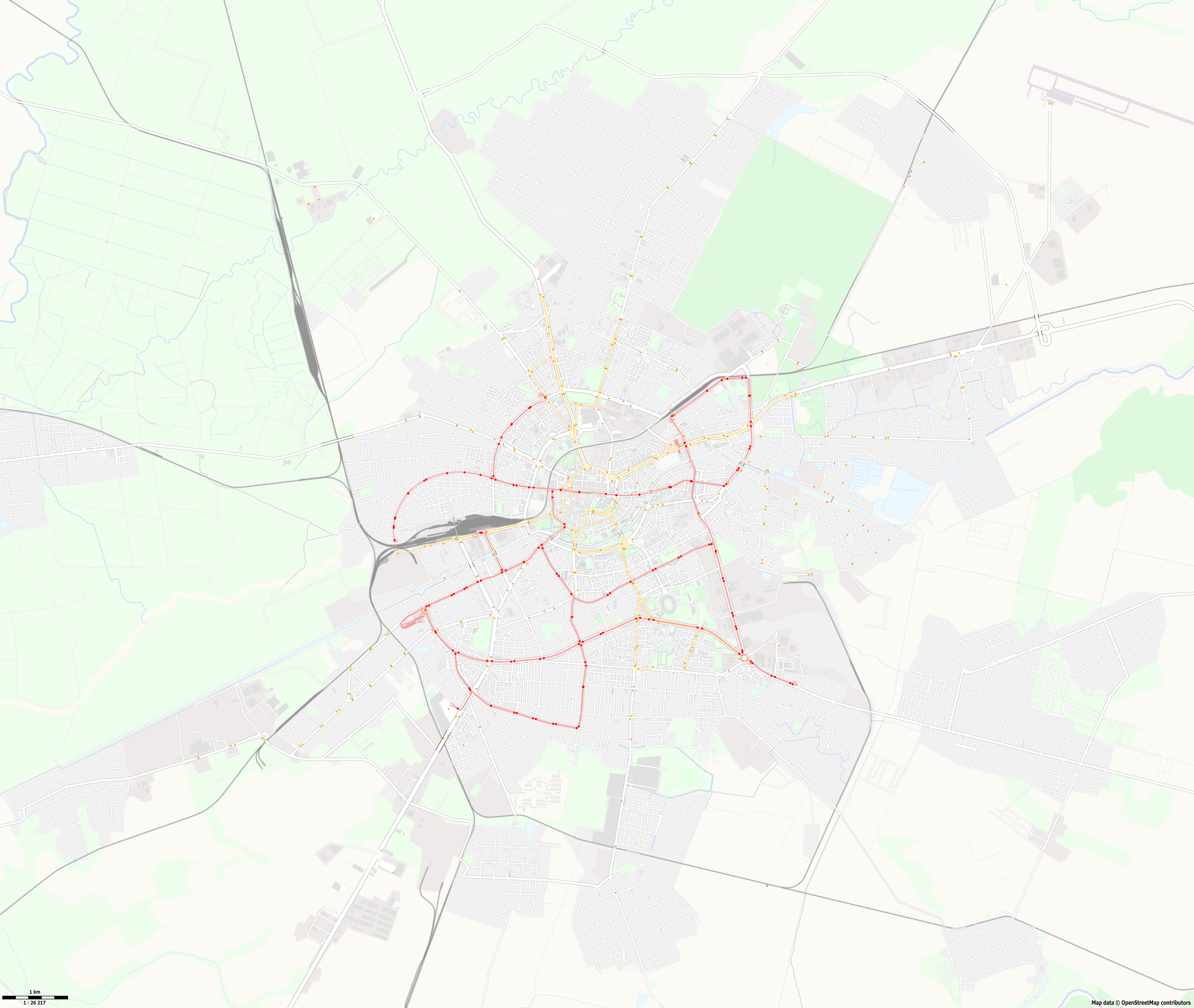
Harta sistemului de transport în comun (cu stații) cale ferată      linie de tramvai      linie de troleibuz
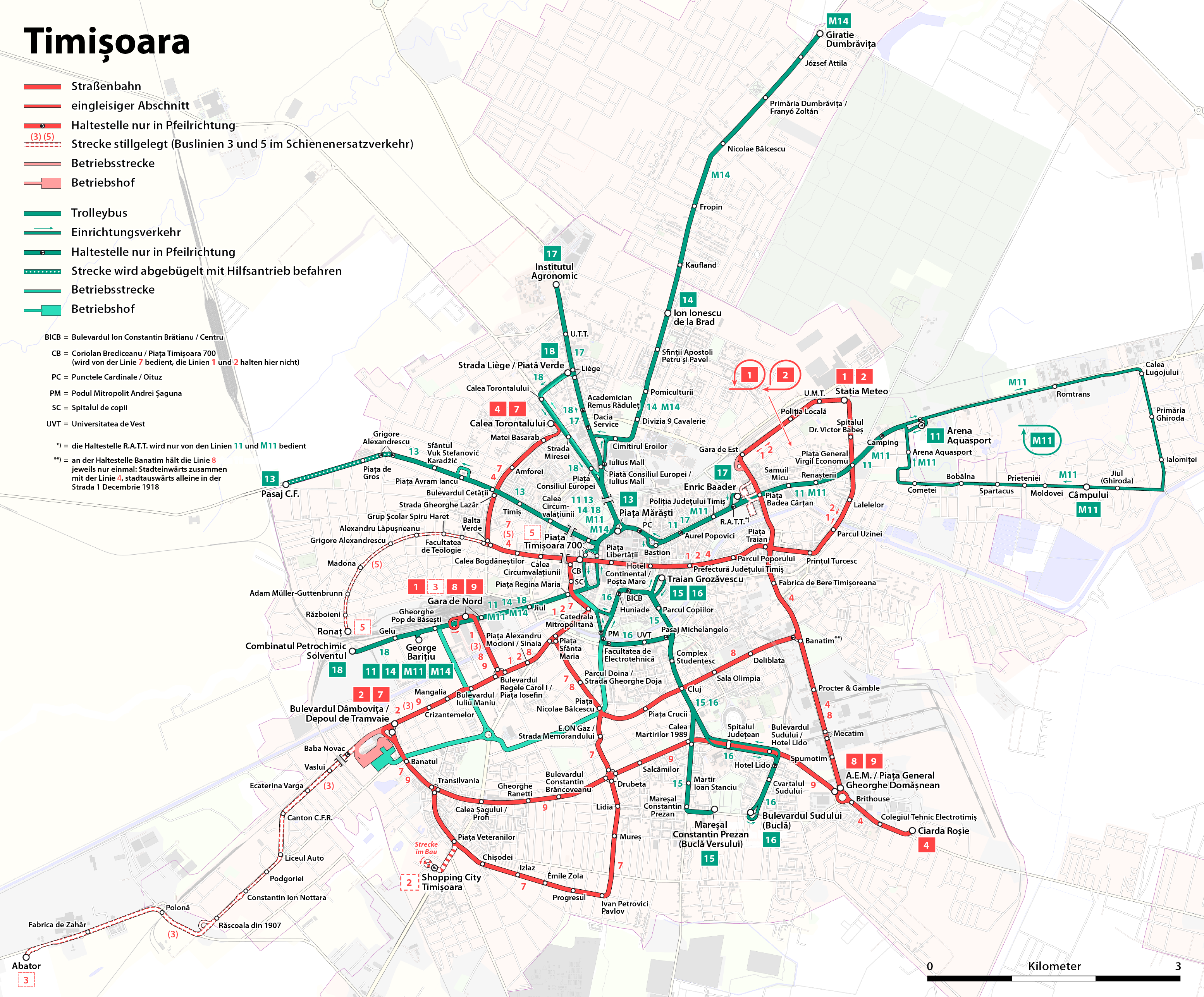
Harta liniilor de tramvai și troleibuz
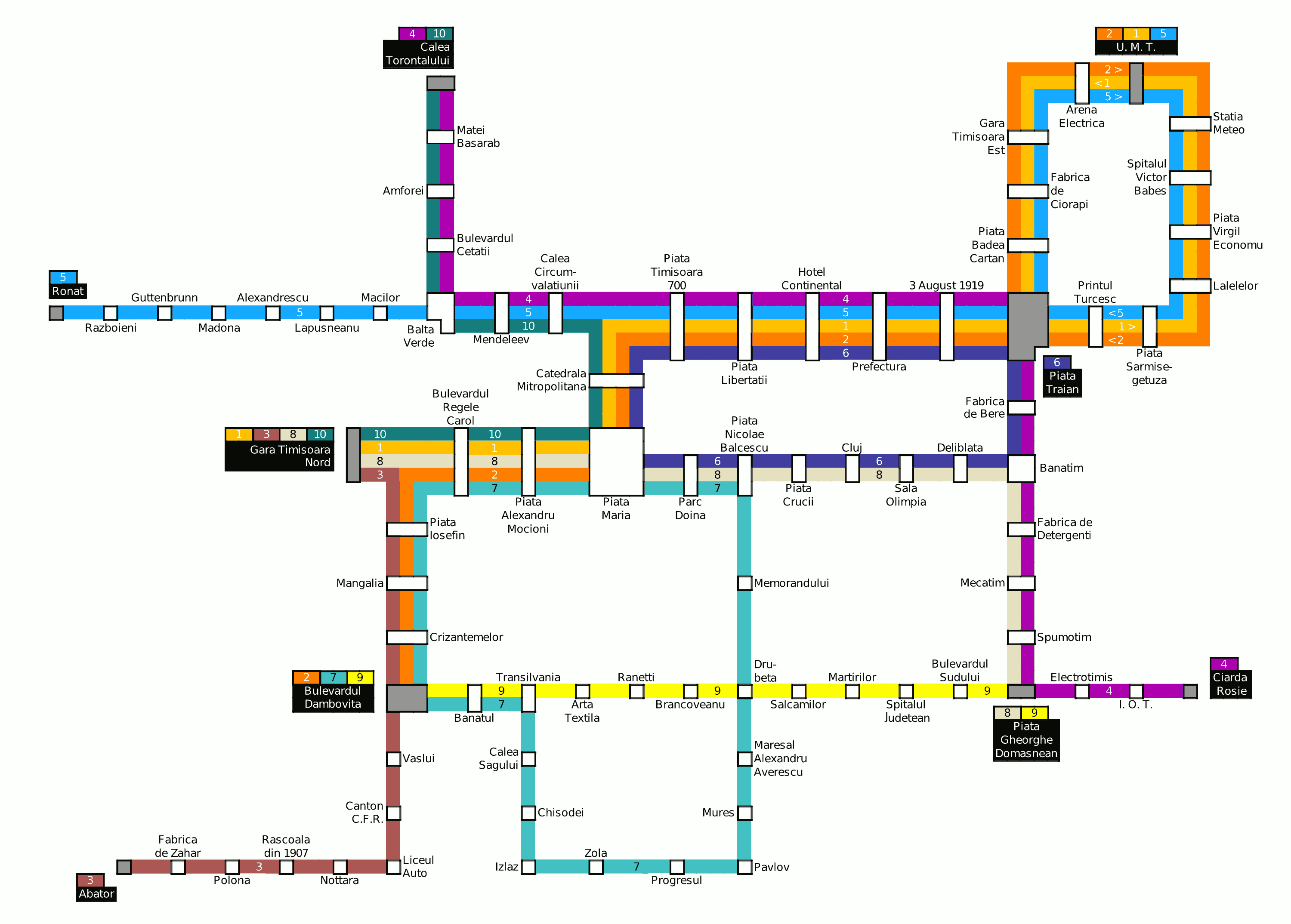
Reprezentare schematică a sistemului de linii de tramvai

Municipiul are acces direct la coridoarele paneuropene feroviare și rutiere care îl traversează, datorită interconectării la rețeaua transeuropeană de transport TEN-T, lucru care asigură legătura cu principalele orașe europene, naționale și cu centrele regionale, atât pentru transportul călătorilor, cât și pentru marfă. Localitatea este un nod de transporturi regional, datorită poziției sale în centrul Banatului.
Infrastructura transportului Timișoarei este foarte complexă, asigurând o gamă diversă de servicii de mobilitate urbană.

### Transportul rutier. Infrastructura de transport municipală
Trama stradală a municipiului este compusă din 1.278 de străzi ce însumează aproape 750 km, majoritatea modernizate și echipate edilitar: carosabil și trotuare asfaltate, parcări, marcaje, spații verzi, indicatoare, semafoare și semnalizare luminoasă, iluminat public, rețele de utilități (apă-canal, gaz, electricitate), sistem de colectare a apelor pluviale, rețele de termoficare, rețea subterană de cablaje și fibră optică, camere video de supraveghere și servicii de colectare-salubrizare.

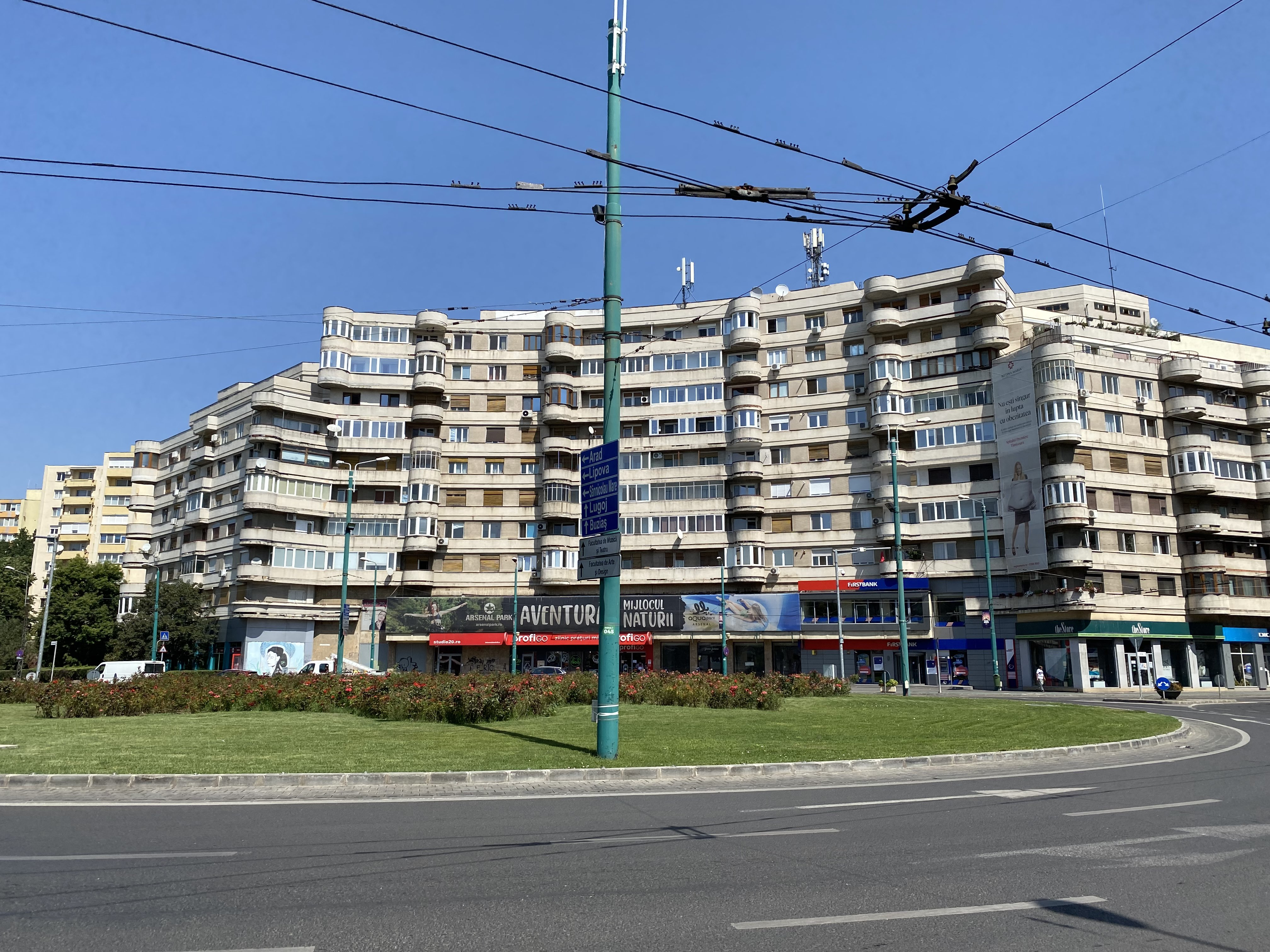
Intersecția de tip turbogirație din Piața Mărăști, lângă Cazarma Vienei (U), cartierul Calea Aradului

Din punct de vedere al dimensiunii spațiale a traficului, fluxurile de circulație sunt preponderent de-a lungul principalelor axe de transport rutier ale orașului, consolidate printr-o serie de 4 inele concentrice care asigură legături rapide între cartierele Timișoarei, identic sistemului Ringstraße din Viena. Zonele industriale centrale, care afectau coeziunea structurii urbane, sunt în prezent în reconversie, aici dezvoltându-se în special servicii, instituții și ansambluri rezidențiale. Rețeaua de drumuri din afara municipiului este de tip radiar-concentric, majoritatea drumurilor din județ convergând către reședință.
Noua magistrală rutieră Radiala Vest, proiect al Companiei Naționale de Administrare a Infrastructurii Rutiere (CNAIR), are o lungime de 2,7 kilometri și va cuprinde patru benzi de circulație, un pod nou peste magistrala ferată Timișoara–Buziaș–Lugoj, și un sens giratoriu la intersecția cu strada Carpenului. Noua infrastructură asigură legătura dintre pasajul subteran și noul pod peste Canalul Bega din zona Solventul, cu Centura de Vest a Timișoarei, din zona Freidorf.

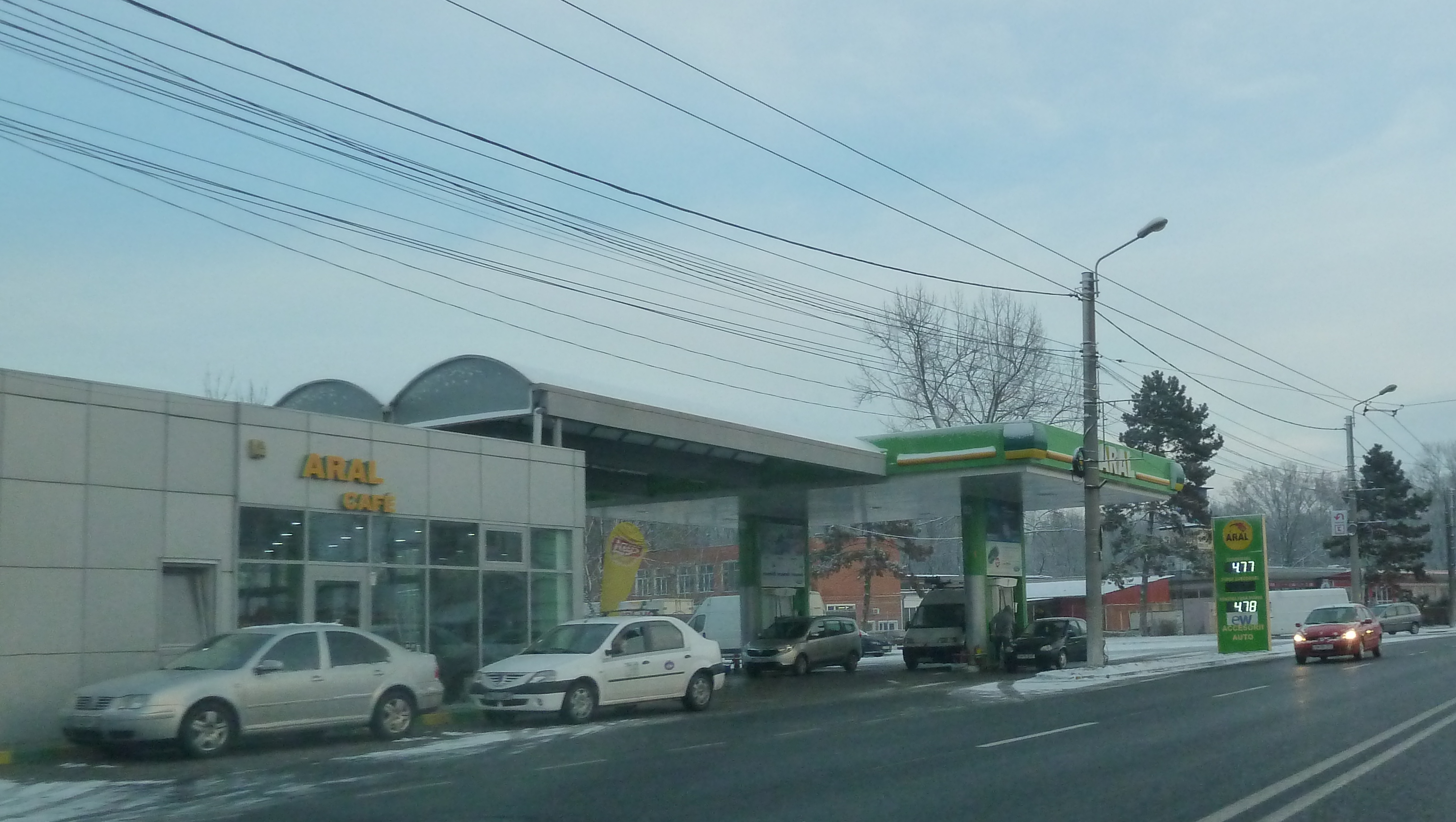
Stație de alimentare ecologică Aral Green pe DN6, în zona Ghiroda Nouă

În plan local, transportul auto cunoaște o adevărată explozie după 1990, astfel că în 2019 gradul de motorizare înregistrat la Timișoara era cel mai mare din România, cu un autovehicul la fiecare 1,68 locuitori. În același an, la nivelul orașului erau înmatriculate 196.486 de autovehicule, la acestea adăugându-se mașinile care tranzitează orașul sau care sunt înmatriculate în alte județe, dar sunt deținute de persoane care locuiesc și lucrează în Timișoara.
Din octombrie 2019 Timișoara deține cea mai mare infrastructură publică pentru încărcarea automobilelor electrice și reîncărcabile din țară, Charging Plaza Hub, situată lângă Piața 700. În martie 2021 s-a inaugurat prima stație de tip Supercharger pentru mașinile electrice și hibrid Tesla din România.

### Rețeaua de transport internă și internațională
Timișoara este legată la rețeaua de drumuri europene, respectiv naționale, prin următoarele căi rutiere: 
- drumul european E70 — spre frontiera cu Serbia prin vama Stamora-Moravița, urmând traseul: Tbilisi - Batumi - Trabzon - Istanbul - Varna - Ruse - București - Craiova - Timișoara - Deta > Vârșeț - Panciova - Belgrad - Zagreb - Ljubljana - Trieste - Veneția - Padova - Verona - Brescia - Torino - Lyon - Saint-Étienne - Bordeaux - Bilbao - Gijón - A Coruña;
- drumul european E671 — Timișoara - Arad - Chișineu-Criș - Carei - Satu Mare;
- drumul național 6 — spre frontiera cu Ungaria prin vama Cenad, urmând traseul: București - Alexandria - Roșiorii de Vede - Caracal - Craiova - Filiași  - Strehaia - Drobeta-Turnu Severin - Porțile de Fier -  Orșova - Băile Herculane - Caransebeș - Lugoj - Recaș - Timișoara - Sânnicolau Mare > Macău - Seghedin - Kecskemét - Budapesta - Tatabánya - Győr - Bratislava - Viena;Autostrada A1 în apropiere de TimișoaraCoridoarele TEN-T Orient-Est mediteraneean (Dresda-Istanbul) și Rin-Dunăre (Strasbourg-Constanța/Sulina), componenta feroviară a Noului Drum al Mătăsii (Xi'an-Praga), traseul european Via Carpatia (Marea Baltică-Marea Egee), precum și ramura sudică a culoarului continental Rail-2-Sea (Inițiativa celor Trei Mări), tranzitează Timișoara pe relația nord-est - fiind unul din orașele României aflat pe toate cele 5 axe geostrategice de transport ce străbat țara
- drumul național 59 — cu ramificația DN59A, spre frontiera cu Serbia prin vama Jimbolia, urmând traseul: Timișoara - Cărpiniș > Becicherecu Mare - Novi Sad - Belgrad - Čačak - Visegrád - Sarajevo - Mostar - Split;
- drumul național 69 — Timișoara - Orțișoara - Vinga - Șagu - Arad.

Direcția Regională de Drumuri și Poduri are sediul pe strada Coriolan Băran nr. 18.
Timișoara este un nod rutier major în traficul internațional de tranzit, fiind situată pe Coridorul pan-european IV Orient-Est mediteraneean Dresda–Istanbul, care conectează Europa Centrală de Marea Neagră (în antichitate Drumul mătăsii), precum și nod al viitorului traseu transeuropean Via Carpatia (Inițiativa celor Trei Mări), care în plan continental face conexiune între porturile Klaipėda la Marea Baltică și Salonic la Marea Egee, respectiv, în plan național, legăturile cu Autostrada Transilvania și Drumul expres Pitești–Craiova.

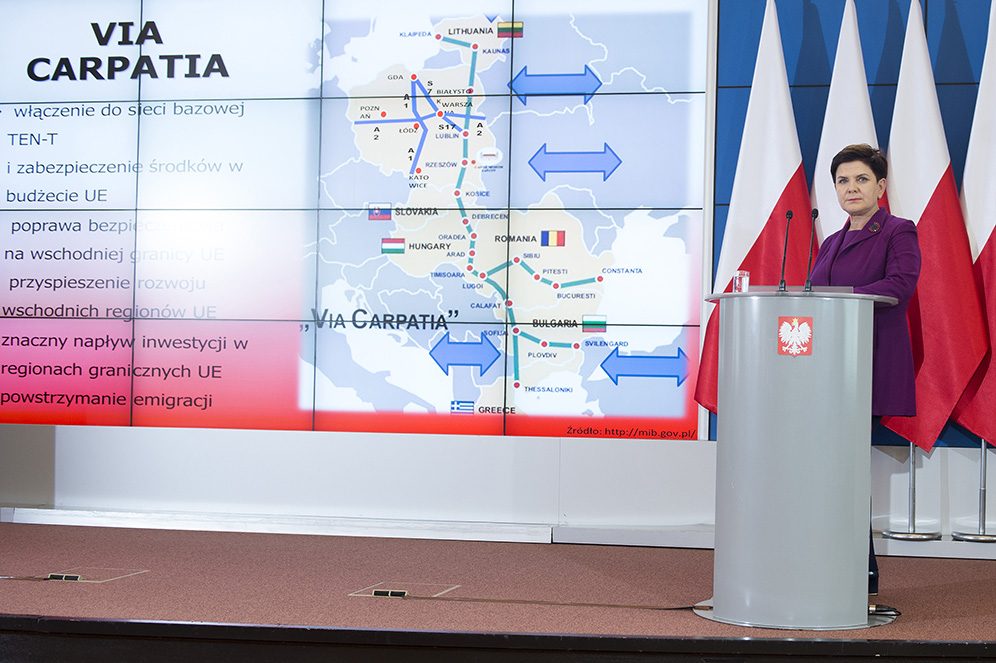
Traseul rutier transeuropean Via Carpatia, cu Timișoara indicată pe hartă

Orașul este străbătut în nord-est de Autostrada A1, componentă a Coridorului IV – cea mai importantă axă de transport a României, ce străbate țara pe relația Nădlac – Arad – Timișoara – Deva – Pitești – București. Acest segment continuă cu autostrada M43 din Ungaria, spre Seghedin, asigurând legătură rutieră directă cu Europa de Vest. A1 face joncțiune în apropiere de Lugoj cu autostrada A6. Prima porțiune din autostradă, de 11 km, dintre Balinț și Lugoj, unde se află un nod rutier cu DN6, a fost inaugurată pe 19 decembrie 2013.

### Varianta de ocolire
Lucrările la șoseaua de centură a Timișoarei, destinată traficului rutier de mare tonaj și al circulației de tranzit, au început în Martie 2020 și au ca termen de finalizare sfârșitul anului 2022.
Varianta de ocolire a Timișoarei este completată de un al doilea inel, cu rol de centură intermediară, destinată traficului de tonaj mediu și mic, care unește comunele periurbane Ianova, Remetea Mare, Bucovăț, Moșnița Nouă, Rudicica, Urseni, Giroc, Șag, Sânmihaiu Român, Săcălaz, Dudeștii Noi, Sânandrei și Giarmata din zona metropolitană.

### Șoseaua de legătură autostrada A1 - drumul european E671
În Iulie 2021 au început lucrările de construcție a șoselei de legătură dintre autostrada A1 și drumul european E671, obiectiv finanțat prin Fondul European de Coeziune. Drumul va avea o lungime de 10 km și va cuprinde 2 benzi de circulație pe ambele sensuri, 6 pasaje supraterane și 3 noduri rutiere cu sensuri giratorii.
Acesta va asigura o conexiune mai rapidă spre autostradă și va degreva circulația de tranzit pe actualul drum județean 691 ce traversează Dumbrăvița și Giarmata.
Proiectele de infrastructură în pregătire, cuprinse în Masterplanul General definitivat de Ministerul Transporturilor sunt: Autostrada A9 Timișoara — Stamora-Moravița — Belgrad (via Novi Sad), completarea și finalizarea variantei de ocolire Timișoara și Drumul Expres Aeroportul Internațional Traian Vuia — Autostrada A1.
Un alt proiect de infrastructură major pentru Timișoara și Județul Timiș îl reprezintă noua legătură rutieră dintre România și Serbia la Autostrada „Zâmbetul Voivodinei” (Vojvođanski osmeh), aflată în construcție. Aceasta va conecta Voivodina de punctul de frontieră cu România la Srpska Crnja, aproape de Jimbolia, asigurând legătură directă între Timișoara și Coridorul Pan-European X care traversează Serbia, rută ce leagă Europa Occidentală de Balcanii de Sud și Turcia.

### Transportul public
Transportul public urban de călători este asigurat de către Societatea de Transport Public Timișoara (STPT). Acesta se desfășoară pe 10 linii urbane de autobuz, 8 linii de autobuz Expres, 9 linii de tramvai, 9 linii de troleibuz și o linie vaporetto. Acestora li se adaugă 19 linii de transport metropolitan și 15 linii școlare pentru transportul elevilor. 45% din transportul public urban este deservit de tramvaie, 22% de troleibuze, 18% de autobuze și restul de 15% de hidrobuze și mijloacele de transport alternativ. Flota este modernă, mijloacele dispun de rampe de acces pentru persoanele cu dizabilitate locomotorie, camere audio-video și internet Wi-Fi gratuit.

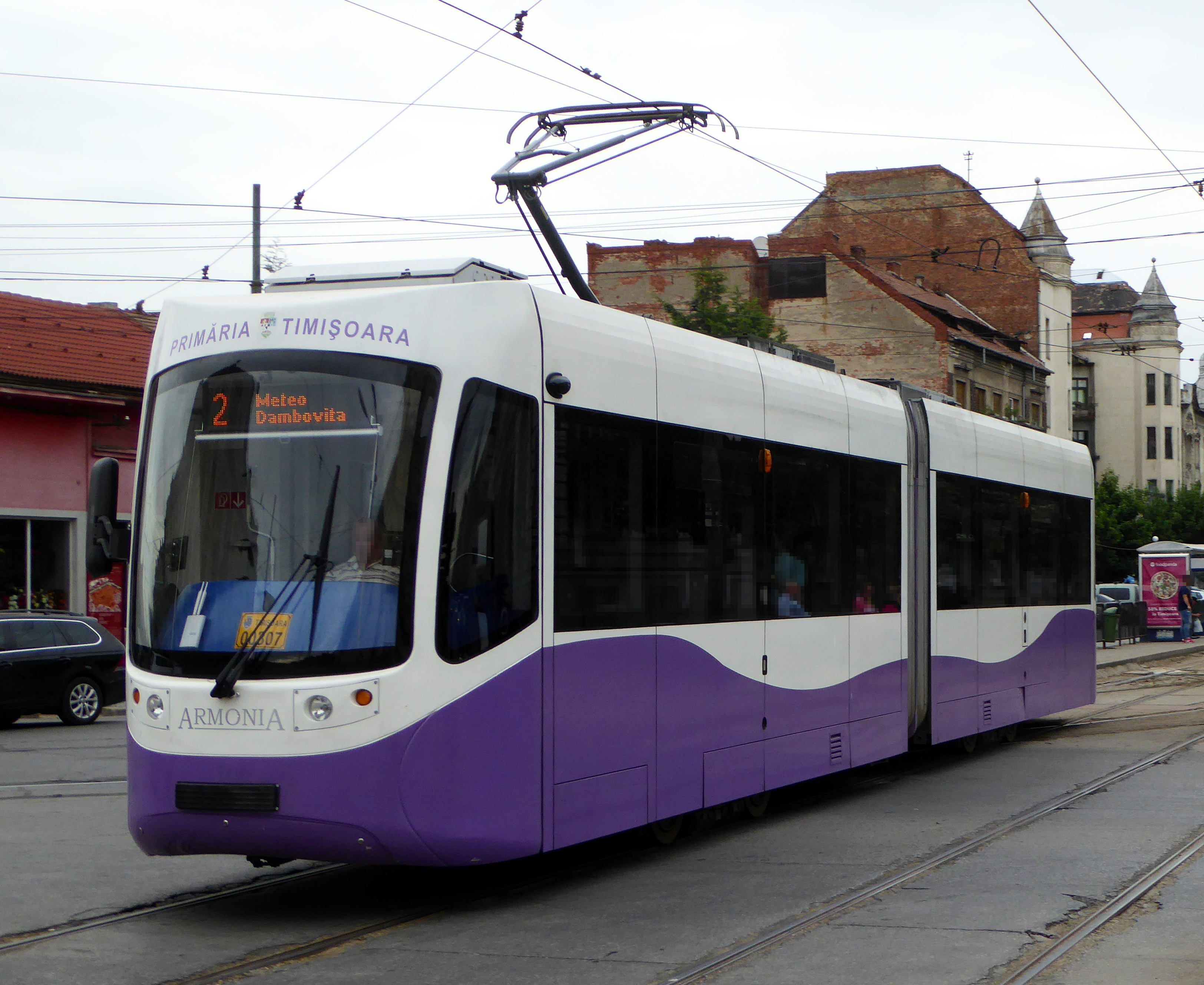
Tramvai Armonia GT4, realizat de Astra Arad, pe traseul liniei 2

Prețul unei călatorii este 5 lei, achitabil prin ticket, cartelă de călătorie/abonament, terminal POS (orice card bancar sau gadget/device cu cip NFC încorporat), aplicațiile 24pay și mobilPay™ Wallet disponibile pentru Android – IOS/Apple Pay, sau prin SMS la 7442 cu textul B urmat de numărul liniei - ex. B33 (bilet de călătorie unic valabil 60 de minute) sau cu textul ZI - (legitimație de călătorie valabilă 24 h pentru toate liniile). Timpii de așteptare în stații sunt disponibili prin InfoTrafic RATT și Transport Public Timișoara.
Timișoara deține o piață bine dezvoltată de servicii de taximetrie. De asemenea, în oraș sunt și numeroase firme autohtone și internaționale de închirieri/servicii de leasing auto - ALD Automotive, Fleet Management Services, DiRent sau Arval fiind doar câteva dintre acestea. Adițional există transport maxi-taxi.
Alternativ, în Timișoara operează firme private de carpooling precum Uber, Bolt, BlackCab, Free Now, BlaBlaCar sau WhiteCab.

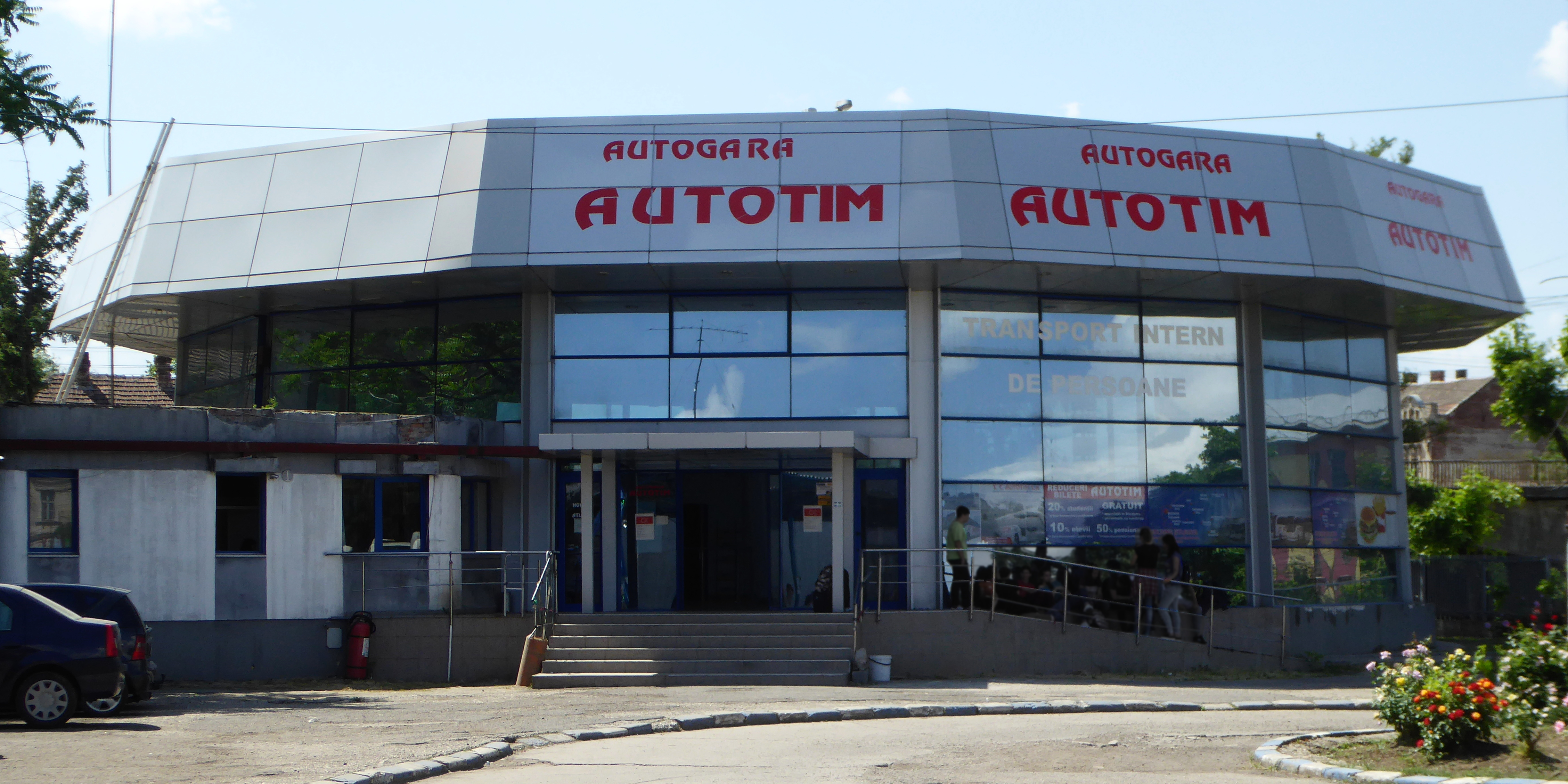
Autogara din Iosefin

### Autogări
Transportul județean, regional și național de călători este deservit de companii private, prin autogările din Timișoara. Există, de asemenea, curse zilnice spre destinații din Europa, deservite de companii private de transport de călători, cum ar fi Flixbus, Eurolines, Dacos sau Atlassib. Pentru transportul intern cu autocare și microbuze există mai multe autogări, majoritatea amplasate în jurul Gării de Nord și pe Calea Stan Vidrighin (fosta Calea Buziașului).

### Transportul feroviar
Municipiul are conexiuni feroviare zilnice cu toate zonele din România, întreținute de compania națională de transport feroviar CFR Călători și CFR Marfă și respectiv de operatorii privați Regiotrans și Grup Feroviar Român. Acestea permit orașului un important aflux de forță de muncă din toate colțurile județului. Municipiul este sediul regionalei CFR Timișoara.

Coridorul Rin-Dunăre, având Timișoara ca punct nodal de transport, constituie conexiunea dintre Europa Centrală și cea de Est

Un proiect de infrastructură important pentru municipiu pentru decongestionarea traficului îl reprezintă trenul metropolitan, obiectivul fiind dezvoltarea unei alternative viabile de transport de călători, care să asigure accesul facil între cartierele orașului Timișoara, magistrala CFR 213 (Timișoara–Radna) și Aeroportul Internațional „Traian Vuia”, în cadrul proiectului privind modernizarea coridorului pan-european IV. 

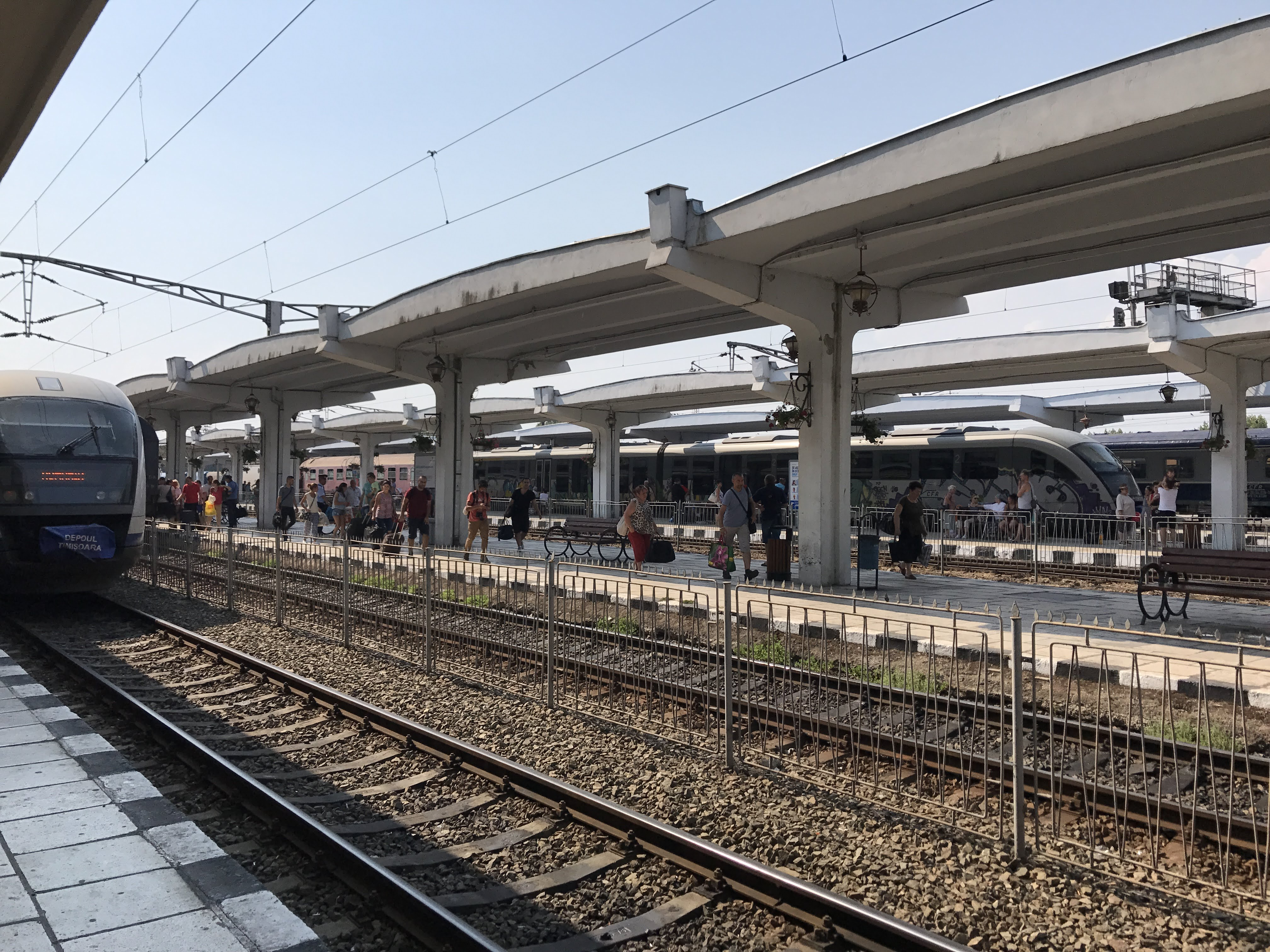
Trenuri Siemens Desiro, aparținând Regionalei CFR Timișoara, în Gara de Nord din oraș. Cunoscute ca „Săgeata Albastră”, aceste automotoare ultramoderne sunt utilizate pentru transportul regional și interregional de călători

Acesta are o valoare investițională de 323 de milioane de lei și va cuprinde construirea unei noi stații de cale ferată, cu două linii de garare, în imediata vecinătate a Aeroportului.

Traseul paneuropean al Coridorului Orient/Est-Marea Mediterană traversează Timișoara, transformând orașul în singurul nod intermodal complet al României (rutier/de marfă & logistic internațional, feroviar, aerian, fluvial, cicloturistic, ecologic/sustenabil și energetic - gazoductele BRUA și Recaș-Mokrin, precum și linia electrică de înaltă tensiune Mid Contiental East Corridor) - integrat în fluxurile continentale primare de transport și distribuție

Timișoara, cu cea mai densă rețea feroviară din România (91,9 km/1.000 km² față de 47,9 km/1.000 km² media națională), este al doilea nod feroviar al țării (9 direcții). Orașul este străbătut de următoarele linii feroviare:
- magistrala CFR 213 (Timișoara–Radna);
- magistrala CFR 217 (Timișoara–Nerău);
- magistrala CFR 218 (Timișoara–Cenad);
- magistrala CFR 310 (Timișoara–Arad);
- magistrala CFR 900 (București Nord–Craiova–Caransebeș–Timișoara) – parte a coridorului Orient-Est mediteraneean Dresda–Istanbul – TEN-T Core. Segment în reabilitare integrală, pe porțiunea Arad – Timișoara – Caransebeș, cu o valoare investițională de 8,77 miliarde de lei.[97];
- magistrala CFR 918 (Timișoara–Buziaș–Lugoj);
- magistrala CFR 919 (Timișoara–Jimbolia–Kikinda);
- magistrala CFR 922 (Timișoara–Stamora Moravița) – TEN-T Comprehensive. Tronson în modernizare și electrificare, cu un cost de peste 380 de milioane de euro.[98];
- magistrala CFR 926 (Timișoara–Cruceni).

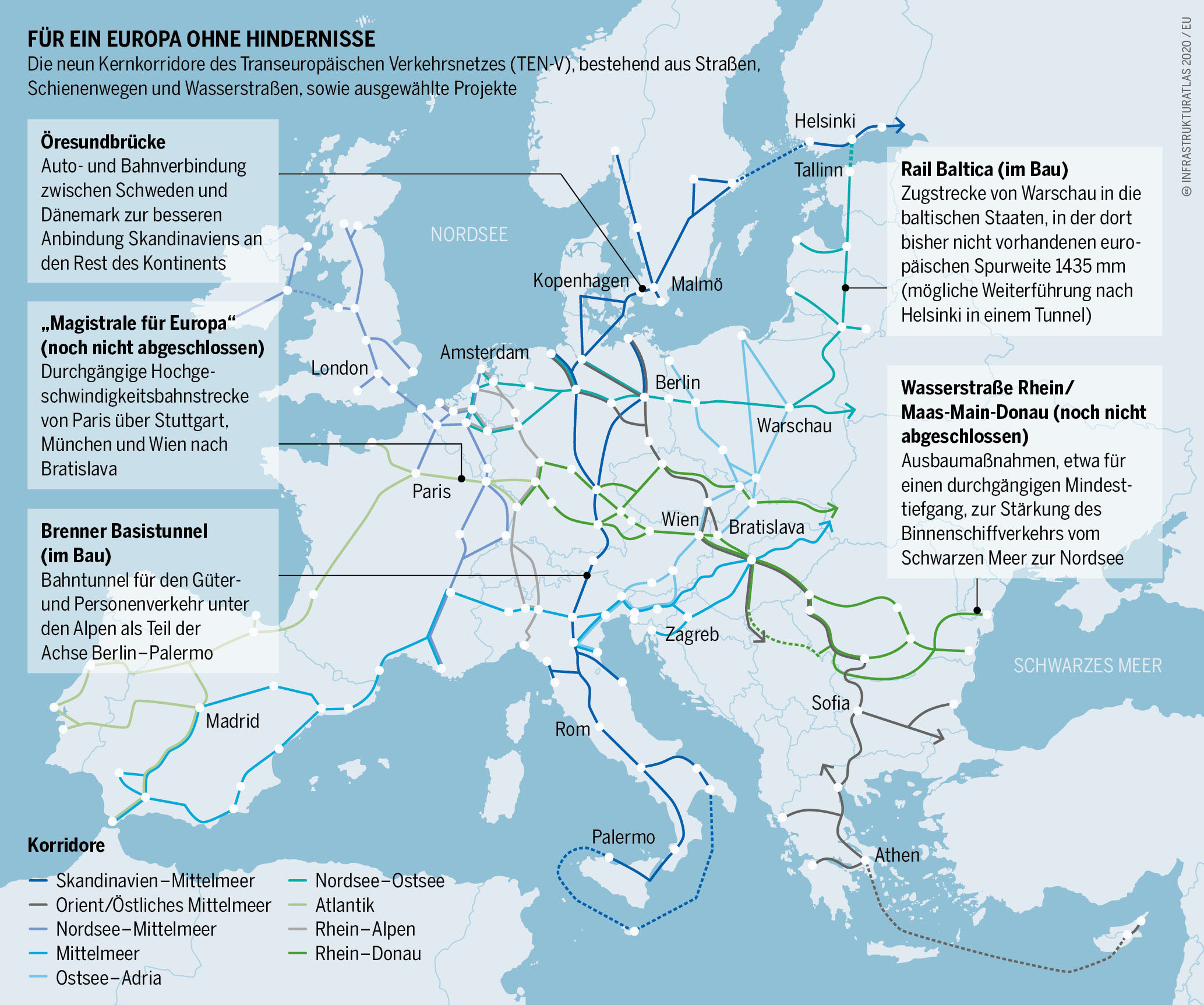
Harta celor 9 rute de transport TEN-T, cu traseul nodal Rail-2-Sea Gdańsk-Constanța evidențiat, traversând Timișoara

Orașul dispune de cinci gări (Timișoara Nord, Timișoara Vest, Timișoara Sud, Timișoara Est și Timișoara C.E.T.) și o stație de triaj (Ronaț Triaj).
Principala gară de călători este Timișoara Nord, construită în 1857 și aflată în ample procese de reabilitare începând cu vara lui 2017, prin care trec zilnic peste 160 de trenuri care oferă legături cu toate zonele țării. De la Timișoara există legături internaționale directe spre Vârșeț, Budapesta, Viena, Belgrad și Sofia prin InterRail. Călătorii care au utilizat transportul feroviar, îmbarcându-se din Timișoara în 2012, totalizează aprox. 1.101.988 (1.037.233 în Gara de Nord și 64.755 în Gara de Est), rezultând o medie zilnică anuală de 5.288 călători/zi (5.144 călători/zi în Gara de Nord și 144 călători/zi în Gara de Est).
Metrou

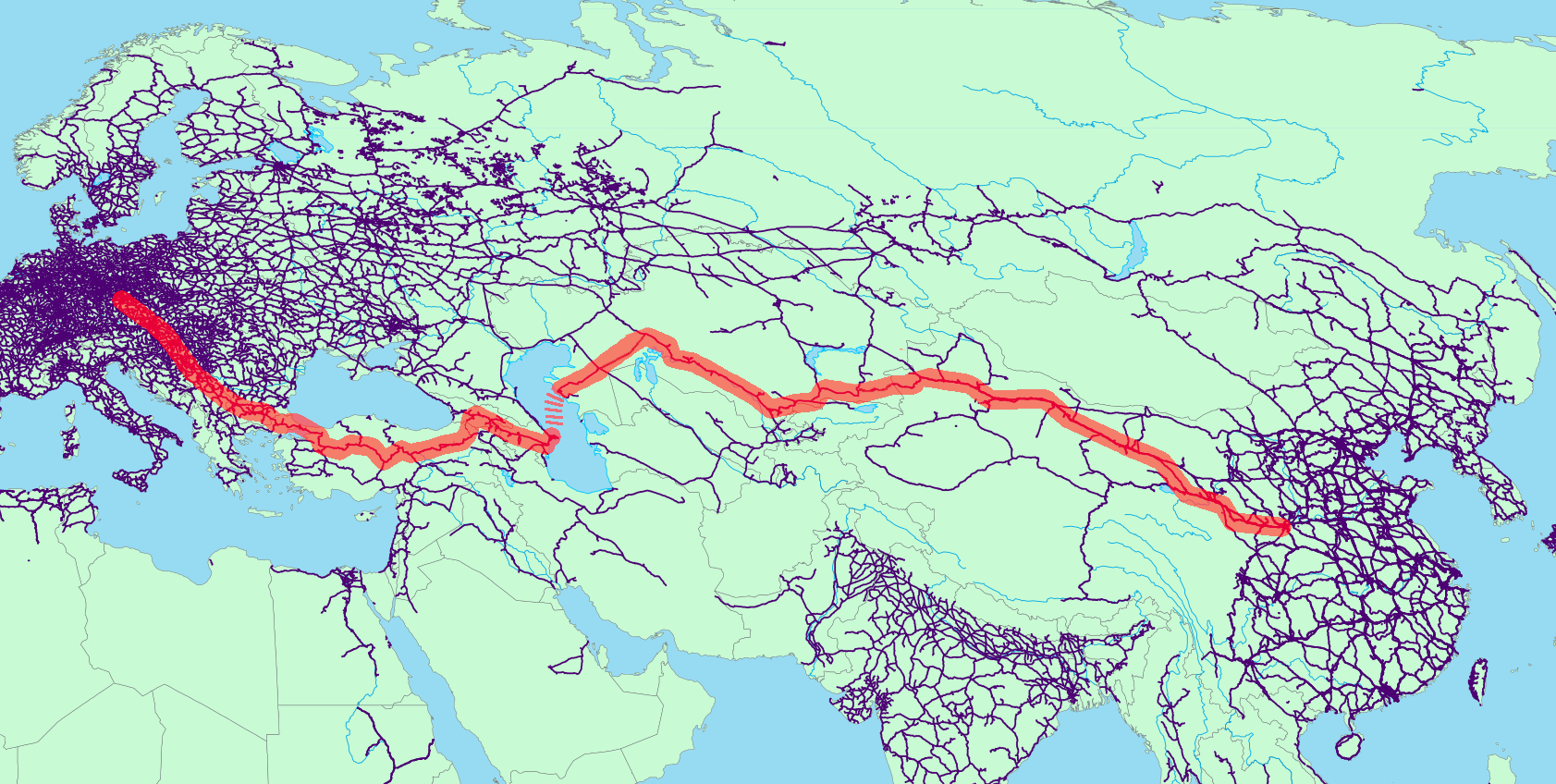
Traseul feroviar al Noului Drum al Mătăsii, cea mai mare rută comercială din lume, leagă Xi’an (China) de Praga (Cehia). Calea ferată traversează Eurasia - Asia de Est și Centrală, Marea Caspică (feribot), Caucazul și sud-estul Europei. Ramificația estică a liniei străbate România pe relația Calafat-Craiova-Drobeta-Turnu Severin-Timișoara-Curtici, înainte de a ajunge în Europa Centrală, consolidând rolul orașului în rețeaua mondială de transporturi de marfă, schimb de bunuri și comerț internațional

Din anul 2018 au început demersurile pentru implementarea serviciului de transport public cu metroul, alocându-se  145.000 de lei pentru studiile de fezabilitate necesare. Acesta cuprinde, în primă fază, două magistrale principale: una care leagă Dumbrăvița de Moșnița Nouă pe axa N-S (M1); și alta care leagă Calea Șagului de Aeroportul Internațional Traian Vuia (M2), pe axa E-V. Proiectul prevede două tronsoane de aproximativ 25 de km, cu un cost de peste 2 miliarde de euro. Durata de execuție estimată este de 120 de luni.

### Transportul aerian
Timișoara dispune de Aeroportul Internațional „Traian Vuia”, aflat din 2018 în ample lucrări de extindere. Acesta este cel mai important nod aerian din Euroregiunea Dunăre–Criș–Mureș–Tisa. De aici sunt curse către 31 de destinații naționale și internaționale, printre care: București, Constanța, Atena, Roma, Milano, Veneția, Bari, Bologna, Frankfurt pe Main, München, Stuttgart, Dortmund, Karlsruhe, Berlin, Memmingen, Londra, Zakynthos, Paris, Madrid, Barcelona, Valencia sau Bruxelles, operate de un număr de 11 companii aeriene, printre care Blue Air, Lufthansa, Ryanair, TAROM, Aegean Airlines și Wizz Air. Singurul aeroport din România certificat EASA, Aeroportul Internațional Timișoara servește ca bază operațională pentru Ryanair și Wizz Air.

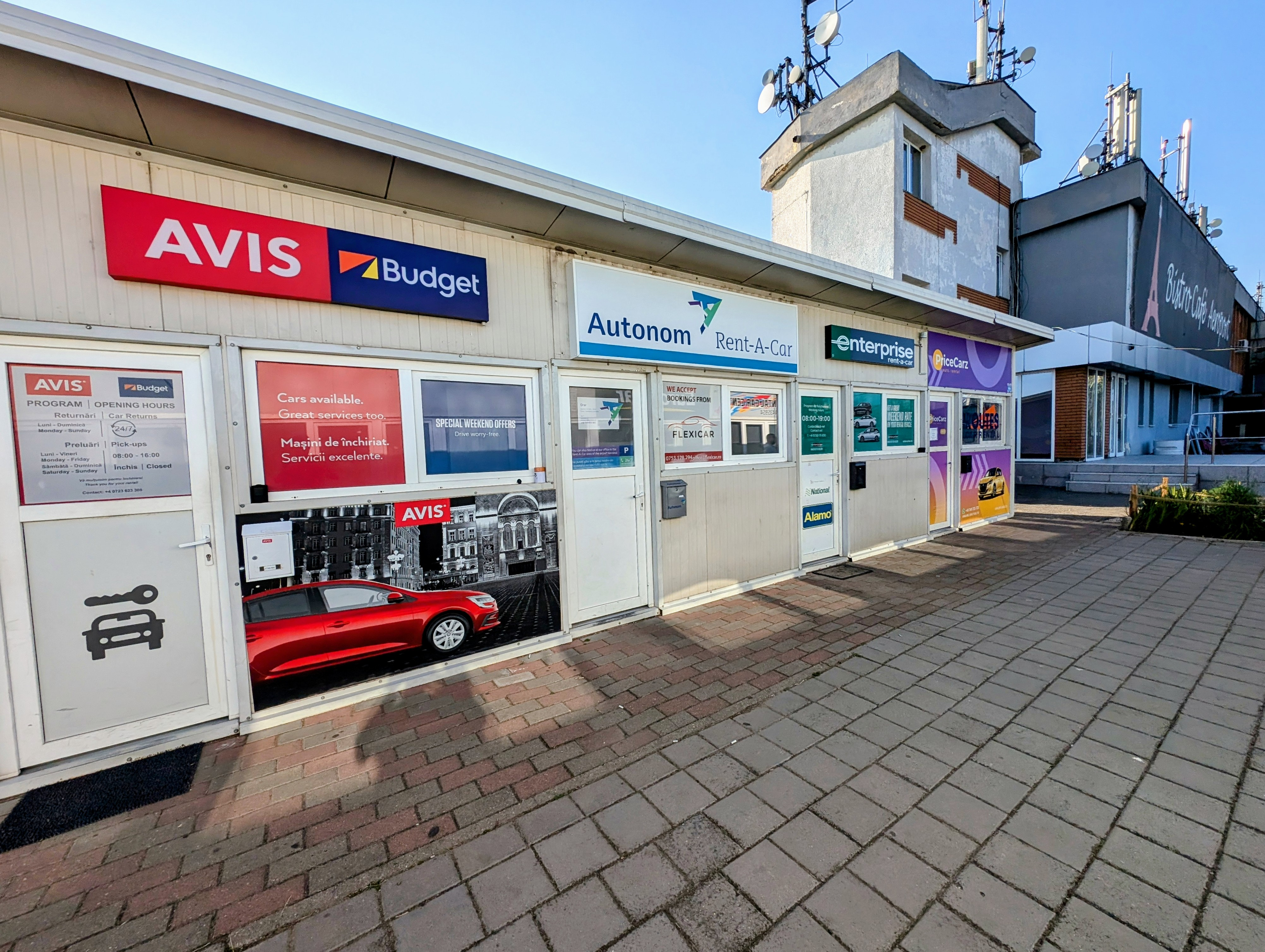
Companii autohtone și multinaționale de ridesharing și închirieri auto pe Aeroportul Internațional Traian Vuia

Există planuri pentru realizarea unui Airport City, un concept complex și inovativ pentru România, prin care vor fi construite, pe lângă facilitățile de transport aerian, rutier și feroviar; hoteluri, restaurante, magazine, centre de conferințe și săli expoziționale.
Totodată, la Timișoara există și un aeroport utilitar – Aerodromul „Cioca”, care în viitor va fi extins și modernizat, pentru a prelua o parte din cursele aeroportului Traian Vuia.

#### Centru Logistic Intermodal
În August 2022 au început demersurile pentru construirea Centrului Logistic Intermodal Timișoara. Proiectul are suprafață de 65 de hectare, va necesita investiții de peste 300 de milioane de euro și va oferi facilități de depozitare și transport multimodal pentru mărfurile intercontinentale.

### Transportul pe apă
Prin intermediul Canalului Bega, Timișoara are acces la Coridorul pan-european VII Dunăre–Main–Rin, diagonală fluvială ce unește nordul de sud-estul Europei (Marea Nordului de Marea Neagră), permițând barjelor și șlepurilor transportul mărfurilor pe calea apei, legând Timișoara de bazinul Ruhr și 4 capitale europene (Belgrad, Budapesta, Bratislava și Viena), și mai departe până în port la Rotterdam, pe relația Linz-Frankfurt pe Main-Köln-Düsseldorf.

#### Vaporetto și alte mijloace nautice de transport
Timișoara este singurul oraș românesc cu transport public urban de călători pe apă, realizat cu ambarcațiuni de tip vaporetto, aflate în directa exploatare a Societății de Transport Public Timișoara (STPT). Călătoria se poate achita prin SMS la 7442 cu textul V.
Se poate naviga de asemenea pe Bega cu șalupe, de 6 sau 12 persoane, ce efectuează curse private de agrement la cerere, din Timișoara până la ecluza din Sânmihaiu Român și mai departe până la stăvilarele de la Srpski Itabej și Klek. Pentru agrement turistic există hidrobiciclete și bărci care pot fi închiriate.

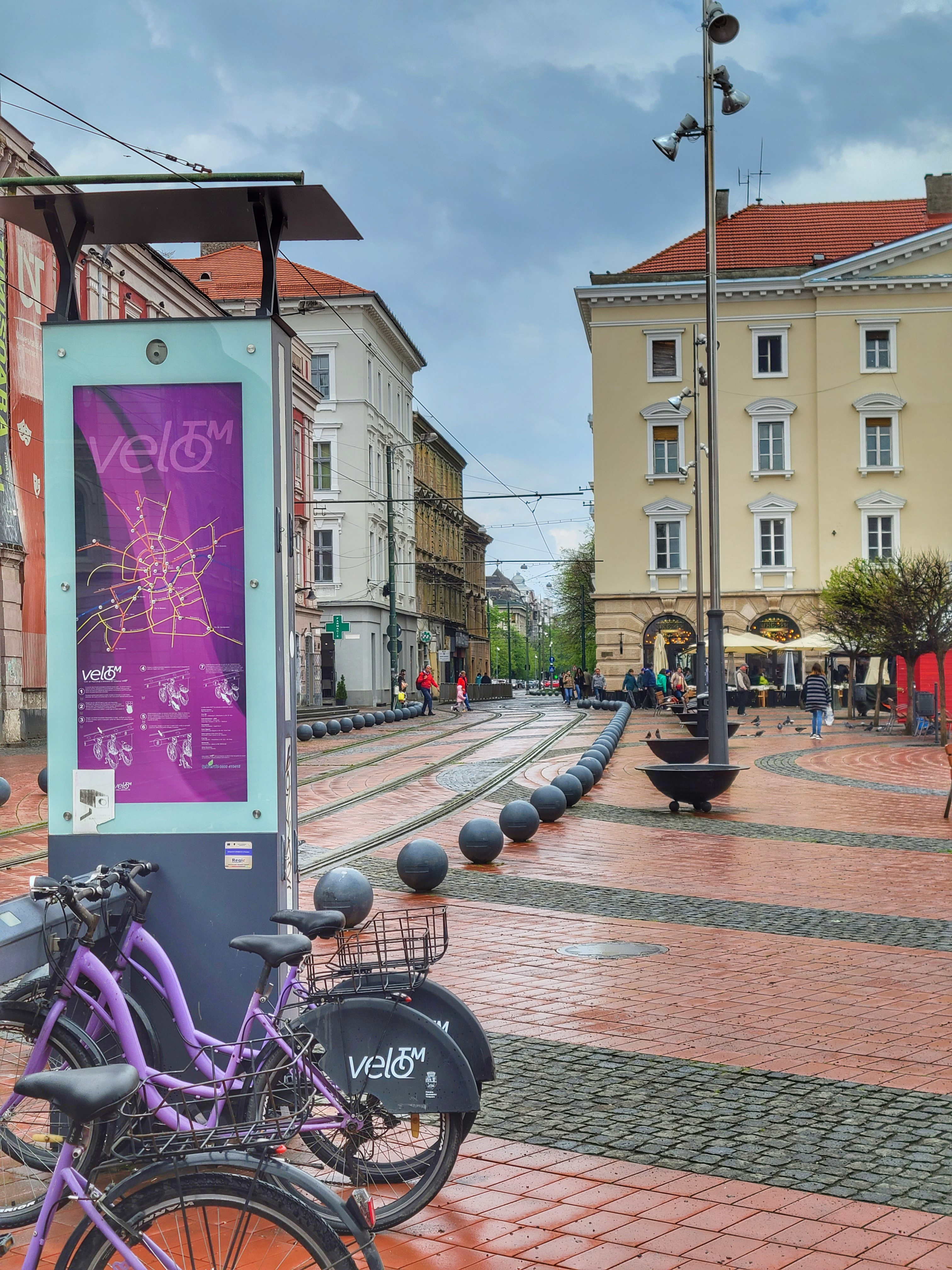
Sistemul de bike-sharing VeloTM

### Transportul alternativ
Timișoara este orașul românesc cu cel mai dezvoltat sistem de culoare integrat pentru biciclete, fiind un mijloc de deplasare tot mai utilizat. Cicliștii au acces în municipiu la peste 100 km de piste pentru biciclete, inclusiv aproximativ 40 km în afara acestuia, prin pista de cicloturism transfrontalieră de pe malul Canalului Bega, cea mai lungă din România. Secțiunea de pe partea românească se unește cu cea din Serbia, care pornește din Zrenjanin, în zona punctului de trecere al frontierei la portul Otelec. Pista asigură conexiune directă la ruta europeană EuroVelo 6.
În plan local, Timișoara este primul oraș din România cu sistem funcțional de bikesharing public automat, VeloTM fiind inaugurat în vara anului 2015. Sistemul are 440 de biciclete în cele 25 de stații din oraș și, în funcție de sezon, este accesat de 1.000–1.500 de persoane pe zi. În viitor sistemul va fi extins și va asigura legături cu comunele periurbane. Accesul la biciclete se face cu ajutorul aplicației mobile VeloTM, prin intermediul cardului de călătorie înrolat.
Din 2019, s-a introdus și integrat transportul cu trotinete electrice în rețeaua municipală, denumit TroTM, accesibil prin aplicație mobilă. Contra-cost, se poate opta pentru serviciul de sharing Flow.
În planul zonei de vest, se construiește rețeaua regională de piste cicloturistice, cu o lungime totală de 1.729 de kilometri, cel mai mare proiect de infrastructură velo din România. Aceasta cuprinde județele Timiș, Arad, Caraș-Severin și Hunedoara, și are un cost de 142 de milioane de euro.

## Economie

Vedere aeriană asupra clădirilor din Timișoara (stânga-dreapta): Facultatea de Electronică și Telecomunicații; birourile Bega Business Center, cluster-ul Nokia Campus și turnul Electromotor (Bega Grup); proiectul de regenerare urbană PALTIM (zona Gării de Nord); apartamentele de la City of Mara (Circumvalațiunii); incubatorul regional INCUBOXX, lângă ZF Engineering Centre (Blașcovici); centrul de afaceri Hub700 (ETA2U) & 700 Office; penthouse-urile de la XCity Towers (Bucovinei); sucursala ING/NN Asigurări România din Tipografilor; Ansamblul urbanistic Iulius Town; hotelul North Star Continental Resort; locuințele Denya Forest (Lipovei); birourile centrului de cercetare-dezvoltare Continental AG Timișoara; dezvoltarea cu utilizare mixtă ISHO, lângă sediul Inspectoratului Județean de Poliție; cartierul Noua Timișoara (Tender Group); punctul de lucru PPC din Plopi (fostul imobil Enel); sediul Casei Județene de Pensii Publice; filiala Băncii Române pentru Dezvoltare; blocul rezidențial Ștefan cel Mare 53 din zona Traian; și complexul imobiliar Fabrik Residence, parte a proiectelor de reconversie urbană extinsă ale siturilor industriale din Calea Buziașului

Serviciul de relații externe, protocol și mediul de afaceri are sediul pe Blvd. Revoluției din 1989 nr.17.
Prin dezvoltarea antreprenoriatului și a companiilor locale într-o economie de piață bazată pe cerere și ofertă, concurență și comerț liber, Timișoara a beneficiat totodată de globalizare și investiții ale corporațiilor internaționale, generând bogăție și creștere economică într-un oraș caracterizat de liberalism economic și piață liberă, susținut de o mână de lucru salariată calificată ce creează valoare adăugată ridicată.
Primăria Municipiului Timișoara oferă facilități atractive, precum reduceri fiscale semnificative, sprijin financiar substanțial și infrastructură de suport tuturor investitorilor care dezvoltă parcuri de afaceri, parcuri industriale, proiecte rezidențiale și de retail, precum și din celelalte sectoare economice.
Timișoara are cea mai dinamică economie din România și cel mai mare aflux de investiții dintre orașele regionale ale țării, având cea mai ridicată rată antreprenorială din Regiunea de Vest și un sistem de Startup-uri în plină dezvoltare.

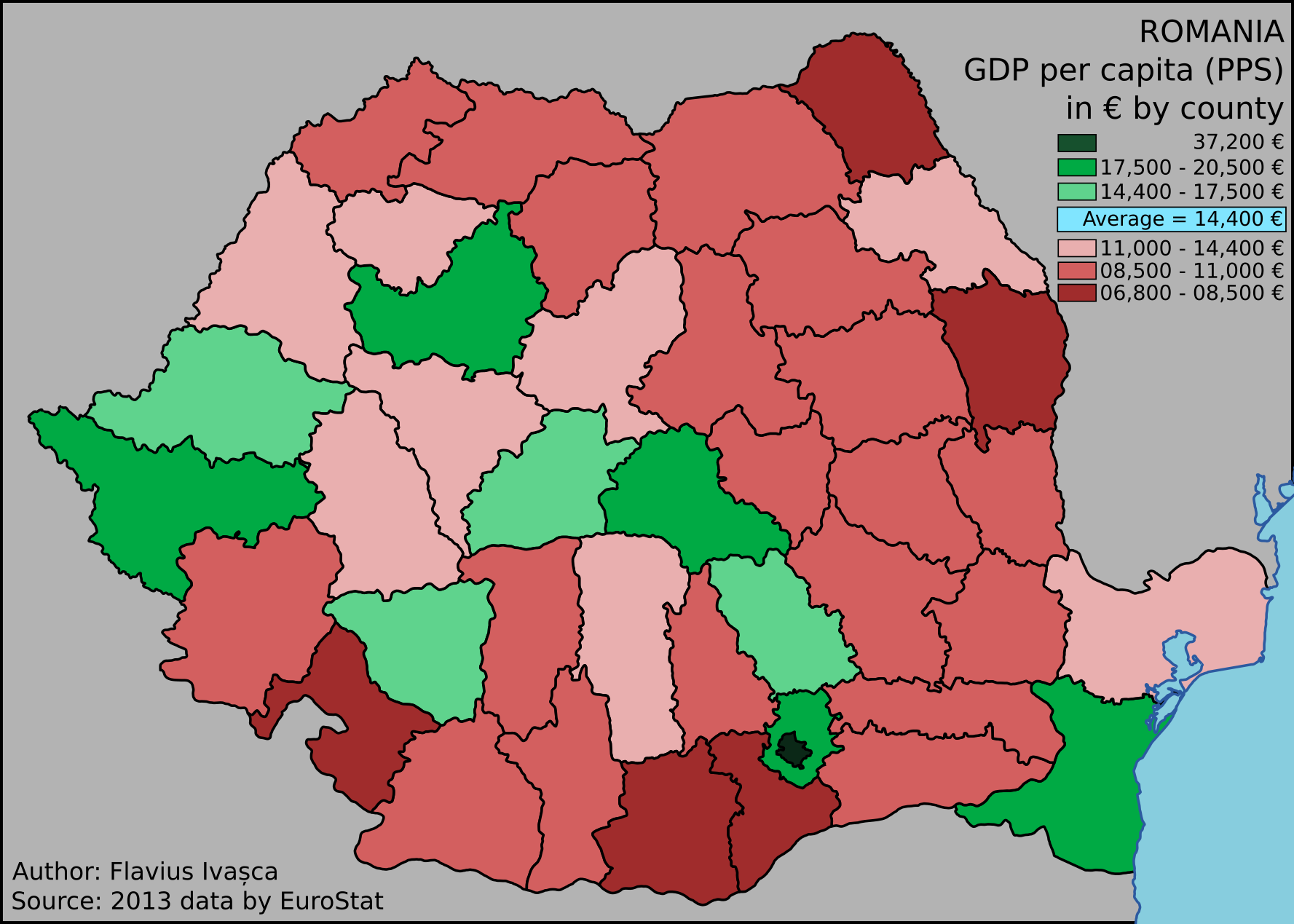
Produsul intern brut per capita al județelor României. Timișul se numără printre cele mai dezvoltate 5 regiuni ale țării din punct de vedere economic

Principalele atuuri ale Timișoarei sunt forța de muncă înalt calificată, infrastructura dezvoltată, caracterul competitiv al mediului de afaceri local, rata antreprenorială ridicată, piața locală stabilă, poziția geografică vestică, caracterul cosmopolit și tradiția inovării. Prin funcțiunile sale complexe, orașul Timișoara polarizează un teritoriu mai larg, fiind cel mai mare centru economic, științific și cultural din regiunea de dezvoltare Vest, concentrând 25,8% din populația urbană, peste 30% din producția industrială, peste 35% din activitățile comerciale și peste 70% din studenții din regiune. Caracteristic economiilor de piață avansate, sectorul serviciilor acoperă un procent tot mai mare din economia timișoreană.
Astăzi, Timișoara cunoaște o dezvoltare economică fără precedent, datorată ratei ridicate a investițiilor străine (ISD) și autohtone Greenfield și Brownfield, precum și din sectoarele automotive, înaltă tehnologie și IT. Într-un articol din 2005, revista franceză L'Expansion a numit Timișoara „vitrina economică a României”, referindu-se la numărul mare de investiții străine, considerate ca o „a doua revoluție” prin care orașul trece. În anul 2016, la gala Romanian Best Cities, Forbes a desemnat Timișoara, pentru a doua oară consecutiv și pentru a treia oară în istorie, cel mai dinamic oraș din România din punct de vedere economic și cel mai bun oraș pentru afaceri.
Capitalul străin investit la Timișoara provine în special din țări precum Italia, Germania, Statele Unite, Olanda, Elveția și Franța. Timișoara are una din cele mai scăzute rate ale șomajului din țară, de doar 1,03% în 2012. Timișoara deține un produs intern brut/locuitor mai mult de dublul mediei naționale conform datelor Institutului Național de Statistică.

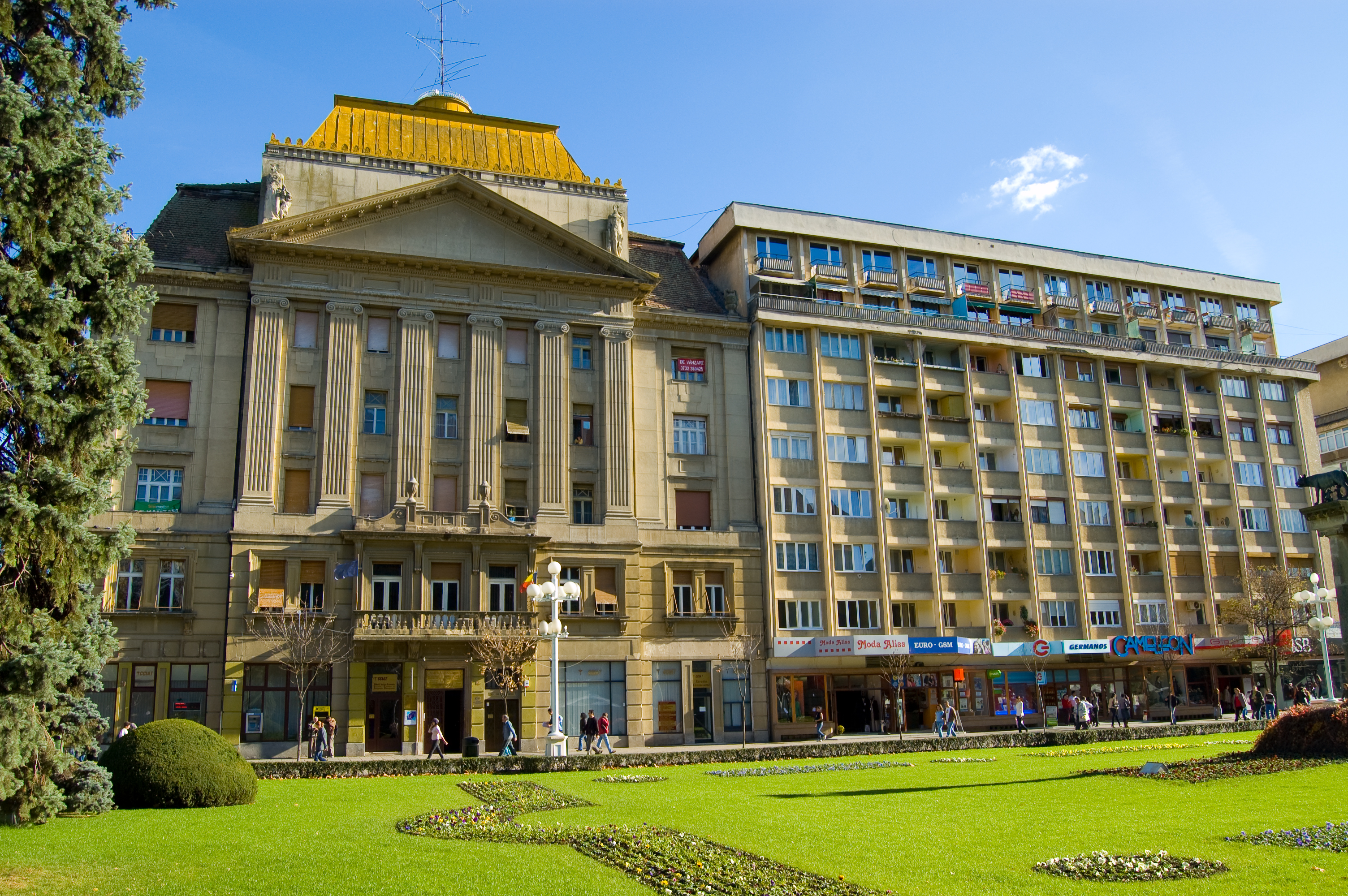
Sediul Camerei de Comerț, Industrie și Agricultură Timiș

### Dimensiune. Evoluție economică
Municipiul Timișoara avea la finalul anului 2020 un număr de 170.737 angajați, ceea ce reprezintă 66,39 % din cei 257.172 angajați ai județului Timiș, cel mai mare efectiv de salariați din țară după București.
În privința evoluției economiei locale, în primele 9 luni din anul 2021 un record de 13.962 noi angajați s-au încadrat în câmpul muncii, depășind în premieră capitala care a avut 10.437 de angajări, și Buzăul care a avut 8.090 de noi persoane angajate conform ANOFM. 32% din volumul total al job-urilor disponibile la nivel național a fost în București și 15% Timișoara, preponderent în domeniile IT/TIC, telecomunicații, finanțe, contabilitate și vânzări.
În anul 2020 Timișoara a atras peste 11,5% din totalul investițiilor private din România, depășită doar de capitala București care a atras aproape 50%. Investițiile private au vizat domeniile producție/logistică, comerț/servicii și imobiliare.

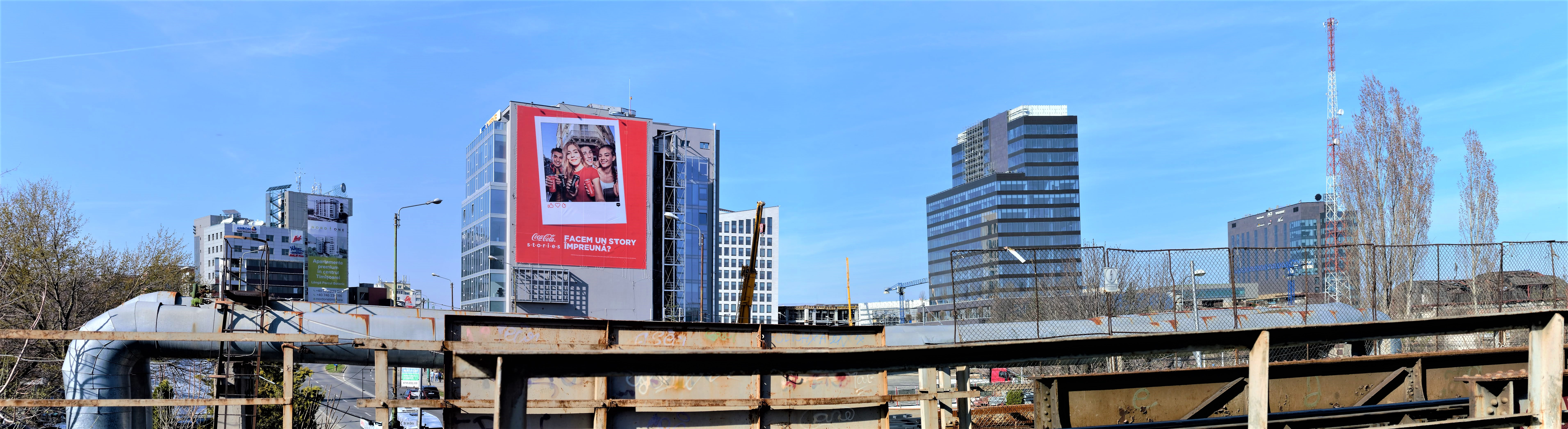
Imagine panoramică a clădirilor de birouri din Piața Consiliul Europei, de la stânga la dreapta: Centrul Financiar-Bancar Europe ONE, sediul Asirom Timișoara (Vienna Insurance Group); turnul AGN Business Center; United Business Center 1, 3 & 2. În prim-plan: Magistrala feroviară CFR 100, componentă a Coridorului Orient/Est-Marea Mediterană (circulația Schengen/Spațiul Economic European & Mobilitatea PESCO - parte a Rețelei Transeuropene de Transport TEN-T Core/principale) - n.r. pe teritoriul României: Vama Curtici (Zona Economică Liberă Curtici) - Porțile de Fier I - Podul Noua Europă (PTF Calafat-Vidin)

Timișoara este lider în privința proiectelor de investiții private din afara Bucureștiului în perioada 2021-2024, atrăgând capital de peste 1 miliard de euro, mai mult de jumătate din totalul investițiilor regionale desfășurate în România, în proiecte de birouri, ansambluri rezidențiale, depozite de mărfuri, retail și hoteluri. Potrivit unei analize efectuate de Romania Property Club în anul 2024, Timișoara atrage în perioada 2025-2029 investiții de peste 4 miliarde de euro, cca. 22% din capitalul total investit în România, depășită doar de București, care atrage aproape 40%.
Totodată, conform datelor Institutului Național de Statistică, soldul total al investițiilor străine directe (ISD) din județul Timiș, fără cele autohtone, a fost la sfârșitul anului 2023 de cca. 5,2 miliarde de euro, cifră care clasează județul pe locul trei în țară, după București și Ilfov, și primul din provincie.

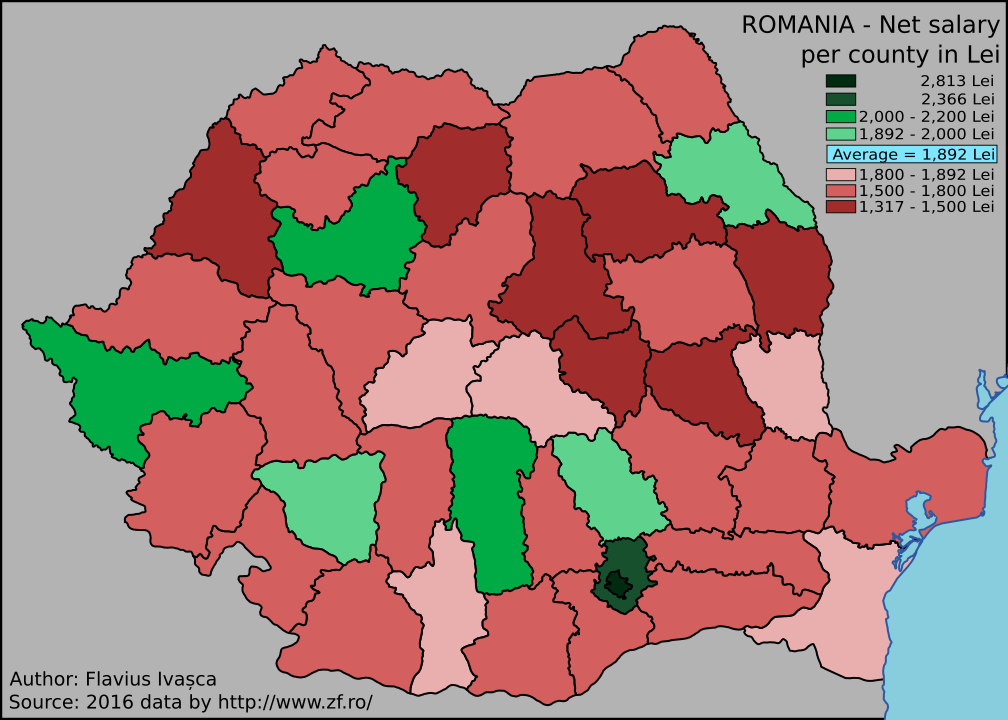
Harta salariului net, pe județe, în România. Timișul are cel mai mare venit mediu din țară după București, iar Timișoara cel mai ridicat standard al vieții la nivel național (locul 53 în Europa)

Timișul are al doilea cel mai mare salariu mediu net din România, ajungând în 2024 la 6.649 de lei, depășit doar de capitala București (6.690 lei), fiind în creștere cu 16,1% față de anul 2023, cea mai mare valoare din România. Pe lângă acesta, se adaugă stimulente fiscale adiționale și beneficii extrasalariale semnificative - bonuri de masă, tichete cadou și de creșă, vouchere de vacanță, carduri preplătite sau pachete de asigurări, precum și deduceri fiscale, decontări și subvenții majore, acordate de angajatorii timișeni. Județul are cea mai mare creștere economică din România între anii 2014 - 2024, valoarea PIB-ului pe cap de locuitor crescând cu 217%.
În același timp, populația are un nivel de educație financiară superior mediei naționale, obținând venituri suplimentare semnificative din ore adiționale de lucru, contracte parțiale de muncă și prestări de servicii în regim liber-profesionist, închirierea de proprietăți/imobile de raport/regim hotelier (Imobiliare.ro, HomeZZ, Romimo.ro, Airbnb, TripAdvisor, Trivago, Booking.com, OLX, Momondo, HotelsCombined, CouchSurfing, etc.), acțiuni și obligațiuni (bursă, titluri de valoare, dividende, etc.), investiții (metale, pietre prețioase, etc.), economisire (depozite bancare, fonduri de investiții, instrumente financiare derivate), finanțe descentralizate (criptomonede, initial coin offerings, monede digitale), ș.a.m.d.

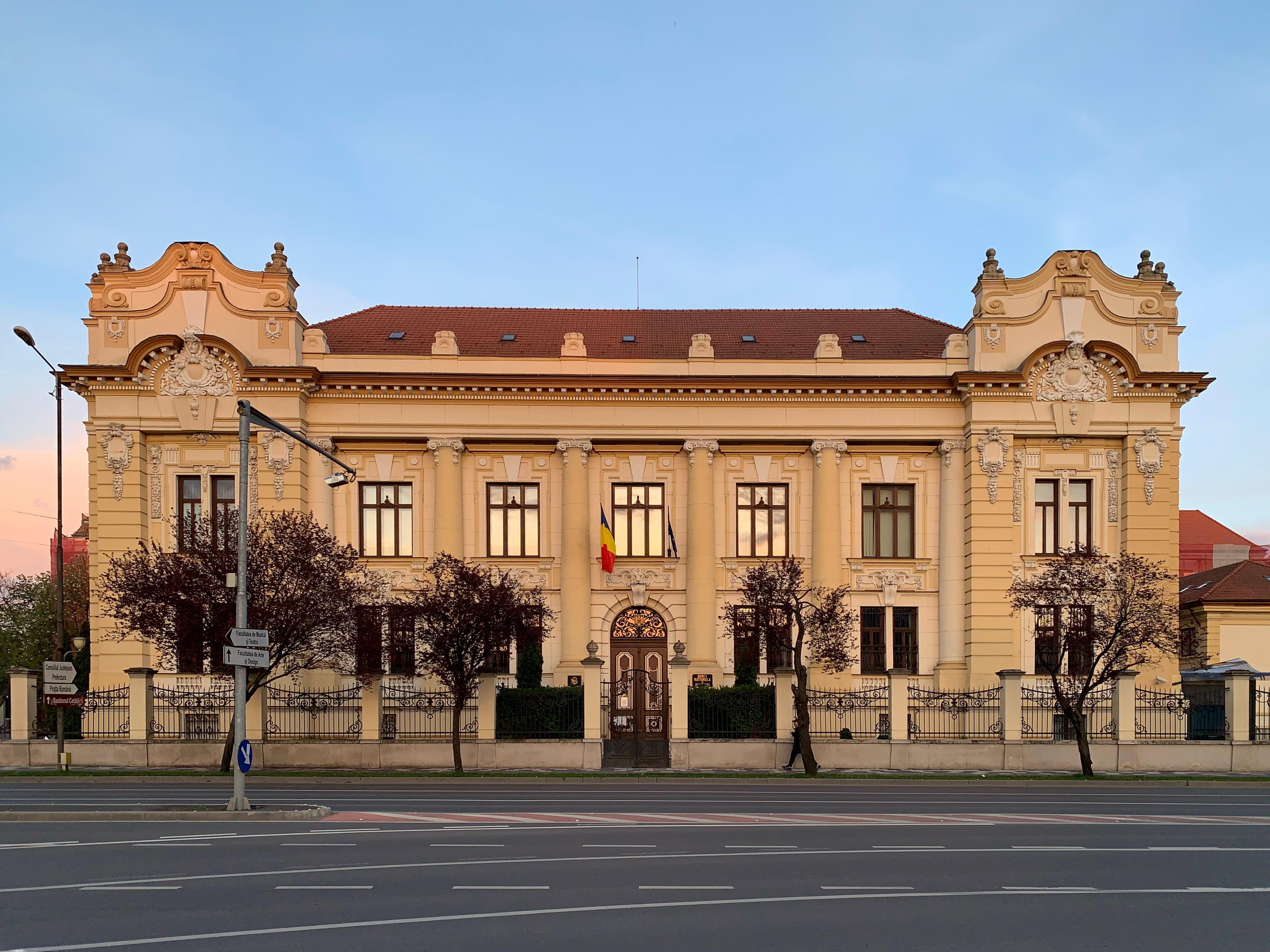
Sediul Sucursalei Regionale Timiș a Băncii Naționale a României, lângă Palatul Poștelor

Timișoara este, la rândul său, unul din principalele centre financiare ale României, beneficiind de prezența tuturor băncilor active pe piața națională, găzduind majoritatea sediilor filialelor regionale din zona de Vest, având totodată o rețea extinsă de agenții și bancomate, precum și o dinamică emergentă în zona sectorului fintech, susținută de infrastructura locală de comunicații dezvoltată și de interesul crescut al locuitorilor pentru digitalizarea serviciilor financiare. Pe lângă acestea, orașul găzduiește un număr semnificativ de Instituții Financiare Nebancare (IFN-uri); companii de asigurări; cooperative de credite și contracte de împrumut; societăți și firme de brokeraj; corporații de consultanță financiară, audit și contabilitate; fonduri de investiții, speculative & capital de risc; business angels și grupuri de experți (Financial Think Tanks); incubatoare și acceleratoare de afaceri; entități/asocieri și organizații specializate în scrierea și atragerea de fonduri europene și finanțări pentru sectorul privat/parteneriate publice-private; concerne autohtone și internaționale cu soluții de refinanțare; structuri de publicitate și promovare, planuri/politici de marketing/strategii de investiții și scalabilizare a afacerilor; firme de cercetări de piață/analiză media; companii/persoane fizice autorizate și traineri/formatori de marketing digital & afiliat/e-Commerce/SEM-SEO și telemarketing; întreprinderi de suport pentru stocarea informațiilor în baze/centre de date; holding-uri de branding/externalizare/mercantizare și plasare de produse; operatori economici de recuperare a taxelor și impozitelor/creanțelor și datoriilor/colectare debite și restanțe fiscale; etc., cu servicii dedicate clienților persoane fizice și persoane juridice.

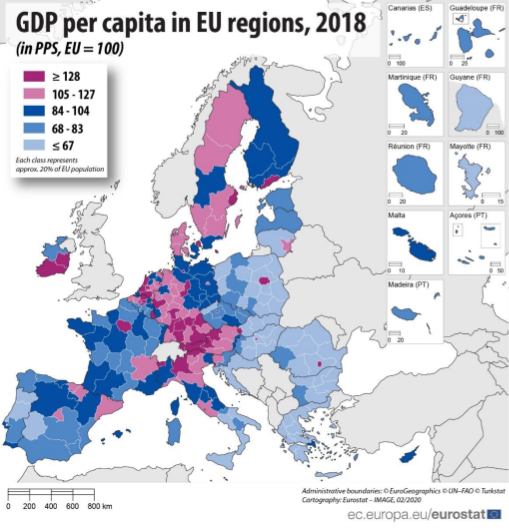
Produsul intern brut per capita al regiunilor Europei. Zona de Vest este cea mai dezvoltată economic din România, alături de București-Ilfov, datorită industriei puternice, sectorului IT/Tech în expansiune accelerată și atragerii constante de investiții

Județul Timiș are, după București, cel mai mare raport pozitiv dintre populația activă și pensionari dintre județele țării (+43,5%), urmat la mică distanță, de Județul Arad (+39%).
Potrivit unui raport al Băncii Mondiale din anul 2024, Timișoara are cel mai ridicat nivel al Indicelui de Dezvoltare Umană (IDU) (0.984) din România. Raportul a analizat parametri precum speranța de viață, nivelul educației, standardele de trai și venitul pe cap de locuitor.
Sediul Agenției Județene pentru Ocuparea Forței de Muncă se află în apropierea Gării de Nord, pe Bulevardul Republicii nr. 21.

Manifestări precum Angajatori de TOP – cel mai mare târg de job-uri din România, Zilele Carierei sau Târgul Locurilor de Muncă, sunt evenimente de tradiție în peisajul economic timișorean.

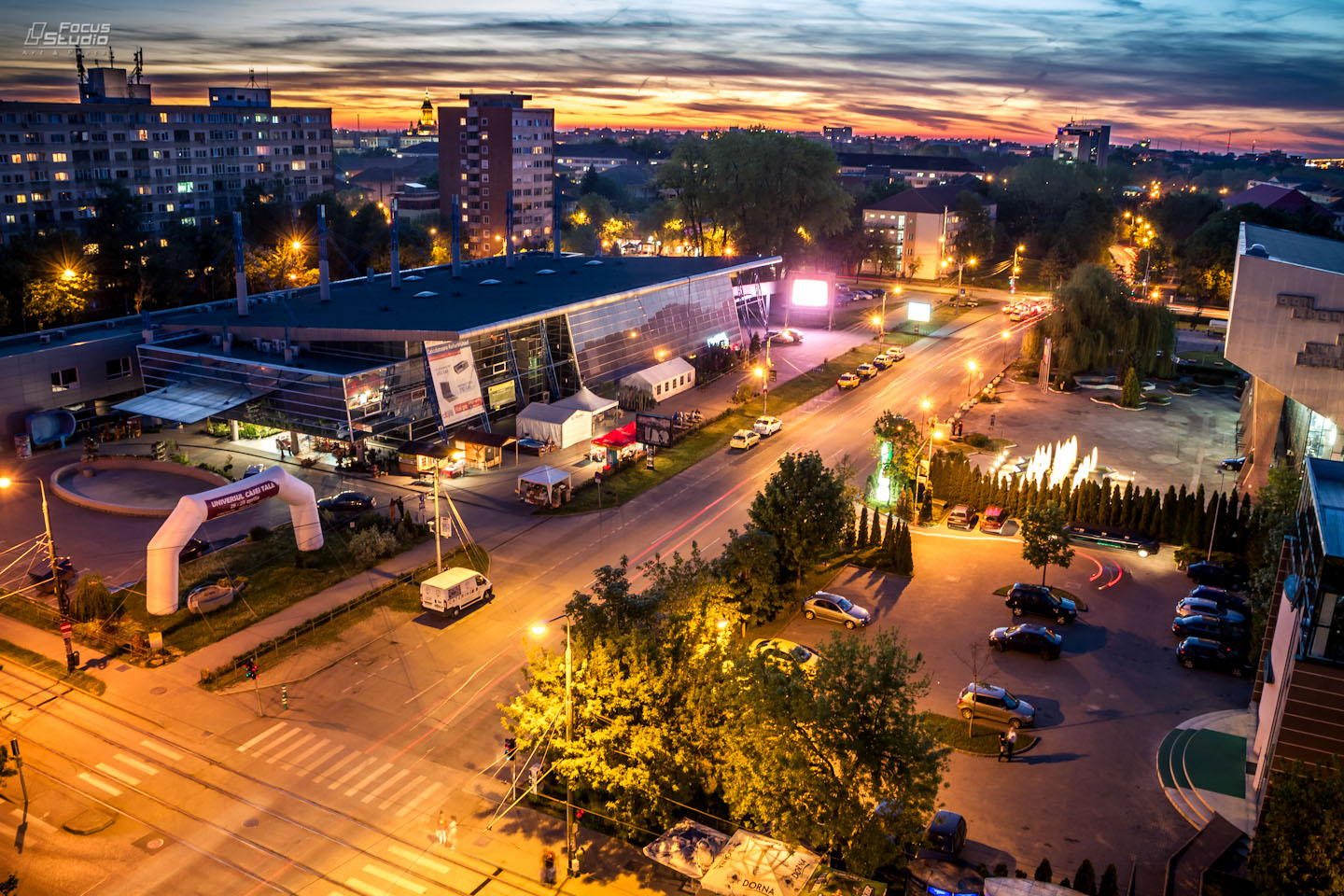
Centrul Regional de Afaceri din zona Olimpia-Stadion

### Sectorul industrial
După 1989 au avut loc schimbări majore în structura activităților industriale din Timișoara datorită proceselor de restructurare și retehnologizare, producția industrială incluzând în prezent atât subramuri cu tradiție, cât și unele noi, moderne și dinamice.
Principalele ramuri industriale care au cunoscut o amploare deosebită în Timișoara sunt industria chimică și petrochimică (Procter & Gamble, Azur (ICC Industries), Linde Gas, Hirsch Porozell, Spumotim, Solventul); industria metalurgică și de utilaje grele (Uzinele Mecanice, Bega Tehnomet, ThyssenKrupp, etc.); industria alimentară (Coca-Cola, Fornetti, Soufflet, Comtim, Agil, Timișoreana etc.); cea de comerț cu amănuntul (Profi, Life Care, Drogerie Markt, Uni Tools, Rus Savitar, GreenForest, Lipoplast, etc.); construcții (General Beton, Demark Construct, Izometal Confort, Bega Grup, SIRD, etc.); transporturi (Carpatair, Dunca Expediții, etc.).
Cu un stoc de spații industriale și distribuție de 733.000 mp, 40.000 mp în curs de execuție și peste 300.000 mp în pregătire la finalul anului 2023, având exporturi de 7,24 miliarde €, Timișoara este cel mai mare hub industrial și de producție al României după zona București/Ilfov și printre cele mai importante din Europa de Est.

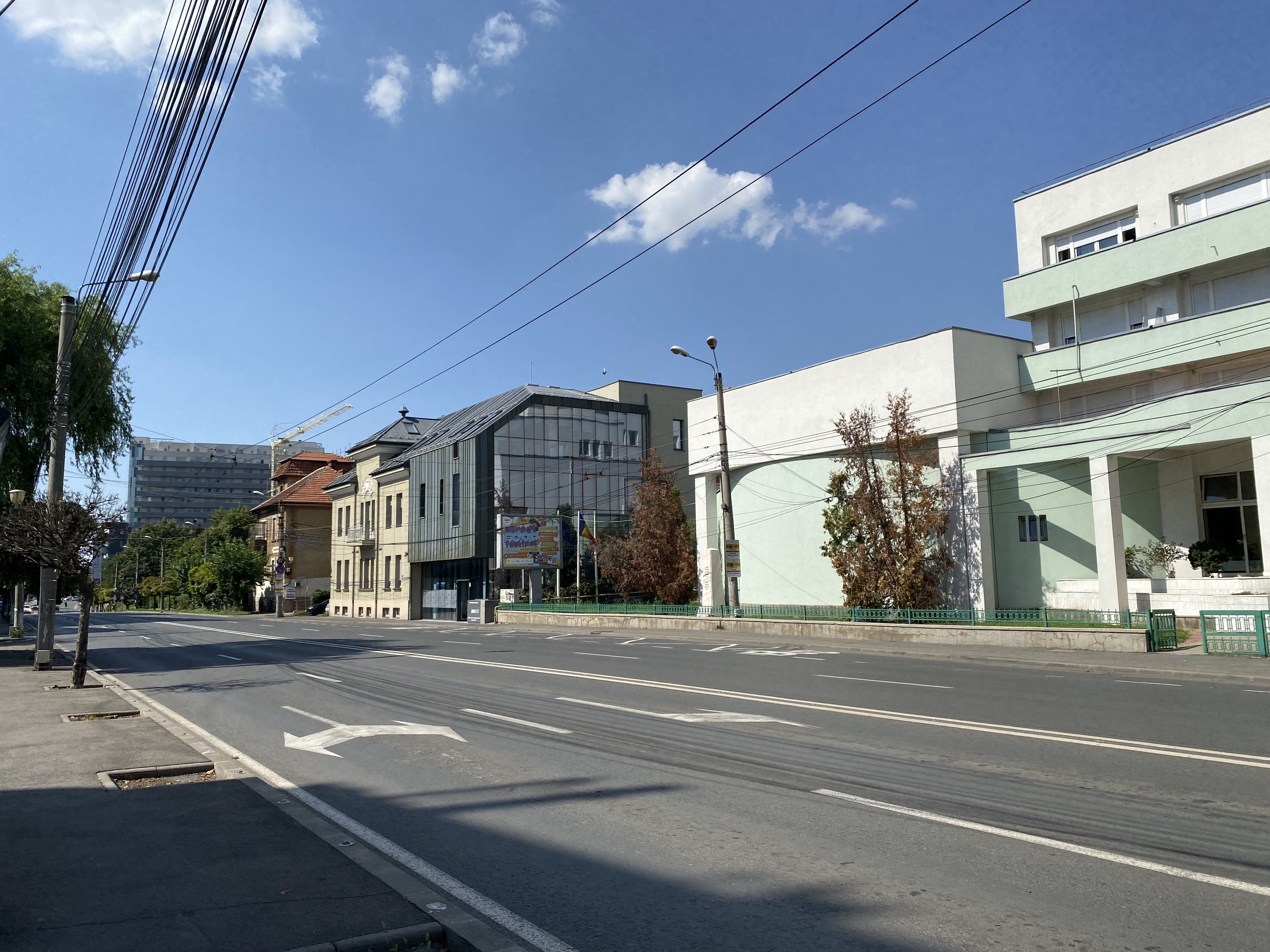
Sediul Agenției pentru Dezvoltare Regională Vest, în zona Circumvalațiunii

### Sectorul IMM și Start-Up
Agenția pentru Întreprinderi Mici și Mijlocii, Atragere de Investiții și Promovarea Exportului are sediul pe Bd. Eroilor de la Tisa nr.22.
Întreprinderile mici și mijlocii, precum și persoanele fizice și juridice autorizate sau asociațiile familiale au cunoscut, începând din anul 1990, o dezvoltare puternică în cadrul economiei locale, reprezentând în prezent cca. 80% din totalul firmelor înmatriculate la Oficiul Național al Registrului Comerțului, conform datelor furnizate de Ministerul pentru Mediul de Afaceri, Comerț și Antreprenoriat, sector accelerat de granturile specifice oferite de Start-up Nation, ONG-uri și universitățile din Timișoara. Analiza structurii IMM-urilor a Agenției Județene pentru Ocuparea Forței de Muncă reliefează faptul că majoritatea forței de muncă din acest sector este angrenată în servicii, comerț și operațiuni de import–export.

Timișoara are un număr mare de firme în întreprinderi mici și mijlocii, în domenii tradiționale – cum sunt industria textilă și a confecțiilor, fabricarea articolelor de îmbrăcăminte și industria pielăriei și încălțămintei: Guban, Banatim, Moda Tim sau Technic Development. De remarcat că aceste domenii s-au dezvoltat inclusiv datorită societăților autohtone, tradiționale în Timișoara, precum Uzinele Textile sau Pasmatex.

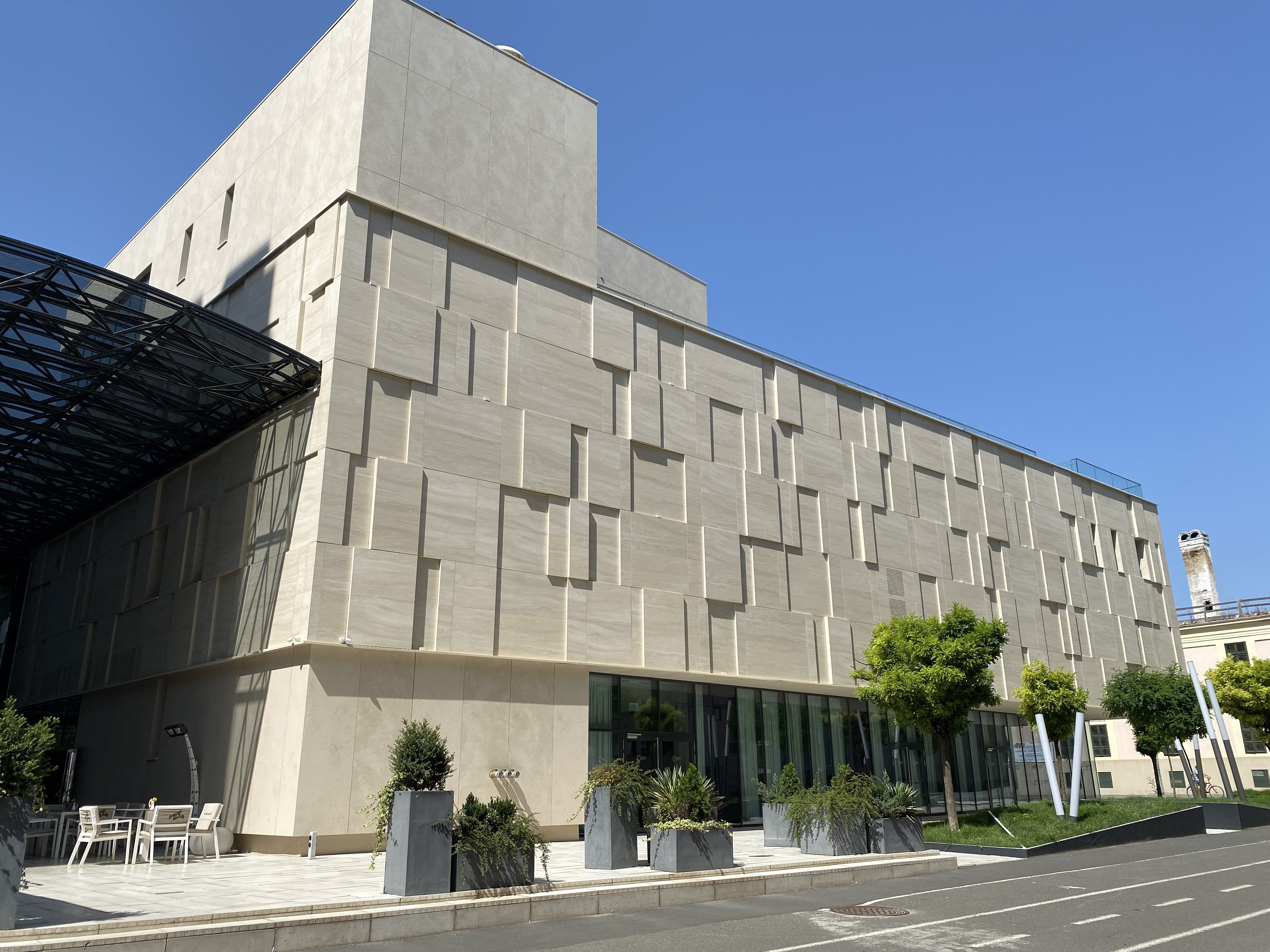
Timișoara Convention Center

### Sectorul automobilistic și de înaltă tehnologie
Industria automobilistică a înregistrat o dezvoltare puternică în ultimii ani, ca o consecință a necesității dezvoltării tehnologice în cadrul unităților industriale existente, în zona Timișoarei concentrându-se firme de renume în acest domeniu (AKWEL, Continental AG, Dräxlmaier, ZF Friedrichshafen, Porsche Engineering, Kromberg & Schubert, TRW, Mahle, Hella, Dura, Valeo, Autoliv, Forvia, Honeywell, Litens Automotive, Heraeus, Liberty Spring, Helbako Electronica, Noventa, etc.).
În anul 2016 în zona cartierului Freidorf a fost inaugurat incubatorul CERC (Centrul Regional de Competențe și Dezvoltare a Furnizorilor în Sectorul Automotive) care sprijină investițiile în sectorul automotive prin implementarea unui pachet de servicii și a unor programe de training în beneficiul întreprinderilor din sector, cu scopul creșterii competențelor acestora, și implicit a performanței sectorului automotive la nivel regional. Acestă ramură economică are vechi tradiții, la Timișoara fabricându-se, între anii 1988 și 1991, modelul de autoturism românesc Dacia 500 Lăstun în uzinele Technometal.
Clusterul Regional în Domeniul Automotive are sediul pe strada Gheorghe Lazăr nr. 14.
Noua Pistă de Testare Auto, proiect de 100 de milioane de euro, care cuprinde un centru integrat de cercetare – dezvoltare și un Smart City dedicat testării vehiculelor autonome, se construiește în localitatea Biled, la 23 km nord-vest de Timișoara.

#### Industria high-tech
Industria electronică și electrotehnică este o ramură de succes în industria orașului Timișoara, mai ales datorită investițiilor marilor întreprinderi cu activități în producția „high tech” (Flextronics, Bosch, ABB Rometrics, AEM, ELBA, Ericsson, EYBL, Siemens (la Buziaș), Saguaro Technology, Frigoglass, Kimball Electronics, Vitesco Technologies, Hamilton, ELSTER Rometrics, etc.), ceea ce a determinat și o dezvoltare a societăților autohtone, furnizori sau sub-contractori ai acestora.
Centrul Regional de Inovare și Transfer Tehnologic are sediul în Palatul Dejan, pe strada Proclamația de la Timișoara nr. 5.

### Sectorul construcțiilor

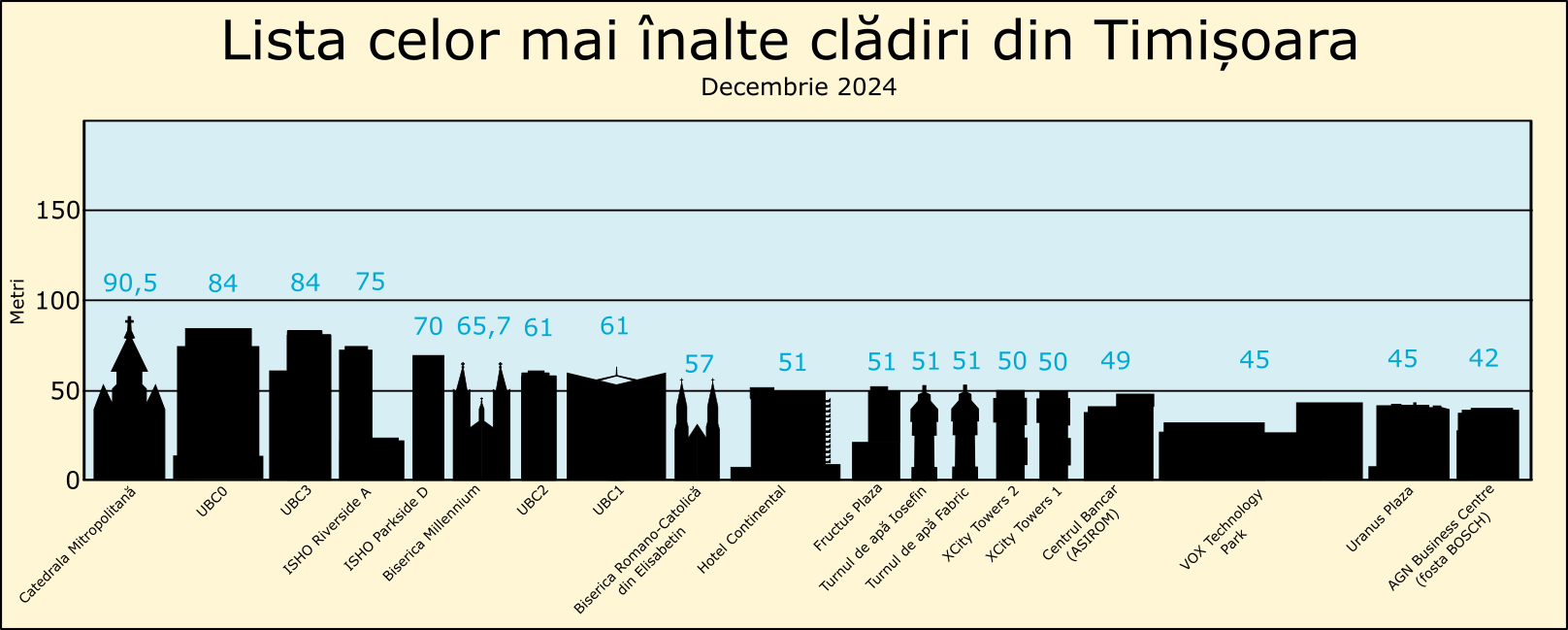
Diagramă stilizată a celor mai înalte structuri din Timișoara. Catedrala Mitropolitană Ortodoxă, clădirile de birouri din ansamblul urbanistic Iulius Town și blocurile de apartamente din proiectul cu utilizare mixtă ISHO domină skyline-ul urban al orașului

Oficiul de Cadastru și Publicitate Imobiliară Timiș are sediul pe strada Armoniei nr. 1C.
În vederea reducerii consumului de energie și a nivelului emisiilor generate de clădirile din sectorul construcțiilor, Primăria Municipiului Timișoara și-a setat ca obiectiv atingerea nivelului de emisii zero pentru toate construcțiile până în anul 2030, oferind sprijin investitorilor pentru implementarea celor mai înalte standarde de sustenabilitate și eficiență energetică pentru clădirile verzi, precum LEED, BREEAM, WELL și nZEB+, atât pentru proiectele de birouri, cât și pentru cele de locuințe, comerciale, logistice sau industriale, asigurând totodată dezvoltatorilor, prin acest pachet de măsuri, costuri minime de întreținere și operare și o rentabilitate investițională maximă, proiect stimulat și prin inițiativele guvernamentale cu finanțare europeană nerambursabilă, cum ar fi Casa Verde.

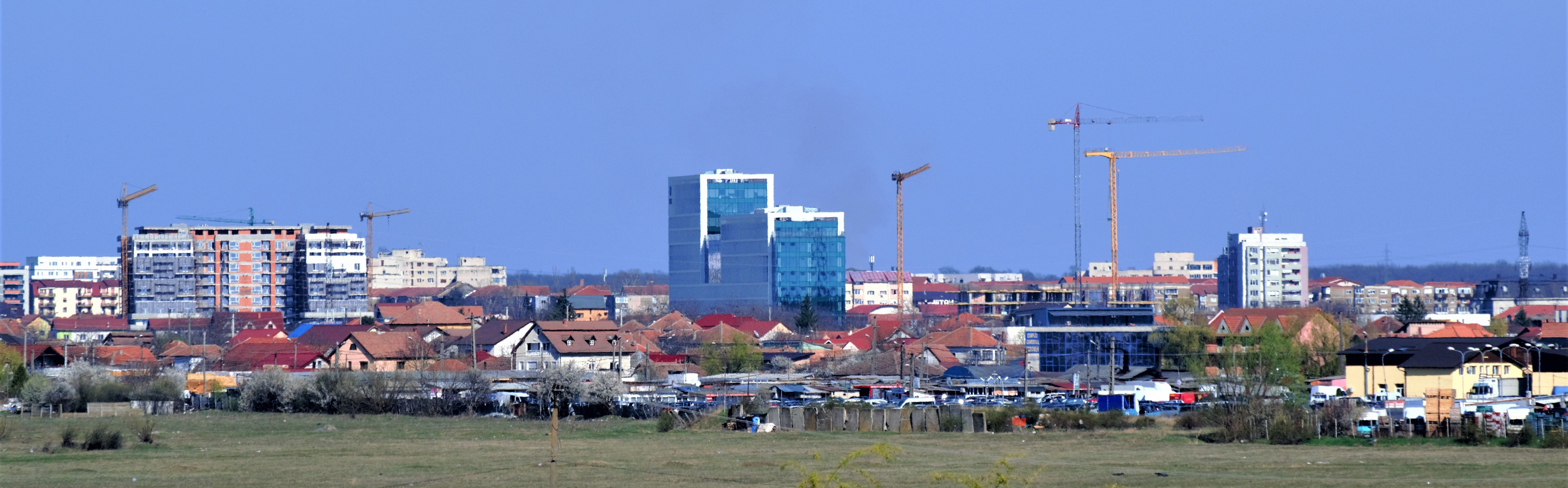
Imagine panoramică cu investițiile din zona de nord a orașului, evidențiind construirea de turnuri de birouri, precum și expansiunea accelerată a sectorului imobiliar, comercial și de servicii al Timișoarei

Piața rezidențială timișoreană, susținută de trendul economic ascendent, a cunoscut un boom în a doua jumătate a anilor 2010. În anul 2020 un record regional de 6.003 locuințe au fost livrate pieței, în creștere cu 223% comparativ cu anul 2010. Între 2015 și 2020 Timișoara a avut cele mai multe autorizații de construcție pentru clădiri rezidențiale dintre orașele regionale, conform datelor oficiale ale Agenției Naționale a Locuințelor.
Majoritatea proiectelor au fost ansambluri rezidențiale înalte, adresate segmentului mass și middle market. De la an la an se remarcă o cerere în creștere pentru segmentul upper-middle și premium, cum ar fi ISHO sau Vox Vertical Village. În primele 9 luni din 2016, potrivit datelor Agenției Naționale de Cadastru și Publicitate Imobiliară (ANCPI), s-au încheiat 32.836 tranzacții de vânzare/cumpărare, județul Timiș fiind astfel cea mai mare piață imobiliară din țară după București–Ilfov, performanță impulsionată și de programele guvernamentale dedicate, cum ar fi Noua Casă.
87% din acestea au avut loc în Timișoara și comunele limitrofe. Comunitățile rezidențiale suburbane reprezintă un fenomen din ce în ce mai vizibil în zona metropolitană, găzduind locuitori din clasele de mijloc și superioară, datorită procesului de gentrificare.
Proiecte imobiliare integrate și dezvoltări cu utilizare mixtă de mare anvergură, ce urmează principiile de planificare urbană ale Orașului de 15 Minute și ale Noului Bauhaus European (NEB), sunt în construcție - noul cartier Timișoara Nord, cu o suprafață de peste 1.000 de hectare, ce cuprinde investiții private de peste 5 miliarde de euro , sau noua zonă de regenerare urbană Antenelor, din jurul ansamblului urbanistic Iulius Town Timișoara, ce cuprinde clădiri de birouri, ansambluri rezidențiale, hoteluri, spații comerciale și zone verzi, fiind doar câteva exemple.
Filiala Teritorială Timiș a Ordinului Arhitecților din România are sediul în zona Tipografilor, pe strada Take Ionescu nr. 50.
Târgul Imobiliar Timișoara, cel mai mare eveniment de profil din vestul României, reunește în fiecare an peste 200 de dezvoltatori și profesioniști în domeniu.

### Sectorul office

#### Segmentul clădirilor de birouri
Piața clădirilor de birouri a cunoscut o explozie în ultimul deceniu, stocul spațiilor office clasa A dispuse închirierii ajungând în anul 2019 la peste 320.000 m², cu o perspectivă de creștere de 20% pe an în următorii patru ani și o rată medie de neocupare a spațiilor de sub 5%, în proiecte ca City Business Centre (AFI Europe), ISHO Offices, Vox Technology Park, United Business Center (Iulius Group), Bega Business Park (Bega Grup), A.G.N Business Center sau Romcapital Offices (Romcapital Grup). Timișoara este, astfel, a doua cea mai mare piață de birouri din țară.

#### Industria IT&C
Industria IT este în continuă dezvoltare. Companii de notorietate precum Google, Microsoft, IBM, Intel, Nvidia, Siemens, Nokia, Huawei, Atos, Accenture, Endava, Amazon, Ness Technologies, BitDefender, Visteon sau Alcatel-Lucent au birouri în oraș, sprijinind – prin hub-urile și atelierele digitale create – start-up-urile și IMM-urile din domeniu, oferind spații de muncă colaborative pentru studenți, precum și sesiuni de pregătire specializată în domeniul business-ului și competențelor digitale, datorită parteneriatului dintre sectorul privat, organizațiile publice și universități. Acest domeniu cunoaște o evoluție accelerată și pe fondul dezvoltării societăților locale, cum ar fi Lasting sau ETA2U. În anul 2014 a fost inaugurat clusterul INCUBOXX, cel mai mare incubator de afaceri în IT&C din România, care include 54 de spații de birouri adresate antreprenorilor și firmelor cu capital autohton din domeniu.
Clusterul Regional de Tehnologia Informației și Comunicațiilor are sediul în zona Cetate, pe strada Proclamația de la Timișoara nr. 5.
În anul 2021 Timișoara a fost declarat cel mai bun oraș din România și al treilea din Europa pentru munca la distanță, conform raportului de specialitate efectuat de platforma OVO Network. Într-o analiză realizată de compania Nomadlist în anul 2022, Timișoara se află pe primul loc în clasamentul orașelor din România preferate de liber profesioniștii și companiile din domeniu, ceea ce a determinat și dezvoltarea spațiilor de lucru colaborative de tip Coworking. Cu o viteză de download de 90,27 de megabiți pe secundă,  Timișoara a fost în 2013 orașul cu cel mai rapid Internet din lume.

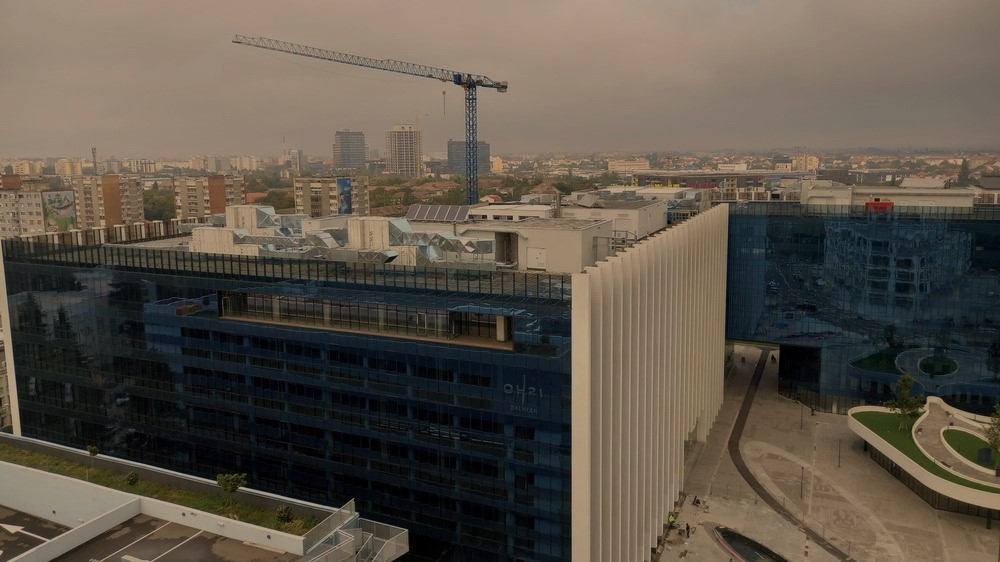
Vedere de ansamblu asupra zonelor de regenerare urbană din Timișoara, orientate spre dezvoltarea unor ecosisteme economice cu valoare adăugată ridicată, în domenii precum tehnologia informației și comunicațiilor, industriile creative și sectorul terțiar. Aceste transformări sunt corelate cu extinderea proiectelor rezidențiale și comerciale, conturând orașului un nou model de dezvoltare urbană integrată

Noul cloud guvernamental, investiție de peste 2,2 miliarde de lei, va avea un centru de date în localitatea Giroc, lângă Timișoara.
În acord cu noile tendințe globale de sustenabilitate, primăria a elaborat strategia de Smart City a municipiului, în parteneriat cu firme din sectorul privat, ce cuprinde soluții Internet of Things (IoT) și Embedded systems. Printre proiectele implementate se numără management-ul urban de supraveghere video, smart parking-ul, hotspot-uri WI-FI în locurile publice și mijloacele de transport în comun, iluminat inteligent cu senzor de mișcare Smart Pillar, Strawberry Tree - stâlp cu panouri solare pentru încărcarea dispozitivelor mobile, sau digitalizarea administrativă prin plata taxelor, impozitelor, precum și eliberarea avizelor, a autorizațiilor de construcție și a certificatelor urbanistice online.
În colaborare cu experții de la Banca Europeană pentru Reconstrucție și Dezvoltare, Primăria Municipiului Timișoara a elaborat Planul de Acțiuni pentru Oraș Verde (PAOV), ce prezintă strategia de investiții și măsuri pentru reducerea poluării și îmbunătățirea infrastructurii orașului, cu o valoare de 782 de milioane de euro, împărțite în șase domenii: Transport (333 de milioane de euro), Energie (166 de milioane de euro), Clădiri (130 de milioane de euro), Apă (78 de milioane de euro), Deșeuri (54 de milioane de euro), Utilizarea terenurilor (16 milioane de euro) și Industrie (3 milioane de euro).
Pe data de 27 aprilie 2023, la Timișoara, s-a fondat, în premieră pentru România, Alianța Orașelor Verzi, în parteneriat cu orașele Arad, Reșița și Lugoj. Această colaborare regională este menită să accelereze tranziția către un mediu urban mai curat, mai sănătos și mai sustenabil, precum și de a adopta soluții comune la provocările climatice.
Prezența Clusterului de Energii Sustenabile ROSENC, cu sediul pe splaiul Tudor Vladimirescu nr. 33, crește competivitatea Regiunii de Vest pe plan internațional în domeniul energiilor sustenabile, accelerând implementarea investițiilor în sectoarele energiilor regenerabile și ingineriei energetice.
Alături de București, Timișoara a intrat în 2019 în Topul 500 World Innovation Cities, publicat de Forumul Economic Mondial.

### Sectorul comercial
Bega Shopping Center este singurul centru comercial din centrul Timișoarei și primul din oraș, deținut de Bega Grup. Centrul comercial este structurat pe 6 niveluri, are o suprafață închiriabilă de 12.000 m², 42 de magazine și dispune de o parcare de peste 100 de locuri și rasteluri pentru biciclete. Are ca ancoră un supermarket Carrefour de 1.800 m² și dispune de un food-court cu o capacitate de 500 de locuri cu restaurante, cafenele și zonă de lounge, loc de joacă pentru copii, evenimente și expoziții. Printre magazinele găzduite se numără Puma, DM, Takko, Jolidon, DPD, Orange, Pepco, Steilmann, Sinsay, Șiș Kebab, Vodafone, UniCredit, Yves Rocher ș.a.

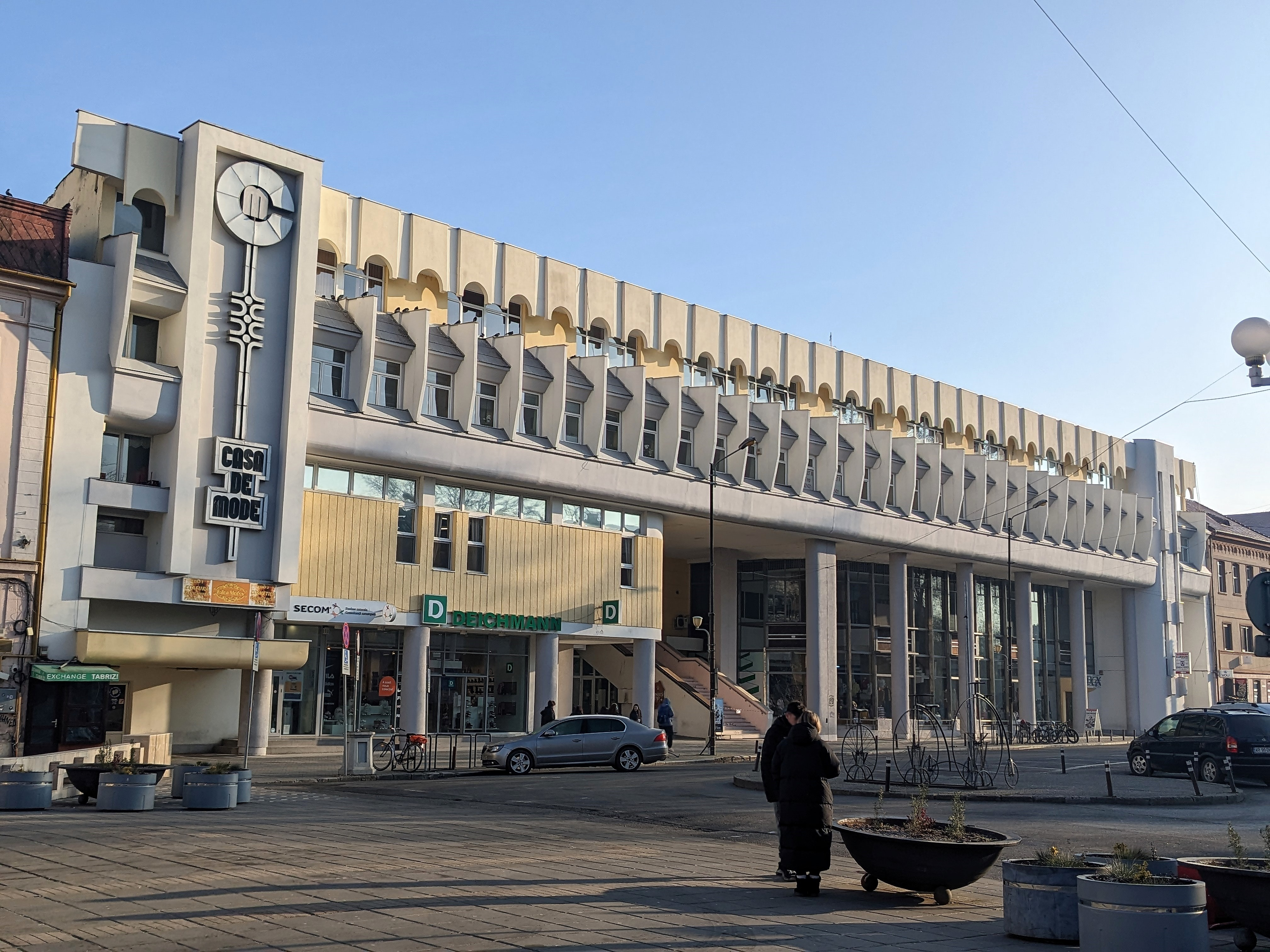
Complexul Modex, primul centru comercial modern din Timișoara. Clădirea a devenit un reper urban, reunind spații comerciale, magazine de modă și servicii

În octombrie 2005 a fost inaugurat centrul comercial Iulius Mall. Din 2015 Iulius Group și Atterbury Europe investesc în extinderea centrului prin ansamblul urbanistic Iulius Town, investiția reprezentând una din cele mai mari infuzii de capital privat în sectorul de real estate realizată vreodată în România, și totodată cea mai mare investiție din afara Bucureștiului. Astfel, doar în faza I a dezvoltării proiectului, inaugurată în 2019, proiectul a necesitat o investiție totală de 442 de milioane de euro, ce cuprinde printre altele o suprafață de 120.000 mp de retail, 100.000 mp office, 450 de magazine, 4.070 de locuri de parcare, centru de conferințe cu 3 săli și capacitate de peste 1.000 de persoane, școală primară și grădiniță cu predare după curriculum britanic, cea mai înaltă clădire din România, un pasaj subteran destinat traficului auto și un parc suspendat de 5,5 ha.

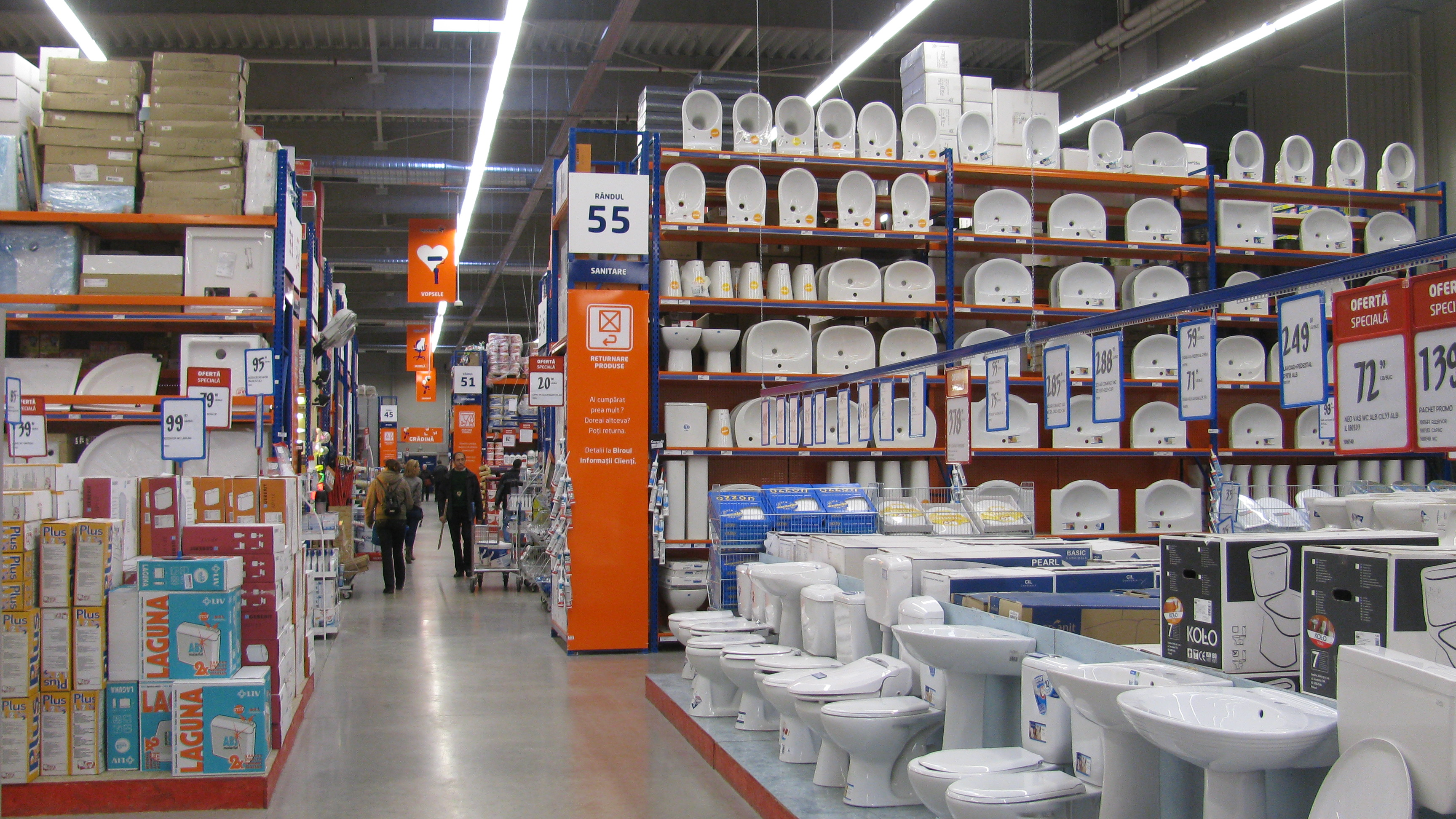
Imagine interioară dintr-un hypermarket din zona comercială Antenelor (Divizia 9 Cavalerie), unul din polurile de retail ale Timișoarei, ce cuprinde centrele comerciale Galeria 1, Kapa Center și EURO; magazinele de bricolaj Dedeman și Brico Dépôt; dar și numeroase reprezentanțe, showroom-uri, puncte de comerț en-gros, vânzare cu amănuntul, spații de cumpărături și servicii

Al doilea mall, Shopping City, a fost deschis în Noiembrie 2015 în urma unei investiții de 84 de milioane de euro de către NEPI Rockcastle. Centrul comercial dispune de o suprafață închiriabilă de 70.000 m², întinzându-se pe aproape 20 ha și cuprinzând 110 magazine desfășurate pe 2 niveluri și 2.700 de locuri de parcare terane, supraterane și rasteluri pentru biciclete. Centrul comercial are ca ancoră un hypermarket Carrefour de 10.000 m², un magazin de bricolaj Dedeman de 16.000 m², cel mai mare cinematograf Cinema City din afara Bucureștiului cu 13 săli 3D, dintre care o sală IMAX cu cel mai mare ecran din România și o sală 4DX, food court cu peste 1.500 de locuri, sala de fitness Smartfit 3 cu piscină semi-olimpică, clubul de biliard și bowling Seven&Play Again și cazinoul Jack Slots, locul de joacă pentru copii Fun Planet, zone de lounge, restaurante, terase, cafenele, baruri, precum și târguri, evenimente interactive și expoziții. Dintre brandurile de top prezente în Shopping City se numără: Adidas, Benvenuti, Betty Ice, Bigotti, Burger King, C&A, CCC, Deichmann, DM, Douglas, Ecco, Editura Litera, ETA2U, Flanco, Fornetti, Gerovital, Germanos, HelpNet, Hervis, H&M, Humanic, Inditex (Zara, Bershka, Pull&Bear, Stradivarius), Intersport, IQOS, Jolidon, Kenvelo, KFC, LC Waikiki, Lee Cooper, Levi's, LPP (Reserved, House, Cropp, Sinsay), McDonald's, Media Galaxy, New Yorker, Noriel, Peek & Cloppenburg, Pepco, Pegas, Pizza Hut, Salamander, Sensiblu, Sephora, Spartan, Starbucks, Tezyo, inmedio, Yves Rocher, ș.a. În primul an de la deschidere, Shopping City Timișoara a avut un trafic de peste 9 milioane de vizitatori.
Alte centre existente sunt lanțul de magazine Bega (deținute de Marius și Emil Cristescu), galeriile Aushopping (deținute de Ceetrus), parcul de retail Funshop Park (Scallier Investment), precum și centrele comerciale Galeria 1, Kappa, EURO, Alfa, Dallas, ASD Shop, SUD Plaza, ș.a.
Piața timișoreană de comerț cu amănuntul cuprinde numeroase magazine, supermarketuri și hipermarketuri, operate de către concerne naționale și internaționale precum: Annabella (supermarket); Auchan (Auchan Holding); Kaufland & Lidl (Schwarz Gruppe); Carrefour Hypermarket, Carrefour Market, Carrefour Express și Supeco (Groupe Carrefour); Penny Market (REWE Group); Mega Image - Shop&Go (Delhaize Group & Ahold Delhaize); reMarkt (Metro AG); METRO & La Doi Pași (Metro AG); Selgros (Coop Group); Super Mercato (Super Mercato Group); Profi (Mid Europa Partners - Louis Delhaize Group); Unicarm (Vasile Lucuț); Jumbo (Apostolos E. Vakakis) și Decathlon (Mulliez Group). La acestea se adaugă numeroase aprozare, magazine de proximitate și alimentare, ce completează nevoile de consum ale timișorenilor.

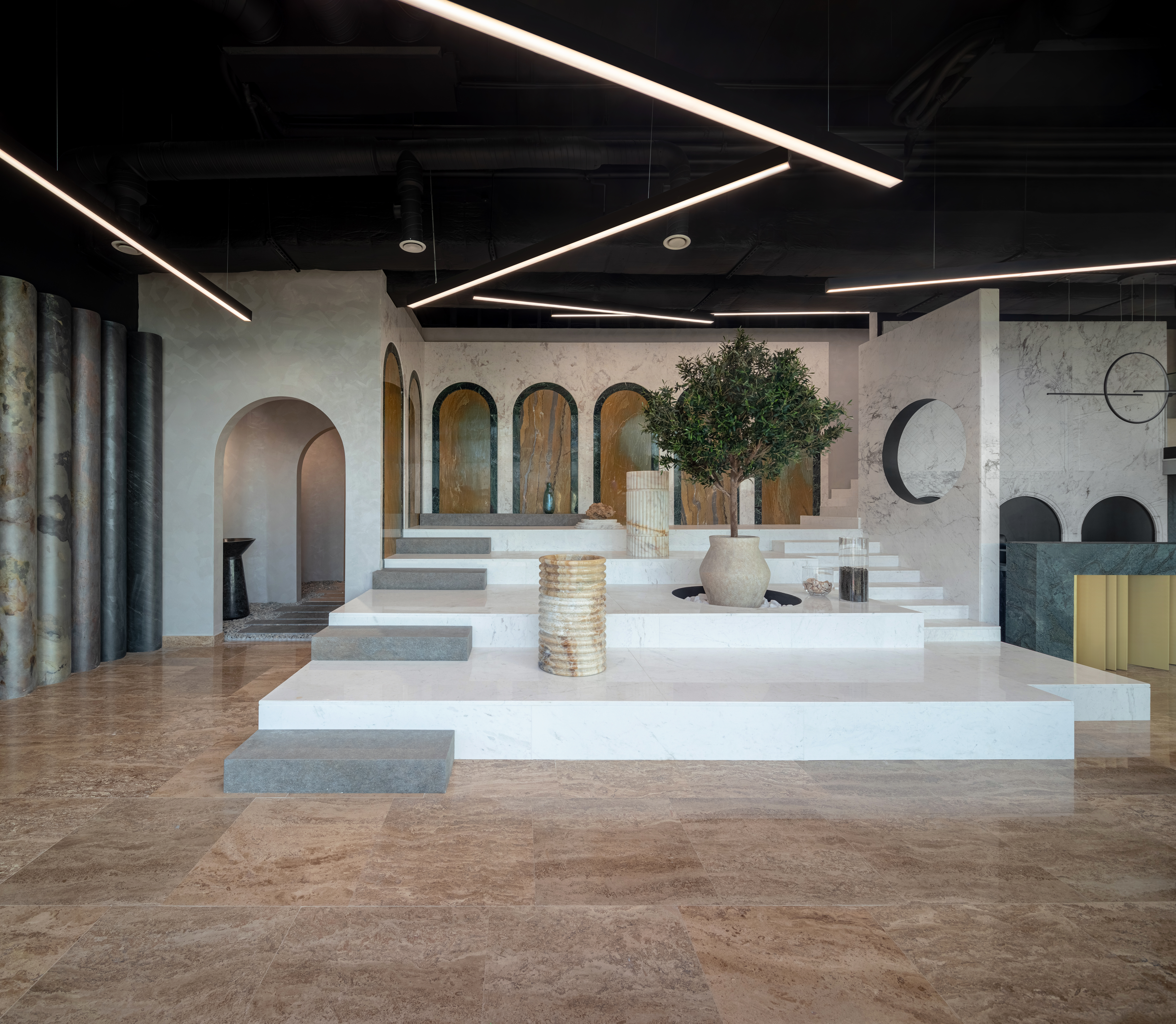
Showroom de decorațiuni interioare pe Calea Torontalului. Sectorul comerțului cu amănuntul ocupă un loc esențial în economia timișoreană

Pe piața de bricolaj și DIY sunt prezente magazinele și showroom-urile companiilor Altex-Greenfield (Cometex); IKEA (Inter IKEA Systems B.V. Group); Dedeman (Dragoș și Adrian Pavăl); Hornbach (Hornbach Holding AG); Brico Dépôt (Kingfisher); Arabesque (Cezar Rapotan); Leroy Merlin (Adeo Group); Mobexpert (Dan Șucu) și Mömax (XXXLutz), parte a unor rețele autohtone și internaționale.
La sfârșitul săptămânii, Sâmbăta și Duminica, se organizează târguri-talcioc la bazarurile din piețele Aurora și Flavia, în zona cartierului Calea Șagului.

## Arhitectură. Atracții turistice
Timișoara are o ofertă bogată în ceea ce privește activitățile de turism și loisir, fiind constant în topul destinațiilor alese de turiștii străini și totodată printre cele mai vizitate orașe ale României. Publicația americană U.S. News a inclus orașul într-un top 5 al destinațiilor europene de city-break, alături de Manchester, Torino, Geneva și Valletta, iar săptamânalul german Stern apreciază ca fiind „o copie a Vienei, cu fațade mărețe din perioada Imperiului Austriac”.
Asociația pentru Promovarea și Dezvoltarea Turismului în Județul Timiș are sediul în zona Fabric, pe strada Dacilor nr. 25.

### Hotel TimișoaraHoteluri
Organizația patronală HORETIM are sediul pe strada Romulus nr.12.
Timișoara este pe primul loc în România și pe locul cinci în Europa în topul celor mai sigure destinații turistice de pe continent, alături de Praga, Zürich sau Helsinki.

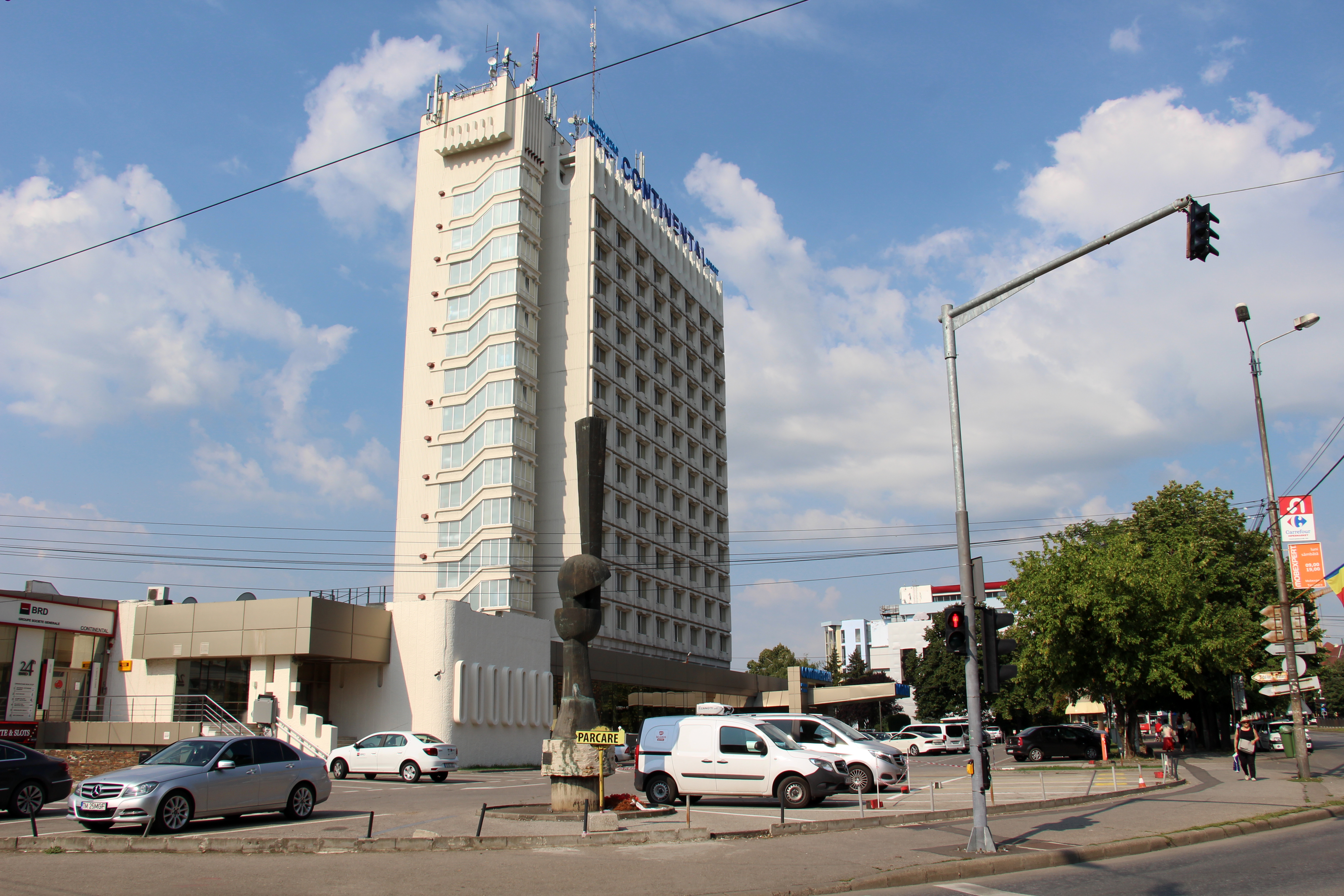
Hotelul North Star Continental Resort, lângă Bega Shopping Center

Sunt peste 60 de hoteluri și pensiuni în Timișoara. Cele mai selecte sunt Hotel Timișoara, North Star Continental Resort, Mercure și Hotel Ibis, aflate în zona centrală, respectiv hotelurile Ambassador**** și Lido****, aparținând de Best Western, cel mai mare lanț hotelier din lume.
Alte patru hoteluri de 4 și 5 stele, printre care Radisson Blu, Hilton sau Mariott, vor deschide unități în perioada 2025-2026. Peste 50 de proiecte de hoteluri și pensiuni se aflau în diverse stadii de construcție în Timișoara și localitățile limitrofe, la finalul anului 2023.

### Patrimoniul arhitectural
- Ansamblul istoric Cetate I;
- Ansamblul istoric Cetate II;
- Ansamblul istoric Cetate III;

- Ansamblul istoric Iosefin I;
- Ansamblul istoric Iosefin II;
- Ansamblul istoric „Splaiul Nicolae Titulescu”;
- Ansamblul istoric „Str. Anton Seiller”;
- Piața Alexandru Mocioni;
- Piața Maria;

- Ansamblul istoric Elisabetin I;
- Ansamblul istoric Elisabetin II;
- Ansamblul istoric Elisabetin III;
- Ansamblul istoric „Bd. Mihai Viteazul”;
- Piața Plevnei;
- Piața Nicolae Bălcescu;

- Ansamblul istoric Fabric I;
- Ansamblul istoric Fabric II;
- Ansamblul istoric „Str. Pestalozzi”;
- Ansamblul istoric „Str. Badea Cârțan”.

Biroul pentru reabilitarea clădirilor istorice și monumente are sediul în Piața Traian, în incinta Palatului Ștefania.

Timișoara deține cel mai mare ansamblu arhitectonic de clădiri istorice din România (cca. 14.500), constituit din patrimoniul urban al cartierelor Cetate, Iosefin, Fabric și Elisabetin. Acesta este rezultatul unei tradiții îndelungate de planificare urbanistică modernă, începută încă din secolul al XVIII-lea, odată cu venirea austriecilor. Diversitatea arhitecturală, reprezentată de baroc, istorism, neoclasicism, Art Nouveau și Wiener Secession, a adus Timișoarei renumele de „Mica Vienă”. Cea mai veche clădire din Timișoara este cea care adăpostește Muzeul Banatului, Castelul Huniade. La un moment dat a fost demolat și reconstruit, dar încă mai are elemente din fostul castel ridicat de Iancu de Hunedoara în perioada 1443–1447, dar și elemente din perioada lui Carol Robert de Anjou. Centrul istoric al Timișoarei are un sistem format din trei piețe urbane, unice în România, fiecare piață prezentând dimensiuni, rezolvări plastice și stiluri de o valoare arhitectonică inestimabilă.

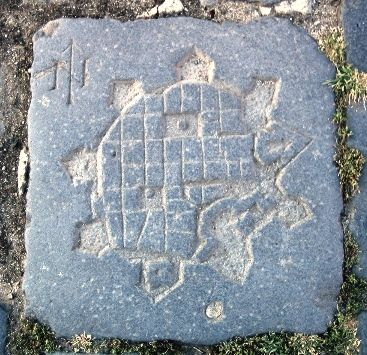
Piatră din pavajul Pieței Unirii, gravată cu harta Cetății Timișoarei

Cartierul Cetate a fost dintotdeauna „inima”, centrul cultural, administrativ și politic al întregului oraș. Centrul Timișoarei de azi este „urmașul” cetății militare austriece construite în cea mai mare parte între anii 1732–1764. Bastionul Theresia cuprinde cea mai mare parte a zidului de apărare a vechii cetăți a Timișoarei, care s-a păstrat până azi. Mai există un fragment din zidurile fostei cetăți în Parcul Botanic și încă un fragment, pe Calea Alexandru Ioan Cuza.
Piața Unirii, realizată în stil baroc, este cea mai veche piață din Timișoara. Găzduiește Catedrala Sfântul Gheorghe, Catedrala Ortodoxă Sârbă, Palatul Baroc, Monumentul „Sf. Treime”, Casa Brück, Casa Emmer și Casa cu Lei, pe latura sudică Casa Contelui de Mercy, Palatul Dejan și Palatul Episcopal romano-catolic, iar pe latura vestică Spitalul Militar.
Piața Victoriei, cunoscută și sub denumirea de Piața Operei, este piața centrală a Timișoarei. Pe cele două laturi ale pieței se află clădirea Operei (spre nord), respectiv Catedrala Mitropolitană (spre sud), două dintre cele mai reprezentative monumente arhitecturale ale orașului. Latura de promenadă dinspre Operă spre Catedrală se numește Corso și găzduiește palatele Weiss, Lloyd, Neuhausz, Merbl, Dauerbach, Hilt și Széchenyi, iar latura opusă, Surogat, găzduiește palatele Camerei de Comerț și Palatul Löffler, fiind flancate în mijloc de statuia Lupa Capitolina și fântâna cu pești.

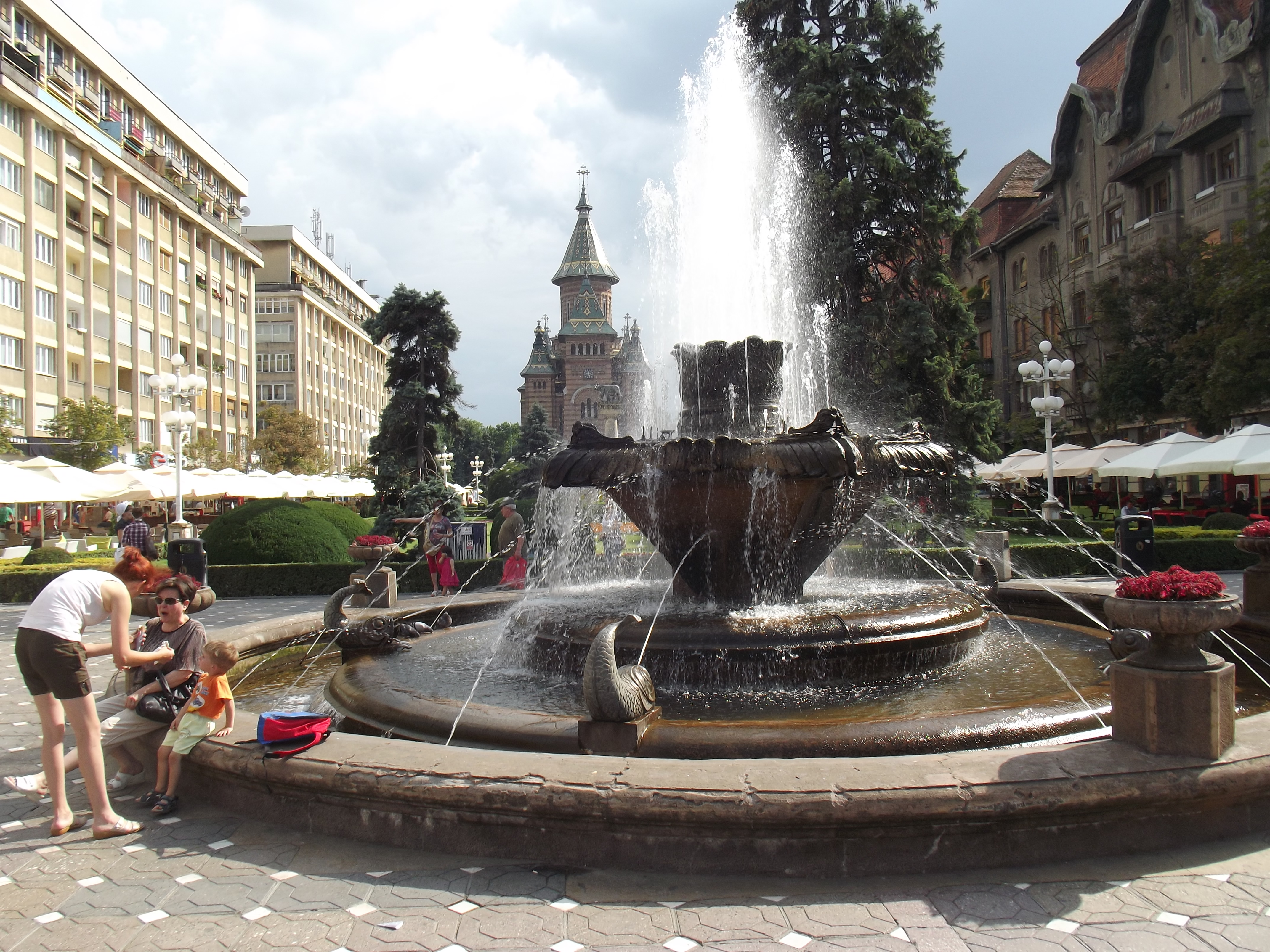
Fântâna cu pești

Piața Libertății constituie elementul central, placa turnantă a sistemului urban al Timișoarei. Piața adăpostește unele dintre cele mai vechi construcții existente în orașul actual: Casa cu Atlanți, Casa Nedelkovich, Primăria veche, Statuia Sf. Ioan Nepomuk, Comenduirea Garnizoanei (fostul Generalat, clădire existentă în anul 1727), fosta Cancelarie de Război (de asemenea existentă în 1727, formează astăzi aripa de est a Primăriei Vechi), și Cazinoul Militar (construit începând din 1744, când s-a inițiat execuția corpului de pe actuala stradă Brediceanu, la colț cu strada Mărășești). Pe latura vestică se află Spitalul și Biserica mizericordienilor, respectiv Claustrul mănăstirii Franciscanilor. Constituie veriga pietonală de legătură dintre Piața Unirii și Piața Victoriei.

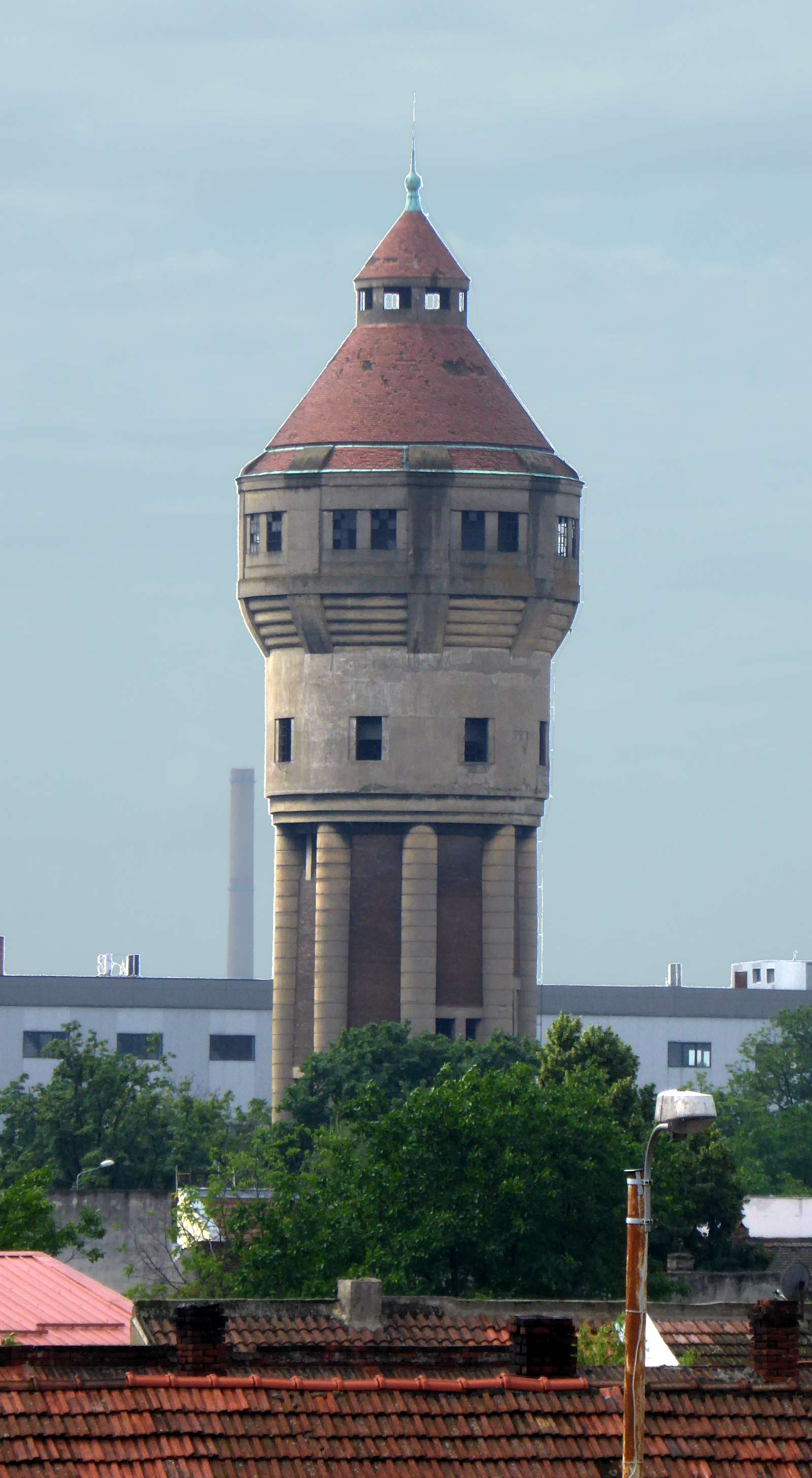
Turnul de apă din Iosefin. La fel ca și turnul de apă din Fabric, este echipat la nivelul superior cu un rezervor de apă potabilă de 500 mc.

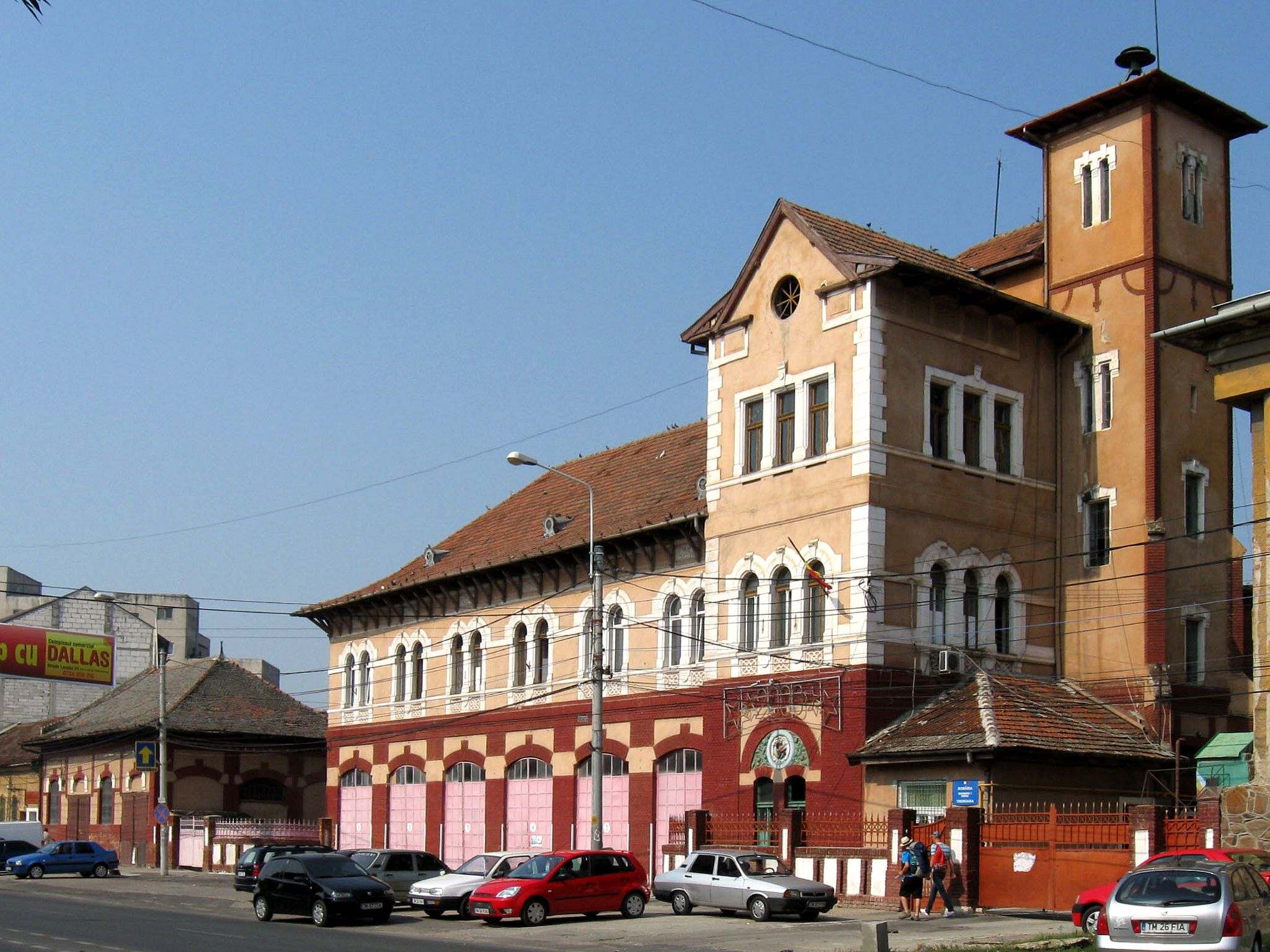
Cazarma pompierilor din Iosefin. Arhitect László Székely, stilul anilor 1900. Construită în cartierul Iosefin, lângă vechea remiză a pompierilor, pe locul vechiului turn de veghe

Cartierele Cetate și Iosefin păstrează intactă amprenta diversității etniilor și meșteșugarilor care le-au construit. Se păstrează influența germană, maghiară și sârbă. Clădirile au o arhitectură impresionantă, sunt viu colorate și foarte bogat ornate.
În cartiere precum Mehala și Freidorf se păstrează trăsăturile tipice ale satelor tradiționale de șvabi bănățeni: case mari cu front stradal, frumos ornate și cu spații verzi în fața caselor, cum este exemplul Casei Mühle. Alte monumente istorice din oraș includ: Coloana Fidelității, Statuia Sfântului Ioan Nepomuk din Piața Traian, ș.a.

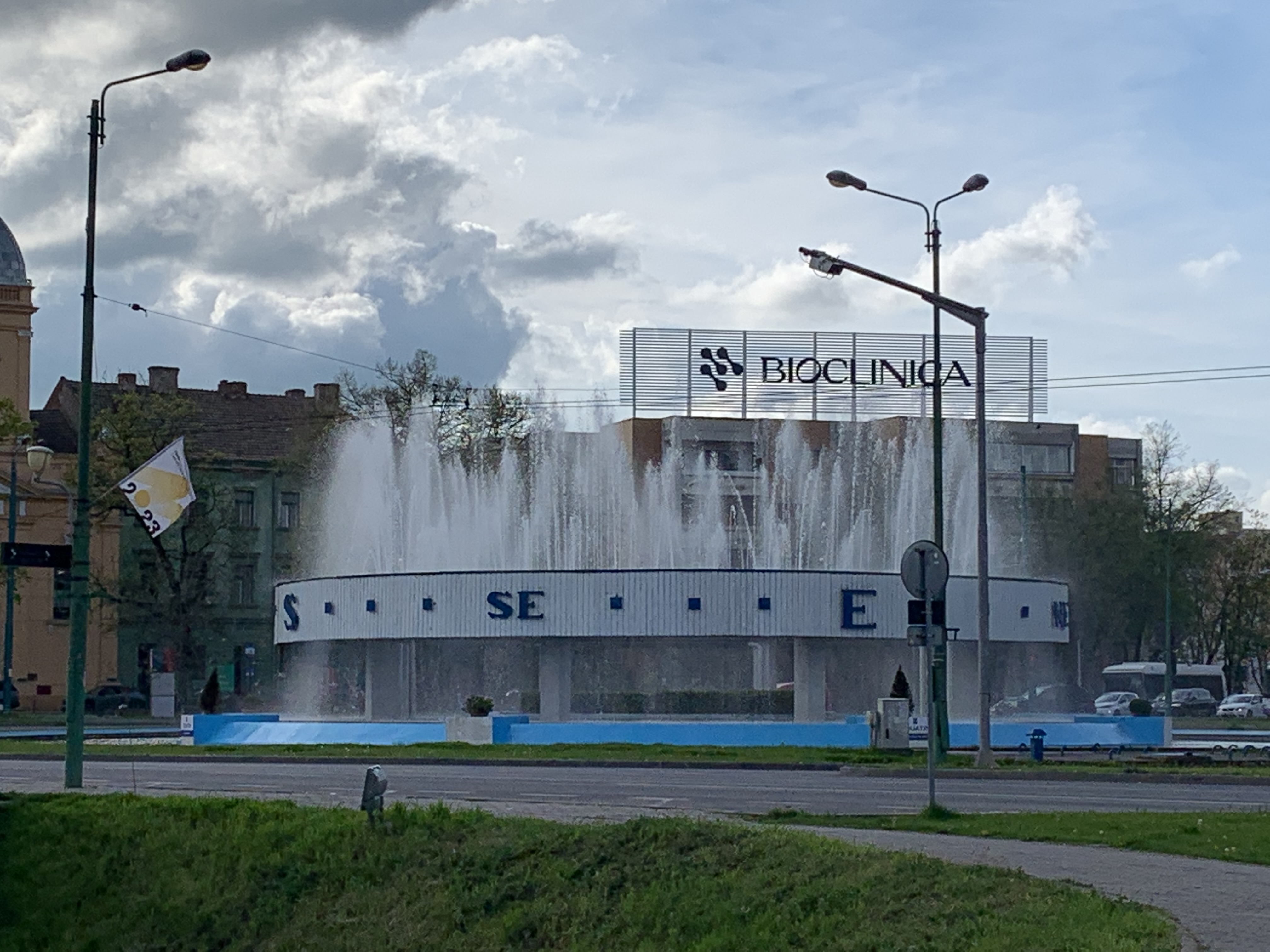
Fântâna Punctelor Cardinale. Cea mai cunoscută fântână arteziană a Timișoarei și un simbol al orașului, este amplasată la intersecția străzii Oituz cu bulevardul Take Ionescu, în cartierul Tipografilor

La sfârșitul secolului al XIX-lea, structura urbanistică a Timișoarei a suferit un proces amplu de modernizare. În 1904, Primăria a înființat postul de arhitect-șef și l-a atribuit tânărului arhitect László Székely.
Acesta a adus o contribuție decisivă la remodelarea zonei centrale și la introducerea stilurilor Art Nouveau, Wiener Secession, Art Déco, Neobaroc și eclectic în peisajul urbanistic al orașului, cum ar fi Palatul Antal Nägele, Palatul Dicasterial, Baia Publică Neptun, Cazarma pompierilor din Iosefin sau Palatul Apelor.
Tot datorită lui s-a conturat și arhitectura industrială, Abatorul, fosta fabrică de țigarete, centrala hidroelectrică, întreprinderea Paltim, podul metalic sau turnurile de apă din Iosefin și Fabric fiind doar câteva exemple.
Ultimul curent arhitectural care influențează orașul este cel românesc, introdus odată cu trecerea Timișoarei sub administrație românească. Cel mai bun exemplu este Catedrala Mitropolitană realizată în arhitectură tradițională românească, în stil moldovenesc, fiind în prezent cea mai înaltă biserică din România (90,5 m) și cea mai înaltă biserică ortodoxă din lume din afara Rusiei.
În perioada interbelică se construiesc și noi cartiere de vile în jurul centrului, unde se resimte influența stilului modern interbelic, a stilului brâncovenesc sau chiar francez.

### Lăcașuri de cult
În Timișoara există aproximativ 30 de biserici și capele. 12 dintre acestea au fost construite după Revoluție. Tot aici există și trei sinagogi: Sinagoga din Fabric, Sinagoga din Cetate și Sinagoga din Iosefin, ultima fiind cea mai nouă (1906–1910).
Cel mai mare lăcaș de cult din Timișoara este Catedrala Mitropolitană, edificiu finalizat în 1946. Cu o înălțime de 90,5 m, este una din cele mai înalte clădiri din Timișoara, fiind la vremea edificării cea mai înaltă biserică din România. Lăcașul poate adăposti peste 5.000 de persoane. În Piața Unirii se află Catedrala Ortodoxă Sârbă, construită între 1744–1748. Alături de Biserica „Sf. Gheorghe”, reprezintă principalele lăcașe de cult ale comunității sârbe din oraș.
Numărul bisericilor catolice este mai mare decât cel al bisericilor ortodoxe, deși majoritatea populației Timișoarei este ortodoxă. Printre bisericile catolice importante din oraș se numără: Biserica Millennium, cea mai mare biserică romano-catolică din Timișoara; Domul Romano-Catolic; Biserica romano-catolică din Mehala, făcută după planurile arhitectului Eduard Reiter; Biserica „Preasfânta Inimă a lui Isus”, din Elisabetin; Biserica Romano-Catolică din Iosefin, construită între 1772-1774 în stil baroc; Biserica Romano-Catolică din Fratelia; Biserica Notre Dame (deservește comunitatea catolică a bulgarilor bănățeni), construită în stil istoricist; Biserica din Elisabetin (deservește comunitatea greco-catolică); Biserica „Sfânta Ecaterina” (deservește comunitatea slovacă catolică); etc.
Dintre bisericile ortodoxe importante enumerăm: Biserica „Sfântul Ilie” din cartierul Fabric; Biserica „Nașterea Maicii Domnului” din Iosefin, construită în stil neobizantin; Biserica de lemn din Topla - unul din cele mai valoroase monumente religioase din Banat, aflată în incinta Muzeului Satului Bănățean; etc.
În actuala piață Sf. Gheorghe s-a aflat cea mai veche biserică a orașului, care avea hramul Sfântului Gheorghe, acesta fiind socotit și patronul cetății Timișoara. Biserica medievală catolică „Sfântul Gheorghe” este atestată documentar în ianuarie 1323 și era, la vremea respectivă, locul preferat de întâlnire al prelaților și al curtenilor aflați la castel, fiind cea mai mare biserică a cetății. A devenit principala moschee în timpul stăpânirii otomane iar după cucerirea Timișoarei de către armatele habsburgice, lăcașul de cult a fost resfințit.

### Împrejurimi. Atracții turistice în județul Timiș
Împrejurimile oferă opțiuni variate de relaxare și petrecere a timpului liber. În anul 2017 județul Timiș a fost al treilea cel mai vizitat județ al României,  din punct de vedere al numărului de turiști străini.
La câțiva kilometri de Timișoara se află renumitele stațiuni balneare Buziaș și Băile Călacea. Printre obiectivele turistice de aici:
- Zona cu parcul și colonada imperială, unică în Europa ca lungime (510 m), locul preferat de promenadă al împărătesei Elisabeta. Cuprinde un întreg ansamblu de monumente istorice format din Hotelul "Bazar"; Hotelul "Grand"; Cazinoul; precum și un parc dendrologic cu o suprafață de peste 20 hectare, oază de liniște și relaxare, cu numeroase specii rare de arbori seculari, cel mai important fiind platanul. Arhitectura este remarcabilă, în stil turcesc, bizantin, unică în România. Singurele promenade similare din Europa se găsesc în Karlovy Vary și în Baden-Baden;
- Ștrandurile cu apă minerală din Buziaș (1874), primele de acest gen din Europa;
- Izvoarele minerale ,,Moș Bâzieș'' (1984), Mihai și Iosif;
- Buveta ,,Izvorul Sănătății'' din centrul stațiunii;
- Muzeul Balnear Buziaș, primul muzeu de acest gen din România. Cuprinde exponate din ceramică tracică, vase din Neolitic, numeroase fotomontaje;
- Colecția de artă populară ,,Iulia Florea Troceanu'', ce cuprinde piese unicat, caracteristice artei populare bănățene;
- Biserica Romano-Catolică din localitate, declarată monument istoric;
- Rezervația naturală Satchinez;
- Mlaștinile Murani, ș.a.

În prezent, în ambele stațiuni sunt multe pensiuni și vile, precum și hoteluri de trei și patru stele, cu confort deosebit, și se situează la nivelul turismului internațional.

#### Arii naturale protejate și situri arheologice
În județ se găsesc numeroase rezervații naturale care adăpostesc un număr mare de specii de plante și animale rare, ocrotite de lege. Lângă Satchinez, la 25 km nord-est de Timișoara, se găsește cel mai mare areal natural din vestul României (Mlaștinile Satchinez – Murani – Rezervația Beba Veche).
Ariile naturale din județ cuprind: Lunca Timișului, Lunca Mureșului Inferior și Lunca Pogănișului; rezervațiile forestiere Bazoș, Bistra și Cenad – ce conțin o varietate mare de specii arboricole și botanice; lacurile Cotu Morii, Verbunci, Hergheșceu, Râtu Mare, Satchinez, Ianova și Lacurile Becicherecu Mic.
Ariile protejate cuprind Sărăturile Diniaș, Becicherecu Mic, Hunedoara Timișană, Insula Igriș și Insula Mare de la Cenad; zonele de protecție avifaunistică de la Pădurea Macedonia și Livezile - Dolaț; Pajiștea cu narcise Bătești și Movila Sisitak; etc.
Alte obiective turistice sunt peșterile, dintre care amintim: peștera de la Românești, peștera Albastră – lângă Pietroasa, Peștera cu Apă, peștera „Stânca lui Florian” – lângă Tomești, respectiv cascadele: Cornet (Nădrag) și Șopot (Poieni).
Turismul montan este practicat sub formă de alpinism, escalade, drumeții, și cicloturism pe traseele turistice montane din Munții Poiana Ruscă, zonă cunoscută etnografic ca Țara Făgetului, areal cu potențial turistic deosebit, dat de valoarea cadrului natural și peisagistic, zona fiind ideală pentru activități de hiking, trekking și recreere; iar în parcul de aventură de la Nădrag, la poalele Vârfului Padeș, se pot practica cățărările, tirolienele, bungee jumping, paintball, geocaching, etc.
Zona de agrement a lacului Surduc, amenajat în perioada 1972–1978, într-un cadru cu o valoare peisagistică ridicată, a determinat crearea unui microclimat cu funcțiune recreativă multiplă: natație, înot cu labele, scufundări, schi nautic, orientare subacvatică, pescuit, ștrand și camping. Activitățile de canotaj și caiac-canoe pot fi practicate pe Canalul Bega, iar cele de rafting pe Râul Timiș.
Enoturismul este reprezentat de localitățile Recaș (Cramele Recaș) și Silagiu (Aramic Silagiu), renumite atât în țară cât și în străinătate pentru vinurile lor.

#### Fortificații medievale
Turismul cultural-istoric cuprinde numeroase obiective în situri istorice și arheologice, monumente de arhitectură și muzee. Astfel pe lângă vizite, sejururi și excursii s-au adăugat city break-urile, stagiile și circuitele tematice. Timișoara deține cel mai mare ansamblu arhitectonic de clădiri istorice din România (cca. 14.500), constituit din patrimoniul urban al cartierelor Cetate, Iosefin, Fabric și Elisabetin și este totodată Capitală Europeană a Culturii pentru anul 2023.
Dintre fortificațiile medievale și clădirile istorice amintim Cetatea Timișoarei, Bastionul Theresia, Cetatea medievală de la Făget și Cetatea Jdioarei; castelele Huniade, Nakó, Mercy, Karátsonyi și Cazinoul Cassina din Făget; conacele Gudenus și ansamblul conacului și mausoleului familiei Mocioni din Foeni; hanurile Poștei și „Ana Lugojana” din Lugoj; ș.a.

#### Lăcașuri de cult
Turismul ecumenic și religios cuprinde numeroase lăcașuri de cult, biserici și mănăstiri istorice. Dintre ansamblurile mănăstirești se remarcă bisericile istorice de lemn din ținuturile Făgetului: Bătești, Curtea, Crivina de Sus, Căpăt, Coșevița, Crivobara, Dragomirești, Dubești, Dobrești, Groși, Hezeriș, Homojdia, Jupânești, Lucareț, Margina, Nemeșești, Pietroasa, Povârgina, Poieni, Românești, și Zolt.
În satul Partoș se află Mănăstirea Partoș, care datează din secolul al XIV-lea; la Cebza se află Mănăstirea Cebza ridicată în 1759; în comuna Birda se află Mănăstirea Sfântul Gheorghe; în municipiul Lugoj găsim Mănăstirea minoriților din 1733; iar în apropiere de Șemlacu Mic se află Mănăstirea Săraca, declarată monument istoric.

#### Alte atracții și puncte de interes
Bazele de tratament și centrele de welness&spa cu apă geo-termală terapeutică constituie punctul principal de atracție al zonei. Județul Timiș are cel mai mare potențial turistic balnear din România, având patru orașe și nouă comune ce dețin resurse specifice, exploatate în scop de agrement.

Apele minerale captate sunt calcice, magneziene hipotone, cloruro-sodice, puternic carbonatate (2.000-2.600 mg / litru), cu PH peste 7,2, temperatura apei la captare fiind de 30 °C, fiind recomandate în insuficiență cardiacă, afecțiuni respiratorii, circulatorii, reumatismale, neurologice, boli autoimune și hormonale, metabolice și de nutriție, nevroză astenică, anemie feriprivă, precum și boli profesionale.

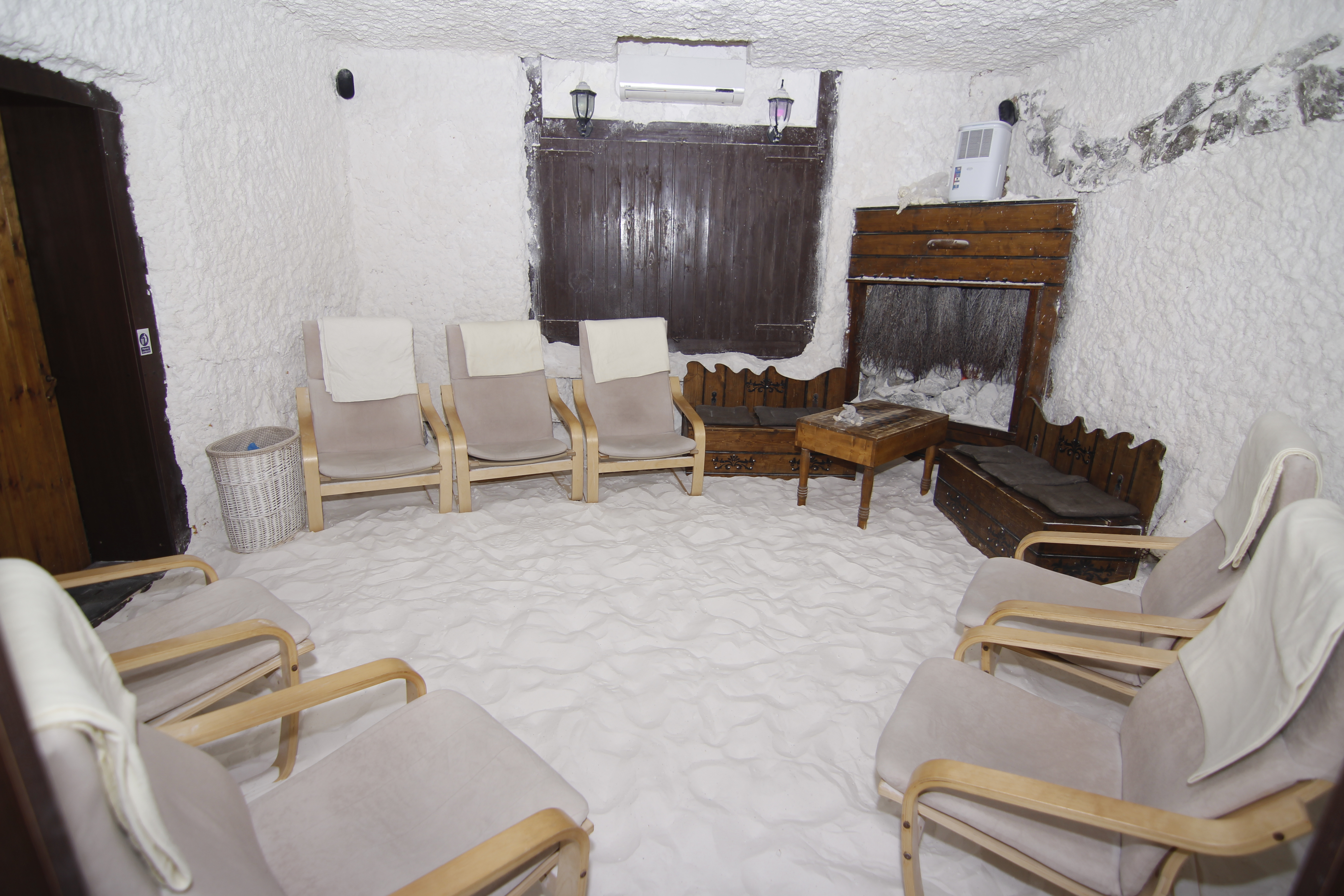
Salina din Timișoara

Turismul balnear se practică în stațiunea de interes național Buziaș, stațiunea de interes local Băile Călacea, orașele Deta, Sânnicolau Mare și Jimbolia, precum și în localitățile Teremia Mare, Pișchia, Sacoșu Mare, Sânmihaiu German și Lovrin. Alte opțiuni pentru agrement acvatic sunt albia râului Timiș, unde există două zone amenajate: la Șag (10 kilometri de oraș) și la Albina (15 kilometri de Timișoara), unde există numeroase terenuri sportive special amenajate care permit practicarea unor sporturi precum tenis, fotbal, handbal, baschet, tenis de masă sau volei.
Zonele cu un bogat fond cinegetic (Banloc, Bogda, Breștea, Chevereșu Mare, Dumbrava, Giroc, Hitiaș, Pădureni, Peciu Nou, Pișchia, Remetea Mică, Silagiu), precum și cele cu un fond piscicol diversificat (Bega–Luncani, Bega–Tomești–Românești, Bega–Poieni, Bega–Margina, Timiș–Cebza, Timiș–Coșteiu) reprezintă un potențial remarcabil, foarte apreciat de iubitorii vânătorii și pescuitului sportiv. Pe teritoriul județului Timiș există 86 de fonduri de vânătoare și 30 de fonduri de pescuit.
Agroturismul și ecoturismul este reprezentat de ansamblurile gospodărești tradiționale din mediul rural, spațiile monahale, cabanele și casele de vacanță. Orașul și împrejurimile sale, inclusiv din proximitatea granițelor cu Serbia și Ungaria, oferă 40.233 de paturi pentru turiști, în hoteluri, pensiuni, campusuri, internate de școli și cămine studențești.

## Cultură
Direcția Județeană pentru Cultură Timiș are sediul pe strada Augustin Pacha nr. 8.

Harta Capitalelor Europene ale Culturii, cu Timișoara indicată. Oraș desemnat câștigător în 2016, învingând în finala competiției Bucureștiul, Cluj-Napoca și Baia Mare

Timișoara este singurul oraș din Europa care are trei teatre de stat în trei limbi diferite – Teatrul Național „Mihai Eminescu”, Teatrul German de Stat și Teatrul Maghiar de Stat „Csiky Gergely”. Din ianuarie 2019, în cadrul Teatrului de Păpuși și de Tineret „Merlin”, funcționează teatrul de limbă sârbă.

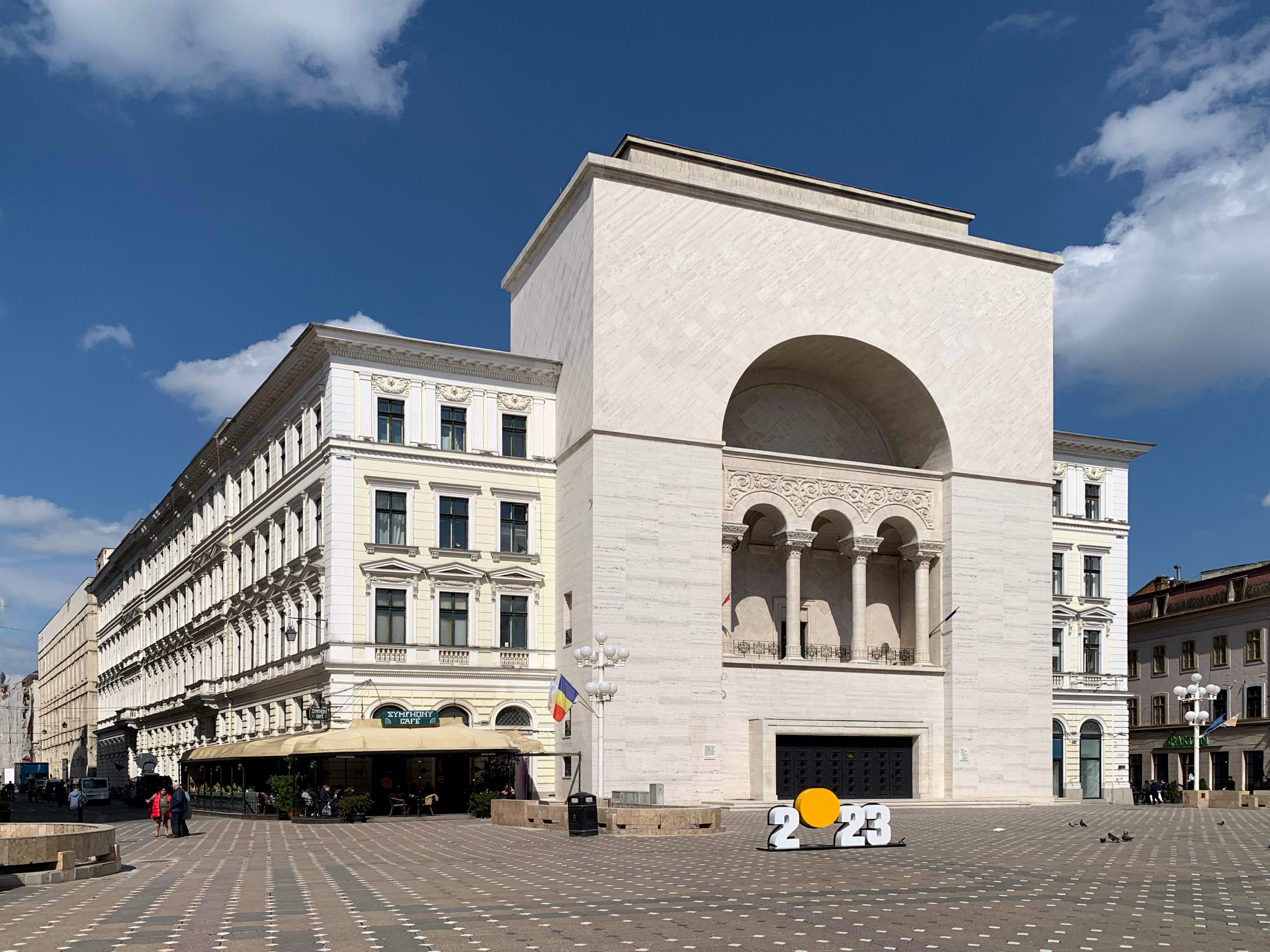
Timișoara - Capitală Europeană a Culturii în 2023

Opera Română, Filarmonica „Banatul” și Casa de Cultură sunt de asemenea purtători ai imaginii culturale a Timișoarei, prezentând spectacole și concerte de înaltă ținută artistică. Pe scenele Timișoarei au apărut nume celebre precum Johann Strauss (fiul), Joseph Haydn, Franz Liszt, Johannes Brahms sau George Enescu. Un eveniment cultural major în istoria orașului l-a reprezentat premiera Traviatei lui Giuseppe Verdi la 9 februarie 1855.
Peisajul artistic este completat de nouă cinematografe dintre care se remarcă cinematograful Capitol datând din anii 1929–1930. Activitatea literară intensă a condus la crearea a nouă cenacluri (H. G. Wells fiind cel mai cunoscut) și a cinci uniuni de creație pentru cei peste 400 de autori contemporani.
Totodată, aici activează filiale ale Uniunii Scriitorilor din România, Uniunii Artiștilor Plastici, precum și a Uniunii Compozitorilor și Muzicologilor. Coexistența mai multor naționalități a creat o populație poliglotă, literații creând, în paralel, în mai multe limbi, un exemplu cunoscut fiind gruparea tinerilor autori de limbă germană Aktionsgruppe Banat.

### Muzee, galerii de artă, vernisaje și expoziții
- Muzeul de Artă, situat în Palatul Baroc din Piața Unirii. Spațiul expozițional include colecții de artă contemporană, decorativă și europeană. Muzeul include o colecție unică de lucrări și obiecte personale ale pictorului Corneliu Baba, cu 90 de lucrări, dar și exponate ale pictorilor Nicolae Grigorescu, Ștefan Luchian, Nicolae Tonitza;[189]
- Muzeul Banatului, cu sediul central în clădirea Castelului Huniade. La parter se află Sanctuarul Neolitic de la Parța, un monument unic în Europa. Muzeul cuprinde Secția de Istorie, Secția de Arheologie, Secția de Științe ale Naturii și Laboratorul Zonal de Restaurare. Printre exponate se numără și cea mai mare colecție de păsări și fluturi din estul Europei;[190]
- Muzeul Militar, situat în Piața Libertății, cu peste 2.000 de obiecte muzeale: hărți, documente de epocă, machete ale unor monumente istorice, fotografii, armament și ținute militare. Este organizat tematic, în șase săli, cinci dintre ele reflectând perioade distincte din istoria României – Decebal, Evul Mediu Timpuriu, Evul Mediu, Mihai Viteazul, Unirea Principatelor Române și cele două războaie mondiale – și sala numită „Sala armelor și a ținutelor militare”;
- Muzeul Satului Bănățean, singurul muzeu cu profil etnografic din România care cuprinde un centru civic al satului, format din Primărie, Biserică, Școală, Casă Națională (cu destinație culturală), în care se desfășoară majoritatea activităților administrative-politice și spirituale ale satului;[191]
- Muzeul de artă bisericească veche din subsolul Catedralei Mitropolitane. Patrimoniul actual adăpostește aproape 1.000 de piese printre care un însemnat număr de icoane pe lemn, pe sticlă și pânză, obiecte de cult brodate, sculptate sau lucrate în metal și un important fond de carte veche religioasă. Toate provin din biserici bănățene și datează din secolele XIV, XVI, XVII și XIX;
- Muzeul de artă bisericească al Episcopiei Ortodoxe Sârbe, aflat în Palatul Episcopal din Piața Unirii, lângă Catedrala Ortodoxă Sârbă;
- Muzeul Kindlein se găsește într-o clădire veche din zona istorică a Timișoarei (pe strada Vasile Alecsandri) și prezintă pe baza pieselor din colecție reconstituirea prăvăliei și atelierului de bijutier și ceasornicar a lui Peter Kindlein;
- Muzeul Corneliu Miklosi, aflat în subordinea societății locale de transport public, în cadrul căruia sunt expuse diferite modele de tramvaie, printre care: tramvaiul tras de cai; vagoanele cu dublă comandă “Gemene”; vagonul motor Timiș T1, vagonul Electroputere V 54; tramvaiul Timiș 2 fabricat în uzinele Electrometal Timișoara; precum și exponate de autobuze, troleibuze și utilaje de întreținere a vehiculelor. Muzeul amintește de vechile tradiții ale Timișoarei în acest domeniu: tramvaiul tras de cai rulează pentru prima dată în iulie 1869 (premieră pe teritoriul de azi al României); iar în 1899 se pune în funcțiune cel electric. La cerere, se poate închiria un tramvai turistic, dedicat evenimentelor speciale;[192]
- Galeria Calina, situată lângă Opera Națională, este un spațiu de artă contemporană. A fost deschisă pe data de 26 februarie 2007, primul vernisaj fiind cel al expoziției sculptorului Péter Jecza. Dintre artiștii care și-au expus operele aici se numără Corneliu Vasilescu, Felix Aftene, Silvia Radu și Ion Sălișteanu.[193]

Artă murală prin desene graffiti pe străzile orașului

### Cultura contemporană
Pe lângă instituțiile culturale profesioniste sunt prezente numeroase organizații culturale private, muzicieni, pictori, artiști. Timișoara este apreciată atât pe plan național cât și internațional ca unul dintre cele mai influente și dinamice centre de artă contemporană din România.

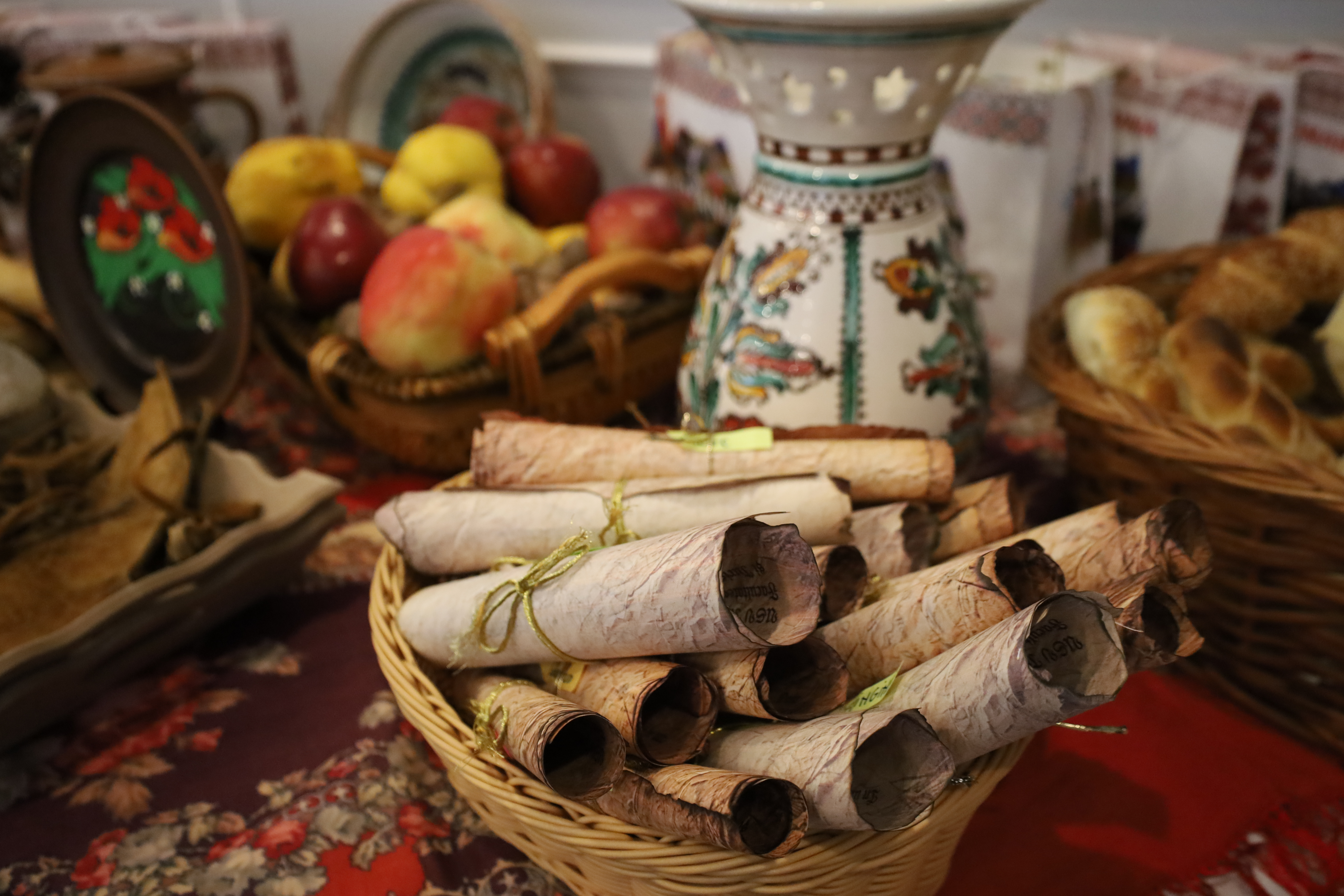
Aranjament tradițional cu obiecte specifice culturii românești, expus în cadrul competiției studențești „Inițierea și dezvoltarea unei afaceri inovative” – Ediția a VII-a, la Universitatea de Științele Vieții “Regele Mihai I” din Timișoara

Orașul are o gamă foarte diversă de industrii creative cu un sector larg care cuprinde arta, arhitectura & design-ul, moda, muzica, artele spectacolului, publicitatea, TV, radio, software design-ul, jocurile electronice, etc.; facilități și instituții, precum și locuri pentru convenții, mitinguri și expoziții.

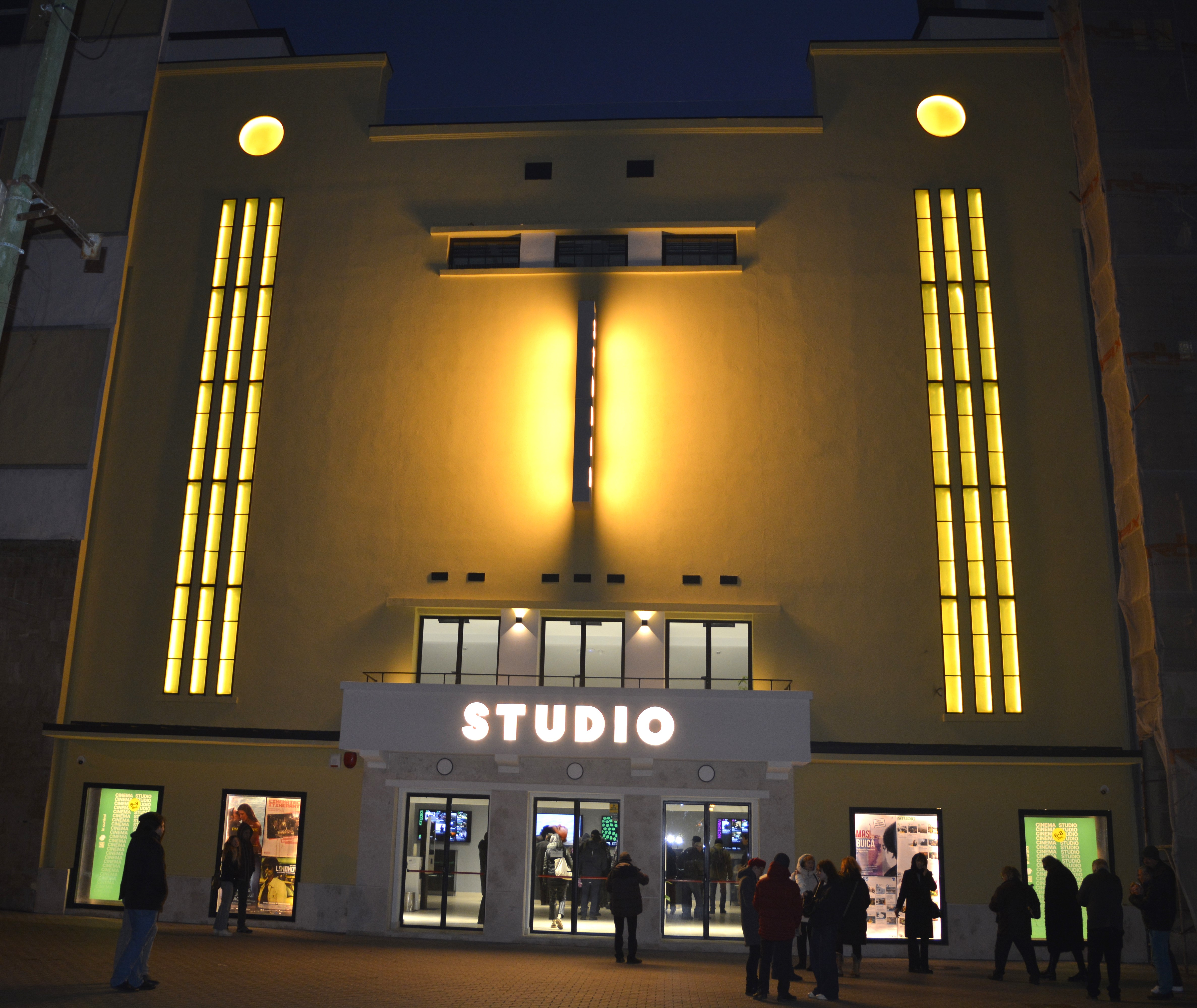
Cinema-ul de artă contemporană Studio Eurimages din Parcul Castelului Huniade

Numeroase ONG-uri, asociații și fundații sunt foarte active în promovarea schimburilor culturale internaționale, aspect ce contribuie la rândul lui la viața efervescentă a orașului.

### Centre culturale
- Centrul Cultural Britanic;
- Centrul Cultural Francez;
- Biblioteca Britanică;
- Centrul Cultural German;
- Centrul pentru Cultură și Artă al Județului Timiș;
- Casa de Cultură a Municipiului Timișoara;

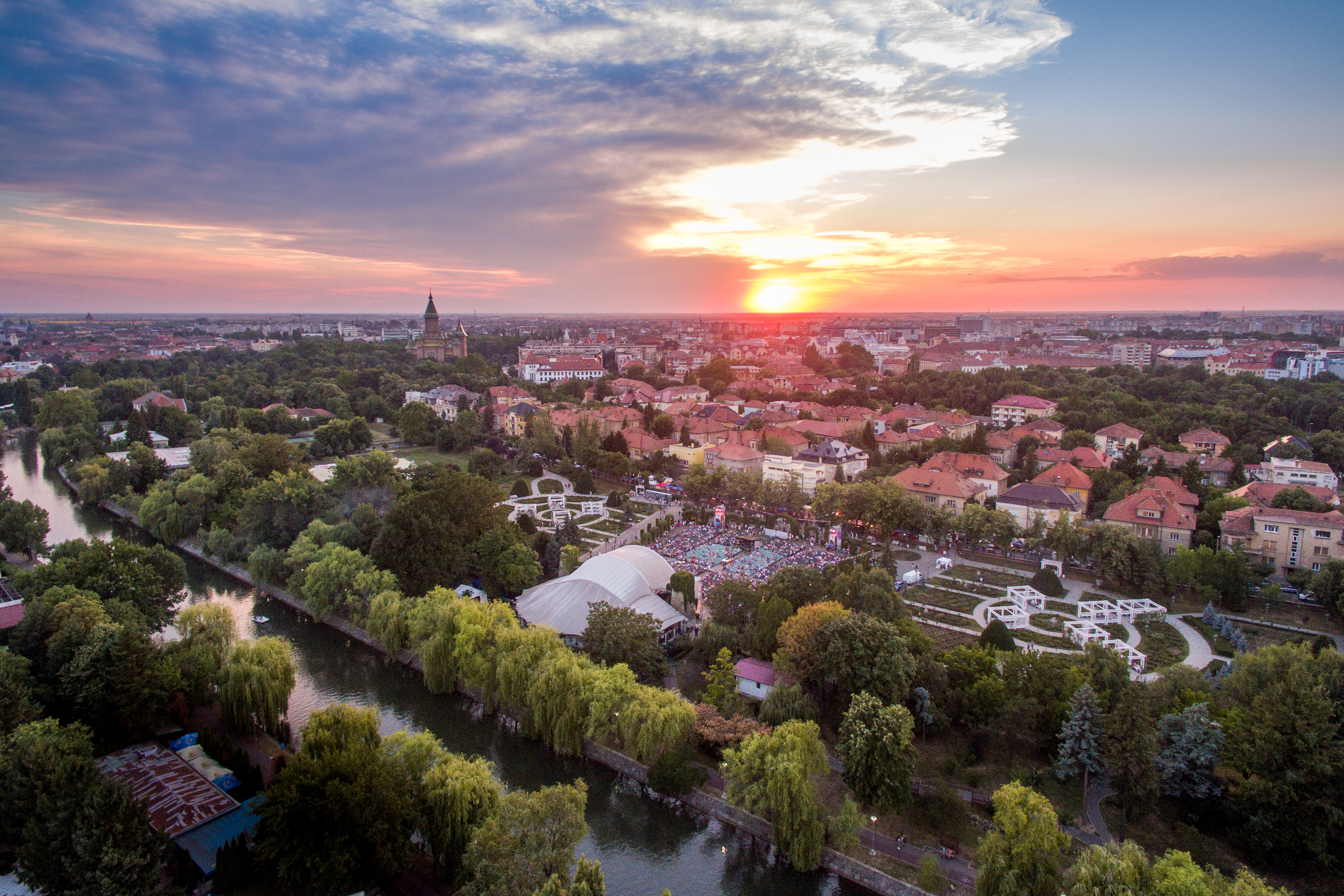
Festivalul Inimilor

- Casa de Cultură a Studenților;
- Institutul Intercultural.

### Târguri
Cu ocazia sărbătorilor se organizează în Piața Victoriei Târgul de Crăciun și Târgul de Paște.

## Parcuri și spații verzi
Agenția Națională pentru Protecția Mediului Vest are sediul pe Bd. Liviu Rebreanu nr.18-18A.
Timișoara este cunoscută ca „orașul florilor”, fiind remarcată pentru spațiile verzi și parcurile sale. Multitudinea de parcuri de diferite dimensiuni, precum și grădina zoologică, sunt destinații cunoscute ale Timișoarei pentru agrement și activități recreative în aer liber.

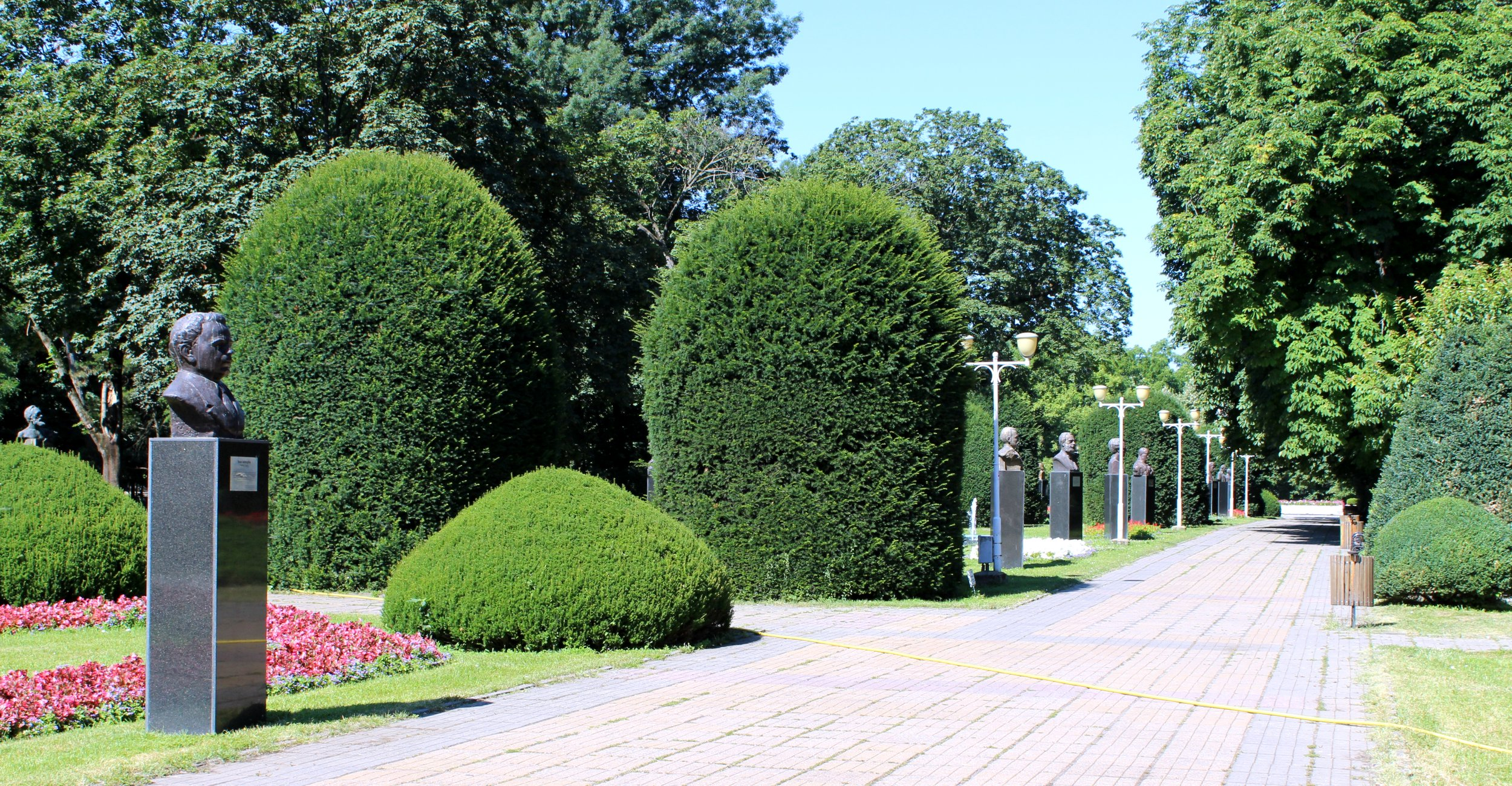
Aleea Personalităților Timișoarei

Unul dintre cele mai cunoscute parcuri din Timișoara este Parcul Central, în care se află Aleea Personalităților. Tot aproape de centrul orașului se regăsește și Parcul Rozelor, care la începutul secolului al XX-lea i-a adus renumele Timișoarei de „oraș al trandafirilor”. Aranjamentele florale și pergolele dispuse pe aleile din parc numără peste 1.200 de soiuri de trandafiri. Aici este și scena teatrului de vară unde pe parcursul anului se desfășoară numeroase festivaluri, concerte și spectacole.
Parcul Justiției, cunoscut anterior drept Parcul Consiliului, se află în centrul orașului, având în apropiata vecinătate cinematograful Capitol și Facultatea de Hidrotehnică. Parcul a fost reamenajat în 2015, fiind refăcute aleile, gazonul, zonele de flori și copaci și sistemul de irigare.

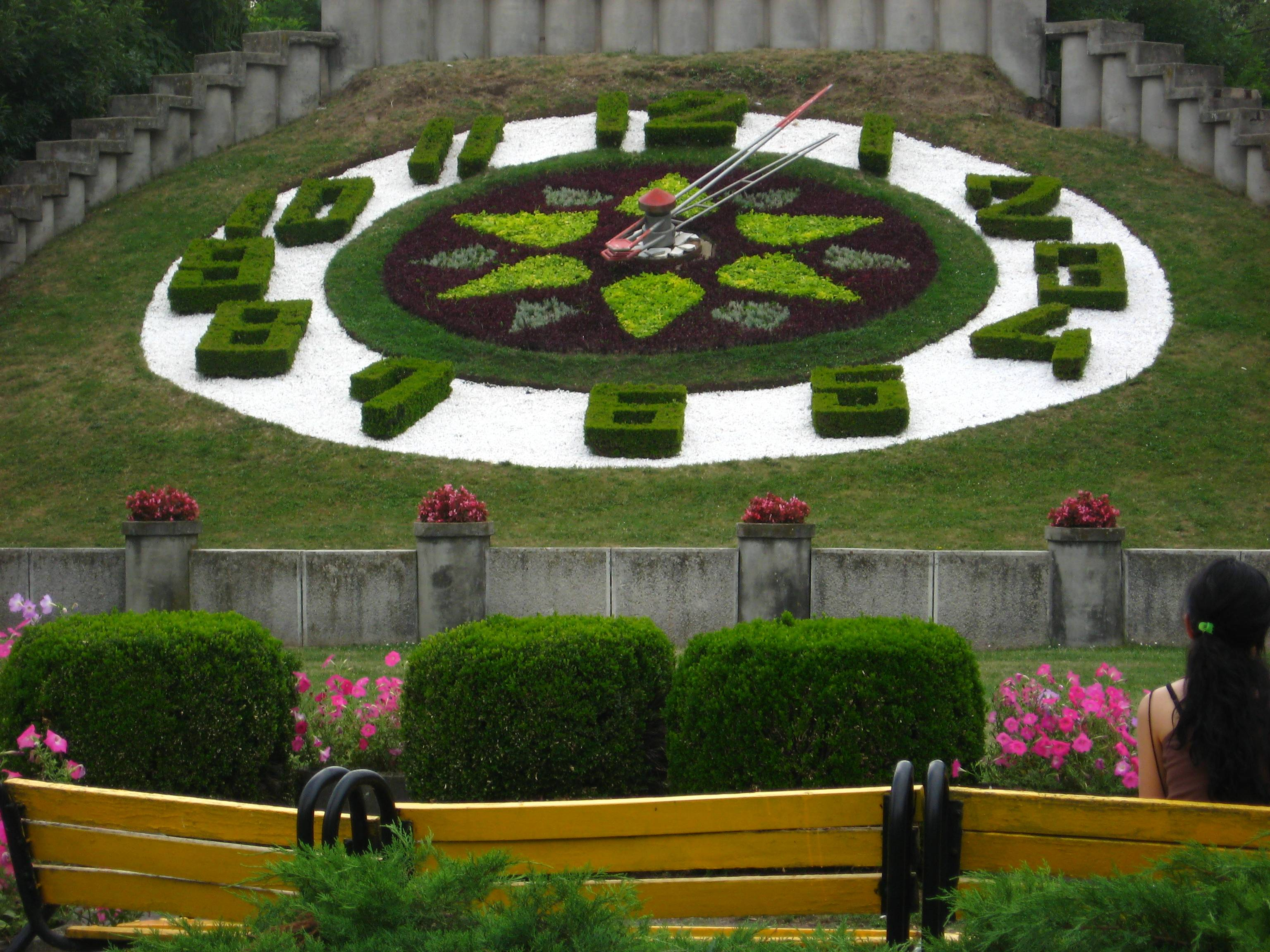
Ceasul Floral din zona Cetate

În Parcul Botanic, un parc dendrologic de dimensiuni mari, se află specii de colecție grupate în 11 sectoare, în funcție de regiunea de proveniență a plantei. De asemenea, pe lista parcurilor orașului Timișoara se regăsește și Parcul Poporului, cel mai vechi din oraș, datând din 1852.
Parcul Copiilor „Ion Creangă” a fost reinaugurat în 2012 după o reabilitare completă.

## Educație

### Învățământul preuniversitar
Vezi și: Lista liceelor din Timișoara
Inspectoratul Școlar Județean Timiș are sediul pe strada Doctor Liviu Gabor nr.1.
Învățământul școlar se desfășoară în 70 de grădinițe, cu 861 de educatoare și 9.856 de copii; învățământul primar și gimnazial este organizat în 47 de unități, cu 3.901 cadre didactice și 46.186 de elevi; învățământul liceal, în 36 de unități, cu 1.959 de cadre didactice și 24.472 elevi; cel postliceal în 11 unități, cu 1.403 de cursanți; cel de maiștri în 6 unități cu 548 de cursanți.
Rețeaua școlară mai cuprinde 2 licee speciale pentru elevii cu deficiențe, 3 centre școlare de educație incluzivă, 5 licee particulare, o școală specială pentru ambliopi, 2 centre de asistență educațională și un centru pentru învățământ alternativ prin Liceul Waldorf înființat în anul 1993. Sistemul privat de învățământ cuprinde o școală, respectiv un liceu internațional cu predare după curriculă britanică, și o creșă și grădiniță cu program după sistemul educațional finlandez.

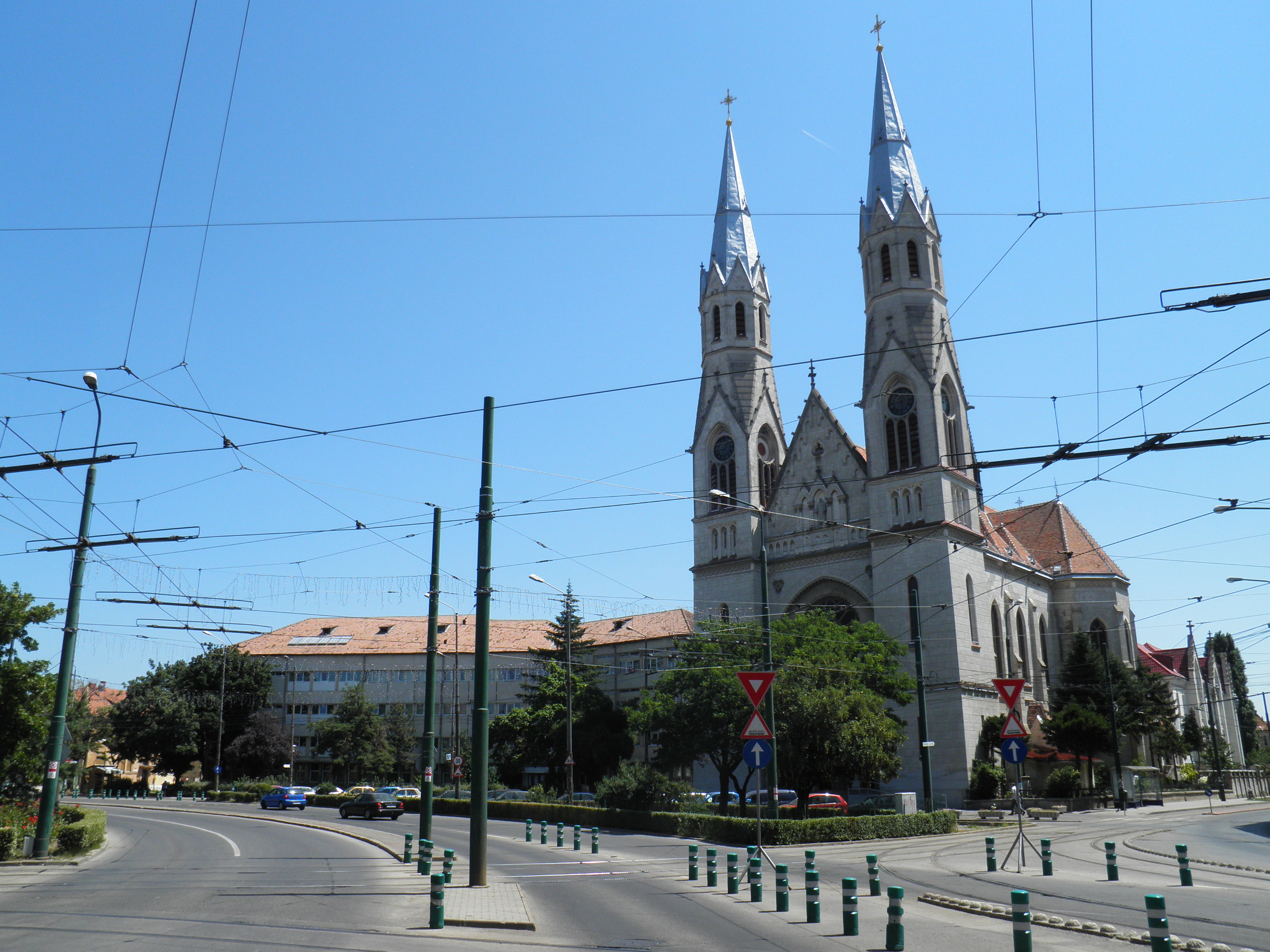
Liceul Teoretic „Grigore Moisil” din Piața Nicolae Bălcescu

În același timp, Timișoara înregistrează un nivel superior mediei naționale în ceea ce privește adoptarea cursurilor educaționale digitale, precum și a programelor de formare profesională și dezvoltare a competențelor în sistem stagiar, hibrid sau la distanță. Mulți timișoreni sunt atât formatori, cât și cursanți și cercetători în cadrul unor platforme autohtone și internaționale de educație deschisă, resurse educaționale digitale și medii virtuale de învățare precum eduKiwi, EUROSCI Network, Udemy, Memrise, ResearchGate, Brainly, Udacity sau Coursera, alături de numeroase școli, universități și instituții de învățământ care oferă cursuri în format digital. Acest trend este în creștere accelerată pe plan local, fenomen susținut de economia dinamică a orașului, în care calificările, certificările și competențele continue sunt un criteriu esențial de diferențiere profesională și avantaj competitiv pe piața muncii.

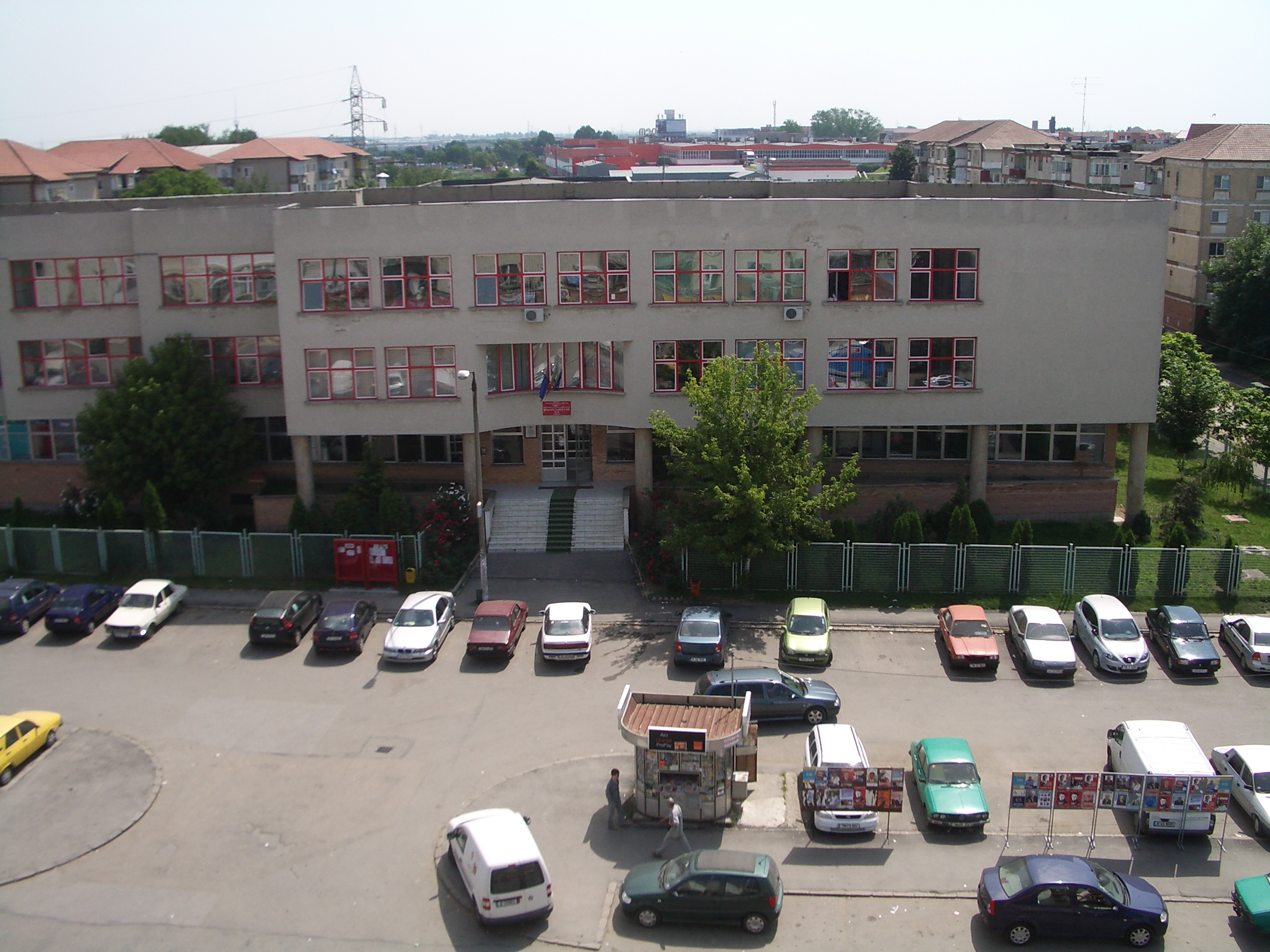
Gimnazială Nr. 30, una din cele mai reputate școli din Timișoara, în zona Soarelui

Specificul învățământului preuniversitar timișorean este diversitatea limbilor de predare. Bogata tradiție multietnică a orașului s-a menținut și datorită școlilor cu predare în limbile maghiară (Liceul „Bartók Béla”), germană (Liceul „Nikolaus Lenau”), franceză (Liceul J.L. Calderón), sârbă (Liceul „Dositej Obradović”), engleză (Liceul Teoretic „William Shakespeare”), slovacă și ucraineană care, împreună cu limba română, au o tradiție și o continuitate de aproape patru secole.
Potrivit unui clasament realizat de portalul AdmitereLiceu.ro în 2020, cinci licee din Timișoara se află în top 100 școli din România: Liceul „Grigore Moisil”, Colegiul Național Bănățean, Colegiul Național „Constantin Diaconovici Loga”, Liceul Pedagogic „Carmen Sylva” și Liceul teoretic „Nikolaus Lenau”.

### Învățământul vocațional și profesional
Numeroase unități de învățământ din Timișoara sunt centrate pe dezvoltarea și formarea competențelor în sistem profesional dual, în funcție de specializare, profil sau calificare: tehnic (Colegiul Tehnic de Vest, Colegiul Tehnic „Henri Coandă”, Colegiul „Emanuil Ungureanu”, Liceul Electrotimiș, ș.a.), economic (Colegiul „F.S. Nitti”), artistic (Colegiul Național de Artă „Ion Vidu”, Liceul de Arte Plastice), medical (Colegiul Național Ana Aslan), teologic (Liceul Romano-Catolic „Gerhardinum”, Liceul Penticostal ,,Logos” ), ș.a.m.d.
Centrul Specializat de Învățare Permanentă se află în Parcul Industrial și Tehnologic, în cartierul Torontalului.
Noul Campus Regional pentru Învățământul Dual, investiție de peste 20 de milioane de euro, se construiește în zona Calea Buziașului.

### Învățământul universitar
Învățământul universitar are o tradiție de peste 100 de ani, odată cu înființarea Politehnicii în 1920. De atunci și până azi Timișoara a devenit cel mai important centru universitar și academic din vestul țării, cu circa 50.000 de studenți înscriși în programele de studii universitare și post-universitare de licență, masterat, doctorat și rezidențiat, în patru universități de stat și trei private. Aici există filiale ale Alianței Naționale a Organizațiilor Studențești din România și ale AIESEC. Organizațiile studențești sunt foarte active, fiind cunoscute atât în țară cât și în străinătate pentru evenimentele desfășurate, manifestările cultural-artistice StudentFest sau zilele ISWinT fiind doar câteva exemple.

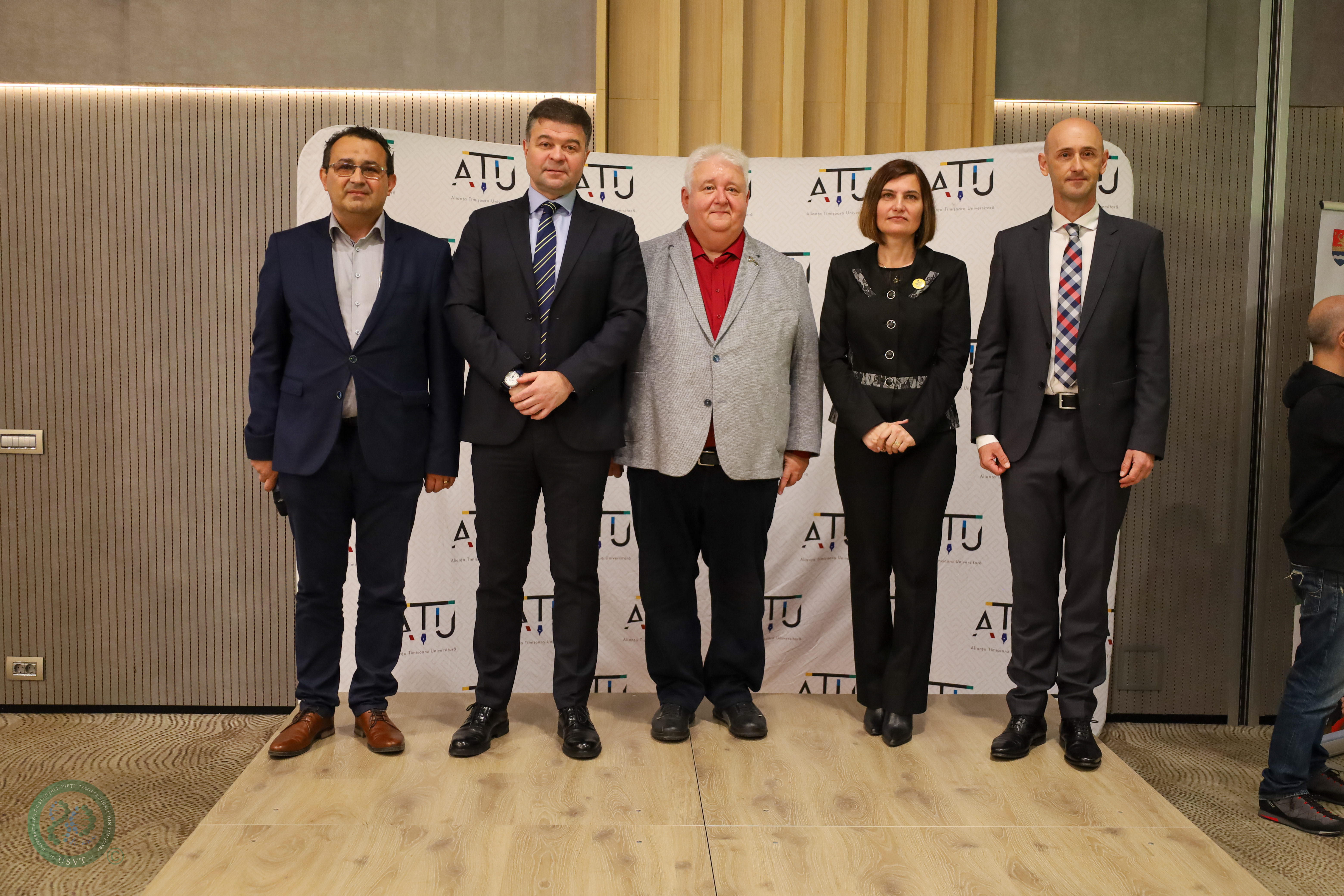
Înființată la 19 Iunie 2020, Alianța Timișoara Universitară (ATU) este prima și cea mai mare asociație universitară locală din România

Timișoara este unul din cele patru centre universitare naționale, alături de București, Cluj-Napoca și Iași, stabilite prin HG de Ministerul Educației Naționale și a Învățământului.
| Universitate | Fondată              | Facultăți            | Studenți             | Rector                  | Adresă                         |
| Universități de stat | Universități de stat | Universități de stat | Universități de stat | Universități de stat    | Universități de stat           |
| --- | -------------------- | -------------------- | -------------------- | ----------------------- | ------------------------------ |
| Universitatea de Vest | 1962                 | 11                   | 15.727               | Marilen Gabriel Pirtea  | Bd. Vasile Pârvan, nr. 4       |

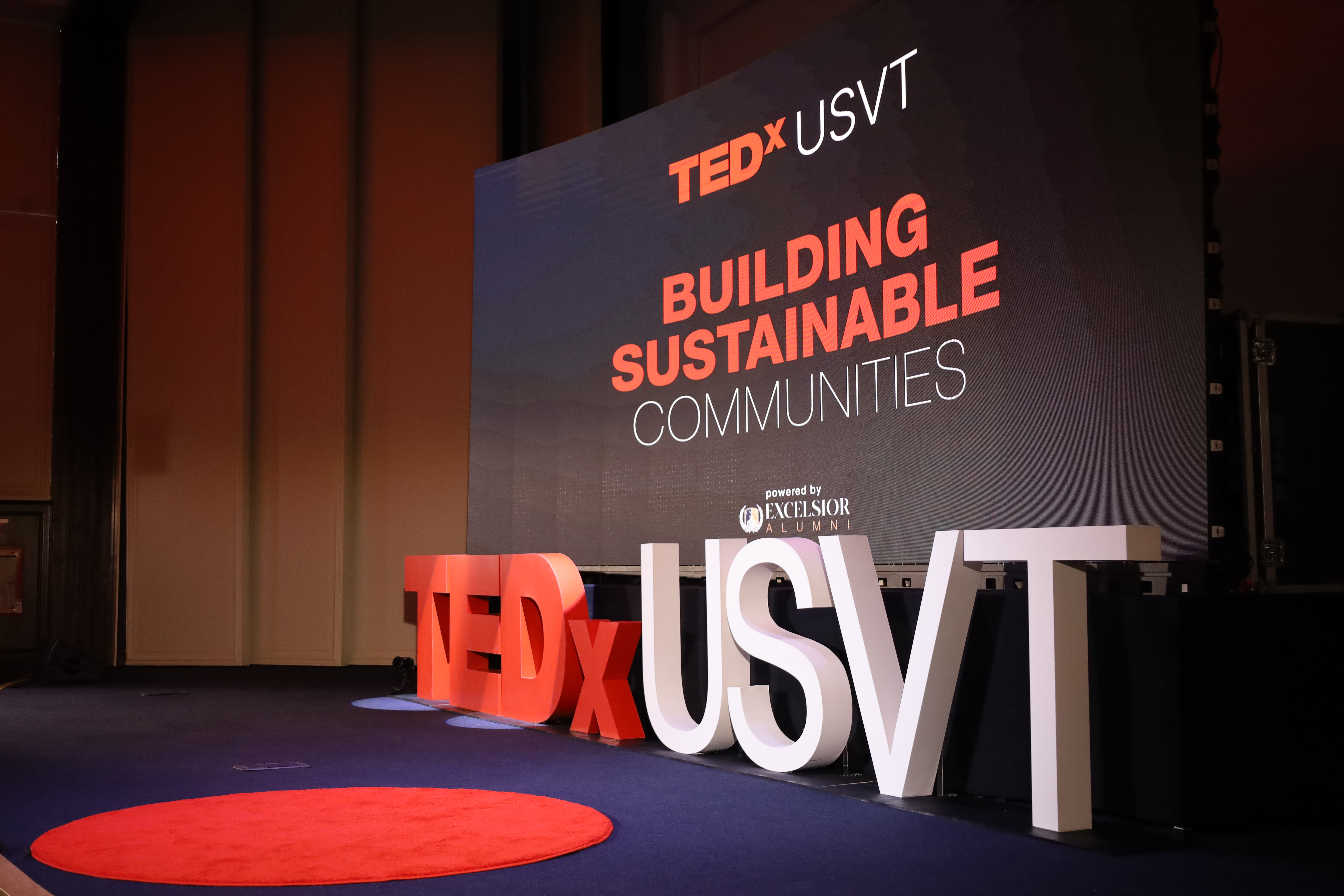
TEDx, cel mai mare program de conferințe din lume, la Universitatea de Științele Vieții „Regele Mihai I”

| Universitatea Politehnica | 1920                 | 10                   | 13.756               | Florin Drăgan           | P-ța Victoriei, nr. 2          |
| Universitatea de Medicină și Farmacie „Victor Babeș”                                                                                 | 1944                 | 3                    | 7.599                | Octavian Crețu          | P-ța Eftimie Murgu, nr. 2      |
| Universitatea de Științele Vieții „Regele Mihai I”                                                                                   | 1991                 | 6                    | 6.994                | Cosmin Alin Popescu     | Calea Aradului, nr. 119        |
| Universități private |                      |                      |                      |                         |                                |
| Universitatea Tibiscus | 1991                 | 4                    | 1.000+               | Radu Răducan            | Str. Lascăr Catargiu, nr. 4–6  |
| Universitatea Creștină Dimitrie Cantemir                                                                                             | 1991                 | 1                    | N/A                  | Cristiana Cristureanu   | Str. 1 Decembrie 1918, nr. 93  |
| Universitatea „Ioan Slavici” | 2000                 | 2                    | 2.000+               | Moise-Dorel Andraș      | Str. Păunescu Podeanu, nr. 144 |
| Universități defuncte |                      |                      |                      |                         |                                |
| Universitatea Mihai Eminescu | 1992-2018            | 2                    | N/A                  | Alexandru Lucian Stroia | str. Arieș 19                  |
| 1Este o filială a Universității Creștine „Dimitrie Cantemir” din București – cuprinde Facultatea de Management Turistic și Comercial |                      |                      |                      |                         |                                |

Universitatea Politehnica, una dintre cele mai mari și renumite universități tehnice din Europa Centrală și de Est, face parte din categoria universităților de cercetare avansată și educație, conform Ordinului nr. 5262/05.09.2011, prin care se constată rezultatele clasificării universităților, stabilite de Asociația Universităților Europene, pe baza datelor raportate de instituțiile de învățământ superior acreditate din sistemul național de învățământ. Conform aceleiași clasificări, Universitatea de Vest, Universitatea de Medicină și Farmacie „Victor Babeș” și Universitatea de Științele Vieții „Regele Mihai I” fac parte din categoria universităților de educație și cercetare științifică, iar Universitatea Tibiscus și Universitatea Dimitrie Cantemir fac parte din categoria universităților centrate pe educație.
În municipiu se află biblioteci publice, municipale și universitare. Cele mai importante sunt:
- Biblioteca Universității de Medicină și Farmacie „Victor Babeș”;
- Biblioteca Centrală a Universității Politehnica, găzduită într-un nou sediu din 2014;
- Biblioteca Centrală Universitară „Eugen Todoran”;
- Biblioteca Academiei Române;
- Biblioteca Județeană „Sorin Titel”.

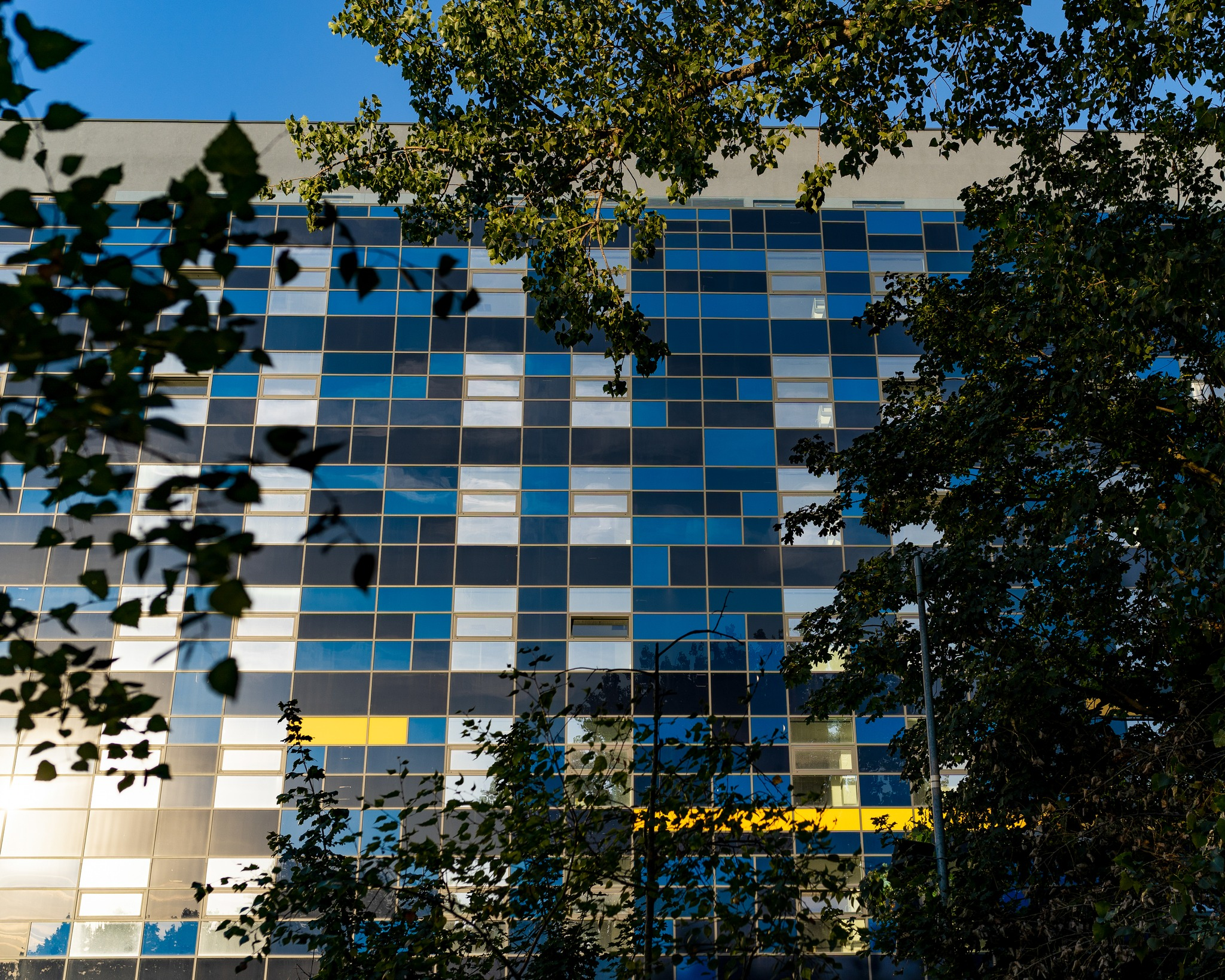
Cămin modern aparținând Universității de Vest, situat în perimetrul campusului din zona Complexul Studențesc

Campusurile studențești se află în zonele Complexul Studențesc-Medicinei (25 de cămine), Lipovei-Tipografilor (6 cămine) și Blașcovici (2 cămine), oferind în total peste 13.000 de locuri de cazare. Acestea sunt împânzite de baruri, bistrou-uri, cluburi de noapte și numeroase localuri tematice ce oferă servicii de alimentație publică: restaurante, cantine studențești, cafenele, pizzerii și fast food-uri aparținând unor lanțuri autohtone și internaționale, dar și servicii conexe: magazine, supermarket-uri, diverse puncte de vânzare cu amănuntul/ridicata, etc.

### Învățământul academic. Cercetarea științifică
Centru național de cercetare științifică avansată, alături de București, Cluj-Napoca și Iași, în cadrul filialei din Timișoara a Academiei Române își desfășoară activitatea următoarele centre: Institutul de Cercetări Socio-Umane „Titu Maiorescu”; Institutul Național de Cercetare–Dezvoltare pentru Electrochimie și Materie Condensată; Institutul Național de Cercetare–Dezvoltare în Sudură și Încercări de Materiale; Institutul de Cercetări în Construcții și Economia Construcțiilor; Laboratorul de Energii Regenerabile–Fotovoltaic; Observatorul Astronomic (secție a Institutului Astronomic al Academiei Române), și Planetariul Universității de Vest.

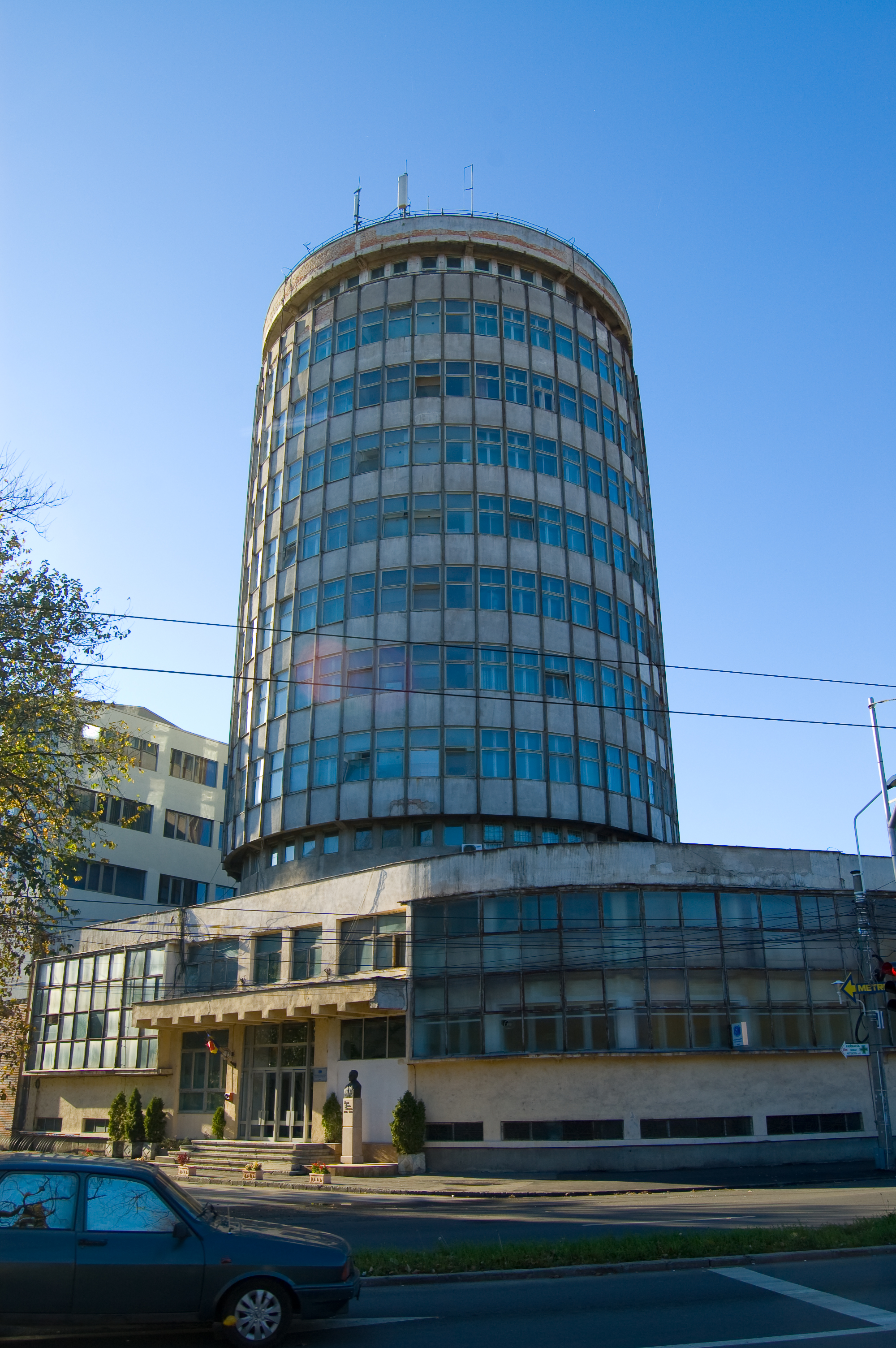
Turnul ISIM Timișoara

Tot în Timișoara activează numeroase centre și institute naționale de cercetare–dezvoltare: Centrul de Cercetări în Metode Avansate de Studiu al Fenomenelor Fizice; Centrul de Cercetări în Mecatronică și Robotică; Centrul de Cercetări pentru Materiale Anorganice și Energii Alternative; Centrul de Cercetări în Inginerie și Management, etc.

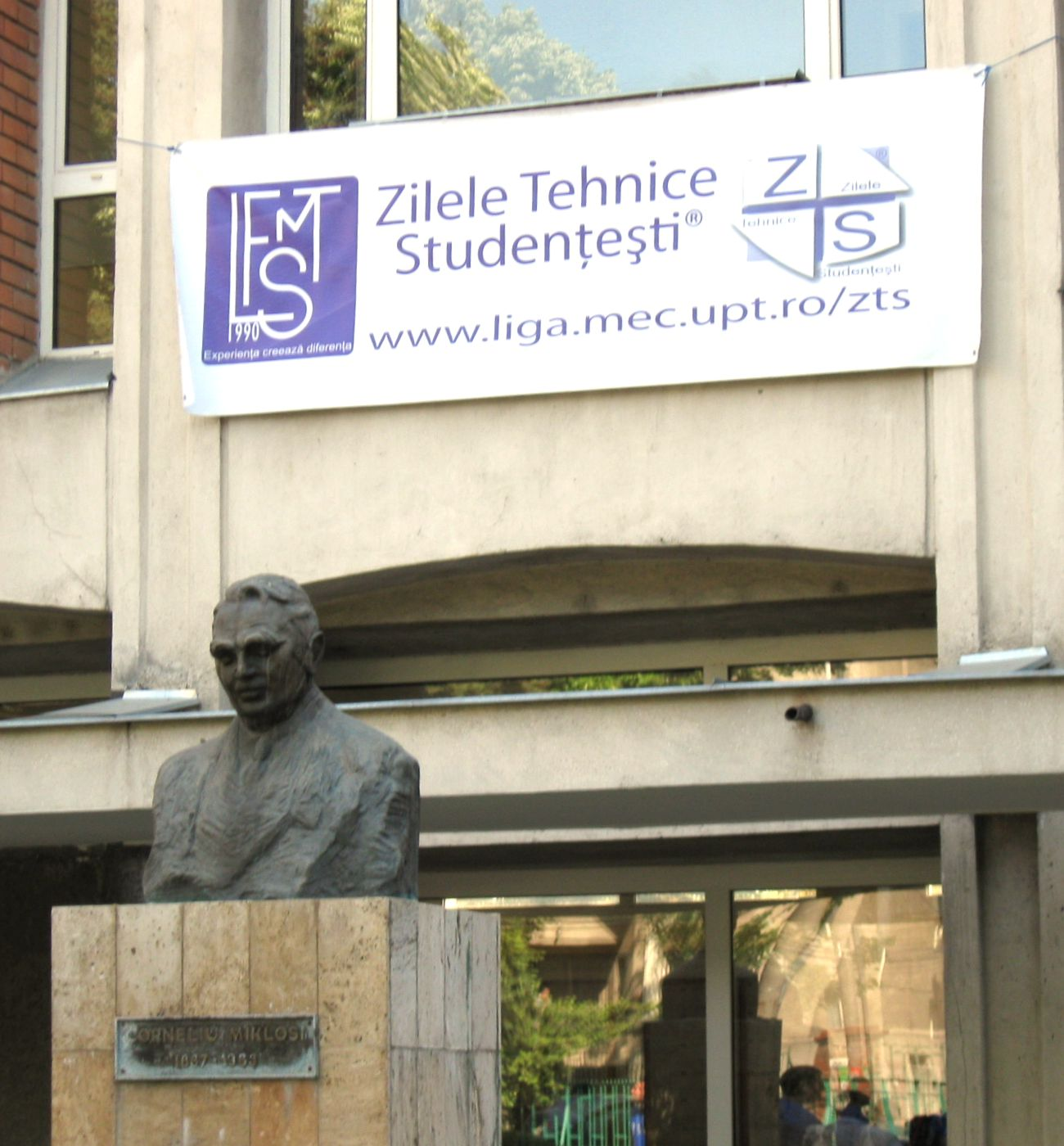
Zilele Tehnice Studențești la Facultatea de Mecanică a Universității Politehnica

Tot aici funcționează și filiale ale Academiei de Științe Medicale, respectiv ale Academiei de Științe Tehnice din România.
Anual, este organizată manifestarea științifică „Zilele academice timișene”.
Clusterul HPC (High Performance Computing), de la Universitatea de Vest, asigură extinderea platformei integrate de cercetare pe baza noilor tehnologii IT în regiune. Platforma HPC existentă cuprinde 7 unități de procesare IBM, în combinație cu 7 unități de procesare de tip GPU de la Nvidia, toate acestea găzduite într-un șasiu IBM BladeCenter H. Aici se află de asemenea și un supercalculator IBM Blue Gene/P, instalat în acest Data Center de către ETA2U în anul 2011.
Noul Centru de Cercetare în Ingineria Datelor, Inteligență Artificială și Sisteme Inteligente (CIDIAS), proiect al Universității Politehnica în valoare de 19 milioane de euro, va avea peste 5.000 de mp de spații și laboratoare dedicate cercetării în Inteligența artificială, Cloud Computing, Securitate Cibernetică și Robotică și Control Inteligent.
În cadrul Institutului Politehnic din Timișoara a fost dat în funcțiune primul calculator construit în România (1961). Se numea MECIPT acronimul de la „Mașina Electronică de Calcul a Institutului Politehnic din Timișoara”. Proiectarea acestuia a început din 1956 de către un colectiv condus de matematicianul Iosif Kaufmann, inginerul electronist Wilhelm Löwenfeld și studentul Vasile Baltac. La construirea sa au contribuit, de asemenea, și cercetările profesorului Grigore C. Moisil.

## Sănătate
Timișoara este centru medical regional, deținând spitale cu un nivel ridicat al calității serviciilor, unități dotate cu aparatură performantă și cadre medicale cu înaltă specializare.
Datorită programelor universitare de specialitate orașul reprezintă un pol de cercetare în domeniul medical și al sănătății publice, existând filiale ale Societății Studențești de Chirurgie din România, sediul central al Asociației Române de Hemofilie, precum și centrul de instruire regional în medicina de urgență, efectuat de SMURD Timișoara. În Timișoara funcționează instituții de resort importante în gestionarea și îndrumarea problemelor de sănătate, cum sunt: Casa Județeană de Asigurări de Sănătate, Centrul Regional de Sănătate Publică, Direcția Generală de Asistență Socială și Protecția Copilului, Direcția de Sănătate Publică, precum și un număr mare de unități sanitare. Dintre ele se remarcă:
- Spitalul Clinic Județean de Urgență „Pius Brînzeu” (inclus de Ministerul Sănătății în clasa I de competență.). În extindere cu o nouă Maternitate, proiect transfrontalier România - Serbia pe fonduri europene, cu o valoare investițională de 14 milioane de euro;[216]
- Institutul de Boli Cardiovasculare (clasa I);
- Spitalul Clinic Municipal de Urgență. În extindere cu o nouă Clinică de Balneologie, ce cuprinde bazine de tratament cu apă termală, cu facilități pentru hidroterapie.[217]
- Spitalul Clinic de Urgență pentru Copii „Louis Țurcanu”, extins cu un nou corp de clădire;
- Spitalul Clinic de Boli Infecțioase și Pneumoftiziologie „Dr. Victor Babeș”;
- Spitalul Militar de Urgență „Dr. Victor Popescu”;
- Spitalul Regina Maria.

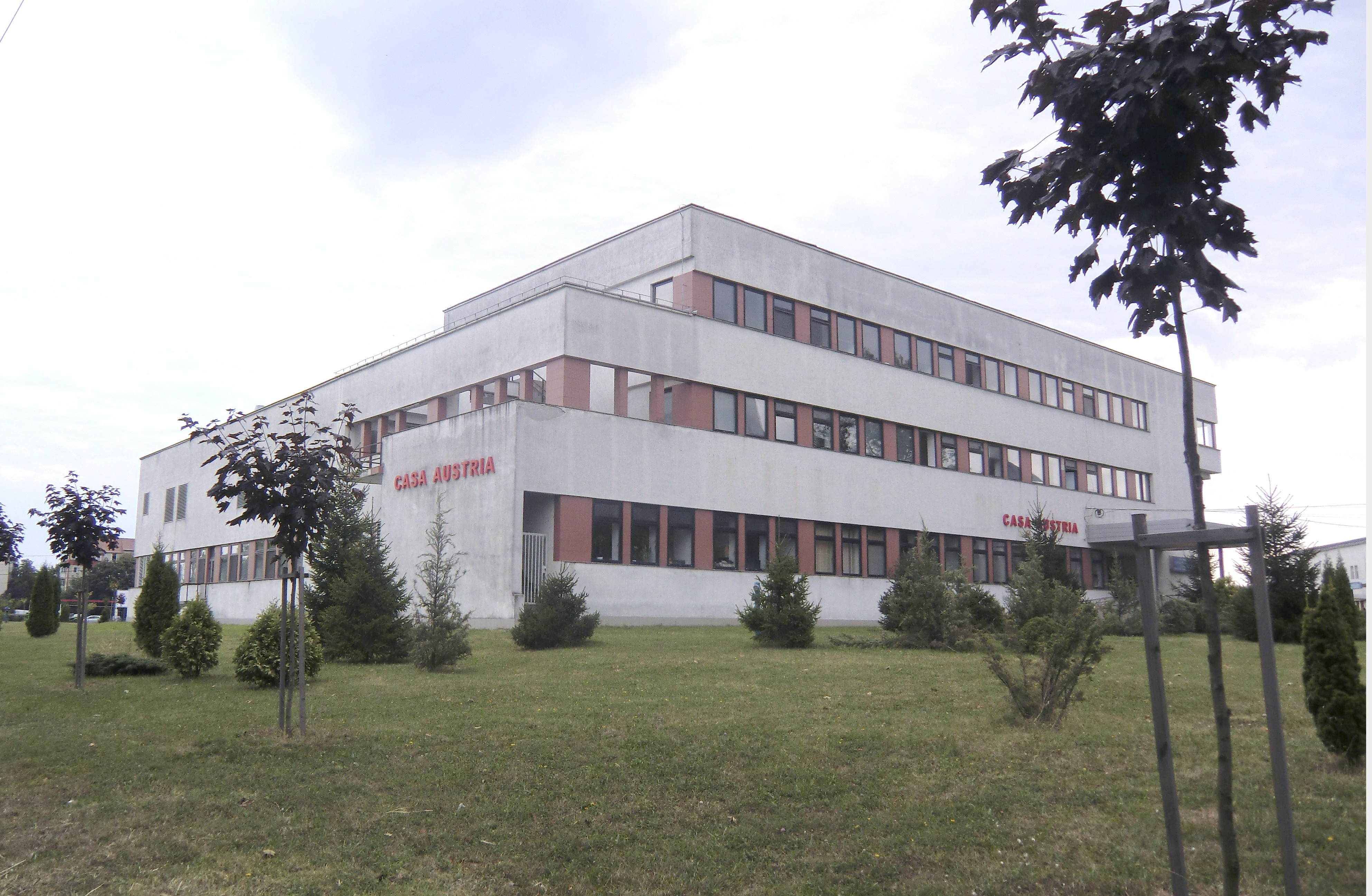
Clinica de chirurgie plastică și reparatorie Casa Austria din Timișoara

Pe piața de servicii medicale private sunt prezenți jucători precum MedLife, Clinicile Regina Maria, Synevo sau Medicover.
Pe raza municipiului Timișoara mai funcționează, de asemenea: șase ambulatorii de specialitate integrate ale spitalelor (patru publice și două private); trei servicii de ambulanță (unul public și două private); 494 de cabinete stomatologice; 229 de cabinete de medicină de familie; 138 de cabinete de specialitate; șapte cabinete de expertiză medicală și 24 de cabinete de recuperare a capacității de muncă; 39 de dispensare școlare; 11 dispensare studențești; un dispensar sportiv; 63 de farmacii și 32 de depozite farmaceutice.

### Proiecte
- Spitalul Regional Timișoara, va fi construit cu fonduri provenite din surse guvernamentale, europene și axe de finanțări publice și private pe programul Sănătate;
- Noul Centru Național de Mari Arși – proiect de 66 de milioane de euro, este în construcție în zona Calea Girocului/Braytim, cu termen de finalizare în anul 2026.
- Institutul Regional de Oncologie – în valoare de peste 1,5 miliarde de lei, aprobat de Ministerul Sănătății, în construcție pe Calea Torontalului.
- Noul corp al Spitalului Județean de Urgență ,,Pius Brânzeu", ce va cuprinde 284 de paturi, 6 săli noi de operații și 3 noi spații pentru radioterapie și radiochirurgie – proiect cu o valoare investițională de peste 200 de milioane de euro.
- Noul „Centru de Medicină Intervențională și Transplant Pulmonar” al Spitalului de Boli Infecțioase și Pneumoftiziologie ,,Victor Babeș", din zona UMT, ce va avea patru săli de operație, două pentru chirurgie toracică și două pentru transplant pulmonar. Investiție de 120 de milioane de euro.
- Cel mai mare spital privat din Timișoara, investiție de peste 20 de milioane de euro a grupului Medici's, este în construcție în zona Odobescu.

## Gastronomie și obiceiuri culinare
Bucătăria timișoreană a fost puternic influențată de cea austro-ungară, dar, într-o bună măsură, și de bucătăria grecească, italienească sau franceză. Mâncărurile pregătite în Banat sunt făcute în cea mai mare parte din carne de porc, pui, vită, miel sau pește, cu garnituri de legume prăjite în untură sau ulei, cu sosuri din făină cum ar fi rântașul, pentru a le face mai consistente, condimentate din belșug cu piper, sare, cimbru, paprică, rozmarin, chimen sau ierburi aromatice.
Bucătăria din Banat se caracterizează prin mâncăruri grase, hrănitoare și gustoase. Rasolul cu os, fripturile, papricașul, tochiturile, piftia, ardeii umpluți, saramura de pește, plachia, drobul, zupele, ciorbele, sarmalele, preparatele și semipreparatele proaspete din carne de porc (grătarul, șnițelul, cârnatul, caltaboșul, pastrama, jambonul, slănina, salamul, toba sau jumările), brânzeturile (cașul, telemeaua sau urda) și deserturile (crumpii cu găluște, cozonacul, plăcintele, prăjiturile sau papanașii) sunt doar câteva dintre mâncărurile tradiționale care se consumă în zilele de sărbătoare, la evenimentele speciale, dar și în zilele obișnuite.
Prezența minorităților maghiare, sârbești, germane, slovene și turce, dar și a altor grupuri etnice de-a lungul timpului, a asigurat continuitatea bucătăriei internaționale în oraș. Sunt prezente baruri, cafenele și restaurante, unde se servesc preparate precum pljeskavića, gulașul, șnițelul vienez, bigos, sau supa halászlé, deserturi precum vargabeleșul, baclavaua, cataiful, palačinka sau gomboții cu prune, și produse de patiserie precum covrigul bavarez, șuberec, pirogi, halva, börek, cozonacul secuiesc sau langoșul.
Datorită ritmului alert al vieții urbane și accesului facil la o gamă largă de servicii de livrare și catering, mulți timișoreni manifestă și o preferință notabilă pentru mâncarea de tip fast-food. Această tendință este evidențiată de prezența lanțurilor de restaurante și a localurilor care oferă preparate rapide, de la șaorma, kebab, burgeri, cartofi prăjiți, orez sau noodles, până la pizza, hotdog, grill, salate, sandwich-uri sau produse de patiserie și cofetărie, consumate alături de sucuri, energizante sau băuturi răcoritoare.

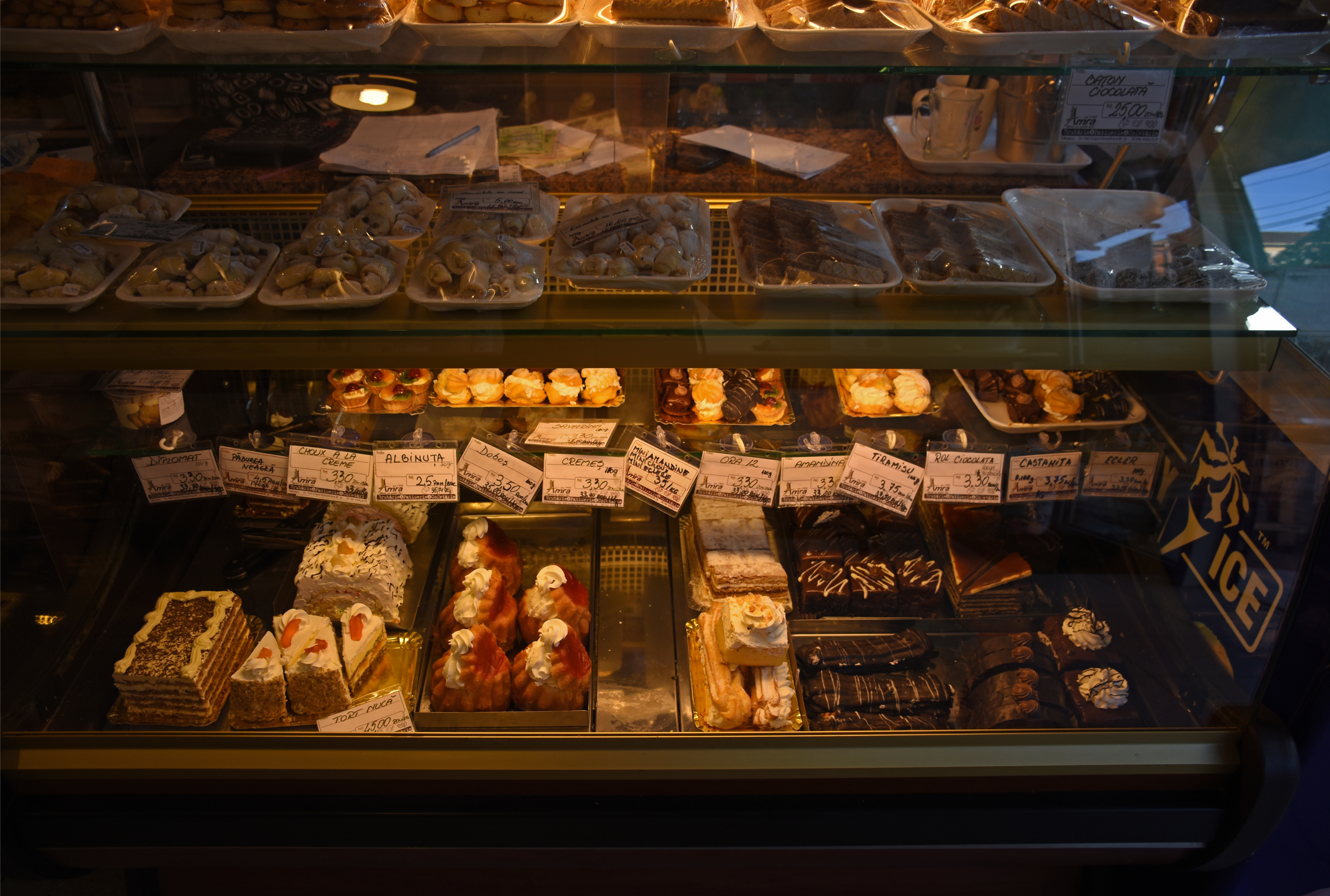
Deserturi românești și internaționale (Tiramisu, Amandine, Fursecuri, Tarte cu fructe, Choux à la Crème, Profiterol etc.) și produse de patiserie, expuse într-o cofetărie din Timișoara

În Timișoara activează restaurante cu specific tradițional româneasc, precum și ale gastronomiei internaționale, cu specific moldovenesc, mediteranean, italian, francez, iberic, scandinav, american, mexican, portughez, argentinian, indian, turcesc, arăbesc, libanez, persan, tunisian, coreean, chinezesc sau japonez.
Manifestări precum Banat Brunch  sau Mic Dejun la Margina , ce celebrează bogăția culinară și tradițiile bucătăriei bănățene, sunt evenimente populare în peisajul gastronomic local. La acestea se adaugă și răspândirea accelerată a conceptului de Puncte Gastronomice Locale (PGL) în județul Timiș, un fenomen cultural ce reflectă atât oferta culinară locală vastă, cât și identitatea gastronomică regională, în contextul unei cereri în creștere din partea turiștilor și localnicilor.
Cele mai importante companii de pe piața timișoreană de food delivery sunt Wolt (DoorDash), Glovo (Delivery Hero SE), Bolt Food și Bringo (Groupe Carrefour). În același timp, numeroase restaurante și localuri oferă servicii de meal kit, permițând clienților să își gătească acasă preparatele preferate.
Totodată, numeroase localuri din sfera HoReCa dispun de propriile aplicații mobile și site-uri, disponibile atât în App Store (pentru iOS), Google Play (pentru Android), Galaxy Store (pentru Samsung), AppGallery (pentru Huawei), cât și pe motoarele de căutare, prin care clienții beneficiază de oferte majore, promoții exclusive și reduceri semnificative, programe de loialitate și fidelizare personalizate, precum și propria linie/propriul număr de apelare telefonică pentru comenzi. Majoritatea dintre aceste restaurante sunt dotate cu flote extinse de transport și curieri bine pregătiți pentru livrări, contribuind semnificativ la accesibilitatea generală a serviciilor și la menținerea unor standarde ridicate de calitate în livrarea mâncării la domiciliu.

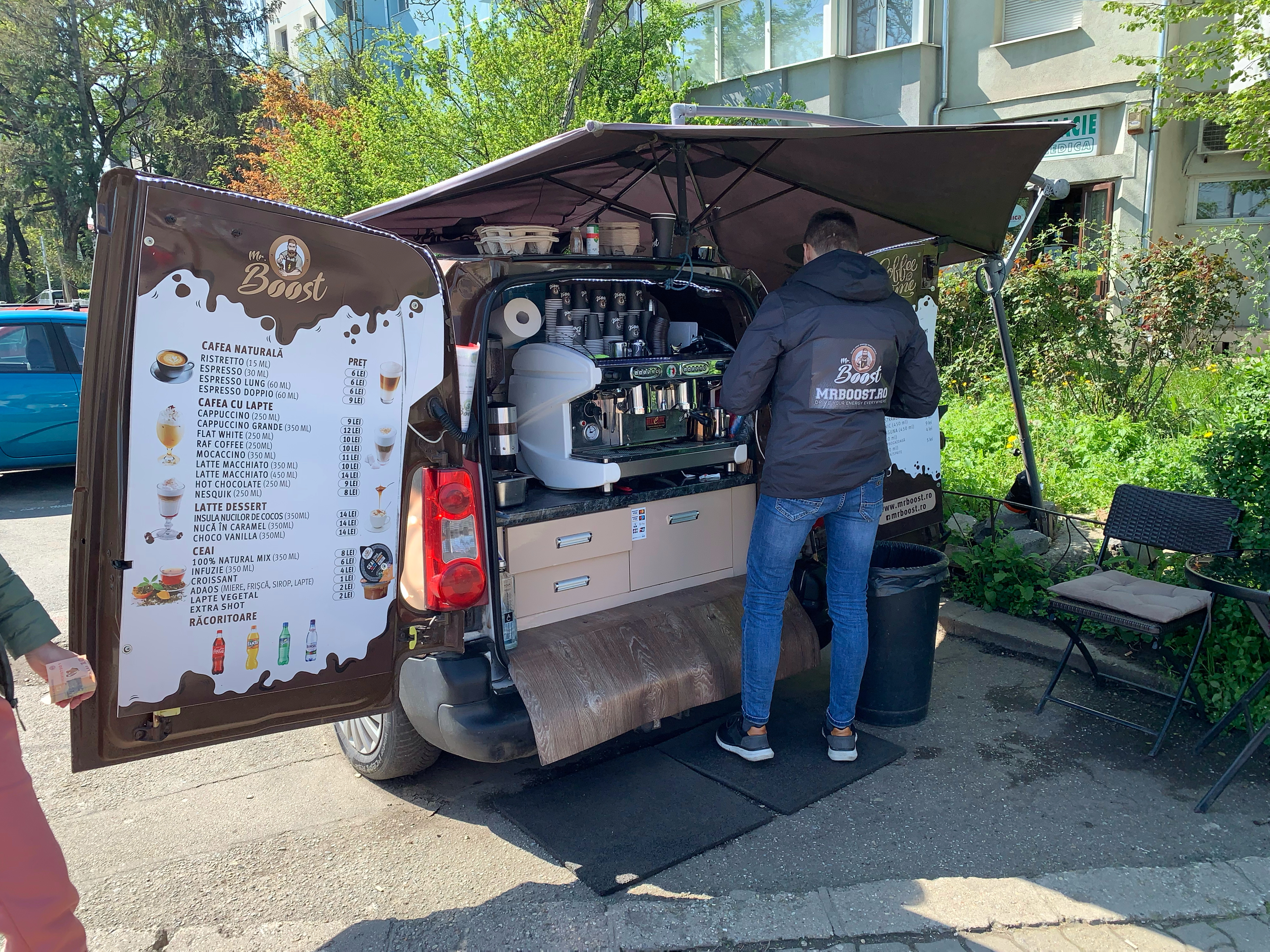
Rulotă mobilă cu preparate din cafea de specialitate: espresso, ristretto, cappuccino, frappé, ceai și băuturi răcoritoare - ilustrând obiceiurile moderne de comerț și consum rapid ale timișorenilor

În plus, mulți antreprenori și proprietari din domeniu colaborează direct cu producători certificați și lanțuri de aprovizionare locale, asigurând trasabilitatea materiei prime și integrarea completă a proceselor de distribuție, prelucrare și producție, garantând astfel prospețimea ingredientelor și autenticitatea preparatelor culinare - aspecte ce se aliniază tendințelor globale de gastronomie sustenabilă, mâncare artizanală și alimentație organică, contribuind semnificativ la dinamica locală deosebită a acestui sector economic.
De asemenea, segmentul dedicat reducerii risipei alimentare constituie un pilon emergent al economiei circulare din Timișoara, evidențiindu-se printr-un ecosistem extins și diversificat, cu firme, inițiative antreprenoriale, ONG-uri și structuri instituționale cu rol activ în redistribuirea resurselor alimentare. Cele mai importante companii care activează pe piața timișoreană din domeniu sunt BonApp Eco (by Munch), JustNow Food și Olio, platforme ce facilitează vânzarea la prețuri semnificativ reduse a produselor alimentare din restaurante, localuri, cafenele, magazine și a altor operatori economici din industria alimentară.

## Sport
Direcția Județeană pentru Sport și Tineret Timiș are sediul în Piața Huniade nr. 3.
Infrastructura Timișoarei permite practicarea unor sporturi diverse precum: fotbal, baschet, handbal, tenis, înot, rugby, ciclism, caiac, culturism, scrimă, paintball, bowling, tir, arte marțiale, echitație, volei, motociclism (la Giroc), gimnastică și multe altele. Și sporturile la masă pot fi practicate: ruletă, cărți și darts (cu precădere în cazinouri), biliard, șah sau tenis de masă.
Întrecerile sportive precum Maratonul Timișoarei, SportGuru 21K, Liberty Marathon sau Timotion sunt bine statornicite, adunând anual mii de participanți din zeci de țări, deținând sau stabilind noi recorduri naționale, iar turneul internațional de ciclism off-road de la Pădurea Verde sau Cupa Timișului au tradiție în agenda sportivă a orașului.
Sportul electronic capătă o amploare și popularitate tot mai mare pe fondul organizării de concursuri și întreceri specifice.
Orașul a găzduit meciuri la Campionatul European de Baschet Feminin din 2015.

### Fotbal
- ASU Politehnica Timișoara;
- ACS Poli Timișoara, club fondat în 2012;
- Ripensia Timișoara, (club istoric de fotbal, 1928–1948, reînființat în 2012), primul club de fotbal cu statut profesionist din România;
- Chinezul Timișoara, (club istoric de fotbal, 1910–1946), unul din cele mai mari cluburi din istoria fotbalului european;
- FC Politehnica Timișoara;
- CFR 1933 Timișoara;
- Clubul Atletic Timișoara, primul club de fotbal fondat în spațiul românesc;
- CAM Timișoara;
- Banatul Timișoara;
- SS Progresul Timișoara.

### Baschet
- BC Timba Timișoara (2006–prezent);
- BC Timișoara (1985–prezent);

### Rugby
- RCM Timișoara;

### Arte marțiale
- Uniunea Timișoreană de Karate (UTK)

### Infrastructura sportivă

#### Stadioane
Echipa ACS Poli Timișoara dispune de al doilea stadion ca și capacitate din România, Stadionul „Dan Păltinișanu” (32.972).
Alte arene din oraș sunt: Stadionul „Eroii Timișoarei” (categoria UEFA 4 (Elite), din Calea Buziașului, cu o capacitate de 10.101 de locuri; Stadionul CFR de lângă Gara de Nord, cu o capacitate de 7.000 de locuri unde evoluează CFR Timișoara; Stadionul Știința de lângă Universitatea Politehnica, cu o capacitate de 1.000 de locuri, pe care evoluează ASU Politehnica Timișoara și Stadionul Electrica, de lângă Pădurea Verde, cu o capacitate de 500 de locuri pe scaune, pe care evoluează Ripensia Timișoara.

#### Sala Sporturilor „Constantin Jude”
Cunoscută în trecut drept Sala Olimpia, Sala Sporturilor „Constantin Jude” este o sală multifuncțională situată pe aleea FC Ripensia, nr. 7. Este folosită pentru echipele masculine și feminine de baschet, volei, handbal și noua echipă de futsal din oraș. Capacitatea sălii este de 2.500 de locuri.

#### Proiecte
Compania Națională de Investiții a aprobat construirea unui complex sportiv multifuncțional, în zona stadionului „Dan Păltinișanu”, ce va cuprinde o arenă de fotbal cu o capacitate de 32.150 de locuri (Noul Stadion Dan Păltinișanu (2025) – a doua ca și capacitate din România și totodată cel mai mare și scump stadion din afara Bucureștiului, investiție de 170 de milioane de euro ; și o sală polivalentă de peste 16.000 de locuri – cu un cost de cca. 140 de milioane de euro , ce va cuprinde o parcare supraetajată cu cinci niveluri și două etaje retrase; funcțiuni de cazare și servicii.
Totodată, proiectul Stadionului Știința prevede mărirea capacității tribunei, terenuri de minifotbal pe acoperiș, diverse spații și funcțiuni sportive precum și o parcare supraterană.

## Mass-media

### Presa scrisă
Caracteristicile presei locale sunt asemănătoare cu cele ale presei naționale, având totuși unele elemente distinctive datorită evoluției istorice a acesteia, a specificului multicultural al spațiului timișorean.
Primul ziar apărut la Timișoara în 1771, editat de tipograful Mathäus Joseph Heimerl, s-a numit Temeschwarer Nachrichten și a apărut în 13 ediții. Între 1830–1849 a apărut Temeschwarer Wochenblatt al cărui editor era Joseph Klapka – întemeietorul primei biblioteci din Imperiul Habsburgic (1815) și primar al Timișoarei între anii 1819–1833. Între 1872 și 1918 apare ziarul de limbă maghiară Délmagyarország și cotidianul Temesvári hirlap (1903–1939). Minoritatea sârbă a ieșit pentru prima dată pe piața presei locale în 1829 cu Banatski almanah. Primele ziare în limba română apărute în perimetrul bănățean au fost tipărite la Viena și apoi la Pesta, așa cum s-a întâmplat cu Luminatorul condus de Vincențiu Babeș. Alte ziare și reviste care s-au impus în spiritualitatea epocii au fost Gazeta poporului, Control etc. În perioada interbelică s-au tipărit: Plugarul român (1908–1947), Gazeta Banatului, Voința Banatului, Curierul Banatului etc. Dintr-un catalog întocmit de Florian Moldovan și Alexander Krischan, în fondul documentar al Bibliotecii Județene din Timișoara se aflau înregistrate la începutul anilor 1970 nu mai puțin de 143 de titluri de ziare și reviste, dintre acestea 60 erau românești, 39 maghiare și 40 germane. După 1945, dar mai ales începând cu 1948, numărul ziarelor și revistelor s-a restrâns la câteva, toate editate sau aflate sub controlul politic al Partidului Comunist.
În prezent, în Timișoara apar: 
- cotidiane: în limba română: Renașterea bănățeană (apariție imediat după decembrie 1989, continuator al Drapelului roșu ); Timiș Expres (apărut în 2006); în limba maghiară: Nyugati Jelen, din anul 2000; Ziua de Vest a fost, inițial, suplimentul local al ziarului Ziua. De la începutul anului 2010 ziarul Ziua și-a încetat apariția, moment din care Ziua de Vest a devenit cotidian local de sine stătător. De asemenea, din 2009 apare cotidianul Adevărul de seară, ediție locală a publicației Adevărul până în 2011;
- 1 bisăptămânal: în limba română: Timpolis, din 1990;
- 1 trisăptămânal: în limba română: Timișoara, începând cu anul 1990. Inițial, ziarul apărea zilnic, fiind, însă, nevoit ulterior să își reducă tirajul, respectiv numărul de apariții;
- săptămânale: în limba română: Agenda , din 1990, Opinia Timișoarei , din 2008; în limba germană: Banater Zeitung – supliment săptămânal al Allgemeine Deutsche Zeitung für Rumänien (ADZ), editat la București pentru județul Timiș; în limba maghiară: Heti Új Szó, succesorul cotidianului Temesvári Új Szó, apărut între 23 decembrie 1989 și 22 decembrie 1994; în limba sârbă: din 1990 apare Naša Reč, continuatorul ziarelor Vesnik, Pravda și Banatske novine, care au apărut în Timișoara începând cu primii anii după Unirea din 1918;
- lunare: în limba română: Orizont, Monitorul Primăriei Municipiului Timișoara, din 2002, Agenda Consiliului Județean Timiș;
- trimestriale: în limba română: Orient latin, din 1993, Anotimpuri literare, din 1992; în limba sârbă: Književni život, din 1950;
- anuale: în limba română: Almanahul Agenda; în limba maghiară: Mindenki Kalendáriuma; în limba germană: Die Stafette;
- periodicitate sporadică: în limba română: Revista Helion, a clubului SF cu același nume.

### Presa audio-vizuală

#### Posturi de radio
Radio Timișoara, post public, face parte din Radio România Regional (RRR) – rețeaua radiourilor publice locale și regionale a Societății Române de Radiodifuziune, rețea care reunește 10 studiouri regionale și locale, dar și Radio Vacanța (în sezonul estival), Radio Sighet și Arad FM. Posturile regionale publice dețin emițătoare AM/FM de mare putere, acoperind peste 80% din suprafața țării. Grila de programe include multe emisiuni generaliste (bine receptate de publicul adult), cu muzică și informații din vestul țării, dar și programe de nișă, adresate iubitorilor anumitor genuri muzicale, sportului sau anumitor categorii sociale – pensionari, tineri, casnice.
Primele două posturi locale, Radio Vest și Radio Europa Nova au apărut în 1995.
Radio Vest a primit prima licență de radiodifuziune din vestul țării și a început să emită în 24 ianuarie 1995, pe 88,7 MHz, în partaj cu Vocea Evangheliei (2h zilnic). West City Radio numele sub care este cunoscut în ultimii ani. Transmite pe 88.8 MHz în mare parte muzică oldis, dar și știri locale. Postul se adresează unui public cu vârsta cuprinsã între 24–48 de ani. În grila de programe a postului se evidențiază emisiunile interactive și programele care respectã preocupările cotidiene, temele curente ale vieții de fiecare zi, căutând, totodată, să se plieze pe spiritul și mentalitatea timișoreană prin emisiuni informative, sociale, muzicale, culturale, sportive. West City Radio a transmis în direct ani întregi dezbaterile publice organizate de municipalitatea timișoreană și ședințele Consiliului Local al municipiului Timișoara.
Radio Europa Nova a fost un postul care a deschis calea concurenței în FM-ul local în 22 iulie 1995. A emis pe 89.7 MHz, în partaj cu Radio Vocea Speranței (2h zilnic), având un program complex care a inclus, în decursul anilor, pe lângă muzică pop-rock, știri și emisiuni interactive, și multe emisiuni emisiuni culturale. Printre realizatori au fost Cristian Rudnic (actualul director al Operei) - emisiune dedicată operei, Kamocsa Bela - emisiune de jazz, Răzvan Ciobanu - emisiune de modă, Elena Jurjescu - emisiune de folclor. Licența a fost preluată ulterior de Activ FM, cu un program local realizat de unul dintre moderatorii fostului post, iar acum e transmis pe 89,7 MHz Radio TaNaNa. În bandă estică a a emis o perioadă și Radio Tinerama. Din 1999 a emis, pentru câțiva ani, pe 99 MHz, Radio Analog. Radio Vocea Speranței și Radio Vocea Evangheliei emit în prezent pe frecvențe separate.
În 2009 a apărut un post de radio al minorității sârbe, Banat Link. Pe 100 MHz a emis cu o putere mică Radio Campus, post de radio studențesc local. Unele stații naționale au avut, în primii ani de  emisie, și programe locale: ProFM, Radio Guerrilla, Radio 21, Kiss FM.

#### Posturi de televiziune
TVR Timișoara este unul dintre cele patru studiouri teritoriale ale Societății Române de Televiziune. Emite din 17 octombrie 1994 pentru patru județe: Arad, Hunedoara, Caraș-Severin și Timiș. TVR Timișoara cooperează cu televiziunile publice regionale din Seghedin (Ungaria), Novi Sad, Panciova și Vârșeț (Serbia), surprinzând jurnalistic realitatea din teritoriul cuprins în Euroregiunea Dunăre–Criș–Mureș–Tisa, dar si pentru realizarea unor programe în cadrul comunităților de români din cele două țări, contribuind astfel la păstrarea identității lor etnice si culturale. Colaborează, de asemenea, și cu Radioteleviziunea Transcarpatia Ujhorod (Ucraina), cu scopul sprijinirii redacției în limba română de acolo. TVT'89 și TVT1 au fost primele posturi private locale.
TV Europa Nova are emisiuni de cultură, sănătate, pe teme rutiere, economice, talk-show-uri, emisiuni de dedicații muzicale (muzică populară), emisiuni de folclor, administrație și politică, transmise în direct. Știrile ocupă un loc important în grila postului, implicarea în soluționarea problemelor comunității locale constituind o temă permanentă. Are are drept target populația activă, cu vârsta cuprinsă între 18 și 45 de ani, dar se adresează și persoanelor de vârsta a doua și a treia, atât din mediul urban, cât și din cel rural.
Teleuniversitatea Timișoara are statut de departament în cadrul Universității Politehnica din Timișoara, obținând licența de emisie în anul 1994. Teleuniversitatea Timișoara este un post de televiziune cu obiective educaționale, care funcționează în regim non-profit, fără alocație bugetară. Pentru realizarea emisiunilor săptămânale, Teleuniversitatea Timișoara colaborează cu departamentul de Comunicații al Facultății de Electronică și Telecomunicații din cadrul Universității Politehnica, precum și cu departamentul de Jurnalistică al Facultății de Științe Politice, Filosofie și Științe ale Comunicării din cadrul Universității de Vest.
Pro TV, Realitatea TV și Digi 24 au avut, fiecare, câte o stație locală în Timișoara.

## Calitatea vieții
Potrivit unui studiu efectuat în anul 2006 de revista Capital, Timișoara ocupă locul 2 (după București) în topul celor mai atractive 50 de orașe din România, iar în anul 2016 a fost declarat orașul românesc cu cea mai ridicată calitate a vieții. Într-un clasament internațional al orașelor europene privind calitatea vieții, Timișoara ocupă locul 19, peste capitale europene precum Zagreb (locul 23), Dublin (locul 25) sau Oslo (locul 30). Clasamentul a fost întocmit după criterii precum puterea de cumpărare, infrastructura modernă, accesul la servicii, sistemul medical, siguranța locuitorilor și nivelul de poluare.

## Relații diplomatice
Timișoara găzduiește trei consulate generale (Germania, Italia și Serbia) și 15 consulate onorifice (Austria, Bulgaria, Cehia, Coreea de Sud, Estonia, Franța, India, Peru, Republica Macedonia, Republica Moldova, Spania, Suedia, Tunisia, Țările de Jos și Ungaria).

### Orașe înfrățite și partenere
Municipiul Timișoara a semnat protocoale de înfrățire sau acorduri de parteneriat cu următoarele orașe:
| - Graz (1982) - Mulhouse (1991) - Faenza (1991) - Karlsruhe (1992) - Rueil-Malmaison (1993) - Szeged (1998) - Gera (1998) - Treviso (2003) | - Novi Sad (2005) - Palermo (2005) - Nottingham (2008) - Cernăuți (2010) - Trujillo (2010) - Da Nang (2014) - Lublin (2016) - Cancún (2019) |

## Personalități
Printre personalitățile născute în Timișoara se numără:
Listate în ordine cronologică
- Iosif Ivanovici (1845–1902), clarinetist, dirijor, compozitor;
- Hermann Kövess von Kövessháza (1854–1924), ultimul comandant al Armatei Austro-Ungare;
- Margarethe Matzenauer (1881–1963), mezzo-soprană;
- Francesco Illy (1892–1956), contabil, inventatorul aparatului de cafea;
- Károly Kerényi (1897–1973), filolog, unul dintre fondatorii studiilor moderne ale mitologiei grecești;
- J. Edward Bromberg (1903–1951), actor;
- Johnny Weissmüller (1904–1984), înotător medaliat cu aur la Jocurile Olimpice din Paris și Amsterdam, actor cunoscut pentru rolul Tarzan din filmele anilor '30 și '40;
- Elek Schwartz (1908–2000), fotbalist, antrenorul echipei naționale de fotbal a Olandei (1957–1964);
- Ștefan Kovács (1920–1995), fotbalist, antrenor de fotbal;
- Ioan Holender (n. 1935), bariton, directorul Operei de Stat din Viena (1992–2010);
- Ana Blandiana (n. 1942), poetă, eseistă, membru corespondent al Academiei Române;
- Nicu Covaci (1947-2024), fondatorul și liderul formației Phoenix;
- Robert Dornhelm (n. 1947), regizor nominalizat la Oscar (1978);
- Florin Călinescu (n. 1956), actor, gazdă de emisiuni;
- Iulia Motoc (n. 1967), Profesor universitar, judecător la Curtea Constituțională a României;
- Dan Negru (n. 1971), prezentator de televiziune;
- Andreea Ehritt-Vanc (n. 1973), jucătoare profesionistă de tenis
- Edina Gallovits-Hall (n. 1984), jucătoare profesionistă de tenis;
- Diana Bulimar (n. 1995), gimnastă medaliată cu bronz la Jocurile Olimpice din Londra.